# 東海道本線
東海道本線（とうかいどうほんせん）は、東京都千代田区の東京駅から兵庫県神戸市中央区の神戸駅までを結ぶJRの鉄道路線（幹線）である。このほかに多数の支線を持つ。日本の鉄道路線としては最古であり、明治時代に初めて日本に鉄道が敷設されて以来、首都圏・中京圏・京阪神圏といった三大都市圏を結んでおり、日本の鉄道交通・物流の大動脈を担い続けている。
JRの路線では唯一、管轄する旅客鉄道会社が3社に跨っており、東京駅から熱海駅までは東日本旅客鉄道（JR東日本）、熱海駅から米原駅までは東海旅客鉄道（JR東海）、米原駅から神戸駅までは西日本旅客鉄道（JR西日本）の管轄となっている。一部の貨物支線が日本貨物鉄道（JR貨物）の管轄であるほかは、支線の管轄は接続する本線と同じ会社である（詳細は「路線データ」節を参照）。

なお、広義では東海道・山陽新幹線の東京駅から新神戸駅までの区間も東海道本線に含める場合がある（後節を参照）が、本項目では在来線としての東海道本線全般の概要や沿革などについて記す。新幹線については「東海道新幹線」および「山陽新幹線」を、また在来線の地域毎の詳細については以下の項目を参照（直通路線系統は後節を参照）。
- 東海道線 (JR東日本) （東京駅 - 熱海駅間）
- 東海道線 (静岡地区) （熱海駅 - 豊橋駅間）
- 東海道線 (名古屋地区) （豊橋駅 - 米原駅間）
- 琵琶湖線 （米原駅 - 京都駅間）
- JR京都線 （京都駅 - 大阪駅間）
- JR神戸線 （大阪駅 - 神戸駅間）

JR西日本が管轄する米原駅 - 神戸駅間は上記の3区間に分けられ、それぞれに路線愛称が付与されているが、神戸駅以西の山陽本線区間とともに新快速や快速を中心にほぼ一体的に列車が運行されている。

## 概要
東海道本線は、東京から横浜・静岡・浜松・名古屋・京都・大阪などの、太平洋ベルトといわれる本州の太平洋側の各都市を経て神戸までを結ぶ全長589.5 km（支線を除く）の路線である。支線を除いた全長は山陰本線に次ぐ日本全国第2位である。
当路線のうち、新橋駅（後の汐留貨物駅、現・廃止） - 横浜駅（現・桜木町駅）間は日本最初の鉄道として1872年（明治5年）に開業した。その後関西では1874年（明治7年）に大阪駅 - 神戸駅間が開業し、数回にわたる路線延伸を経て1889年（明治22年）7月に新橋駅 - 神戸駅間の全線が開業して首都圏と京阪神とが鉄道で結ばれた。その後、東京駅の開業や山間部でのルート変更などを経て、現在の東海道本線が出来上がっている。長らく日本国有鉄道（国鉄）が運営する一本の路線であったが、1987年（昭和62年）4月の国鉄分割民営化によってJR東日本・JR東海・JR西日本の3社に管轄が分かれ、この旅客3社が第一種鉄道事業者として線路の保有と旅客列車の運行を行い、JR貨物が第二種鉄道事業者として旅客3社の線路を使用して貨物列車を運行するという体制となった。
全線開業以降は日本を代表する動脈となり、東京や京阪神（関西）と中国地方・九州を結ぶ長距離旅客列車が多数運行されていたが、1964年（昭和39年）10月に輸送力増強を目的とした東海道新幹線が開通すると、長距離旅客輸送の役割は同新幹線に譲り、並行する東海道本線の旅客輸送は地域輸送中心の体制に移行した。2022年時点では全線を走行する定期旅客列車は寝台特急「サンライズ瀬戸・出雲」しか運行されておらず、三島駅 - 富士駅間、静岡駅 - 名古屋駅間（いずれもJR東海の区間）には寝台特急以外に特急列車は運行されていない。一方で、貨物輸送に関しては現在まで大動脈としての位置づけを保っており、多数の貨物列車がJR貨物によって運行されており、ほとんどの貨物列車が山陽本線や東北本線と直通運転している。気候は関ケ原付近を除くと年間を通じて温暖で、改良により勾配も抑えられている。
JR東日本区間の東京駅 - 小田原駅間は山手線・京浜東北線・横須賀線・東海道貨物線などを含めて複々線以上（東京駅 - 品川駅間は8線）、JR東海区間の名古屋駅 - 稲沢駅間、JR西日本区間（琵琶湖線・JR京都線・JR神戸線）の草津駅 - 神戸駅間は複々線となっている。山陽本線の神戸駅 - 西明石駅を含めた草津駅 - 西明石駅間は日本最長の複々線区間 (120.9 km) であり、新快速の高速運転や速度の異なる列車を捌くのに活用されている。
東京駅と東北本線の上野駅との間の列車線（中・長距離列車）とは、1973年3月まで直通運転されていたが、東北新幹線・上越新幹線の建設用地確保のため同年4月を以って一度廃止された。その後は山手線・京浜東北線として運行されている電車線のみが繋がっていたが、2015年の上野東京ライン開業で東北本線列車線と42年ぶりに繋がり、起点の東京駅から東北本線の宇都宮線区間・高崎線・常磐線との直通運転が開始され、結果として起点・終点で本州の大動脈の東北本線、山陽本線と直通運転が行われるようになった。

## 線路名称と旅客案内上の名称
1909年（明治42年）10月の『明治42年鉄道院告示第54号』によって公布された国有鉄道線路名称で、鉄道院に所属する鉄道路線は23部72路線に区分され、本路線は「東海道線の部」（略称：東海道線）の中の東海道本線と制定された。これらの名称は、かつて江戸と京都を結んでいた東海道に沿う経路で建設されたことに因んでいる。
この東海道線という名称は、本路線（各支線群と後に支線扱いとなった東海道新幹線および山陽新幹線新大阪駅 - 新神戸駅間も含む）を中核として山手線・横須賀線・御殿場線・身延線・飯田線・武豊線・福知山線などの系統路線を抱合した鉄道路線群の総称として制定された名称であり、国鉄分割民営化後にJR各社で制定された「JR線路名称公告」にも引き継がれた。しかし、「日本国有鉄道の事業等の引継ぎ並びに権利及び義務の承継等に関する基本計画」（JR基本事業計画）においては、本路線の（御殿場線などを含まない）名称が「東海道線」と定められている。以降、両方の名称が並立して使用され、国土交通省発行の文書や、同省鉄道局監修『鉄道要覧』では「東海道線」の名称が、JR線路名称公告では「東海道本線」の名称がそれぞれ使われており、国土交通省やJR各社のウェブサイトにおいても両方の名称が混用されている。なお、東海道新幹線（管轄はJR東海）は、東海道本線の複線増扱いとして建設されたため、東海道新幹線の名称および区間の記載はなかったが、1982年（昭和57年）11月の上越新幹線開業以降は、本路線の支線扱いとなり、区間が記載された。1987年（昭和62年）4月以降のJR線路名称公告では、JR東海東海道本線およびJR西日本東海道本線の支線扱いとなっているが、JR基本事業計画や『鉄道要覧』では別の路線として扱われている。
東京近郊では、旅客案内上の「東海道線」は小田原・熱海方面への中距離電車や特急列車を指し、東京駅 - 大船駅間で並行して走る近距離電車（かつての国電）に対しては山手線・京浜東北線・横須賀線などといった運行系統の名称を使用することで区別している。
また、国鉄分割民営化後にJR西日本は、「アーバンネットワーク」と呼ぶ京阪神地区の自社線区に路線愛称を設定し、東海道本線の米原駅 - 京都駅間には「琵琶湖線」、京都駅 - 大阪駅間には「JR京都線」、大阪駅 - 神戸駅間には「JR神戸線」の路線愛称が設定された。関西地区においては利用者の間でも愛称で呼ばれることが多く、在阪テレビジョン放送局を中心に関西地方のマスコミも路線愛称で報道している。また、終点である神戸駅からはほとんどの列車が山陽本線と直通運転していることから「東海道・山陽本線」とまとめて呼ばれることがある。

### 各線区の路線愛称・通称
本線（旅客列車走行線路のみで、路線愛称・路線系統名を含む）
- 東海道線（東京駅 - 米原駅間）
- 京浜東北線（東京駅 - 横浜駅間の電車線を走行する路線系統名）
- 上野東京ライン（東京駅 - 熱海駅 - 沼津駅間の列車線を走行する宇都宮線・高崎線・常磐線直通路線系統名）
- 湘南新宿ライン（品川駅 - 小田原駅間を支線・専用線経由で走行する宇都宮線・高崎線直通路線系統名）
- 垂井線（大垣駅 - 垂井駅 - 関ケ原駅間の下り線）
- 琵琶湖線（米原駅 - 京都駅間）
- JR京都線（京都駅 - 大阪駅間）
- JR神戸線（大阪駅 - 神戸駅間）
  - 京阪神緩行線（京都駅 - 神戸駅間〈および山陽本線神戸駅 - 西明石駅間〉の複々線の内側線〈電車線〉で運行される各駅停車〈普通〉電車の通称〈系統名〉）

支線（貨物支線を除く）
- 品鶴線（品川駅 - 新鶴見信号場 - 鶴見駅間）
- 美濃赤坂線（大垣駅 - 美濃赤坂駅間）
- 新垂井線（大垣駅 - 旧・新垂井駅 - 関ケ原駅間）

貨物線（旅客線と並行する線路のみ）
- 東海道貨物線（東戸塚駅 - 小田原駅間の貨物線）
- 稲沢線（名古屋駅 - 稲沢駅間の貨物線）
- 北方貨物線（吹田貨物ターミナル駅 - 宮原操車場 - 尼崎駅間）
- 梅田貨物線（新大阪駅 - 大阪駅（うめきたエリア）- 福島駅間）

上記以外の各貨物支線の通称名は後節を参照

## 歴史
東海道本線の歴史は、日本の鉄道の歴史を象徴している。

### 明治期

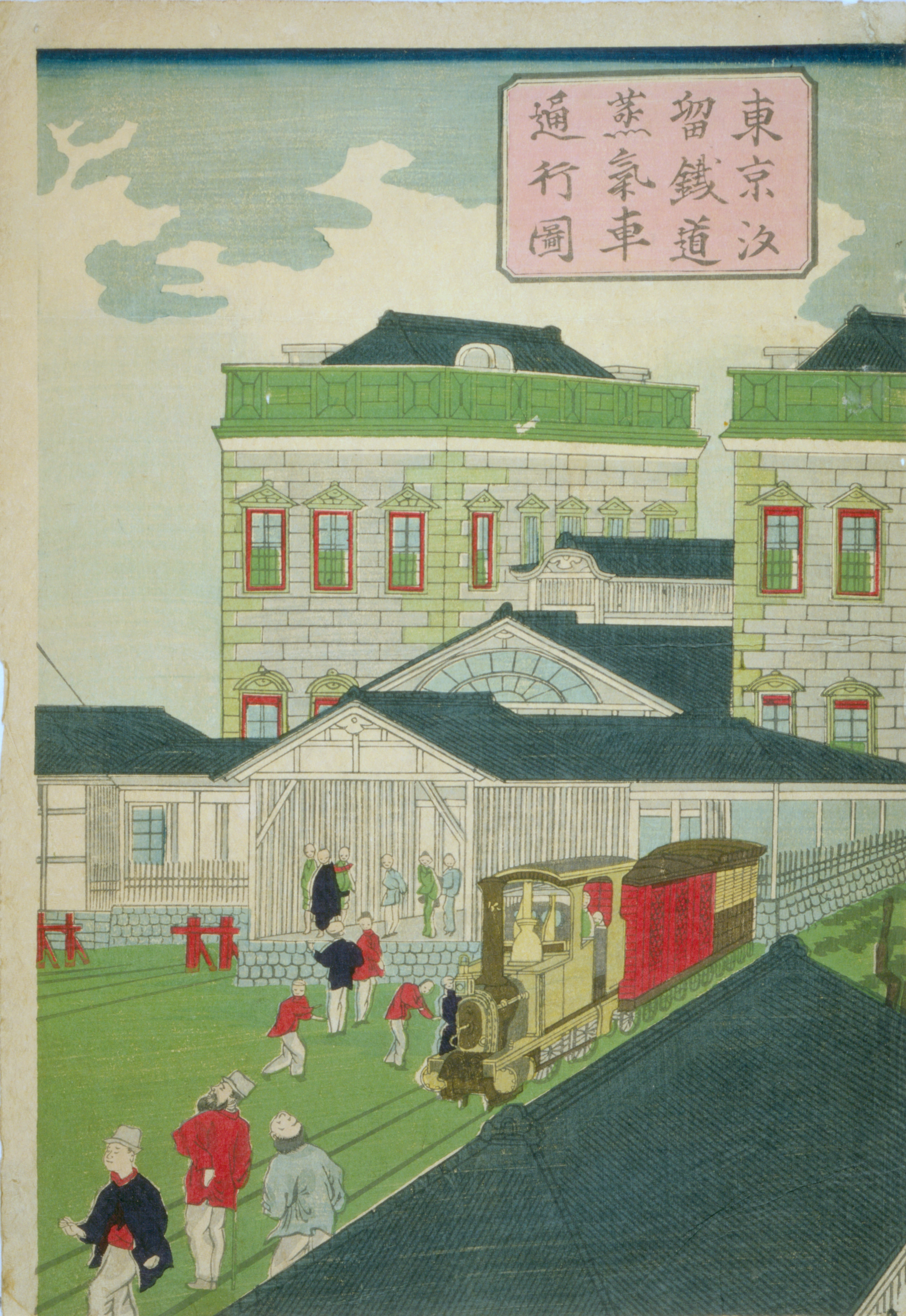
開業当時の新橋駅

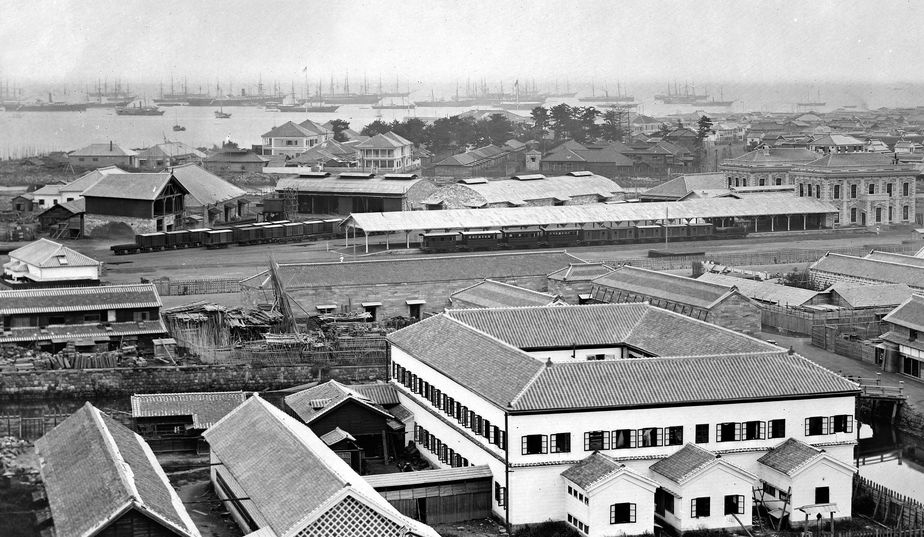
開業当時の横浜駅（現・桜木町駅）の全景

明治時代に入ると、政府は東京と大阪を結ぶ鉄道の計画を持ち上げたが、当時は東海道経由と中山道経由の2案があり、方向性が未決定であったため、まずは流動の多い東京 - 横浜間を支線として先行開業させることとなった。まず、1872年（明治5年）6月12日（旧暦5月7日）品川駅 - 横浜駅（初代、現・桜木町駅）間の仮開業を経て、同年10月14日（旧暦9月12日）に新橋駅（後の汐留駅） - 横浜駅（初代）間が日本で最初の鉄道として本開業。翌年9月15日からは貨物列車の運行も開始された。一方関西では1874年（明治7年）の大阪駅 - 神戸駅間の仮開業を経て、1877年（明治10年）2月5日に京都駅 - 神戸駅間の営業を開始。1880年（明治13年）には逢坂山経由で馬場駅（現在の膳所駅）に至り、湖岸の大津駅（現在のびわ湖浜大津駅付近、後の大津線）まで延伸された。大津駅 - 長浜駅間には太湖汽船による琵琶湖経由の鉄道連絡船が開設された。
1883年（明治16年）8月、政府はすでに東京 - 高崎間（現在の高崎線）の建設が決まっていたことに鑑み、東京 - 大阪間幹線鉄道を中山道経由で建設することを決定（中山道幹線）。中部地区ではこの中山道線建設のための資材輸送を目的として、現在武豊線となっている区間を含めた武豊駅 - 木曽川駅間が1886年（明治19年）に開業。また1884年（明治17年）には中山道ルートの一部として大垣駅 - 関ケ原駅 - 長浜駅間が開業している。しかし1886年7月、政府は東京 - 大阪間鉄道の予定経路を、工期が半分に抑えられるとして、工事の難航が予想された中山道経由から東海道経由に変更した。ただし、既存路線を積極的に活用して建設予算を低減する方針から、名古屋 - 草津間は江戸時代の東海道ではなく、美濃路と中山道に沿うルートでの敷設となった。
この後は一大プロジェクトとなり、一気に建設が進んでいった。1887年（明治20年）には木曽川駅 - 加納駅（現在の岐阜駅） - 大垣駅間、横浜駅 - 国府津駅間、浜松駅 - 大府駅間が開業。武豊駅 - 大府駅間は支線化された。1889年（明治22年）に国府津駅 - 浜松駅間（現在の御殿場線経由）、そして同年7月に関ケ原駅 - 米原駅 - 馬場駅間が開業し、こうして新橋駅 - 横浜駅間開業から17年の月日を経て、新橋駅から神戸駅までの600.2 kmが鉄路で結ばれた。このとき全線直通列車が1往復運行され、所要時間は20時間強であった。なお正式な路線名称はこれまで設定されていなかったが、1895年（明治28年）には「東海道線」の路線名称が与えられた。このときの路線は、伊豆・箱根、伊吹山、逢坂山という交通の難所において、ルートが異なっていた。
最初のころは、「宿場にお客が来なくなる」「汽車が火事を起こす」などと宿場から反対された結果、市街地に用地を取得できず多くのルートが郊外に建設されたため、宿場から離れた地点に設けられた駅も多かったとも言われている（鉄道忌避伝説）。ただし、当時の新聞記事や県の記録などには、東海道各宿が積極的な誘致運動を行っていた記録はあるが、反対運動を行っていたという記録が見つからないことから、これを否定する見解もある。
日清戦争終戦後の1895年（明治28年）10月には、神戸駅から西へ伸びる山陽鉄道（現在の山陽本線）との直通運転が始まった。翌1896年（明治29年）には新橋駅 - 神戸駅間の急行列車の運行が開始され（急行料金は不要、所要時間は約4時間短縮の17時間22分）、1900年（明治33年）には寝台車、1901年（明治34年）には食堂車の連結も開始されている。1906年（明治39年）には最急行が登場し、1909年（明治42年）には新橋駅 - 神戸駅間が12時間50分にまで短縮。明治最後の年である1912年（明治45年）に最急行が特別急行（特急）に変更され、新橋駅 - 山陽本線下関駅間で運行された。

### 大正期・昭和初期

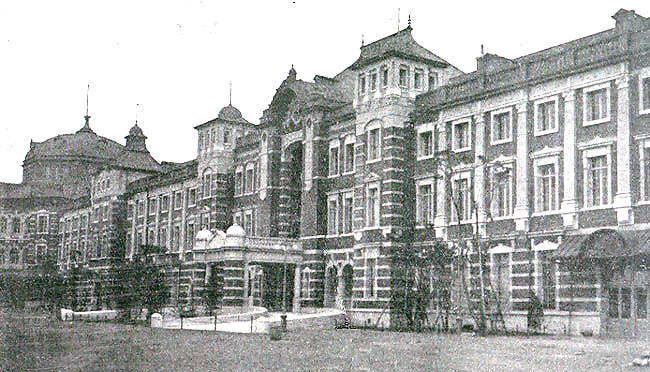
東京駅

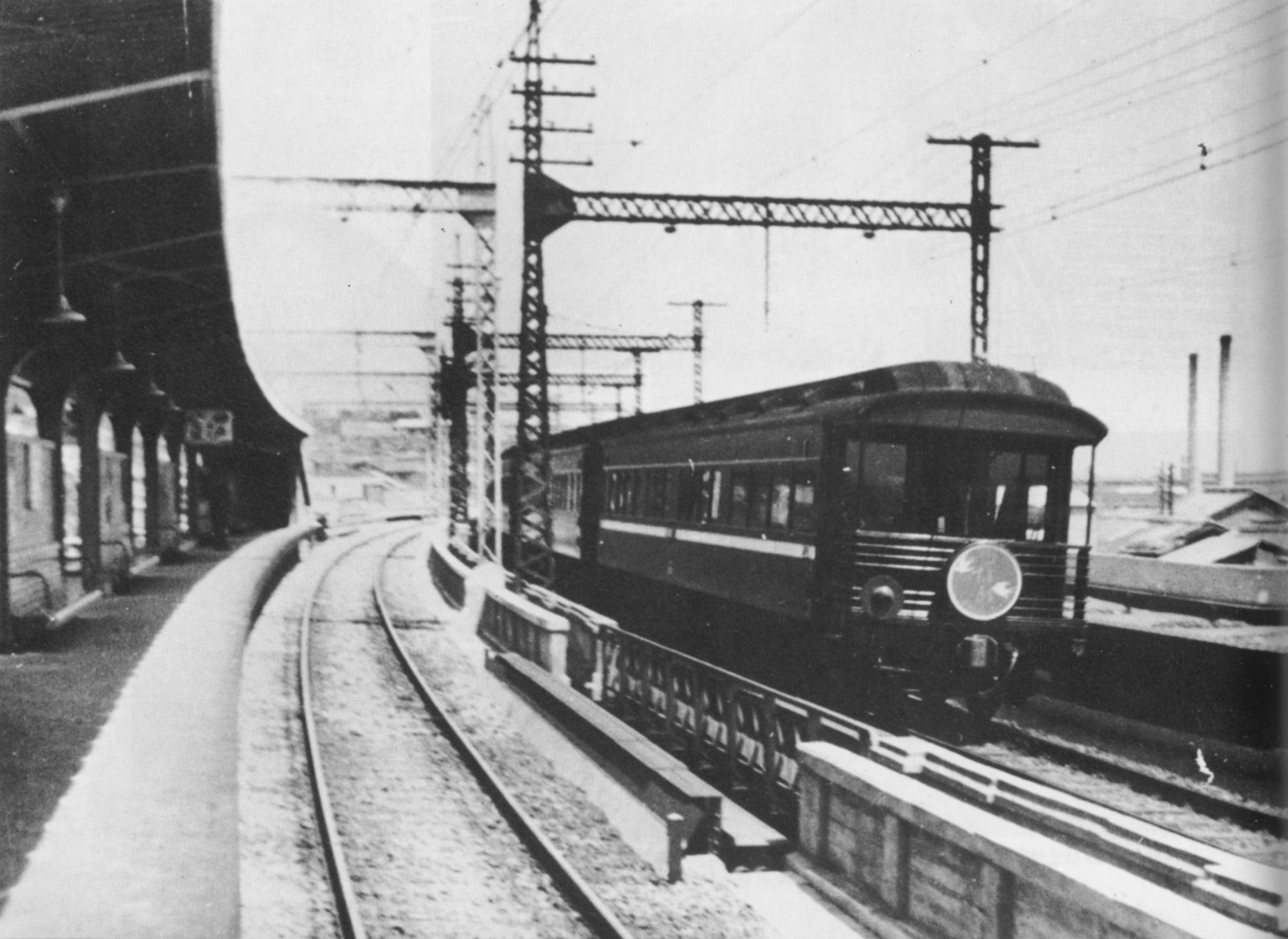
超特急「燕」

1914年（大正3年）12月20日には東京駅が開業し、同駅が東海道本線の起点となった。同時に東京駅 - 高島駅間で電車（現在の京浜東北線）の運行が開始されている。
大正期になると輸送力増強のため、前述の難所においてルートの変更が必要となった。そのひとつである逢坂山（大津駅 - 京都駅間）は新逢坂山トンネル・東山トンネルが新たに造られ1921年（大正10年）に現在のルートになった。これによって特急列車による東京駅 - 神戸駅間の所要時間は11時間45分となった。伊豆・箱根地区（国府津駅 - 沼津駅間）についても別ルートを建設することとし、1925年（大正14年）までに国府津駅 - 熱海駅間が「熱海線」として開通したが、熱海駅 - 沼津駅間は丹那トンネルの建設が難工事となったため、開通が遅れた。一方、このころから列車線の電化工事が東京側から始まり、1928年（昭和3年）までに東京駅 - 熱海駅間の電化が完成、それまでの蒸気機関車に代わる電気機関車の運用も開始された。
1929年（昭和4年）には初めて愛称つきの特急「富士」「櫻」が、翌1930年（昭和5年）には超特急「燕」が登場。1934年（昭和9年）には丹那トンネルが開業し、国府津駅 - 沼津駅間の現在のルートが完成。旧ルートは御殿場線と名称が変更された。同時に電化区間も東京駅 - 沼津駅間となり、「燕」の東京駅 - 神戸駅間は8時間37分となった。また同年以降、京阪神地区でも電車（緩行電車・急行電車）の運転が開始された。1937年（昭和12年）7月には特急列車が1日5往復体制となり、このときが戦前における東海道本線の黄金期とされる。
しかし日中戦争、そして太平洋戦争が始まり戦時体制下となると、様々な物資を運ぶために貨物列車が増発・長編成化された。1944年（昭和19年）に決戦非常措置要綱に基づき旅行が大幅に制限されると、同年4月1日のダイヤ改正では特急列車は全廃、急行列車も縮減。寝台車や食堂車などの連結も廃止、さらに1945年（昭和20年）に入ると、連合国軍機による空襲や機銃掃射によって駅や線路・車両が破壊された。

### 昭和中期

電車特急「こだま」

1945年（昭和20年）に日本は敗戦を迎える。その後の混乱期には、電力不足や蒸気機関車を動かすための石炭も不足した上に、連合国軍専用車両の導入などもあり列車ダイヤは乱れ、一時は特急・急行や一等車・二等車がまったく走らないという事態にもなった。また客車不足のために貨車による旅客輸送が行われたりもした。
1948年（昭和23年）にようやく急行列車が復活。1949年（昭和24年）に公共企業体としての日本国有鉄道が発足後、戦後初の特急列車「へいわ」が運行開始（後に「つばめ」に改称）、また電化区間も沼津駅から西へ再び延伸を始めた。1950年（昭和25年）は「つばめ」に加えて特急「はと」が登場し、戦時中に延びていた所要時間も戦前の水準にまで短縮された。また東京口では客車普通列車が電車化され“湘南電車”の運行が開始されている。
1956年（昭和31年）、東海道本線全線の電化が完成した。これによって特急「つばめ」「はと」は東京駅 - 大阪駅間7時間30分となる。1958年（昭和33年）には20系客車による寝台列車（ブルートレイン）が運行を開始。また151系電車を使用した初の電車特急「こだま」が運行を開始し、東京駅 - 大阪駅間を6時間50分、東京駅 - 神戸駅間を7時間20分で結んだ。1960年（昭和35年）には「つばめ」「はと」も電車化され、従来の展望車に代わるパーラーカーが連結された。このほかにも優等列車が多数増発されていった。貨物列車では1959年（昭和34年）に高速コンテナ列車「たから」の運行が開始された。一方このころ高度経済成長や東京オリンピック（1964年）の開催決定を受け輸送力増強のための線増計画が持ち上がり、標準軌による別線建設が決定。1959年（昭和34年）に着工が始まり、これが東海道新幹線として開業することとなる。

### 昭和後期・平成前期

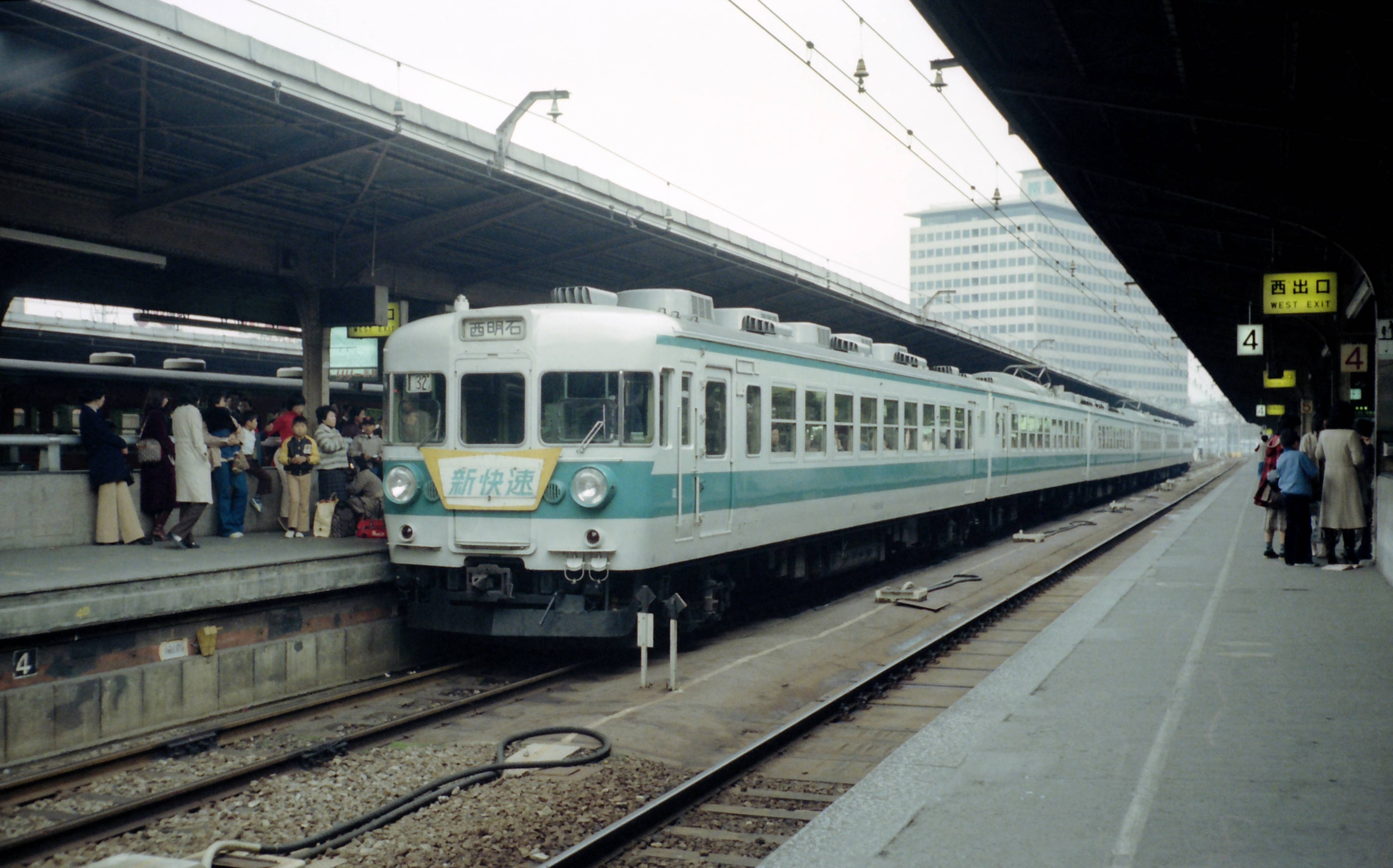
新快速

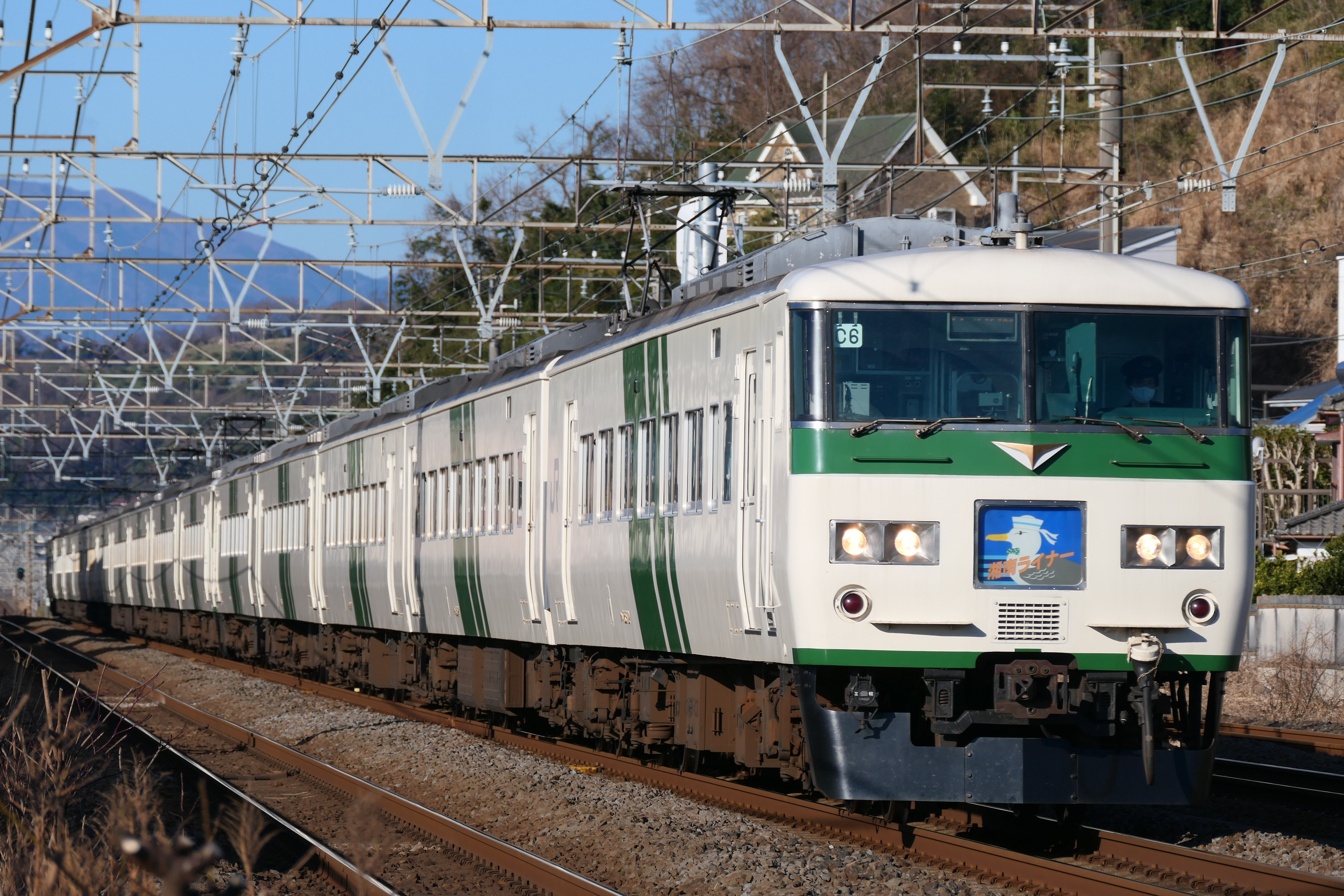
湘南ライナー

1964年（昭和39年）10月1日、東海道新幹線東京駅 - 新大阪駅間が開業。当時の最速達列車「ひかり」は両駅間を当初4時間、翌年から3時間10分で運転した。これによって東京 - 京阪神間輸送の主役は新幹線に移ったため、在来線と呼ばれるようになった東海道本線では昼行優等列車の多くが廃止され、代わって地域輸送主体の路線に変化していった。1970年代以降、京阪神地区では並行他社線に対抗する都市間速達輸送列車として新快速が新設された。同様に名古屋地区でも電車による快速列車が登場している。首都圏では通勤五方面作戦の一環として湘南電車と横須賀線電車の線路の分離が1980年（昭和55年）に行われている。1984年（昭和59年）以降は列車本数の少なかった静岡・名古屋地区でも短距離列車の増発・等時隔ダイヤ化が行われるようになる。
1987年（昭和62年）4月1日に行われた国鉄分割民営化によって、東海道本線は旅客3社と貨物1社に経営が分かれ、各社の地域事情に合わせた輸送改善が行われるようになった。通勤ラッシュの激しいJR東日本の首都圏地区では列車の定員増加による混雑緩和、他社と競合するJR東海の名古屋地区とJR西日本の京阪神地区では快速列車の増発やスピードアップが図られていった。通勤客向けの通勤ライナーも各地域で相次いで登場した。さらに空港アクセス特急の乗り入れ、1997年（平成9年）からの京阪神緩行電車のJR東西線・宝塚線直通運転、2001年（平成13年）開業の湘南新宿ライン など、新たな運行形態も登場させている。JR貨物では貨物列車の高速化が行われ、2004年（平成16年）には動力分散式の貨物用電車“スーパーレールカーゴ”の運行を開始している。

### 平成後期以降
平成後期以降も京阪神地区では北陸本線敦賀駅以南の直流化、首都圏地区では上野東京ラインなどにより当路線からの直通運転が拡大され、普通列車グリーン車の値下げ、京阪神地区新快速の追加料金制Aシートの新設など座席サービスにも変化が現れている。一方、前述の通勤ライナーは車両の置き換えと同時に特急に変更されたり、列車そのものが廃止されるなどによって、静岡地区を除いて縮小の一途を辿っている。
夜行列車は、航空（国内線）や高速バスなどに押されて利用者が減少し、2009年（平成21年）をもって東京駅発着のブルートレインが姿を消した。夜行の普通列車として東京駅と大垣駅を結んでいたいわゆる「大垣夜行」は1996年（平成9年）から指定席制の快速「ムーンライトながら」として運転されたが、こちらも2009年以降は臨時列車化された後、2020年（令和2年）春が最後の運転となった。その後定期の夜行列車は当路線のみならずJR全体でも電車特急「サンライズ瀬戸・出雲」1往復を残すのみとなっている。一方、団体臨時列車としてはJR東日本の「TRAIN SUITE 四季島」、JR西日本の「TWILIGHT EXPRESS 瑞風」という豪華寝台列車（いわゆるクルーズトレイン）が新たに登場し、当路線の各社エリア内も走行経路に含まれている。
駅施設の面では、2001年（平成13年）に登場したSuicaを皮切りとするIC乗車カードの利用対応エリアの拡大や、主に外国人の利用を考慮した駅ナンバリングの導入がそれぞれ各社エリアで行われ、2025年（令和7年）までに美濃赤坂支線を含む東海道本線の全区間がこれらに対応するようになった。大都市圏の利用者の多い駅を中心にホームドアの設置も進められている。

### 年表
ここでは当路線の線路の変遷や駅の開業・改廃などを中心に記す。*が付いている駅は、後に路線分離により東海道本線の駅ではなくなった駅。列車の運行形態の歴史については「#関連項目」節で挙げられている記事を参照。

#### 新橋駅 - 神戸駅間全通まで
- 1872年（明治5年）
  - 6月12日（グレゴリオ暦の場合。この年12月まで日本は旧暦の太陰太陽暦を採用していて、それに従うと5月7日）：品川駅 - 横浜駅間（14M57C78L≒23.69 km）が旅客線として仮開業。品川駅・*横浜駅（初代、現在の桜木町駅）が開業。当時は無停車で1日2往復というものであった。所要時間は35分。
  - 7月10日（6月5日）：川崎駅・神奈川駅が開業。
  - 10月14日（9月12日）：新橋駅 - 品川駅間（3M17C52L≒5.18 km）が延伸開業し、新橋駅 - 横浜駅間（17M75C30L≒28.87 km）が正式開業。新橋駅（後の汐留駅）・鶴見駅が開業。
- 1873年（明治6年）9月15日：新橋駅 - 横浜駅間で貨物営業を開始。日本初の貨物列車の運行日。
- 1874年（明治7年）
  - 5月11日：大阪駅 - 神戸駅間（20M27C56L≒32.74 km）が旅客線として開業（三ノ宮駅 - 神戸駅間複線）。大阪駅・西ノ宮駅（現在の西宮駅）・三ノ宮駅（現在の元町駅付近）・神戸駅が開業。
  - 6月1日：神崎駅（現在の尼崎駅）・住吉駅が開業。
  - 12月1日：大阪駅 - 神戸駅間で貨物営業を開始。
- 1875年（明治8年）5月1日：支線（安治川支線）大阪駅 - 安治川駅間（1M60C≒2.82 km）が開業。安治川駅が開業。
- 1876年（明治9年）
  - 6月12日： 大森駅が開業。
  - 7月26日：向日町駅 - 大阪駅間（22M56C57L≒36.54 km）が旅客線として延伸開業。向日町駅・高槻駅が開業。
  - 8月9日：山崎駅・茨木駅・吹田駅が開業。
  - 9月5日：大宮通仮停車場 - 向日町駅間（3M47C≒5.77 km）が延伸開業。大宮通仮停車場（現在の京都貨物駅付近）が開業。
  - 12月1日：新橋駅 - 品川駅間複線化。同区間に田町仮停車場を開設。
- 1877年（明治10年）
  - 2月5日：京都駅 - 大宮通仮停車場間（40C11L≒0.81 km）が延伸開業。大宮通仮停車場が廃止、京都駅が開業。京都駅 - 神戸駅間全通を記念して明治天皇を迎えて京都駅で鉄道開通式を実施。
  - 9月1日：田町仮停車場が廃止。
  - 11月20日：京都駅 - 大阪駅間で貨物営業を開始。
  - 12月1日：安治川支線 大阪駅 - 安治川駅間 (1M60C) が廃止。安治川駅が廃止。
- 1879年（明治12年）
  - 3月1日：大森駅 - 川崎駅間が複線化。
  - 8月18日：大谷駅 - 京都駅間（8M10C81L≒13.09 km）が延伸開業。*稲荷駅・山科駅（初代）・大谷駅が開業。現在奈良線となっている路線の一部を経由していた。旧大谷駅までの旧路線は名神高速道路になっている。
  - 11月1日：川崎駅 - 鶴見駅間が複線化。
- 1880年（明治13年）
  - 7月15日：逢坂山トンネル開通により、大津駅 - 馬場駅 - 大谷駅間（3M13C96L≒5.11 km）が延伸開業（馬場駅 - 大谷駅間は 1M70C82L≒3.03 km）し、大津駅 - 神戸駅間全通。馬場駅（現在の膳所駅）・石場駅・大津駅（初代、後の浜大津駅）が開業。この京都駅 - 大津駅間は逢坂山が途中にあり、現在のルートより迂回するルートであった。
  - 11月14日：品川駅 - 大森駅間が複線化。
- 1881年（明治14年）5月7日：鶴見駅 - 横浜駅間複線化。これにより新橋駅 - 横浜駅間の複線化が完成。
- 1882年（明治15年）5月1日：太湖汽船が琵琶湖上の長浜駅 - 大津駅間に鉄道連絡船を就航。
- 1883年（明治16年）5月1日：関ケ原駅 - 長浜駅間（14M32C65L≒23.19 km）が開業。この区間は伊吹山が途中にあり、これも現在のルートとは異なる。関ケ原駅・春照駅が開業。長浜駅で官設鉄道金ヶ崎駅方面に接続。
- 1884年（明治17年）5月25日：大垣駅 - 関ケ原駅間（8M35C32L≒13.59 km）が延伸開業。大垣駅・垂井駅が開業。
- 1885年（明治18年）
  - 3月16日：上阪駅が開業。
  - 12月10日：上阪駅が廃止。
- 1886年（明治19年）
  - 3月1日：武豊駅 - 熱田駅間（20M49C38L≒33.18 km）が開業（後の大府駅 - 熱田駅間は7M76C20L≒12.80 km）。*武豊駅・*半田駅・*亀崎駅・*緒川駅（初代）・大高駅・熱田駅が開業。この路線は建設資材を武豊港から陸揚げして輸送するために設けられた。
  - 4月1日：熱田駅 - 清洲駅間（8M54C80L≒13.98 km）が延伸開業。清洲駅（初代、現在の枇杷島駅）が開業。
  - 5月1日：清洲駅 - 一ノ宮駅間（6M2C50L≒9.71 km）が延伸開業。名護屋駅（現在の名古屋駅）・一ノ宮駅（現在の尾張一宮駅）が開業。
  - 6月1日：一ノ宮駅 - 木曽川駅間（3M43C20L≒5.70 km）が延伸開業。木曽川駅が開業。
- 1887年（明治20年）
  - 1月21日：大垣駅 - 加納駅間（8M72C84L≒14.34 km）が延伸開業。加納駅（現在の岐阜駅）が開業。
  - 4月25日：木曽川駅 - 加納駅間（4M44C78L≒7.34 km）が延伸開業し、武豊駅 - 長浜駅間が全通。途中木曽川鉄橋の建設のため時間を要した。名護屋駅を名古屋駅に改称。
  - 7月11日：横浜駅（初代） - 国府津駅間（30M73C80L≒49.76 km）が延伸開業。程ヶ谷駅（現在の保土ケ谷駅）・戸塚駅・藤沢駅・平塚駅・大磯駅・国府津駅が開業。
  - 9月10日：大府駅が開業。緒川駅（初代）が廃止。
- 1888年（明治21年）
  - 9月1日：浜松駅 - 大府駅間（55M44C4L≒89.40 km）が延伸開業。浜松駅・馬郡駅（現在の舞阪駅）・鷲津駅・豊橋駅・御油駅（現在の愛知御津駅）・蒲郡駅・岡崎駅・刈谷駅が開業。浜松駅 - 長浜駅間が本線、大府駅 - 武豊駅間が支線となる。
  - 11月1日：大船駅が開業。
  - 12月1日：馬郡駅を舞坂駅に改称。
  - 12月15日：加納駅を岐阜駅に改称。
- 1889年（明治22年）
  - 2月1日：国府津駅 - 静岡駅間（71M27C≒114.81 km）が延伸開業。国府津駅から沼津駅までは途中現在の御殿場線を経由し箱根を避けるように路線を敷設した。*松田駅・*山北駅・*小山駅（現在の駿河小山駅）・*御殿場駅・*佐野駅（現在の裾野駅）・沼津駅・鈴川駅（現在の吉原駅）・岩淵駅（現在の富士川駅）・興津駅・江尻駅（現在の清水駅）・静岡駅が開業。
  - 4月16日：静岡駅 - 浜松駅間（47M35C≒76.34 km）が延伸開業。この時点で、長浜駅 - 大津駅間琵琶湖の水路を用いることで、関東から関西までの輸送路が一応完成。焼津駅・藤枝駅・島田駅・堀ノ内駅（現在の菊川駅）・掛川駅・袋井駅・中泉駅（現在の磐田駅）が開業。

#### 新橋駅 - 神戸駅間全通以後
- 1889年（明治22年）
  - 7月1日：分岐点（後の深谷駅[注釈 30]） - 長岡駅（現在の近江長岡駅） - 馬場駅間（43M22C≒69.64 km、関ケ原駅 - 分岐点間は4M45C≒7.34 km）が延伸開業し、新橋駅 - 神戸駅間が全通（直通は1日1往復。片道約20時間。運賃下等3円76銭）。長岡駅・米原駅・彦根駅・能登川駅・八幡駅（現在の近江八幡駅）・草津駅が開業。春照駅が廃止。分岐点 - 長浜駅間営業休止。馬場駅 - 大津駅間の旅客営業が廃止され貨物支線となる。太湖汽船の長浜駅 - 大津駅間航路廃止。
  - 7月6日：営業距離の単位をマイル・チェーンに変更（新橋駅 - 神戸駅間 376M24C65L→376M31C、分岐点 - 長浜駅間 9M67C65L→9M60C）。
- 1890年（明治23年）
  - 5月16日：蒲原駅・金谷駅が開業。
  - 9月7日：蒲原駅 - 興津駅間に興津川駅が開業。豪雨による興津川橋梁破損のため。
  - 11月19日：興津川駅が廃止。
- 1891年（明治24年）
  - 1月12日：深谷駅 - 長浜駅間が貨物支線として運行再開。本線との分岐点に（貨）深谷駅が開業。御殿場駅 - 沼津駅間が複線化。
  - 3月1日：小山駅 - 御殿場駅間が複線化。
  - 6月16日：安城駅・野洲駅が開業。
- 1894年（明治27年）
  - 4月16日：西ノ宮駅 - 三ノ宮駅間が複線化。
  - 8月：後の大井聯絡所と後の大崎駅を結ぶ軍用短絡線が竣工。
  - 9月：神奈川駅 - 程ヶ谷駅間の軍用短絡線が竣工。
- 1895年（明治28年）
  - 4月1日：線路名称制定、新橋駅 - 神戸駅間、大船駅 - 横須賀駅間、大府駅 - 武豊駅間、深谷駅 - 長浜駅間、米原駅 - 敦賀駅 - 金ヶ崎駅間、馬場駅 - 大津駅間を東海道線とする[29]。
- 1896年（明治29年）
  - 月日不明：御殿場駅 - 佐野駅間に神山合図所を開設。
  - 3月11日：大阪駅 - 西ノ宮駅間が複線化。
  - 4月7日：二川駅が開業。
  - 5月1日：河瀬駅が開業。
  - 7月5日：向日町駅 - 吹田駅間が複線化。
  - 11月：貨物支線 深谷駅 - 長浜駅間が休止。
- 1896年（明治29年）度：神奈川駅 - 程ヶ谷駅間の軍用短絡線を陸軍省から譲り受ける。
- 1897年（明治30年）3月5日：大谷駅 - 京都駅間が複線化。
- 1898年（明治31年）
  - 4月15日：馬場駅 - 大谷駅間複線化され、馬場駅 - 京都駅間の複線化が完成。
  - 6月15日：茅ケ崎駅・三島駅（初代、現在の下土狩駅）が開業。
  - 7月10日：天竜川駅開業。
  - 7月15日：蒲原駅 - 興津駅間が複線化。
  - 8月1日：神奈川駅 - 程ヶ谷駅間の短絡線（2M16C≒3.54 km）が開業し、本線に編入。神奈川駅 - 横浜駅間、程ヶ谷駅 - 横浜駅間が支線となる。横浜駅 - 大船駅間が複線化。支線 馬場駅 - 大津駅間の旅客営業再開（改マイルにより1M26Cに延長）。
  - 9月1日：支線 馬場駅 - 大津駅間に石場駅開業（営業再開）。
  - 10月1日：京都駅 - 向日町駅間が複線化。
  - 12月15日：大船駅 - 茅ケ崎駅間が複線化。
  - 12月25日：岩淵駅 - 蒲原駅間、興津駅 - 静岡駅間が複線化。
- 1899年（明治32年）
  - 2月3日：吹田駅 - 大阪駅間が複線化。
  - 2月24日：沼津駅 - 鈴川駅間が複線化。
  - 6月15日：沼津駅 - 蛇松駅間の非営業線が開業。
  - 7月13日：熱田駅 - 名古屋駅間が複線化。
  - 8月5日：平塚駅 - 国府津駅間が複線化。
  - 10月7日：静岡県に台風が上陸。暴風により鈴川駅（現在の吉原駅）一帯が大規模に冠水したため、折り返し運転が行われた[30]。翌8日には沼津駅 - 岩淵駅間以外は復旧、12日に同区間復旧[31]。
  - 10月15日：関ケ原駅 - 長岡駅間の柏原駅経由の現行線（6M28C≒10.22 km）が開業。旧線は休止。
  - 12月28日：関ケ原駅 - 深谷駅 - 長岡駅間 (6M28C) の旧線と、貨物支線 深谷駅 - 長浜駅間（9M60C≒15.69 km）が廃止。（貨）深谷駅が廃止。
- 1900年（明治33年）
  - 月日不明：野洲駅 - 草津駅間に野洲川合図所を開設。
  - 2月21日：柏原駅・醒ケ井駅が開業。関ケ原駅 - 長岡駅間を実態にあわせ改キロ（55C≒1.11 km延長）。
  - 2月25日：原駅が開業。
  - 4月29日：茅ケ崎駅 - 平塚駅間が複線化。
  - 6月6日：草津駅 - 馬場駅間が複線化。
  - 11月5日：富士駅 - 岩淵駅間に富士川合図所を開設。鈴川駅 - 富士川合図所間が複線化。
- 1900年（明治33年）度：神山合図所を神山信号所に、野洲川合図所を野洲川信号所に、富士川合図所を富士川信号所に改称。
- 1901年（明治34年）
  - 2月5日：国府津駅 - 山北駅間が複線化。
  - 3月15日：品川駅 - 大森駅間に大井聯絡所を開設。大井聯絡所 - 大崎駅間で貨物列車の運行開始。
  - 6月11日：山北駅 - 小山駅間が複線化。現在の御殿場線にあたる区間の全線複線化完成。
  - 8月1日：大井聯絡所 - 大崎駅間（72C≒1.45 km）が正式開業。
  - 8月23日：大垣駅 - 垂井駅間が複線化。
  - 10月10日：平沼駅が開業。
  - 11月27日：八幡駅 - 野州駅間が複線化。
  - 11月28日：能登川駅 - 八幡駅間が複線化。
  - 12月1日：河瀬駅 - 能登川駅間が複線化。
  - 12月5日：米原駅 - 河瀬駅間が複線化。
  - 12月28日：関ケ原駅 - 長岡駅間が複線化。
- 1902年（明治35年）
  - 1月1日：支線 石場駅 - 大津駅間に紺屋関駅が開業。
  - 2月10日：垂井駅 - 関ケ原駅間が複線化。
  - 4月15日：二宮駅が開業。
  - 6月16日：野洲駅 - 草津駅間が複線化。野洲川信号所が廃止。
  - 9月1日：蒲郡駅 - 岡崎駅間が複線化。
  - 11月1日：長岡駅 - 米原駅間が複線化。新橋駅 - 神戸駅間改キロ、同区間で8C≒0.16 km延長。米原駅 - 敦賀駅 - 金ヶ崎駅間を北陸線として分離[32]。
  - 11月12日：営業距離の単位をマイルのみに変更（新橋駅 - 神戸駅間 375M17C→375.2M、神奈川駅 - 横浜駅間 1M55C→1.7M、程ヶ谷駅 - 横浜駅間 2M38C→2.5M）。
  - 12月21日：静岡駅 - 焼津駅間に石部信号所を開設。静岡駅 - 石部信号所間が複線化。
- 1903年（明治36年）
  - 1月20日：程ヶ谷駅 - 戸塚駅間に川上信号所を、小山駅 - 御殿場駅間に足柄信号所を開設。
  - 4月1日：石山駅が開業。
  - 7月6日：鷲津駅 - 豊橋駅間が複線化。
  - 12月7日：金谷駅 - 堀ノ内駅間が複線化。
  - 12月20日：岐阜駅 - 穂積駅間に長良信号所を開設。岐阜駅 - 長良信号所間が複線化。
- 1904年（明治37年）
  - 2月1日：住吉駅 - 三ノ宮駅間に灘信号所（現在の東灘信号場）を開設。
  - 2月8日：浜松駅 - 舞坂駅間が複線化。
  - 4月11日：蒲田駅が開業。
  - 5月1日：大阪駅 - 神崎駅間に野里信号所を開設。
  - 8月5日：舞坂駅 - 鷲津駅間が複線化。稲沢駅が開業。
- 1905年（明治38年）
  - 2月1日：鶴見駅 - 東神奈川駅間に子安信号所を開設。
  - 2月20日：天竜川駅 - 浜松駅間が複線化。
  - 4月5日：堀ノ内駅 - 掛川駅間が複線化。
- 1906年（明治39年）
  - 4月：蒲郡駅 - 岡崎駅間に芦谷信号所を開設。
  - 4月16日：清洲駅（初代）を移転し枇杷島駅に改称。旧駅の地点に清洲信号所を開設。
  - 7月1日：平塚駅を起点とする貨物支線（平塚支線）が非営業線として開業。
  - 7月11日：弁天島駅（初代）が開業。
  - 8月1日：穂積駅が開業。
  - 9月11日：弁天島駅（初代）が廃止。
- 1907年（明治40年）
  - 3月1日：清洲信号所 - 木曽川駅間複線化。
  - 3月15日：金谷駅 - 堀ノ内駅間に友田信号所を、山北駅 - 小山駅間に谷峨信号所を開設。
  - 3月27日：名古屋駅 - 枇杷島駅間が複線化。
  - 4月8日：枇杷島駅 - 清洲信号所間が複線化。
  - 4月9日：興津駅 - 江尻駅間に清見寺仮乗降場を開設。昭憲皇太后の清見寺行啓のためお召し列車が停車した。
  - 4月10日：清見寺仮乗降場が廃止。
  - 4月19日：清洲信号所が廃止。
  - 4月20日：焼津駅 - 島田駅間が複線化。
  - 6月13日：大府駅 - 大高駅間が複線化。
  - 6月15日：弁天島仮停車場が開業。
  - 8月20日：貨物支線（神戸臨港線）灘聯絡所 - 小野浜荷扱所間（2.0M≒3.22 km）開業。灘信号所を灘聯絡所に改称。小野浜荷扱所（後の小野浜駅→神戸港駅）が開業。
  - 9月26日：大高駅 - 熱田駅間が複線化。
  - 11月1日：貨物支線（蛇松線、後の沼津港線）沼津駅 - 蛇松駅間 (2.0M)、平塚支線（1.0M≒1.61 km）が正式開業。（貨）蛇松駅（後の沼津港駅）が正式開業。神奈川駅 - 横浜駅間および程ヶ谷駅 - 横浜駅間を区間統合し、神奈川駅 - 横浜駅 - 程ヶ谷駅間に変更。
  - 12月20日：掛川駅 - 袋井駅間が複線化。
- 1908年（明治41年）ごろ：小野浜荷扱所を小野浜駅に変更。
- 1908年（明治41年）
  - 2月2日：刈谷駅 - 大府駅間が複線化。
  - 2月10日：西ノ宮駅 - 住吉駅間に戎仮乗降場（初代）が開業。神崎駅 - 西ノ宮駅間に武庫川仮信号所（初代）を、西ノ宮駅 - 住吉駅間に芦屋仮信号所（初代）を開設。西宮神社祭典に伴う列車増発に対応するため。
  - 2月12日：戎仮乗降場（初代）・武庫川仮信号所（初代）・芦屋仮信号所（初代）が廃止。
  - 2月22日：西ノ宮駅 - 住吉駅間に岡本仮乗降場（初代）が開業。岡本梅林公園への旅客輸送のため。
  - 3月16日：岡本仮乗降場（初代）が廃止。
  - 3月28日：袋井駅 - 中泉駅間、安城駅 - 刈谷駅間が複線化。
  - 4月29日：穂積駅 - 大垣駅間が複線化。
  - 6月2日：豊橋駅 - 御油駅間が複線化。
  - 6月29日：御油駅 - 蒲郡駅間が複線化。
  - 7月29日：岡崎駅 - 安城駅間が複線化。
  - 9月11日：芦谷信号所を駅に変更し幸田駅が開業。
  - 9月23日：東神奈川駅が開業。
  - 10月26日：中泉駅 - 天竜川駅間の天竜川東岸に天竜橋信号所を開設。
  - 11月5日：中泉駅 - 天竜橋信号所間が複線化。
  - 11月16日：吹田駅 - 大阪駅間に高畑仮信号所を、神崎駅 - 西ノ宮駅間に武庫川仮信号所（2代目）を、西ノ宮駅 - 住吉駅間に芦屋仮信号所（2代目）を開設。神戸港で観艦式開催による列車増発に対応するため開設。
  - 11月19日：高畑仮信号所・武庫川仮信号所（2代目）・芦屋仮信号所（2代目）が廃止。
- 1909年（明治42年）
  - 2月8日：岡本仮乗降場（2代目）が開業。
  - 4月21日：富士駅が開業。
  - 6月11日：木曽川駅 - 岐阜駅間に木曽橋信号所を開設。長良信号所が廃止。
  - 6月15日：木曽橋信号所 - 岐阜駅間、長良信号所 - 穂積駅間が複線化。
  - 10月12日：国有鉄道線路名称制定。新橋駅 - 神戸駅間、支線 神奈川駅 - 横浜駅 - 程ヶ谷駅間、貨物支線 沼津駅 - 蛇松駅間、灘聯絡所 - 小野浜駅間を東海道本線とする。大井聯絡所 - 大崎駅間を山手線貨物支線、大船駅 - 横須賀駅間を横須賀線、大府駅 - 武豊駅間を武豊線、馬場駅 - 大津駅間を大津線として分離。
  - 11月1日：用宗駅が開業。用宗駅 - 焼津駅間の石部信号所が廃止。
  - 11月24日：用宗駅 - 焼津駅間に石部仮信号所を開設。
  - 12月16日：浜松町駅 - 烏森駅間の電車線（0.7M≒1.13 km）が開業。浜松町駅 - 品川駅間が複々線化（電車線敷設）。田町駅・浜松町駅・烏森駅（現在の新橋駅）が開業。都心環状線としての山手線の始まり。
  - 12月21日：西宮駅 - 住吉駅間に戎仮乗降場（2代目）開業（初代と同目的）。神崎駅 - 西ノ宮駅間に武庫川仮信号所（3代目）を、西ノ宮駅 - 住吉駅間に芦屋仮信号所（3代目）を開設（両者とも廃止日不詳）。
- 1910年（明治43年）
  - 2月21日：高槻駅 - 茨木駅間に茨木川仮信号所（初代）を開設。
  - 3月6日：富士川信号所 - 岩淵駅間が複線化。
  - 3月15日：富士川信号所が廃止。
  - 3月29日：京都駅 - 向日町駅間に吉祥院信号所を、向日町駅 - 山崎駅間に神足信号所を、山崎駅 - 高槻駅間に梶原信号所を、高槻駅 - 茨木駅間に富田信号所を、茨木駅 - 吹田駅間に坪井信号所を、吹田駅 - 大阪駅間に山口信号所を、神崎駅 - 西ノ宮駅間に水野信号所を、西ノ宮駅 - 住吉駅間に打出信号所を開設。
  - 4月2日：茨木川仮信号所（初代）が廃止。
  - 6月25日：烏森駅 - 有楽町駅間の電車線 (0.7M) が延伸開業。有楽町駅が開業。
  - 8月24日：蒲原駅 - 興津駅間に洞隧道仮信号所（初代）を開設（廃止日不詳）。
  - 9月15日：有楽町駅 - 呉服橋駅間の電車線 (0.7M) が延伸開業。呉服橋駅（東京駅の仮駅）が開業。
  - 10月1日：灘聯絡所を駅に変更、（貨）灘駅（初代）が開業。
  - 10月6日：用宗駅 - 焼津駅間に磯浜仮信号所を開設。
  - 11月1日：磯浜仮信号所 - 焼津駅間が複線化。
  - 11月5日：京都駅 - 向日町駅間に梅小路仮信号所、桂川信号所を開設。吉祥院信号所が廃止。
  - 12月8日：石部仮信号所廃止。
- 1911年（明治44年）
  - 2月25日：梅小路仮信号所を仮停車場とし梅小路仮停車場開業。西本願寺・知恩院の大法会参拝団体客専用の仮駅。
  - 3月9日：磯浜仮信号所が廃止。蒲原駅 - 興津駅間に洞隧道仮信号所（2代目）を開設（廃止日不詳）。
  - 3月10日：用宗駅 - 磯浜仮信号所間が複線化。
  - 3月31日：浜松駅 - 舞坂駅間に高塚信号所を開設。
  - 4月10日：江尻駅 - 静岡駅間に草薙信号所を開設。
  - 5月1日：貨物支線（名古屋港線）名古屋駅 - 名古屋港駅間（5.0M≒8.05 km）が開業。（貨）名古屋港駅開業。程ヶ谷駅 - 戸塚駅間に権現信号所を、戸塚駅 - 大船駅間に久保信号所を、国府津駅 - 松田駅間に下曽我信号所を、御殿場駅 - 佐野駅間に富士岡信号所・岩浪信号所を開設。神山信号所が廃止。
  - 5月5日：梅小路仮停車場を聯絡所に変更、梅小路聯絡所を開設。
  - 6月28日：名古屋港線 名古屋駅 - 名古屋港駅間で旅客営業開始。
  - 9月1日：横浜駅構内扱いとして横浜港荷扱所開設。
- 1912年（明治45年）
  - 4月16日：守山駅が開業。
  - 4月17日：高槻駅 - 茨木駅間に茨木川仮信号所（2代目）を開設（廃止日不詳）。
  - 6月15日：草津駅 - 石山駅間に狼川信号所を開設。
  - 7月1日：小山駅を駿河駅に改称。
  - 7月18日：岩浪信号所を岩波信号所に改称。
  - 7月27日：島田駅 - 金谷駅間複線化。
- 1913年（大正2年）
  - 2月1日：木曽川駅 - 木曽橋信号所間複線化。木曽橋信号所が廃止。
  - 3月1日：大津線 (1.3M) を編入し貨物支線（後の浜大津線）とする。同線の石場駅、紺屋関駅廃止。鷲津駅 - 二川駅間に白須賀信号所を開設。
  - 3月15日：藤沢駅 - 茅ケ崎駅間に辻堂信号所を開設。
  - 4月5日：大谷駅 - 山科駅間に大塚信号所を開設。
  - 6月1日：馬場駅を大津駅（2代目）に、大津駅（初代）を浜大津駅に改称。
  - 6月2日：横浜駅構内扱いとして高島荷扱所開設。
  - 6月21日：梅小路聯絡所を駅に変更し梅小路駅が開業。
  - 8月1日：打出信号所を駅に変更し芦屋駅が開業。天竜川橋梁が複線化され、全線の複線化が完成。
  - 10月25日：吹田駅 - 大阪駅間に宮原信号所を開設。山口信号所が廃止。
  - 11月27日：袋井駅 - 中泉駅間に原野谷川仮信号所を開設、原野谷川橋梁修繕のため。
- 1914年（大正3年）
  - 3月31日：原野谷川仮信号所廃止。
  - 4月25日：安土駅が開業。
  - 9月13日：駿河駅 - 御殿場駅間に竹ノ下仮信号所を開設。
  - 10月24日：岐阜駅 - 穂積駅間に長良川仮信号所（初代）を開設。
  - 12月1日：長岡駅を近江長岡駅に改称。
  - 12月20日：東京駅、神奈川駅 - 横浜駅間に高島町駅、大井聯絡所を駅に変更し大井町駅が開業。新橋駅（初代）が汐留駅に、烏森駅が新橋駅（2代目）に改称。
    - 呉服橋駅廃止。呉服橋駅 - 東京駅間（0.2M≒0.32 km）を廃止し、支線 東京駅 - 浜松町駅間 (1.9M) を本線に編入、浜松町駅 - 品川駅間 (2.4M) も本線に計上。新橋駅 - 横浜駅間の客車運転に代えて、東京駅 - 高島町駅間の電車運転（京浜電車、現在の京浜東北線）開始、同時に品川駅 - 横浜駅間複々線化。汐留駅 - 品川駅間 (3.1M) の旅客営業廃止。

  - 12月24日：電車線 田町駅 - 品川駅間に伊皿子信号所を開設[33]。
- 1915年（大正4年）
  - 1月10日：新居町駅が開業。
  - 2月15日：山北駅 - 谷峨信号所間に酒匂仮信号所を、谷峨信号所 - 駿河駅間に相沢仮信号所を開設。
  - 2月24日：戎仮乗降場（2代目）、岡本仮乗降場（2代目）廃止。名古屋港線 名古屋駅 - 名古屋港駅間の旅客営業が廃止。
  - 4月19日：長良川仮信号所（初代）が廃止。
  - 5月10日：天竜橋信号所が廃止。
  - 6月20日：酒匂仮信号所・相沢仮信号所が廃止。
  - 7月10日：駿河駅 - 御殿場駅間に松沢仮信号所を開設。
  - 7月15日：佐野駅を裾野駅に改称。
  - 8月15日：神奈川駅 - 程ヶ谷駅間が経路変更（改キロなし）。新線上に横浜駅（2代目、現在の横浜市営地下鉄3号線の高島町駅付近）が開業。高島町駅、旧線上の平沼駅が廃止。横浜駅（初代）を桜木町駅に改称。桜木町駅への支線の起点を神奈川駅から横浜駅に変更（0.7M≒1.13 km短縮）。桜木町駅 - 程ヶ谷駅間（2.5M≒4.02 km）が廃止。
    - この時点での本線と桜木町駅への支線の分岐点は神奈川駅で、横浜駅で両線が立体交差していた。また高島町駅は横浜駅京浜電車ホームとなった。

  - 8月30日：松沢仮信号所・竹ノ下仮信号所廃止。
  - 12月25日：岐阜駅 - 穂積駅間に長良川仮信号場（2代目）を開設。
  - 12月30日：貨物支線（高島線）程ヶ谷駅 - 東横浜駅間（3.3M≒5.31 km）が開業。東横浜駅開業。高島荷扱所を桜木町駅から分離し（貨）高島駅開業。支線 横浜駅 - 桜木町駅間電化、貨物営業廃止。京浜電車の運行区間が桜木町駅まで延伸。
- 1916年（大正5年）
  - 1月1日：一ノ宮駅が尾張一ノ宮駅に改称。
  - 3月3日：長良川仮信号所（2代目）が廃止。
  - 4月6日：彦根駅 - 河瀬駅間に高宮川仮信号所を開設（廃止日不詳）。
  - 4月15日：由比駅が開業。
  - 4月16日：山手線貨物支線 大崎駅 - 大井町駅間が廃止。
  - 5月16日：袋井駅 - 中泉駅間に太田川仮信号場（初代）を開設（廃止日不詳）。
  - 7月10日：貨物支線（清水港線）江尻駅 - 清水港駅間（1.0M≒1.61 km）が開業。*（貨）清水港駅が開業。
  - 8月28日：酒匂仮信号所を開設。
  - 9月1日：弁天島仮停車場を駅に変更し弁天島駅が開業。
  - 11月6日：酒匂仮信号所が廃止。
  - 12月1日：辻堂信号所を駅に変更し辻堂駅が開業。
  - 12月8日：名古屋港線 八幡聯絡所 - 白鳥駅間（1.1M≒1.77 km）が開業。（貨）白鳥駅開業。名古屋港方面と白鳥方面の分岐点に八幡聯絡所を開設。
  - 12月13日：袋井駅 - 中泉駅間に太田川仮信号場（2代目）を開設（廃止日不詳）。
- 1917年（大正6年）
  - 1月15日：小野浜駅構内扱いとして神戸港荷扱所開設。
  - 2月12日：木曽川駅 - 岐阜駅間に木曽橋仮信号所（初代）を開設（廃止日不詳）。
  - 6月17日：高島線 鶴見駅 - 高島駅間（4.1M≒6.66 km）、東神奈川駅 - 高島駅間（1.4M≒2.25 km）が開業。入江信号所・海神奈川信号扱所が開設。
  - 10月9日：鈴川駅 - 富士駅間に沼川仮信号所を開設（廃止日不詳）。
  - 12月1日：灘駅（2代目）が開業。（貨）灘駅（初代）を（貨）東灘駅に改称。
- 1918年（大正7年）
  - 1月20日：用宗駅 - 焼津駅間に瀬戸川仮信号所を開設。
  - 2月16日：伊皿子信号所が廃止[33]。
  - 4月1日：丹那トンネル工事開始。
  - 5月1日：貨物支線 川崎駅 - 浜川崎駅間（2.7M≒4.35 km）が開業。（貨）浜川崎駅が開業。
  - 5月15日：大阪駅 - 神崎駅間に歌島仮信号所を開設。
  - 6月1日：篠原信号所を開設。
  - 8月1日：貨物支線（北方貨物線）吹田駅 - 宮原聯絡所 - 宮原操車場 - 歌島聯絡所 - 神崎駅間（6.8M≒10.94 km）が開業。宮原操車場開設。宮原信号所を宮原聯絡所に、歌島仮信号所を歌島聯絡所に改称。
  - 8月25日：瀬戸川仮信号所が廃止。
  - 9月10日：貨物支線 熱田駅 - 古渡聯絡所 - 千種駅間（古渡線、3.0M≒4.83 km）、梅小路駅 - 丹波口駅間（梅小路支線、後の山陰連絡線、1.8M≒2.90 km）が開業。
- 1919年（大正8年）
  - 2月25日：木曽川駅 - 岐阜駅間に木曽橋仮信号所（2代目）を開設（廃止日不詳）。
  - 3月11日：八幡駅を近江八幡駅に改称。
  - 4月25日：荒尾聯絡所を開設。
  - 8月1日：支線（美濃赤坂線）大垣駅 - 荒尾聯絡所 - 美濃赤坂駅間（3.1M≒4.99 km）が開業（大垣駅 - 荒尾聯絡所間は重複区間）。美濃赤坂駅が開業。
  - 11月25日：醒ケ井駅 - 米原駅間に寺倉信号所を開設。
- 1920年（大正9年）
  - 7月1日：稲枝駅が開業。
  - 7月23日：高島線 東横浜駅 - 横浜港駅間（1.6M≒2.57 km）延伸開業。桜木町駅から横浜港荷扱所を分離し横浜港駅開業。新線と鶴見駅 - 東横浜駅間で旅客営業開始。
  - 11月15日：安城駅 - 刈谷駅間に野田信号所を開設。
  - 12月15日：熱田駅 - 名古屋駅間に露橋信号所を開設。
- 1921年（大正10年）
  - 4月20日：篠原信号所を駅に変更し篠原駅が開業。
  - 5月1日：権現信号所・川上信号所・久保信号所が廃止。
  - 7月20日：桂川信号所・神足信号所・梶原信号所・富田信号所・坪井信号所・水野信号所が廃止。
  - 8月1日：新逢坂山トンネルが完成し、馬場駅 - 京都駅間の現行線（7.2M≒11.59 km）が開業（複線）。馬場駅 - 大谷駅 - 稲荷駅間の旧線（8.3M≒13.36 km）が廃止。稲荷駅 - 京都駅間（1.8M≒2.90 km）は奈良線に編入。大谷駅・大塚信号所・山科駅（初代）廃止。山科駅（2代目）・大津駅（3代目）が開業。大津駅（2代目）を馬場駅に改称。
- 1922年（大正11年）
  - 2月1日：子安信号所が廃止。
  - 2月18日：茅ケ崎駅 - 平塚駅間に馬入川仮信号所を開設（廃止日不詳）。
  - 4月1日：信号所・聯絡所を信号場に、仮信号所を仮信号場に変更。
  - 5月15日：下曽我信号場を駅に変更し*下曽我駅が開業。
- 1923年（大正12年）
  - 月日不明：野里信号場が廃止。
  - 6月1日：吹田操車場が開設。
  - 7月1日：藤枝駅 - 島田駅間に青島信号場を、掛川駅 - 袋井駅間に梅橋信号場を、御油駅 - 蒲郡駅間に大塚信号場を、蒲郡駅 - 幸田駅間に深溝信号場を開設。
  - 9月1日：関東大震災発生。横浜駅舎焼失、根府川駅で土砂に押されて列車が転落するなど大きな被害を受け、東京駅 - 御殿場駅間などが不通となる。順次復旧し10月28日全通。関東大震災の後（大磯駅付近）
- 1924年（大正13年）

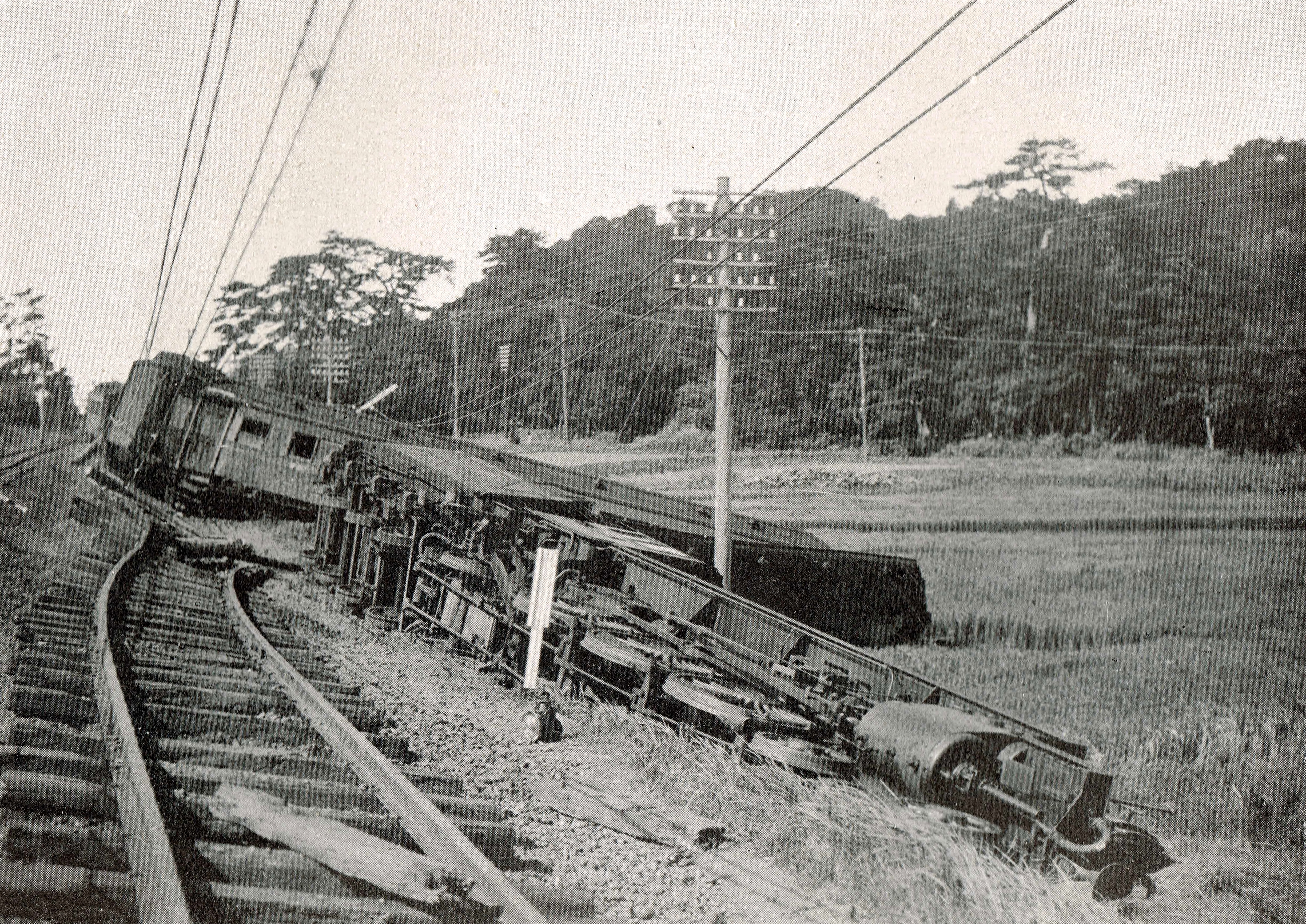
関東大震災の後（大磯駅付近）

  - 4月1日：平塚支線（1.0M≒1.61 km）が廃止。
  - 7月25日：摂津富田駅が開業。
  - 8月3日：神戸臨港線 小野浜駅 - 神戸港駅間 (1.0M) が延伸開業。小野浜駅から神戸港荷扱所を分離し神戸港駅（こうべみなとえき）開業。新線と東灘駅 - 小野浜駅間で旅客営業開始。
  - 10月1日：高島線 海神奈川信号扱所を千若信号場に変更。
- 1925年（大正14年）
  - 1月16日：名古屋駅 - 稲沢駅間が3線化（稲沢線敷設）。
  - 2月16日：狼川信号場が廃止。
  - 3月10日：貨物支線 宮原信号場 - 歌島信号場間が複線化。
  - 10月15日：吹田駅 - 大阪駅間に上淀川仮信号場を開設。吹田駅 - 上淀川仮信号場間が複々線化。
  - 12月13日：横浜駅 - 国府津駅間が電化。
- 1926年（大正15年）
  - 2月24日：露橋信号場が廃止。
  - 4月3日：草薙信号場を駅に変更し草薙駅が開業。
  - 7月3日：興津駅 - 江尻駅間に袖師仮停車場が開業。
  - 7月8日：京浜電車線 田町駅 - 品川駅間に芝仮信号場を開設（廃止日不詳、以前の伊皿子信号所と同一地点）。
  - 11月10日：草津駅 - 石山駅間に瀬田川仮信号場を開設（廃止日不詳）。
  - 11月15日：歌島信号場 - 東灘駅間複々線化。歌島信号場が廃止。
- 1927年（昭和2年）
  - 2月12日：由比駅 - 興津駅間に洞仮信号場（初代）を開設（廃止日不詳）。
  - 2月26日：野田信号場が廃止。
  - 8月19日：大船駅 - 藤沢駅間が3線化。
  - 9月2日：寺倉信号場が廃止。
  - 9月26日：大船駅 - 藤沢駅間が複々線化。
  - 10月18日：藤沢駅 - 茅ケ崎駅間が3線化。
  - 11月8日：藤沢駅 - 辻堂駅間が複々線化。
- 1928年（昭和3年）
  - 1月19日：名古屋港線 名古屋港駅 - 堀川口駅間（1.2M≒1.93 km）が延伸開業。（貨）堀川口駅が開業。
  - 2月12日：大塚信号場・深溝信号場が廃止。
  - 3月20日：辻堂駅 - 平塚駅間が複々線化。
  - 3月31日：程ヶ谷駅 - 大船駅間が複々線化。
  - 6月2日：白須賀信号場が廃止。
  - 10月15日：横浜駅が現在地に移転、神奈川駅 - 程ヶ谷駅間経路変更（新線は平沼駅のあった旧線跡を転用、改キロなし）。神奈川駅廃止。この時点では横浜駅に京浜線ホームが開業していなかったため、従来の京浜線の横浜駅東口前に仮ホームを設置し、旧横浜駅京浜線ホームを高島口乗降場として残した。
  - 12月1日：（貨）梅田駅・（貨）湊川駅が開業。
  - 12月7日：貨物支線 汐留駅 - 品川駅間が電化。
- 1929年（昭和4年）
  - 1月24日：茨木駅 - 吹田駅間が複々線化。
  - 3月15日：吹田駅 - 大阪駅間に千里信号場を開設。
  - 4月9日：熱田駅 - 名古屋駅間に露橋仮信号場を開設。
  - 4月17日：梅橋信号場が廃止。
  - 7月1日：高塚信号場を駅に変更し高塚駅が開業。
  - 7月2日：青島信号場が廃止。
  - 7月3日：三河三谷駅が開業。
  - 8月21日：貨物支線（品鶴線）品川駅 - 鶴見駅間（11.0M≒17.70 km）が開業（複線）。目黒川信号場・新鶴見操車場が開設。鶴見駅 - 横浜駅間が6線化、横浜駅 - 程ヶ谷駅間が複々線化。
  - 9月15日：高島線 入江信号場を駅に変更し（貨）入江駅が開業。
  - 9月16日：高島線 高島駅 - 程ヶ谷駅間（2.1M≒3.38 km）が廃止。
- 1930年（昭和5年）
  - 1月26日：横浜駅京浜線ホームが完成し、横浜駅 - 桜木町駅間の現在線が使用開始。高島口乗降場が閉鎖。
  - 2月1日：清水港線 清水港駅 - 清水埠頭駅間（0.5M≒0.80 km）が延伸開業。*（貨）清水埠頭駅が開業。
  - 3月30日：梅小路駅 - 向日町駅間が複々線化[34]。
  - 4月1日：貨物支線（古渡線）熱田駅 - 千種駅間 (3.0M) が廃止。貨物支線 東神奈川駅 - 海神奈川駅間 (2.0 km) を横浜線から編入。名古屋港線 八幡信号場 - 白鳥駅間（1.1M→1.9 km）の起点を名古屋駅に変更 (+3.0 km)。
    - 営業距離の単位をマイルからメートルに変更（東京駅 - 神戸駅間 373.5M→601.2 km、品川駅 - 汐留駅間 3.1M→4.9 km、品川駅 - 鶴見駅間 11.0M→17.8 km、川崎駅 - 浜川崎駅間 2.7M→4.1 km、鶴見駅 - 横浜港駅間 6.9M→10.9 km、東神奈川駅 - 高島駅間 1.4M→2.5 km、横浜駅 - 桜木町駅間 1.0M→2.0 km、沼津駅 - 蛇松駅間 2.0M→3.2 km、江尻駅 - 清水埠頭駅間 1.5M→2.5 km、名古屋駅 - 堀川口駅間 6.2M→9.9 km、大垣駅 - 美濃赤坂駅間 3.1M→5.0 km、馬場駅 - 浜大津駅間 1.3M→2.2 km、梅小路駅 - 丹波口駅間 1.8M→2.8 km、吹田駅 - 神崎駅間 6.8M→10.7 km、東灘駅 - 神戸港駅間 3.0M→4.9 km）。

  - 8月1日：貨物支線（芝浦線） 汐留駅 - 芝浦駅間 (2.8 km) が開業。（貨）芝浦駅開業。
  - 9月25日：高槻駅 - 茨木駅間が複々線化。
  - 10月30日：品鶴線 新鶴見操車場 - 鶴見駅間が電化。
  - 12月1日：荒尾駅開業。荒尾信号場を南荒尾信号場に改称。
- 1931年（昭和6年）
  - 3月27日：名古屋駅 - 枇杷島駅間に栄生仮信号場を開設。露橋仮信号場が廃止。
  - 8月1日：神足駅（現在の長岡京駅）が開業。
  - 10月1日：程ヶ谷駅を保土ケ谷駅に改称。
- 1932年（昭和7年）7月8日：千里信号場が廃止。
- 1933年（昭和8年）
  - 3月25日：向日町駅 - 高槻駅間が複々線化。
  - 12月7日：共和駅が開業。
- 1934年（昭和9年）
  - 2月24日：清洲駅（2代目）開業。
  - 3月：名古屋駅 - 稲沢駅間が4線化（稲沢線複線化）。
  - 3月1日：高島線 入江駅 - 新興駅間 (2.7 km) が開業。（貨）新興駅が開業。
  - 5月25日：大阪駅 - 神崎駅間に歌島信号場を開設。
  - 6月2日：上淀川仮信号場が廃止。
  - 6月15日：高島線 高島駅 - 山内町駅間 (2.6 km)、高島駅 - 表高島駅間 (1.3 km) が開業。（貨）山内町駅（後の横浜市場駅）・（貨）表高島駅が開業。
  - 7月20日：吹田駅 - 神戸駅間が電化され、電車運転開始。塚本駅・立花駅・甲子園口駅・六甲道駅・元町駅が開業。歌島信号場が廃止。
  - 9月15日：馬場駅を膳所駅に改称。
  - 9月17日：山科駅 - 京都駅間に東山仮信号場を開設。
  - 10月1日：三島駅（初代）を下土狩駅に改称。

#### 熱海線
- 1920年（大正9年）10月21日：熱海線 国府津駅 - 小田原駅間（3.9M≒6.28 km）が開業。小田原駅が開業。途中に酒匂川信号所を開設。
  - 勾配のきつい御殿場経由に代わって、熱海経由の路線を東海道本線として建設することになり、この日にその第一歩となるこの区間が開業した。並行していた路面電車の小田原電気鉄道線は廃止された。ここの地域の鉄道事情については、「踊り子」も参照。
- 1922年（大正11年）
  - 4月1日：酒匂川信号所を酒匂川信号場に改称。
  - 12月21日：小田原駅 - 真鶴駅間（7.3M≒11.75 km）が延伸開業。早川駅・根府川駅・真鶴駅が開業。
    - 小田原（早川口）駅 - 真鶴駅間で並行する熱海軌道組合線廃止。同線は残りの真鶴駅 - 熱海駅間で営業を続けるが、翌年の関東大震災で不通となり全廃された。
- 1923年（大正12年）6月1日：酒匂川信号場を駅に変更し鴨宮駅が開業。
- 1924年（大正13年）10月1日：真鶴駅 - 湯河原駅間（2.1M≒3.38 km）が延伸開業。湯河原駅が開業。
- 1925年（大正14年）3月25日：湯河原駅 - 熱海駅間（3.4M≒5.47 km）が延伸開業。熱海駅が開業。
- 1926年（大正15年）
  - 2月1日：国府津駅 - 小田原駅間が電化。
  - 3月18日 国府津駅 - 鴨宮駅間が複線化。
  - 8月14日 鴨宮駅 - 小田原駅間が複線化。
- 1928年（昭和3年）2月5日：小田原駅 - 熱海駅間が電化。小田原駅 - 湯河原駅間が複線化。
- 1930年（昭和5年）
  - 4月1日：営業距離の単位をマイルからメートルに変更（16.7M→26.9 km）。
- 1934年（昭和9年）11月6日：湯河原駅 - 熱海駅間が複線化。

#### 丹那トンネル開通後
- 1934年（昭和9年）
  - 12月1日：丹那トンネルが完成し、熱海駅 - 沼津駅間 (21.6 km) が電化複線で開業。国府津駅 - 御殿場駅 - 沼津駅間 (60.2 km) は御殿場線として分離。熱海線の国府津駅 - 熱海駅間 (26.9 km) とともに新規開業区間が東海道本線に組み込まれ、これにより東京駅 - 神戸駅が現在のルートで完成。函南駅・三島駅開業。江尻駅を清水駅に改称。品川駅 - 新鶴見操車場間に蛇窪信号場を、熱海駅 - 函南駅間に来宮信号場を開設。
  - 12月5日：東山仮信号場が廃止。
- 1935年（昭和10年）
  - 2月11日：貨物支線（東京市場線） 汐留駅 - 東京市場駅間 (1.1 km) が開業。（貨）東京市場駅が開業。
  - 3月30日：来宮信号場廃止。
  - 7月15日：高島線 入江駅 - 千若信号場 - 瑞穂駅間 (2.8 km) が開業（入江駅 - 千若信号場間は本線と支線の重複区間）。（貨）瑞穂駅が開業。
  - 10月23日：山崎駅 - 高槻駅間に桜井仮信号場を開設。
  - 12月25日：摂津本山駅が開業。
- 1936年（昭和11年）
  - 2月13日：新所原仮信号場を開設。
  - 3月8日：桜井仮信号場が廃止。
  - 12月1日：新所原仮信号場を駅に変更し新所原駅が開業。
- 1937年（昭和12年）
  - 2月1日：名古屋駅付近高架化・経路変更。（貨）笹島駅が開業。
  - 2月2日：栄生仮信号場が廃止。
  - 3月15日：名古屋汎太平洋平和博覧会開催により、八幡信号場 - 名古屋港駅間に名古屋博覧会前駅が開業。
  - 5月23日：東灘駅 - 神戸駅間が複々線化。
  - 6月1日：名古屋博覧会前駅が廃止。
  - 10月10日：京都駅 - 吹田駅間が電化。大阪駅 - 塚本駅間が複々線化。
- 1938年（昭和13年）
  - 7月5日：阪神大水害が発生。神戸市内周辺の線路が冠水し、道床の流出箇所も多数。住吉駅では構内一帯が土砂や住宅の残骸などで埋まり、立往生中の急行列車も傾斜したまま泥土に埋没するなどの被害[35]。
  - 9月16日：西大路駅が開業。
  - 12月1日：千里丘駅が開業。京都駅 - 梅小路駅間が複々線化[34]。
- 1939年（昭和14年）
  - 8月1日：品鶴線 品川駅 - 新鶴見操車場間が電化。
  - 11月1日：小野浜駅に神戸港駅（こうべみなとえき）を併合 (-1.5 km)、小野浜駅が神戸港駅（こうべこうえき）に改称。
- 1940年（昭和15年）
  - 4月1日：東淀川駅が開業。
  - 6月1日：舞坂駅を舞阪駅に改称。
  - 11月1日：共和駅が休止。
- 1942年（昭和17年）
  - 1月15日：枇杷島駅 - 清洲駅間に五条川信号場を開設。
  - 4月10日：大高駅 - 熱田駅間に笠寺仮信号場を開設。
  - 6月28日：吹田駅 - 東淀川駅間に西吹田仮信号場を開設。
  - 8月10日：名古屋港線 名古屋駅 - 名古屋港駅間で旅客営業開始。八幡信号場 - 名古屋港駅間に東海橋乗降場が開業。
  - 9月6日：西吹田仮信号場が廃止。
  - 10月1日：宮原信号場が廃止。
  - 10月10日：中泉駅を磐田駅に改称。
- 1943年（昭和18年）
  - 6月1日：笠寺仮信号場を駅に変更し笠寺駅開業。
  - 9月14日：貨物支線 川崎駅 - 浜川崎駅間に小田操車場を開設。
  - 11月1日：新子安駅が開業。
- 1944年（昭和19年）
  - 4月1日：決戦非常措置要綱に基づき東京駅 - 沼津駅間の通勤列車、短距離列車への二等車連結を廃止[36]。
  - 7月1日：清水港線 清水港駅 - 清水埠頭駅間改キロ (-0.2 km)、清水埠頭駅 - 三保駅間 (6.0 km) 延伸開業。*（貨）巴川口駅・*（貨）三保駅が開業。
  - 10月11日：大垣駅 - 新垂井駅 - 関ケ原駅間に下り列車用の迂回線 (13.8 km) が完成、同区間を下り本線とし垂井駅経由の下り本線を撤去。新垂井駅が開業。
  - 12月1日：貨物支線（清水港線）を旅客営業開始に伴い清水港線 (8.3 km) として分離。（貨）山内町駅が（貨）横浜市場駅に改称。膳所駅 - 京都駅間が3線化（上り2線・下り1線）[34]。
  - 12月：用宗駅 - 焼津駅間の経路を石部トンネル経由から内陸側の日本坂トンネル経由に変更[34]。
- 1945年（昭和20年）
  - 1月1日：名古屋港線 名古屋駅 - 名古屋港駅間の旅客営業が廃止。東海橋乗降場が廃止。
  - 6月10日：西伊奈信号場を開設。
  - 7月11日：共和駅が営業再開。

#### 戦後
- 1946年（昭和21年）
  - 6月28日：由比駅 - 興津駅間に洞仮信号場（2代目）を開設。
  - 9月13日：洞仮信号場（2代目）が廃止。
  - 11月1日：南荒尾信号場 - 垂井駅 - 関ケ原駅間の垂井線が開業（旧下り本線が復活）。
- 1947年（昭和22年）
  - 4月11日：岸辺駅が開業。
  - 7月1日：（貨）蛇松駅を（貨）沼津港駅に改称。沼津駅 - 沼津港駅間改キロ、0.2km短縮。
- 1948年（昭和23年）8月1日：西伊奈信号場を駅に変更し西小坂井駅が開業。御油駅を愛知御津駅に改称。
- 1949年（昭和24年）
  - 1月1日：神埼駅を尼崎駅に改称。
  - 2月1日：沼津駅 - 静岡駅間が電化[37]。
  - 5月20日：静岡駅 - 浜松駅間が電化[38]。
  - 7月12日：友田信号場が廃止。
  - 9月15日：東田子の浦駅が開業。
  - 10月27日：名古屋港線 名古屋駅 - 八幡信号場間に中日球場前乗車場（初代）が開業。
  - 12月4日：中日球場前乗車場（2代目）が開業。初代・2代目とも1日限りの営業で、乗車のみ可能であった。
- 1950年（昭和25年）
  - 5月20日：品川駅 - 新鶴見操車場間に丸子信号場を開設。
  - 6月1日：貨物支線（西名古屋港線）笹島駅 - 西名古屋港駅間 (12.6 km) が開業。（貨）西名古屋港駅が開業。
- 1952年（昭和27年）11月15日：尾張一ノ宮駅を尾張一宮駅に改称。
- 1953年（昭和28年）
  - 7月8日：三河大塚仮停車場が開業。
  - 7月21日：浜松駅 - 名古屋駅間が電化。
  - 11月11日：名古屋駅 - 稲沢駅間が電化。
- 1954年（昭和29年）
  - 1月1日：名古屋港線（貨）堀川口駅が移転 (+1.5 km)。
  - 4月15日：東京駅 - 有楽町駅間に1線増設し常磐線の電車が有楽町駅まで乗り入れ開始。
- 1955年（昭和30年）
  - 1月17日：（貨）東高島駅が開業、千若信号場を統合。高島線 瑞穂駅への貨物支線の起点を入江駅から東高島駅に (-0.6 km)、横浜市場駅への貨物支線の起点を高島駅から東高島駅に (-1.4 km)、東神奈川駅からの貨物支線の終点を高島駅から東高島駅に変更 (-1.0 km)。
  - 2月10日：宮原第一信号場 - 大阪駅間が複々線化[39]。
  - 7月20日：稲沢駅 - 垂井駅 - 米原駅間、大垣駅 - 新垂井駅 - 関ケ原駅間が電化。
- 1956年（昭和31年）
  - 4月10日：鈴川駅を吉原駅に、堀ノ内駅を菊川駅に改称。
  - 11月19日：米原駅 - 京都駅間が電化され、東京駅 - 神戸駅間の電化完成。電化による牽引力増加のため膳所駅 - 京都駅間が3線から複線に戻る[34]。東京駅 - 田町駅間を2線増設し6線化[34]。常磐線電車の有楽町駅乗り入れ廃止。
- 1957年（昭和32年）
  - 2月1日：名古屋港線 白鳥駅 - 名古屋市場 (1.2 km) 駅間が延伸開業。（貨）名古屋市場駅開業。
  - 7月17日：丸子信号場が廃止。
  - 9月25日：茨木駅 - 宮原第一信号場間が6線化。
- 1958年（昭和33年）
  - 5月1日：高島線 東高島駅 - 瑞穂駅間 (2.2 km) が廃止（在日米軍専用線に転用）。（貨）瑞穂駅が廃止。
  - 10月1日：美濃赤坂線、北方貨物線が電化。
- 1959年（昭和34年）4月1日：貨物支線 東神奈川駅 - 海神奈川駅間 (2.0 km)、高島線 東神奈川駅 - 東高島駅間 (1.5 km) が廃止。（貨）海神奈川駅が廃止。
- 1960年（昭和35年）3月1日：三河大塚仮停車場を駅に変更し三河大塚駅開業。
- 1961年（昭和36年）4月6日：貨物支線（梅田貨物線）吹田駅 - 梅田駅間 (7.6 km)、梅田駅 - 福島駅間 (1.0 km)、神戸臨港線 神戸港駅 - 湊川駅間 (2.4 km) に営業キロを設定。吹田駅 - 大阪駅 - 尼崎駅間の貨物営業が廃止。
- 1962年（昭和37年）
  - 9月28日：用宗駅 - 焼津駅間の経路を日本坂トンネル経由から、改修した石部トンネル経由に変更[34]。
  - 10月1日：静岡操車場が開設。
  - 10月10日：名古屋港線 名古屋駅 - 八幡信号場間に山王信号場を開設、名古屋駅 - 山王信号場間は中央本線と共用の複線となる。
- 1964年（昭和39年）
  - 3月25日：貨物支線 浜川崎駅 - 塩浜操駅間 (4.9 km) が延伸開業。（貨）塩浜操駅（現在の川崎貨物駅）が開業。
  - 4月21日：貨物支線 浜川崎駅 - 塩浜操駅間が電化。
  - 5月19日：横浜駅 - 桜木町駅間 (2.0 km) を根岸線に編入。
  - 6月1日：高島線 高島駅 - 桜木町駅間 (1.9 km) が開業。

#### 東海道新幹線開業後
- 1964年（昭和39年）
  - 10月1日：東海道本線の輸送増強としての別線として建設された東海道新幹線が開業。新大阪駅が開業。
- 1965年（昭和40年）
  - 3月18日：梅田貨物線 梅田駅 - 福島駅間改キロ (-0.1 km)。
  - 7月：目黒川信号場・蛇窪信号場が廃止。
  - 7月1日：高島線 横浜港駅 - 山下埠頭駅間 (2.0 km) 開業。（貨）山下埠頭駅開業。
  - 10月1日：貨物支線 品川駅 - 汐留駅間および汐留駅 - 芝浦駅間を区間統合し、品川駅 - 芝浦駅間に表示を変更。
- 1966年（昭和41年）

  - 11月20日：京都駅 - 向日町駅間で貨物線1線が増設され5線化[34]。
  - 12月24日：東刈谷駅が開業。
- 1967年（昭和42年）
  - 3月20日：三ケ根駅が開業。
  - 10月1日：貨物支線（尼崎市場線） 尼崎駅 - 尼崎市場駅間 (1.5 km) が開業。静岡操車場を駅に変更し（貨）東静岡駅（現在の静岡貨物駅）が開業。（貨）尼崎市場駅が開業。
- 1968年（昭和43年）10月1日：新蒲原駅が開業。
- 1969年（昭和44年）
  - 8月12日：瀬田駅が開業。
  - 9月13日：梅田貨物線 吹田駅 - 梅田駅間が電化[40]。
  - 10月1日：（貨）湘南貨物駅が開業。袖師仮停車場を（臨）袖師駅に変更。
  - 11月1日：貨物支線（浜大津線） 膳所駅 - 浜大津駅間 (2.2 km) が廃止。（貨）浜大津駅が廃止。
- 1970年（昭和45年）
  - 2月23日：膳所駅 - 京都駅間が複々線化[41]。
  - 3月9日：草津駅 - 膳所駅間が複々線化[41]。
  - 5月20日：（貨）西湘貨物駅が開業。
  - 4月1日：梅田貨物線 梅田駅 - 福島駅間が電化。
  - 6月1日：岩淵駅を富士川駅に改称。
  - 9月15日：高島線 鶴見駅 - 桜木町駅間が電化。
- 1971年（昭和46年）
  - 4月26日：（貨）西浜松駅が開業。
  - 9月25日：（貨）相模貨物駅が開業。
  - 10月1日：（臨）袖師駅が廃止。
- 1972年（昭和47年）
  - 4月20日：神戸臨港線 神戸港駅 - 摩耶埠頭駅間 (4.5 km) が開業。（貨）摩耶埠頭駅が開業。
  - 6月12日：根府川駅 - 真鶴駅間の経路を内陸側に移設し、現在の真鶴トンネル経由に変更[34]。
  - 10月1日：（貨）東灘駅を操車場に変更、東灘操車場が開設。神戸臨港線 東灘駅 - 神戸港駅間の起点を六甲道駅に変更 (+1.4 km)、灘駅 - 神戸港駅間 (4.3 km) にも営業キロ設定（六甲道駅 - 東灘操車場間、灘駅 - 東灘操車場間は本線との重複区間）。
- 1973年（昭和48年）10月1日：貨物支線（東海道貨物線） 汐留駅 - 東京貨物ターミナル駅 - 塩浜操駅間 (16.5 km) が開業[34]。貨物支線 川崎駅 - 小田操車場 - 浜川崎駅間 (4.1 km) が廃止。塩浜操駅 - 浜川崎駅間改キロ (-0.1 km)。（貨）東京貨物ターミナル駅が開業。小田操車場が廃止。
- 1974年（昭和49年）
  - 7月7日：静岡県内で七夕豪雨災害。由比駅 - 興津駅間で河川が氾濫して1万立方メートルの土砂が線路を埋めた。復旧までに6日を要し、同年7月13日運転再開[新聞 1]。
  - 9月1日：貨物支線（沼津港線） 沼津駅 - 沼津港駅間 (3.0 km) が廃止。（貨）沼津港駅が廃止。
  - 10月1日：六甲道駅 - 神戸港駅間の旅客営業廃止。梅田貨物線 吹田駅 - 梅田駅間および梅田駅 - 福島駅間を区間統合し表示を吹田駅 - 福島駅間に、神戸臨港線 六甲道駅 - 神戸港駅間および神戸港駅 - 湊川駅間を区間統合し表示を六甲道駅 - 湊川駅間に変更。
- 1976年（昭和51年）
  - 3月1日：東海道貨物線 浜川崎駅 - 鶴見駅間 (5.3 km) が開業[34]。塩浜操駅 - 浜川崎駅間改キロ (+0.5 km)。
  - 3月16日：貨物支線（京都市場線） 梅小路駅 - 京都市場駅間 (2.8 km) が開業。（貨）京都市場駅が開業。貨物支線（山陰連絡線） 梅小路駅 - 丹波口駅間改キロ (+0.5 km)。
  - 10月1日：東京駅 - 品川駅間の地下別線（総武快速線、後横須賀線）が開業[34]。
- 1978年（昭和53年）10月1日：名古屋港線 白鳥駅 - 名古屋市場駅間 (1.2 km) が廃止。（貨）名古屋市場駅が廃止。
- 1979年（昭和54年）10月1日：東海道貨物線 鶴見駅 - 横浜羽沢駅 - 戸塚駅間 (20.2 km) が開業[34]。平塚駅 - 小田原駅間が複々線化[34]。（貨）横浜羽沢駅が開業。（貨）東横浜駅を信号場に変更し東横浜信号場開設。東海道貨物線 汐留駅 - 浜川崎駅間および浜川崎駅 - 鶴見駅間を区間統合し表示を汐留駅 - 鶴見駅間に変更。
- 1980年（昭和55年）10月1日：新鶴見操車場 - 鶴見駅間複々線化、戸塚駅 - 大船駅間6線化。品鶴線 品川駅 - 鶴見駅間に横須賀線電車が乗り入れ旅客営業を開始（SM分離）[34]。貨物支線 尼崎駅 - 尼崎市場駅間 (尼崎市場線、1.5 km)、名古屋港駅 - 堀川口駅間 (名古屋港線、3.4 km) が廃止。新川崎駅・東戸塚駅・*（貨）名古屋貨物ターミナル駅開業。（貨）堀川口駅・（貨）尼崎市場駅が廃止。
- 1981年（昭和56年）
  - 1月30日：東横浜信号場が廃止。
  - 4月1日：東灘操車場を信号場に変更、東灘信号場が開設。神戸臨港線 東灘信号場 - 神戸港駅間が電化。
  - 6月30日：南彦根駅が開業。
- 1982年（昭和57年）11月15日：貨物支線 千里丘駅 - 吹田操車場 - 大阪貨物ターミナル駅間 (10.3 km) が開業、岸辺駅 - 吹田操車場 - 大阪貨物ターミナル駅間 (8.8 km) にも営業キロ設定（千里丘駅 - 吹田操車場間、吹田操車場 - 岸辺駅間は本線との重複区間）。高島線 高島駅 - 表高島駅間 (1.3 km)、東高島駅 - 横浜市場駅間 (1.2 km)、名古屋港線 名古屋駅 - 八幡信号場 - 白鳥駅間 (4.9 km) が廃止[42]。（貨）大阪貨物ターミナル駅開業。（貨）表高島駅・（貨）横浜市場駅・（貨）白鳥駅廃止[43]。横浜港駅を信号場に変更し横浜港信号場開設。品川駅 - 芝浦駅間を区間分離し表示を品川駅 - 汐留駅間および汐留駅 - 芝浦駅間に表示を変更[44]。
- 1984年（昭和59年）2月1日：貨物支線 汐留駅 - 東京市場駅間 (東京市場線、1.1 km)、梅小路駅 - 京都市場駅間 (京都市場線、1.8 km) が廃止。（貨）東京市場駅・（貨）京都市場駅が廃止。新鶴見操車場・吹田操車場を信号場に変更し新鶴見信号場・吹田信号場開設。
- 1985年（昭和60年）
  - 3月1日：貨物支線（芝浦線） 汐留駅 - 芝浦駅間 (2.8 km) が廃止。（貨）芝浦駅廃止。
  - 3月14日：神戸臨港線 神戸港駅 - 湊川駅間 (2.4 km) が廃止。安倍川駅が開業。（貨）入江駅・（貨）湊川駅が廃止。入江駅廃止により貨物支線 入江駅 - 新興駅間の起点を鶴見駅に、終点を東高島駅に変更 (+8.3 km)。東海道貨物線 品川駅 - 汐留駅間および汐留駅 - 鶴見駅間を区間統合し表示を品川駅 - 鶴見駅間に変更。
  - 7月27日：東海道貨物線 品川駅 - 汐留駅間の旅客営業が再開（カートレイン九州運行開始に伴う）。
  - 12月1日：（貨）湘南貨物駅が廃止。
- 1986年（昭和61年）
  - 4月2日：西大井駅が開業。
  - 4月26日：六合駅が開業。
  - 11月1日：高島線 横浜港信号場 - 山下埠頭駅間 (2.0 km) 、神戸臨港線 神戸港駅 - 摩耶埠頭駅間 (4.5 km) が廃止。（貨）岐阜貨物ターミナル駅・西岐阜駅が開業。（貨）汐留駅・（貨）山下埠頭駅・（貨）笹島駅・新垂井駅・（貨）摩耶埠頭駅が廃止。（貨）高島駅を信号場に変更し高島信号場開設。汐留駅廃止により、品川駅 - 東京貨物ターミナル駅間改キロ (-6.8 km)。高島駅廃止により貨物支線 高島駅 - 桜木町駅間の起点を東高島駅に変更 (+1.0 km) 。笹島駅廃止により笹島駅 - 西名古屋港駅間の起点を名古屋駅に変更（改キロなし）。
- 1987年（昭和62年）
  - 3月21日：片浜駅・西焼津駅が開業。
  - 3月31日：高島線 高島駅 - 横浜港信号場間が廃止。高島信号場を駅に変更し高島駅再開業。横浜港信号場が廃止。高島駅再開業により貨物支線 東高島駅 - 桜木町駅間の起点を高島駅に戻す (-1.0 km)。西名古屋港線 名古屋駅 - 西名古屋港駅間で旅客営業開始（書類上）。

#### 分割民営化以降
以降、【東】はJR東日本、【海】はJR東海、【西】はJR西日本、【貨】はJR貨物に関する出来事を表す。
- 1987年（昭和62年）
  - 4月1日：国鉄分割民営化。東京駅 - 熱海駅間など計176.2 kmを東日本旅客鉄道が、熱海駅 - 米原駅間など計372.7 kmを東海旅客鉄道が、米原駅 - 神戸駅間など計166.1 kmを西日本旅客鉄道が、貨物支線3線区計18.3 kmを日本貨物鉄道が継承。
    - 東海道貨物線 品川駅 - 東京貨物ターミナル駅間改キロ (+4.4 km)。品川駅 - 鶴見駅間の区間を分割し、品川駅 - 浜川崎駅、鶴見駅 - 八丁畷駅間とする (-3.0 km)。鶴見駅 - 横浜羽沢駅 - 戸塚駅間の終点を東戸塚駅に変更（実態は変わらないが、これにより東戸塚駅 - 戸塚駅間が6線となる。-4.2 km）、名古屋港線 名古屋駅 - 名古屋港駅間の起点を山王信号場に (-1.8 km)、貨物支線 千里丘駅 - 大阪貨物ターミナル駅間の起点を吹田信号場に (-1.6 km)、神戸臨港線 六甲道駅 - 神戸港駅間の起点を東灘信号場に変更 (-1.4 km)。
    - 高島線 鶴見駅 - 高島駅間および高島駅 - 桜木町駅間を区間統合し表示を鶴見駅 - 桜木町駅間に変更。
    - 高島線 鶴見駅 - 新興駅 - 東高島駅間 (11.0 km)、貨物支線 岸辺駅 - 大阪貨物ターミナル駅間 (8.8 km)、神戸臨港線 灘駅 - 神戸港駅間 (4.3 km) の営業キロ設定を廃止。
    - 東海道貨物線 品川駅 - 浜川崎駅間、鶴見駅 - 八丁畷駅間、鶴見駅 - 横浜羽沢駅 - 東戸塚駅間、高島線 高島駅 - 桜木町駅間、山陰連絡線 梅小路駅 - 丹波口、北方貨物線 吹田駅 - 尼崎駅間、梅田貨物線 吹田駅 - 梅田駅 - 福島駅間で旅客営業開始。品川駅 - 東京貨物ターミナル駅間の貨物営業廃止。
    - 大垣駅 - （新垂井駅） - 関ケ原駅間の下り専用線が本線であったのを、大垣駅 - 垂井駅 - 関ケ原駅間の下り線を本線扱いに変更。大垣駅 - （新垂井駅） - 関ケ原駅間は支線となる。

  - 7月1日：【海】第二種鉄道事業が開業（山王信号場 - 名古屋港駅間 6.2 km）。（臨）ナゴヤ球場正門前駅が開業。
- 1988年（昭和63年）
  - 3月13日：【海】西岡崎駅・三河安城駅・逢妻駅が開業。
  - 11月16日：【海】三河塩津駅が開業。
- 1989年（平成元年）
  - 3月25日：横浜博覧会開催中に、山下臨港線 横浜港駅 - 山下埠頭駅間の廃線跡を利用し、横浜博覧会協会臨港線として日本丸駅 - 山下公園駅間で列車運行（同年10月1日まで）。
  - 7月9日：【海】金山駅に東海道本線ホーム開業。金山駅 - 名古屋駅間が中央本線との重複区間となる。
- 1990年（平成2年）3月10日：
  - 【西】山陰連絡線 梅小路駅 - 丹波口駅間が電化。
  - 【貨】塩浜操駅を川崎貨物駅に改称。
- 1991年（平成3年）
  - 3月16日：【西】栗東駅が開業。
  - 12月14日：【海】豊田町駅が開業。
- 1993年（平成5年）3月18日：【貨】東静岡駅を静岡貨物駅に改称。
- 1994年（平成6年）
  - 9月4日：【西】南草津駅が開業。
  - 10月8日：【海】第二種鉄道事業（山王信号場 - 名古屋港駅間 6.2 km）廃止。（臨）ナゴヤ球場正門前駅が廃止。
- 1995年（平成7年）
  - 1月17日：【西】阪神・淡路大震災により、大阪駅 - 神戸駅間が不通となる。翌日、一部区間で運行再開。以後段階的に開通し、不通区間を解消。
  - 2月27日：【貨】高島駅が廃止。
  - 3月16日：【海】尾頭橋駅が開業。
  - 4月1日：【西】最後まで不通であった住吉駅 - 灘駅間が復旧したことにより全通。
  - 9月1日：【西】神足駅を長岡京駅に改称。
- 1996年（平成8年）10月1日：
  - 【東】東海道貨物線 品川駅 - 浜松町駅間 (3.7 km) 廃止。
  - 【西】甲南山手駅が開業。
- 1998年（平成10年）
  - 1月30日：【東】東海道貨物線 浜松町駅 - 東京貨物ターミナル駅間が休止。
  - 3月30日：【海】西名古屋港線 名古屋駅 - 名古屋貨物ターミナル駅間、稲沢線 名古屋駅 - 稲沢駅間が電化[新聞 2]。
  - 6月1日：【西】宮原操車場が宮原運転所と統合され宮原総合運転所となる（停車場としての宮原操車場は現存）。
  - 10月30日：【海】東静岡駅（旅客駅）が開業。
- 2001年（平成13年）
  - 3月31日：【海】西名古屋港線 名古屋貨物ターミナル駅 - 西名古屋港駅間 (8.7 km) が廃止。西名古屋港駅が廃止。
  - 4月22日：【海】愛野駅が開業。
  - 12月1日：【東】湘南新宿ライン運行開始[JR東 1]。
- 2003年（平成15年）
  - 3月31日：【海】西名古屋港線 名古屋駅 - 名古屋貨物ターミナル駅間改キロ（3.9 km→7.0 km）。
  - 12月1日：【貨】神戸臨港線 東灘信号場 - 神戸港駅間 (3.4 km) が廃止。神戸港駅が廃止。
- 2004年（平成16年）10月6日：【海】西名古屋港線 名古屋駅 - 名古屋貨物ターミナル駅間が名古屋臨海高速鉄道に転換。
- 2006年（平成18年）4月1日：【貨】第二種鉄道事業（梅小路駅 - 丹波口駅間 3.3 km）が廃止。
- 2007年（平成19年）3月18日：
  - 【海】野田新町駅が開業。
  - 【西】さくら夙川駅が開業。西ノ宮駅を西宮駅に改称。
- 2008年（平成20年）
  - 3月15日：【西】島本駅が開業。
  - 10月18日：【西】桂川駅が開業。
- 2009年（平成21年）3月14日：【海】南大高駅が開業。
- 2010年（平成22年）
  - 3月13日：【東】品鶴線に武蔵小杉駅横須賀線ホームが開業。
  - 4月1日：【貨】新興駅が廃止[45]。
- 2011年（平成23年）3月12日：【貨】梅小路駅を京都貨物駅に改称。
- 2012年（平成24年）
  - 3月17日：【海】相見駅が開業。美濃赤坂線でワンマン運転を開始。
  - 10月8日：【西】営業開始前の吹田貨物ターミナル駅を信号場に準じた扱いで供用開始。北方貨物線 吹田駅 - 尼崎駅間の起点を吹田貨物ターミナル駅に変更 (JR西日本のみ+1.5 km)[46]。
- 2013年（平成25年）
  - 3月16日：【貨】吹田貨物ターミナル駅が正式開業し、貨物駅としての営業を開始[JR貨 1]。梅田貨物線 吹田駅 - 福島駅間の起点を吹田貨物ターミナル駅に変更 (JR貨物のみ+1.5 km)。同時に吹田信号場が吹田貨物ターミナル駅に統合され、貨物支線 吹田信号場 - 大阪貨物ターミナル駅間の起点も吹田貨物ターミナル駅となる（改キロはなし）[47]。
  - 4月1日：【貨】【西】（貨）梅田駅が廃止され[JR貨 1]、梅田信号場となる。
- 2014年（平成26年） 10月6日：【海】台風18号による土砂災害で熱海駅 - 豊橋駅間が不通となる[48]。7日には富士駅 - 興津駅間除き復旧[48]、10日には富士駅 - 由比駅間が[49][JR海 2]、16日には全線が復旧[JR海 3]。
- 2015年（平成27年）3月14日：【東】上野東京ライン開業に伴い東京駅経由で東北本線・高崎線・常磐線と直通運転開始[JR東 2]。
- 2016年（平成28年）
  - 2月28日：【西】梅小路駅 - 丹波口駅間が廃止される[JR西 1][注釈 14]。
  - 3月26日：【西】摩耶駅が開業[JR西 2]。
  - 9月30日：【東】東海道貨物線 浜松町駅 - 東京貨物ターミナル駅間改キロ（7.7 km→7.1 km）[50]。
- 2018年（平成30年）3月17日：【西】JR総持寺駅が開業[JR西 3][JR西 4][新聞 3]。
- 2019年（令和元年）
  - 月日不明：【貨】高島線 鶴見駅 - （旧）新興駅 - 桜木町駅間の区間表示を、鶴見駅 - 東高島駅 - 桜木町駅間に変更 (11.2 km→8.5 km)。新興駅廃止により事実上廃線となっていた旧・入江駅 - 旧・新興駅間の営業キロ設定を正式に廃止[51]。
  - 11月30日：【東】品鶴線・東海道貨物線の旧蛇窪信号場 - 鶴見駅（通過） - 横浜羽沢駅間に「相鉄線直通」として埼京線・相鉄線直通列車が乗り入れ開始。羽沢横浜国大駅が開業しJR東日本と相鉄との境界駅となる[JR東 4]。
- 2020年（令和2年）3月14日：
  - 【東】高輪ゲートウェイ駅（山手線・京浜東北線）が開業[JR東 5][52]。
  - 【海】御厨駅が開業[JR海 4][53][54]。
- 2022年（令和4年）4月25日：【東】東海道貨物線 浜松町駅 - 東京貨物ターミナル駅間改キロ（7.1 km→6.6 km）[55]。
- 2023年（令和5年）
  - 2月13日：【西】梅田貨物線の新大阪駅 - 福島駅間が地下化[56]。梅田信号場は前日の2月12日を以って廃止とし、新駅（大阪駅地下ホーム）の開業までは同駅構内を信号場と同じ扱いで運用。
  - 3月18日：【西】梅田貨物線 旧・梅田信号場の地点に大阪駅地下ホームが開業[57]。
  - 8月5日：【東】大船駅 - 藤沢駅間で21時24分ごろ、線路上に垂れ下がっていた架線が小田原発横浜行きの臨時列車（15両編成）の先頭車両に引っかかり、架線に引っ張られて折れた電柱がぶつかって先頭車両前部が破損。停電が発生し熱中症の疑いなどでこの列車と後続列車の乗客計9人が病院に搬送。翌6日8時に運転を再開[新聞 4]。
- 2024年（令和6年）4月1日：【貨】名古屋港線（山王信号場 - 名古屋港駅間全線）が廃止される[58]。
- 2026年（令和8年）7月1日：【東】支社制から事業本部制への再編に伴い、首都圏本部管内については新橋駅以北を東京事業本部、浜松町以南を品川事業本部の管轄、横浜支社管内については鶴見駅以東を川崎事業本部、新子安駅 - 大船駅間および羽沢横浜国大駅を横浜事業本部、藤沢駅 - 熱海駅間を湘南伊豆事業本部の管轄とする[JR東 6]。
- 2027年（令和9年）3月：【海】三島駅 - 沼津駅間、大垣駅 - 米原駅間でワンマン運転を開始。
- 2028年（令和10年）3月：【海】浜松駅 - 豊橋駅間でワンマン運転を開始。
- 2031年（令和13年）頃：【東】東京駅 - 田町駅間列車線、大汐線の田町駅 - 東京貨物ターミナル駅間（営業再開）及び新設支線東京貨物ターミナル駅 - 羽田空港新駅（仮称）間[59]の3区間を運行する羽田空港アクセス線東山手ルート（仮称）開業[60]。
- 2032年（令和14年）頃：【東】大船駅 - 藤沢駅間に村岡新駅（仮称）が開業[新聞 5][新聞 6]。

※現在の日時より未来の日時で記されている事項は予定である。

## 運行形態
東海道本線全線の運行形態の概要を以下に示す。

### 優等列車

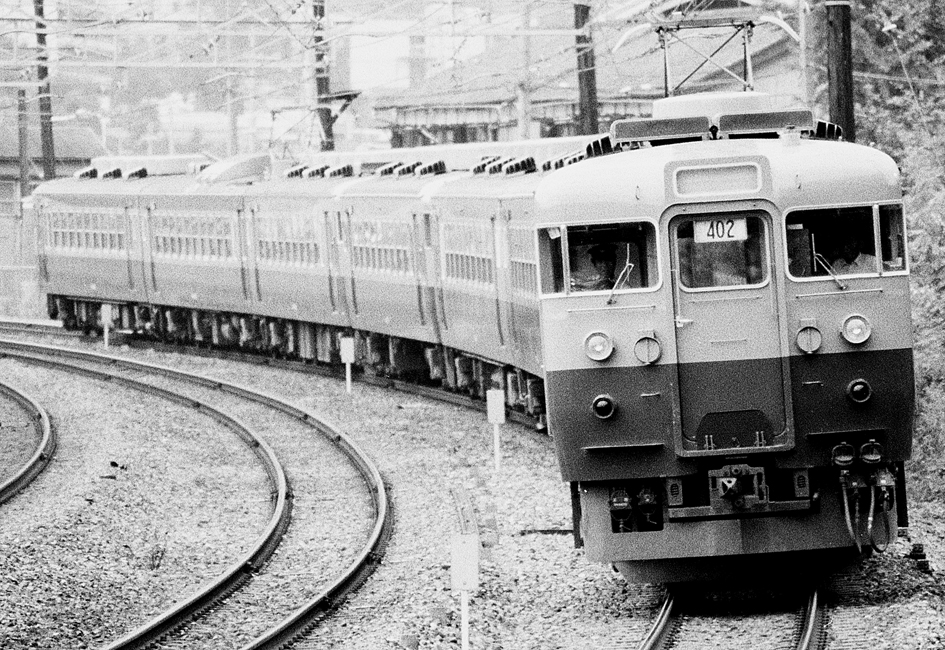
急行「比叡」（1983年）

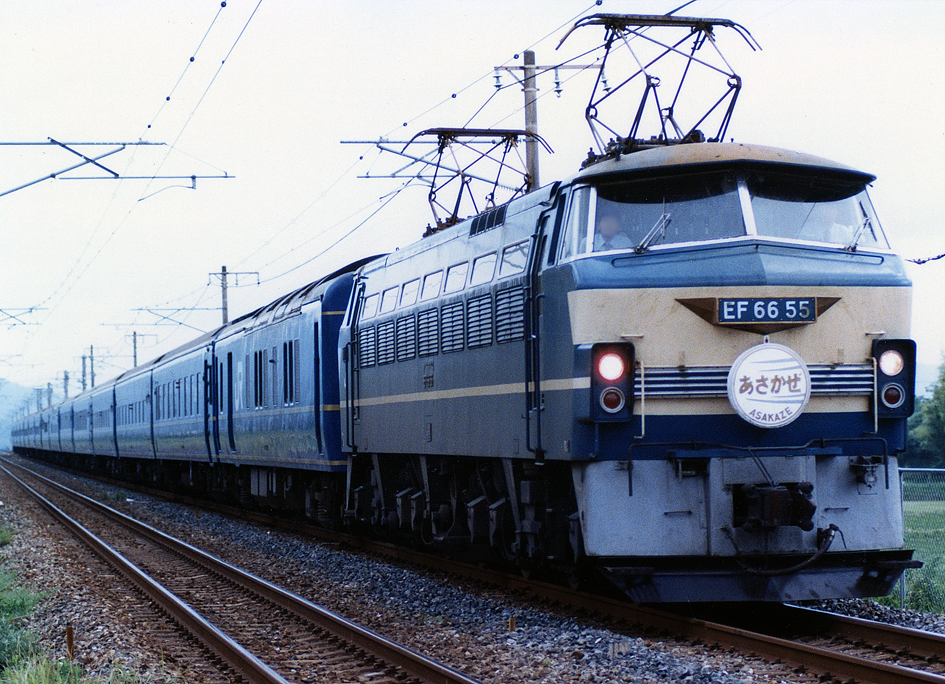
寝台特急「あさかぜ」（1988年）

1964年の東海道新幹線開業前は、「つばめ」・「はと」・「こだま」をはじめとする優等列車（特急・急行・準急）が多数運転されており、沿線の各都市間を結んでいた。しかし、東海道新幹線の開業後は、都市間連絡鉄道としての機能を新幹線に譲ったため、当路線内のみの優等列車は縮小され、国鉄時代から準急・急行・特急と種別を変えながら最後まで残った「東海」も2007年に廃止された。現在では当路線全線を通して運転する昼行優等列車は設定されておらず、線内のみを運転する優等列車はJR発足後にホームライナーを置き換えた通勤特急「湘南」・「らくラクびわこ」のみとなっている。一方、当路線の一部区間を経由して伊豆半島・甲信地方・岐阜県飛騨地方・北陸地方・北近畿・山陰地方など他路線沿線へ向かう優等列車は現在に至るまで存続し、さらにJR発足後には貨物線などの有効活用によって、新たに南紀方面の列車や成田国際空港・関西国際空港へのアクセス特急が乗り入れるようになった。
三島駅から富士駅までおよび静岡駅から名古屋駅までの区間には定期昼行特急列車の設定がない。一方沼津駅から浜松駅までと名古屋駅から大垣駅までにかけては乗車整理券制のホームライナー（正式には普通列車であり、優等列車ではない）が運転されている。
夜行優等列車はかつて、線内で運転される急行列車や、当路線沿線と山陰・四国・九州・北陸・東北方面を結ぶ寝台特急・急行が多数存在し、このうち客車を使用した寝台列車はブルートレインと呼ばれた。しかし、国鉄分割民営化によるJR発足後は、利用者の減少による列車の廃止・統合が進み、東海道本線を定期列車として走行するブルートレインは2012年の「日本海」の臨時列車化をもって姿を消した。現在では定期列車として残る夜行列車は、寝台電車を使用した「サンライズ瀬戸」「サンライズ出雲」のみである。
2024年3月ダイヤ改正時点の東海道本線を走行する列車は以下のとおり。強調表示した区間が東海道本線内を表す。(*)印の駅は全列車が通過する。運転区間・路線は主要なもののみ掲載する。詳細については当該列車の記事を、過去の列車については下記の列車項目および「#関連項目」節で挙げた項目を参照。
昼行特急列車
- 首都圏発着
  - 「ひたち」「ときわ」 ： 仙台駅・いわき駅・勝田駅 - （常磐線・東北本線） - 東京駅 - 品川駅
  - 「成田エクスプレス」 ： 成田空港駅 - （成田線・総武本線） - 東京駅 - 品川駅 - 大船駅・新宿駅
  - 「湘南」 ： 新宿駅・東京駅 - 小田原駅
  - 「踊り子」「サフィール踊り子」 ： 池袋駅・新宿駅・東京駅 - 熱海駅 - （伊東線・伊豆急行線） - 伊豆急下田駅
  - 「踊り子」 ： 東京駅 - 三島駅 - （伊豆箱根鉄道駿豆線） - 修善寺駅

- 静岡発着
  - 「ふじかわ」 ： 甲府駅 - （身延線） - 富士駅 - 静岡駅

- 名古屋地区発着
  - 「しらさぎ」 ： 名古屋駅 - 米原駅 - （北陸本線） - 敦賀駅
  - 「ひだ」 ： 名古屋駅 - 岐阜駅 - （高山本線） - 高山駅・富山駅

- 京阪神地区発着
  - 「ひだ」 ： 高山駅 - （高山本線） - 岐阜駅 - 大阪駅
  - 「らくラクびわこ」 ： 米原駅 - 大阪駅
  - 「はるか」 ： 野洲駅 - 京都駅 - 福島駅(*) - （大阪環状線・阪和線・関西空港線） - 関西空港駅
  - 「サンダーバード」 ： 敦賀駅 - （北陸本線・湖西線） - 山科駅(*) - 大阪駅
  - 「くろしお」 ： 京都駅 - 新大阪駅 - 福島駅(*) - （大阪環状線・阪和線・紀勢本線） - 白浜駅・新宮駅
  - 「スーパーはくと」 ： 京都駅 - 神戸駅(*) - （山陽本線・智頭急行智頭線・因美線） - 鳥取駅・倉吉駅
  - 「こうのとり」 ： 新大阪駅 - 尼崎駅 - （福知山線） - 福知山駅・城崎温泉駅
  - 「らくラクはりま」 ： 新大阪駅 - 神戸駅 - （山陽本線） - 姫路駅
  - 「はまかぜ」 ： 大阪駅 - 神戸駅 - （山陽本線・播但線・山陰本線） - 豊岡駅・城崎温泉駅・香住駅・鳥取駅

夜行特急列車
- 寝台特急「サンライズ瀬戸」 ： 東京駅 - 神戸駅(*) - （山陽本線・宇野線・本四備讃線・予讃線） - 高松駅
- 寝台特急「サンライズ出雲」 ： 東京駅 - 神戸駅(*) - （山陽本線・伯備線・山陰本線） - 出雲市駅

当路線内では「サンライズ瀬戸」と「サンライズ出雲」は併結運転
ホームライナー
- 「ホームライナー沼津」「ホームライナー静岡」「ホームライナー浜松」 ： 沼津駅 - 静岡駅 - 浜松駅
- 「ホームライナー大垣」 ： 名古屋駅 - 大垣駅

### 普通列車
電化前の客車列車時代には長距離・長編成の普通列車が多く運転されており、中には東京駅から九州の門司駅までの1123.9 kmを丸1日以上かけて運転される普通列車もあった。電車運転となった後にも東京駅 - 米原駅間445.9 kmを走行する普通列車が設定されていたことがある。京浜地区や京阪神地区では戦前から電車（省電・国電）による短距離・高頻度運転が行われていたが、それ以外の地区では長年貨物列車や長距離列車が優先され、地域輸送列車の運転には大きな制約が課せられていた。
しかし、鉄道貨物輸送の減少や新幹線開業による優等列車の減少により線路に余裕が生まれたことにより、1984年からは各地区で近距離旅客列車（いわゆるシティ電車）の増発が行われ、高頻度の地域輸送が実施されるようになった。1987年の国鉄分割民営化によって3社に分割されて以降は、頻回運転の普通列車（快速列車を含む）が各社によって設定され、地域事情に合わせたダイヤや車両が運用されている。
民営化から30年以上が経過した現在、普通列車はほとんどが各地区内で完結する運転となり、地区間を跨る列車は少数である。東京駅発着の普通列車は沼津駅が西限、神戸駅・大阪駅発着の普通列車は米原駅が東限である。JR東日本とJR東海の境界駅の熱海駅、JR東海区間では浜松駅・豊橋駅・大垣駅でほとんどが系統分離されており、熱海駅から米原駅まで直通する列車も1999年12月4日のダイヤ改正を最後に廃止され、熱海駅からの列車は豊橋駅まで、米原駅からの列車は浜松駅までの運転に短縮されている。JR東海とJR西日本との境界駅である米原駅では完全に系統分離されている。また、各都府県の中心駅を始発・終着とせずに通し運転する列車が多いのが特徴となっている。
以下に、各地区ごとの普通列車の運行形態の概要を述べる。

#### 東京駅 - 熱海駅間（JR東日本 首都圏地区）
この地区の東海道線中距離列車（電車列車の導入以来民営化までは「湘南電車」と呼ばれていた）は、後述する各系統と並行する東京駅 - 大船駅間においては一部の駅にのみホームがある列車線で運転される。横須賀線との線路分離後から民営化後にかけては列車本数の増発や定員の増加による輸送力増強、快速列車や通勤ライナー（2021年に特急に置き換え）の設定などの輸送改善が行われた。2001年から湘南新宿ライン（後述）の乗り入れで渋谷・新宿・池袋の副都心地区へ1本の列車で結ばれるようになり、1973年以来となる高崎線への直通列車も設定された。また、1973年に廃止となった東京駅以北の上野駅および東北本線（宇都宮線）・高崎線との直通運転が上野東京ラインの愛称にて2015年3月改正から復活し、併せて常磐線（近距離快速電車含む）から品川駅までの乗り入れが開始された。一方でJR東海管内へ直通する普通列車は民営化後に徐々に削減され、現在では沼津駅発着の列車が朝夕夜に残るのみで、国府津駅から御殿場線への直通は2012年に廃止。また伊東線直通列車も朝夕夜が中心となった。
日中は、東京駅経由列車は1時間あたり普通6本が運転される。半数の列車は平塚駅または小田原駅以東での運転となり、小田原駅 - 熱海駅間は毎時3本の運転となる。湘南新宿ラインは特別快速が小田原駅以東で毎時1本、快速（戸塚駅以西は普通と同じく各駅に停車）が平塚駅以東で毎時1本運転される。平日朝ラッシュ時の上り方面は2 - 3分間隔の高密度運転となり、ほかに夕ラッシュ時下り方面には東京駅始発の快速「アクティー」も運転されていた（2023年3月廃止）。
京浜地区では東海道線の列車と並行して、古くから長・中距離列車と分離した近距離電車の運転が行われ、現在も以下の運転系統がそれぞれ決められた線路で運転されている。これらは基本的には「東海道線」とは案内されないが、正式には一部区間が東海道本線に該当する。
- 横須賀線[注釈 19] ： 東京駅から横浜駅・大船駅を経由して三浦半島の逗子駅・久里浜駅方面とを結ぶ系統。東京駅 - 大船駅間が東海道本線に該当する。東海道線列車と長らく線路を共用していたが、1980年より独立した線路での運転となり、先だって1976年より地下線で東京駅 - 品川駅間に乗り入れていた総武本線（総武快速線）との直通運転を開始。品川駅 - 鶴見駅（通過）間は支線の品鶴線経由となった[26][62]。横浜駅以西では東海道線列車の止まらない保土ケ谷駅と東戸塚駅に停車する。
- 湘南新宿ライン ： 東京都心西部の山手貨物線の渋谷駅・新宿駅・池袋駅（埼京線と同一線路）を経由し、東海道線大船駅以西と高崎線の相互間、横須賀線と東北本線（宇都宮線）大宮駅以北の相互間をそれぞれ直通運転する系統。2001年12月より運転を開始した[JR東 1]。双方の系統とも西大井駅 - 戸塚駅間では横須賀線の走行経路で運転されるが、停車駅に差異がある。
- 相鉄線直通[63][64] ： 埼京線・川越線と相模鉄道の相鉄新横浜線・本線との直通運転を行う系統。2019年11月30日から運転を開始した[JR東 7]。品鶴線の西大井駅から東海道貨物線の横浜羽沢駅に併設された羽沢横浜国大駅までが東海道本線に該当するが、貨物線を走行する武蔵小杉駅 - 羽沢横浜国大駅間は無停車となる。
- 京浜東北線[注釈 19] ： さいたま市の大宮駅から大船駅までを結ぶ近距離系統。東京駅 - 横浜駅間が東海道本線に該当し、列車線よりも設置駅の多い電車線で運転される。横浜駅 - 大船駅間は根岸線を経由する。各駅停車が基本だが、1988年より日中に山手線並行区間である田端駅 - 東京駅 - 品川駅間で快速運転を行っている[61]。
- 山手線[注釈 19] ： 東京都中心部を環状運転する系統。東京駅 - 品川駅間が東海道本線に該当する。全電車各駅停車。昭和時代前半まで京浜東北線と線路を共用していたが、1956年より分離され独立した線路で運転されている[62]。
- 横浜線 ： 東神奈川駅を起点に東京都西部の八王子駅に至る路線。東神奈川駅 - 横浜駅間で京浜東北線の線路に乗り入れ、根岸線にも直通している。

以下では、JR東日本の東海道本線に属する各路線系統別の停車駅の比較を表に示す。旅客駅のみ記載。藤沢駅 - 熱海駅・羽沢横浜国大駅は省略。
- 停車駅
  - ●＝普通列車（快速種別を含む）は全列車停車
  - ▲＝快速種別は通過
  - ｜＝走行線路上にホームなし（全列車通過）
  - ||＝全列車経由しない
  - 上野東京ラインの常磐線直通列車は、東京駅 - 品川駅間のみで運行。

| 駅名               | 東海道線（上野東京ライン） | 横須賀線 | 湘南新宿ライン | 山手線 | 京浜東北・根岸線 | 横浜線 | 相鉄線直通 |
| ------------------ | -------------------------- | -------- | -------------- | ------ | ---------------- | ------ | ---------- |
| 東京駅             | ●                          | ●        | \|\|           | ●      | ●                | \|\|   | \|\|       |
| 有楽町駅           | ｜                         | ｜       | \|\|           | ●      | ▲                | \|\|   | \|\|       |
| 新橋駅             | ●                          | ●        | \|\|           | ●      | ▲                | \|\|   | \|\|       |
| 浜松町駅           | ｜                         | ｜       | \|\|           | ●      | ●                | \|\|   | \|\|       |
| 田町駅             | ｜                         | ｜       | \|\|           | ●      | ●                | \|\|   | \|\|       |
| 高輪ゲートウェイ駅 | ｜                         | ｜       | \|\|           | ●      | ●                | \|\|   | \|\|       |
| 品川駅             | ●                          | ●        | \|\|           | ●      | ●                | \|\|   | \|\|       |
| 大井町駅           | ｜                         | \|\|     | \|\|           | \|\|   | ●                | \|\|   | \|\|       |
| 大森駅             | ｜                         | \|\|     | \|\|           | \|\|   | ●                | \|\|   | \|\|       |
| 蒲田駅             | ｜                         | \|\|     | \|\|           | \|\|   | ●                | \|\|   | \|\|       |
| 川崎駅             | ●                          | \|\|     | \|\|           | \|\|   | ●                | \|\|   | \|\|       |
| 鶴見駅             | ｜                         | ｜       | ｜             | \|\|   | ●                | \|\|   | ｜         |
| 新子安駅           | ｜                         | ｜       | ｜             | \|\|   | ●                | \|\|   | \|\|       |
| 東神奈川駅         | ｜                         | ｜       | ｜             | \|\|   | ●                | ●      | \|\|       |
| 横浜駅             | ●                          | ●        | ●              | \|\|   | ●                | ●      | \|\|       |
| 保土ケ谷駅         | ｜                         | ●        | ▲              | \|\|   | \|\|             | \|\|   | \|\|       |
| 東戸塚駅           | ｜                         | ●        | ▲              | \|\|   | \|\|             | \|\|   | \|\|       |
| 戸塚駅             | ●                          | ●        | ●              | \|\|   | \|\|             | \|\|   | \|\|       |
| 大船駅             | ●                          | ●        | ●              | \|\|   | ●                | ●      | \|\|       |
| 品鶴線             |                            |          |                |        |                  |        |            |
| 品川駅             | ●                          | ●        | \|\|           | ●      | ●                | \|\|   | \|\|       |
| 西大井駅           | \|\|                       | ●        | ▲              | \|\|   | \|\|             | \|\|   | ●          |
| 武蔵小杉駅         | \|\|                       | ●        | ●              | \|\|   | \|\|             | \|\|   | ●          |
| 新川崎駅           | \|\|                       | ●        | ▲              | \|\|   | \|\|             | \|\|   | ｜         |
| 鶴見駅             | ｜                         | ｜       | ｜             | \|\|   | ●                | \|\|   | ｜         |

#### 熱海駅 - 豊橋駅間（JR東海 静岡地区）
静岡地区では国鉄末期の1984年より、静岡駅を中心とした区間に短距離列車「するがシャトル」を設定して高頻度・等時間隔ダイヤ運転が開始され、民営化後は静岡駅周辺に加えて三島駅・沼津駅周辺、浜松駅周辺の3都市圏に重点を置いたダイヤが組まれた。この静岡地区では都市圏の範囲が他地域に比べて狭く、各駅停車による近距離輸送が中心となっており、名古屋地区から乗り入れる快速列車も含めて各駅に停車する。
日中、三島駅 - 沼津駅間では毎時5本、興津駅 - 静岡駅 - 島田駅間では毎時6本、掛川駅 - 浜松駅間では毎時4本、それ以外の区間では毎時3 - 4本の普通が運転される。一部、御殿場線や身延線との直通が行われているほか、熱海駅 - 沼津駅間ではJR東日本との直通列車、浜松駅 - 豊橋駅間では名古屋地区との直通列車がある。

#### 豊橋駅 - 米原駅間（JR東海 名古屋地区）
名古屋地区では豊橋駅- 名古屋駅 - 岐阜駅間で競合する名古屋鉄道への対抗のため、1971年より電車による快速列車が登場した。1980年代以降は列車本数の大幅な増加や等時隔ダイヤ化により“国電型ダイヤ”が形成され、さらに民営化後は新快速・特別快速といった新列車種別の設定、武豊線直通列車の拡大などが行われ、現行のダイヤに至っている。
日中は新快速・快速列車が豊橋駅 - 名古屋駅 - 大垣駅間で毎時4本、各駅に停車する普通が豊橋駅 - 岡崎駅間で毎時2本、岡崎駅 - 大府駅間で毎時3本、大府駅 - 名古屋駅 - 岐阜駅間で毎時4本、大垣駅 - 米原駅間で毎時2本の運転であり、岐阜駅 - 大垣駅では快速列車が各駅停車の役割を担う。静岡地区との直通列車があるほか、朝夕夜を中心に大府駅 - 名古屋駅間などで武豊線との直通列車が運転される。
大垣駅 - 美濃赤坂駅間の支線（美濃赤坂線）は、朝夕夜は毎時1 - 2本、日中は2 - 3時間に1本の運転で、2012年より一部列車を除きワンマン運転が行われている。

#### 米原駅 - 神戸駅間（JR西日本 京阪神地区）
神戸駅以西の山陽本線、および米原駅から北へ伸びる北陸本線の直流電化区間と一体化した運転体系である。京都駅 - 大阪駅 - 神戸駅間の京阪神間では阪急電鉄・京阪電気鉄道・阪神電気鉄道と競合するため、対抗策として戦前から急行電車 による速達運転が行われ、現在ではその流れを受け継ぐ快速に加えて1970年に新設された新快速が頻繁に運転されている。なお快速は高槻駅以東（朝は京都駅以東）では普通として運転される。ほかに京阪神間では通勤型電車を使用した普通（緩行電車）も運転されている。国鉄末期の1986年改正以降は草津駅以西の方向別複々線が有効活用され、基本的には列車の速さで線路を使い分ける形態だが、時間帯や区間に応じて柔軟に使い分けされている。
日中のダイヤでは1時間あたり米原駅 - 野洲駅間で新快速1本と普通2本、野洲駅 - 草津駅間では新快速2本と普通4本、草津駅 - 山科駅間で新快速3本と普通4本、山科駅以西では湖西線直通の新快速1本を加えた新快速4本と快速（高槻駅以東普通）4本の体制となっている。朝夕には草津線に直通する列車も運転されるが、JR東海大垣駅への直通は2016年3月改正で終了した。緩行電車は高槻駅以西で日中1時間あたり8本の運転で、1997年のJR東西線開通時より尼崎駅経由で高槻方面と福知山線（JR宝塚線）相互、神戸方面とJR東西線相互の直通運転が行われている。
上記以外に山科駅 - 京都駅間では京都駅発着の湖西線列車、新大阪駅 - 大阪駅間では大阪駅発着のおおさか東線列車、大阪駅 - 尼崎駅間は大阪駅発着の福知山線列車が乗り入れている。

### 貨物列車
貨物列車は新橋駅 - 横浜駅開業から約1年後の1873年9月15日に運転が開始され、以来、国鉄末期に運転規模の大幅縮小はあったものの、東海道本線では約140年間にわたって貨物列車の運転が続いている。
2014年3月改正時点では、鶴見駅と吹田貨物ターミナル駅との間には、定期列車で1日35 - 40往復ほどのコンテナ高速貨物列車が運転されている。このうち1往復は東京貨物ターミナル駅と桜島線安治川口駅とを結ぶM250系貨物電車（スーパーレールカーゴ）を使用した列車であり、両駅間を6時間12分で結んでいる。首都圏と名古屋圏・京阪神圏とを結ぶ列車のほか、北海道・東北・山陽・九州などを発着する列車も当路線を経由しており、加えて米原駅・山科駅以西では北陸本線などの日本海縦貫線に直通する列車が1日10往復ほど運転されている。これらの列車の多くは、旅客列車の運転の少ない深夜帯に当路線を走行しており、多い時間帯には1時間当たり6本の貨物列車が走っている。また、石灰石輸送などを目的とした専用貨物列車が大府駅 - 稲沢駅間や笠寺駅 - 美濃赤坂駅間で運転されている。新規製造された鉄道車両の甲種輸送も不定期に行われている。
東海道本線上の駅で定期貨物列車の発着があるのは、東京貨物ターミナル駅・川崎貨物駅・横浜羽沢駅・相模貨物駅・沼津駅・富士駅・静岡貨物駅・西浜松駅・稲沢駅・岐阜貨物ターミナル駅・京都貨物駅・吹田貨物ターミナル駅・大阪貨物ターミナル駅である（2014年3月15日改正時点）。また川崎貨物駅・笠寺駅・美濃赤坂駅で貨物専用路線に接続している。
なお首都圏の小田原駅以東および大阪付近の茨木駅 - 尼崎駅間では、貨物列車は旅客列車とは別の専用の線路を走行し（貨客分離）、特に東戸塚駅以東と新大阪駅 - 尼崎駅間では走行経路も旅客列車とは異なっている。また名古屋駅 - 稲沢駅（上り線は尾張一宮駅）間では通称“稲沢線”と呼ばれる貨物専用の線路が並行する。

### その他

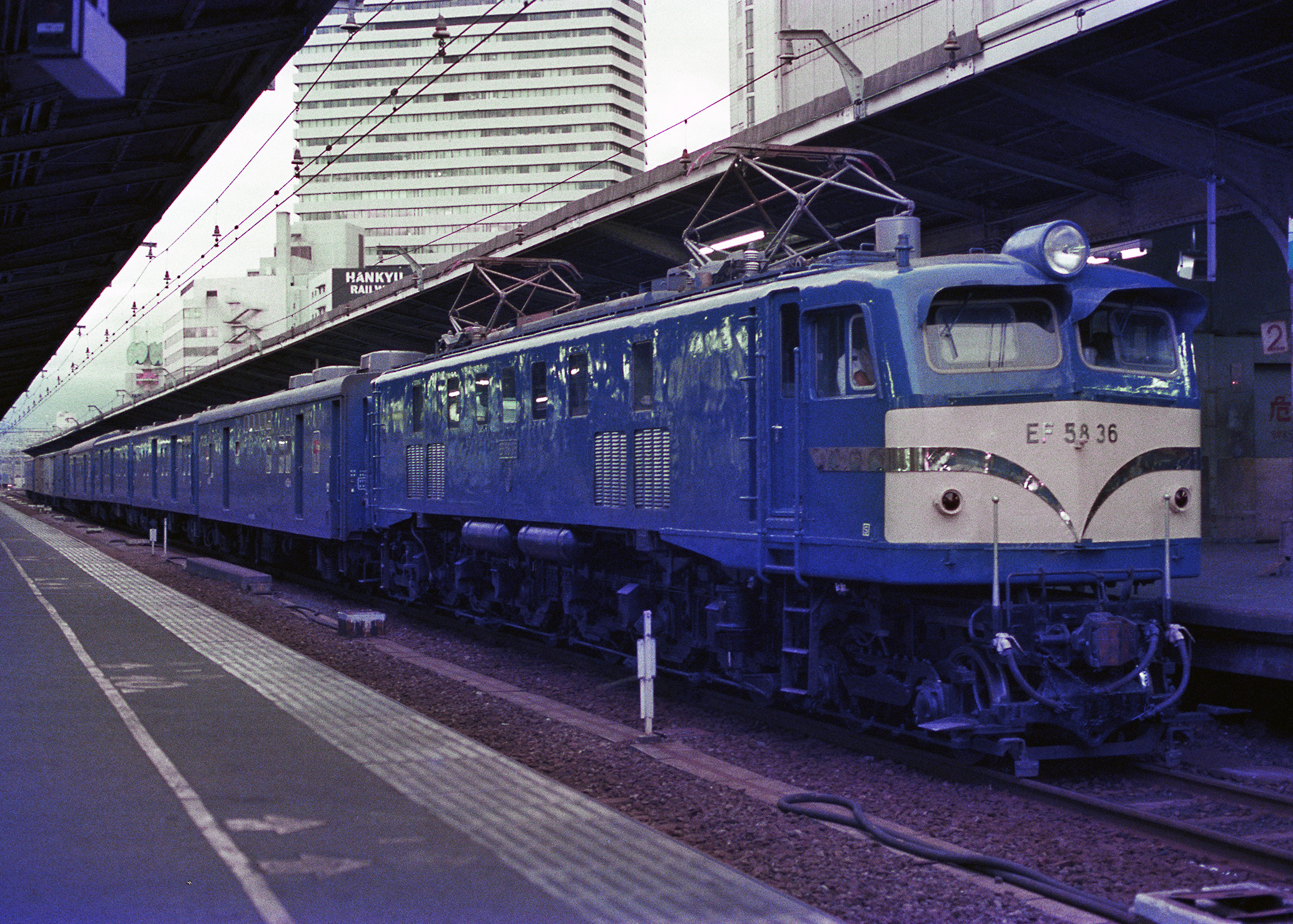
EF58形電気機関車牽引の荷物列車（1984年 大阪駅）

荷物列車
国鉄時代には、旅客列車・貨物列車のほかに荷物列車も運転されていた。旅客列車の下り大阪・神戸側に荷物車を連結することがあったほか、機関車牽引の荷物専用列車も運転された。これらは民営化直前の1986年11月にすべて廃止されている。廃止直前の時点では、汐留駅と九州とを結ぶ急行荷物列車が1日5往復、岐阜駅と東北本線青森駅とを結ぶ急行荷物列車が1日1往復、貨物列車と同様の経路で運転されていた。
修学旅行列車
1959年からは155系電車などの専用車両を使用した「ひので」「きぼう」「こまどり」などの列車名を名乗る修学旅行列車が運転された。これらは1965年ごろにピークを迎えたが、やがて修学旅行輸送は新幹線へと移行し、在来線の修学旅行列車は1973年までに姿を消した。

## 使用車両
この節では当路線でこれまで使用されてきた主な車両を、普通列車用・優等列車用・機関車などの3項目に分けて列挙する。
旅客列車に関しては開業時から電化完成後しばらくの間まで、主に機関車（電化前は蒸気機関車、電化後は電気機関車）が客車を牽引する客車列車が多く運用されていた。1950年（昭和25年）より東京口において中距離電車の運転が始まって以降は客車列車の電車化が進み、1968年（昭和43年）10月からは他路線に直通する列車を除いて全面的に電車運転となった。なお直流電化である当路線内で運転される電車は基本的に直流用電車であり、交流電化の常磐線や北陸本線などに直通する列車には交直流電車、非電化線区に直通する列車には気動車（ディーゼルカー）が用いられている。貨物列車は1日1往復の電車式“スーパーレールカーゴ”を除き、機関車が貨車を牽引している。
ここでは貨車・事業用車および国鉄時代に使用された郵便車・荷物車は割愛する。運用区間や車両仕様などの詳細情報は車両の記事または本記事冒頭で挙げた地域別の記事を参照。

### 優等列車用車両
東海道本線内運行の優等列車（特急列車・急行列車）用の車両と運用列車を挙げる。前述のとおり、現在は東海道本線経由で三大都市圏間を結ぶ昼行列車は存在せず、直通先の路線環境や列車の用途に合わせた性能や車内設備を持った車両が各社によって設計・投入されている。一部の普通列車や通勤ライナーに運用されるものも存在する。
以下、事業者名のないものは国鉄の形式または国鉄からJR各社に継承された形式である。*印が付いた車両は現在運用中の車両。

#### 国鉄時代の形式
- 客車
  - スハ44系 ： 「つばめ」・「はと」など特急
  - マロネ40形 ： 寝台列車
  - 10系
  - 20系・14系・24系 ： 寝台列車（ブルートレインなど）
  - 12系：夜行急行や多客期臨時特急
- 直流電車
  - 80系（300番台車） ： 準急「あまぎ」・「東海」・「比叡」
  - 151系・181系 ： 「こだま」・「つばめ」・「はと」など特急
  - 153系 ： 「東海」・「比叡」など各準急・急行、東京駅 - 大垣駅間の夜行列車（大垣夜行）、京阪神地区の新快速、名古屋地区の快速
  - 155系・159系・167系 ： 修学旅行用団体列車「ひので」・「きぼう」など
  - 157系 ： 「ひびき」・「あまぎ」など特急・急行
  - 165系 ： 「東海」「ごてんば」など急行、大垣夜行など
  - 183系・189系 ： 特急「あまぎ」・「踊り子」・首都圏の通勤ライナー・臨時快速「ムーンライトながら」
  - 183系700番台（485系からの改造車） ： 特急「北近畿」→「こうのとり」
  - 185系 ： 特急「踊り子」、首都圏の通勤ライナー・普通・臨時快速「ムーンライトながら」
  - 381系 ： 特急「しなの」・「くろしお」「こうのとり」
- 交直流電車
  - 471・473・475・457系 ： 北陸・山陽・九州方面の急行、臨時急行「常磐伊豆」
  - 481・485系 ： 「雷鳥」「しらさぎ」など北陸・九州方面の各特急、「びわこライナー」
  - 581・583系 ： 北陸・山陽・九州方面の各特急、急行「きたぐに」
- 気動車
  - キハ58系 ： 高山本線方面の急行
  - キハ90系 ： 急行「のりくら」
  - キハ80系 ： 特急「ひだ」、山陰・九州方面の特急
  - キハ181系 ： 特急「しなの」「はくと」「はまかぜ」

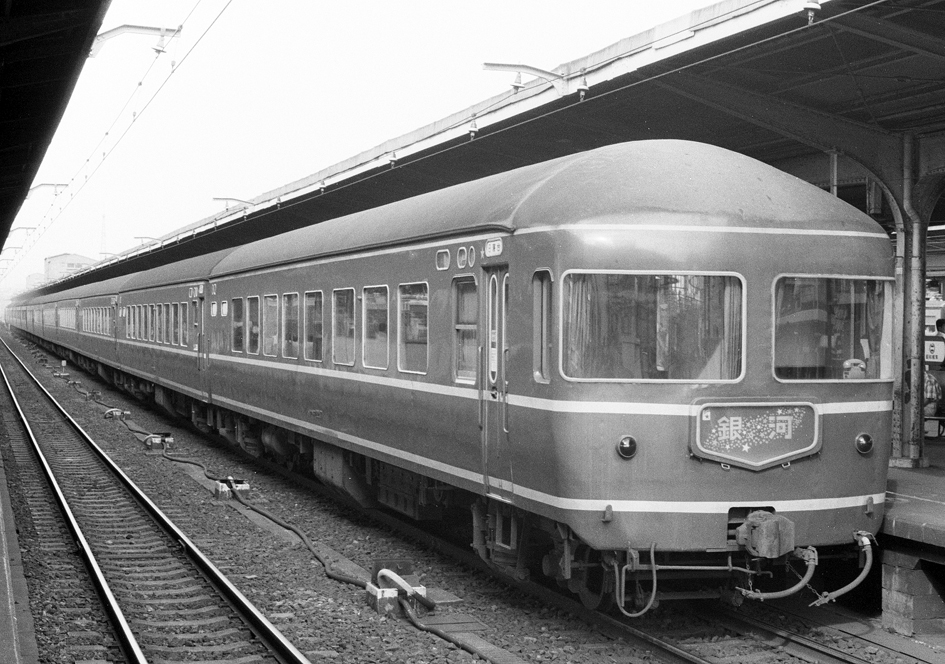
20系客車
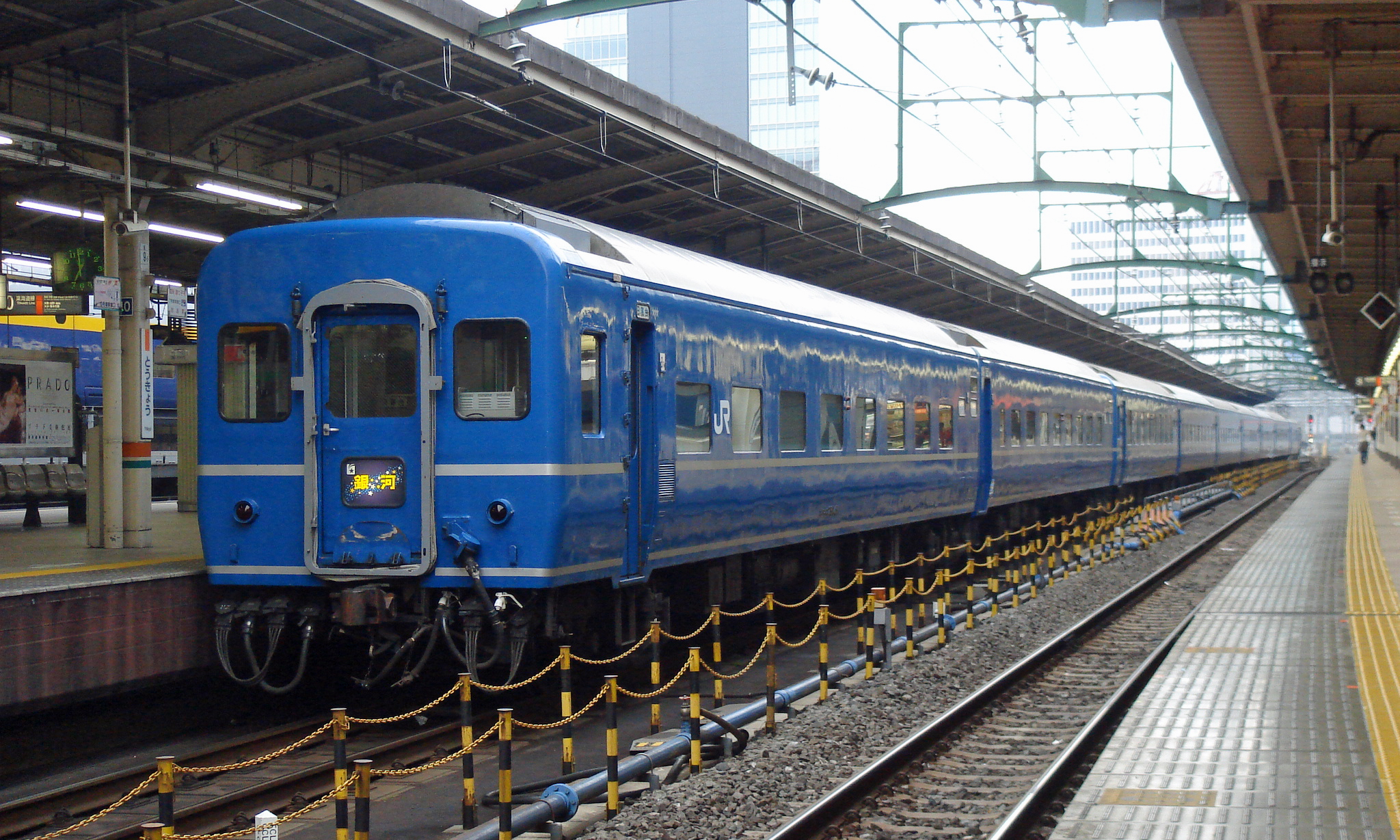
24系客車
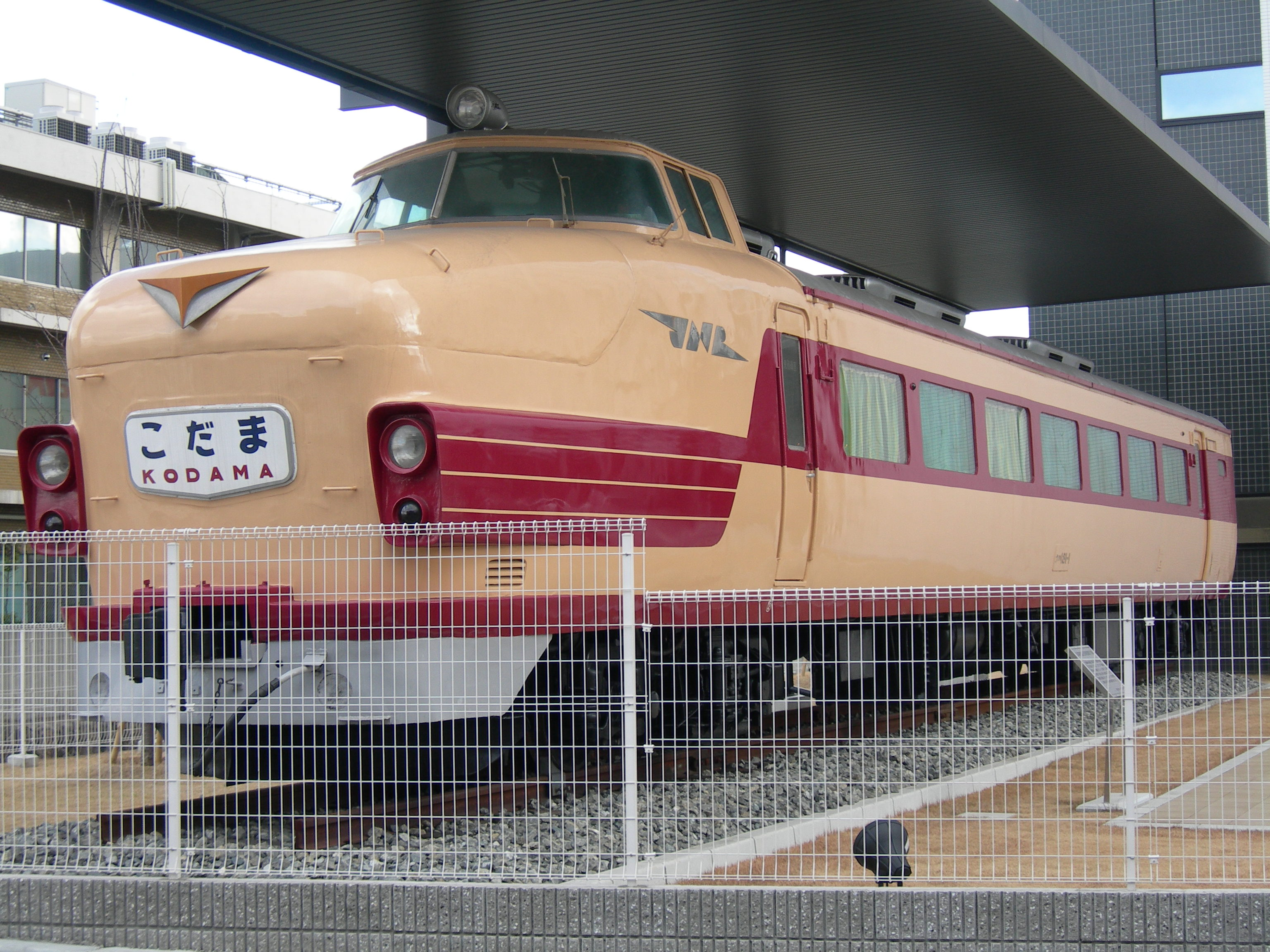
151系
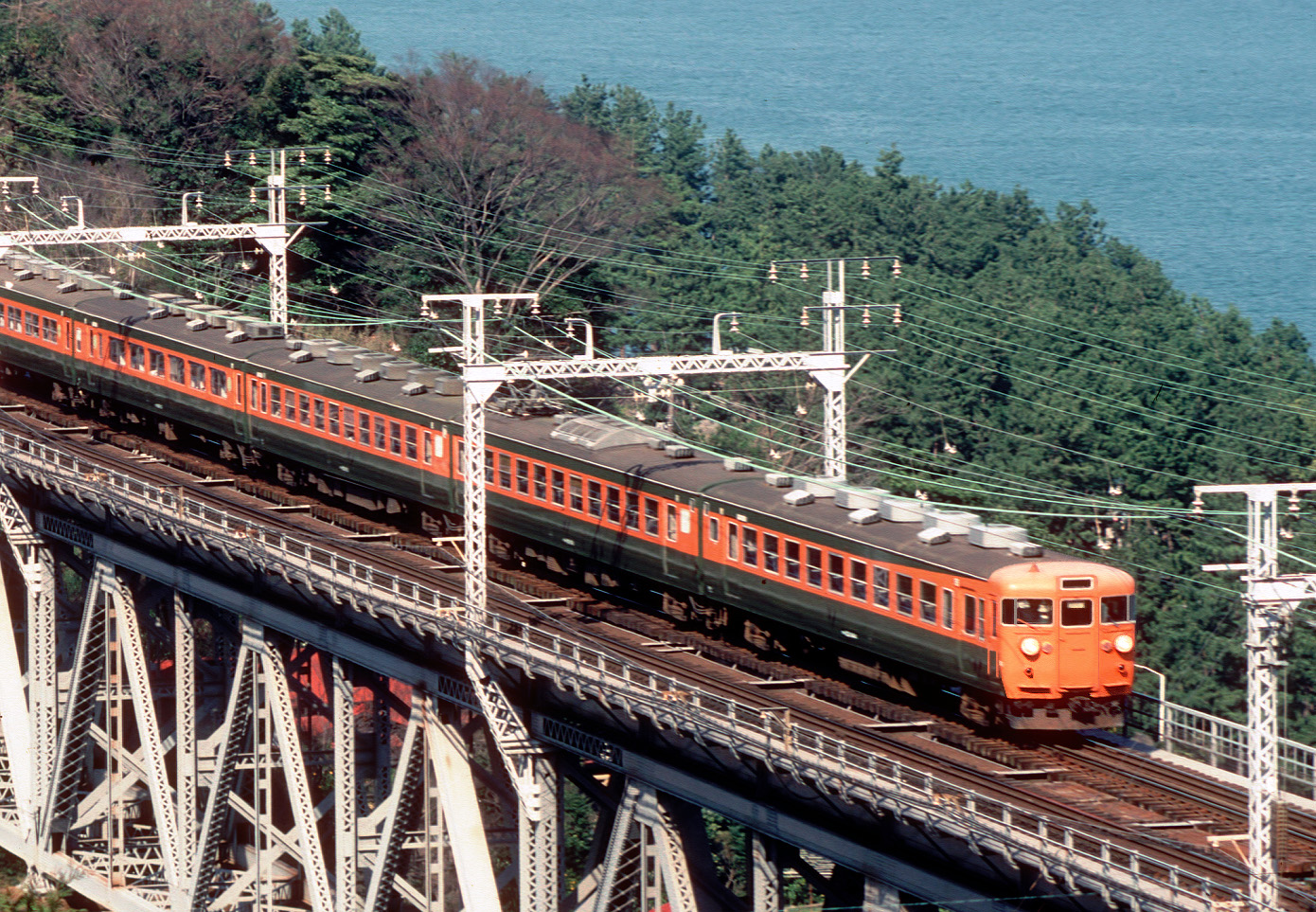
153系
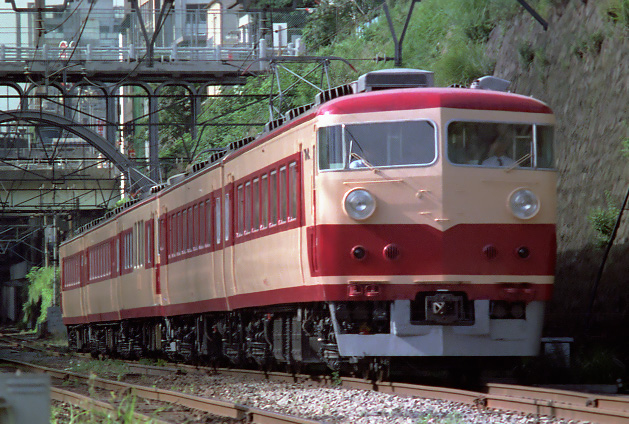
157系
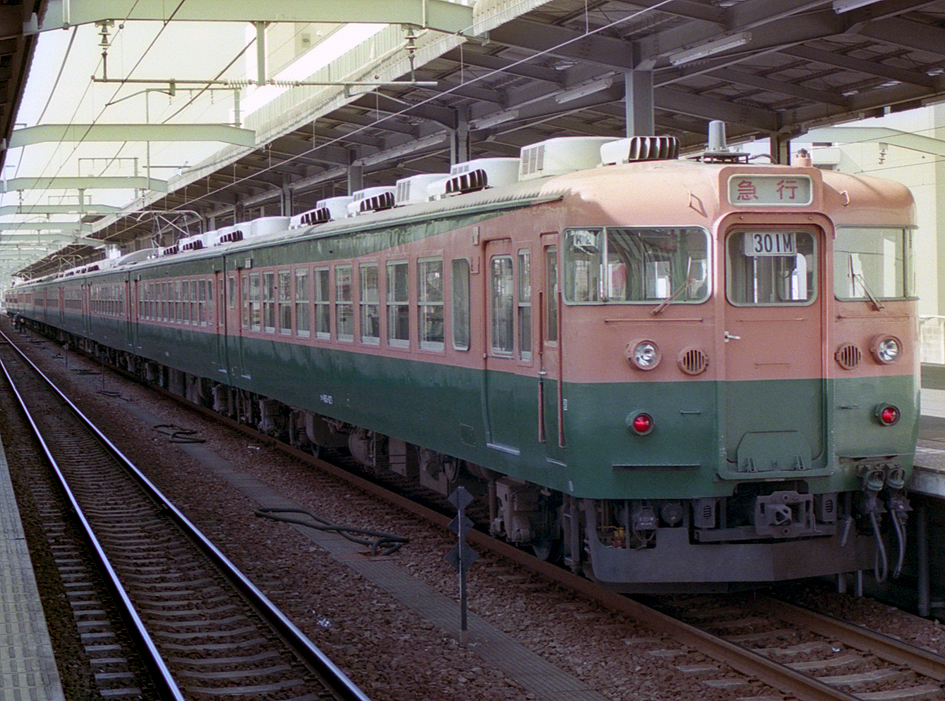
165系
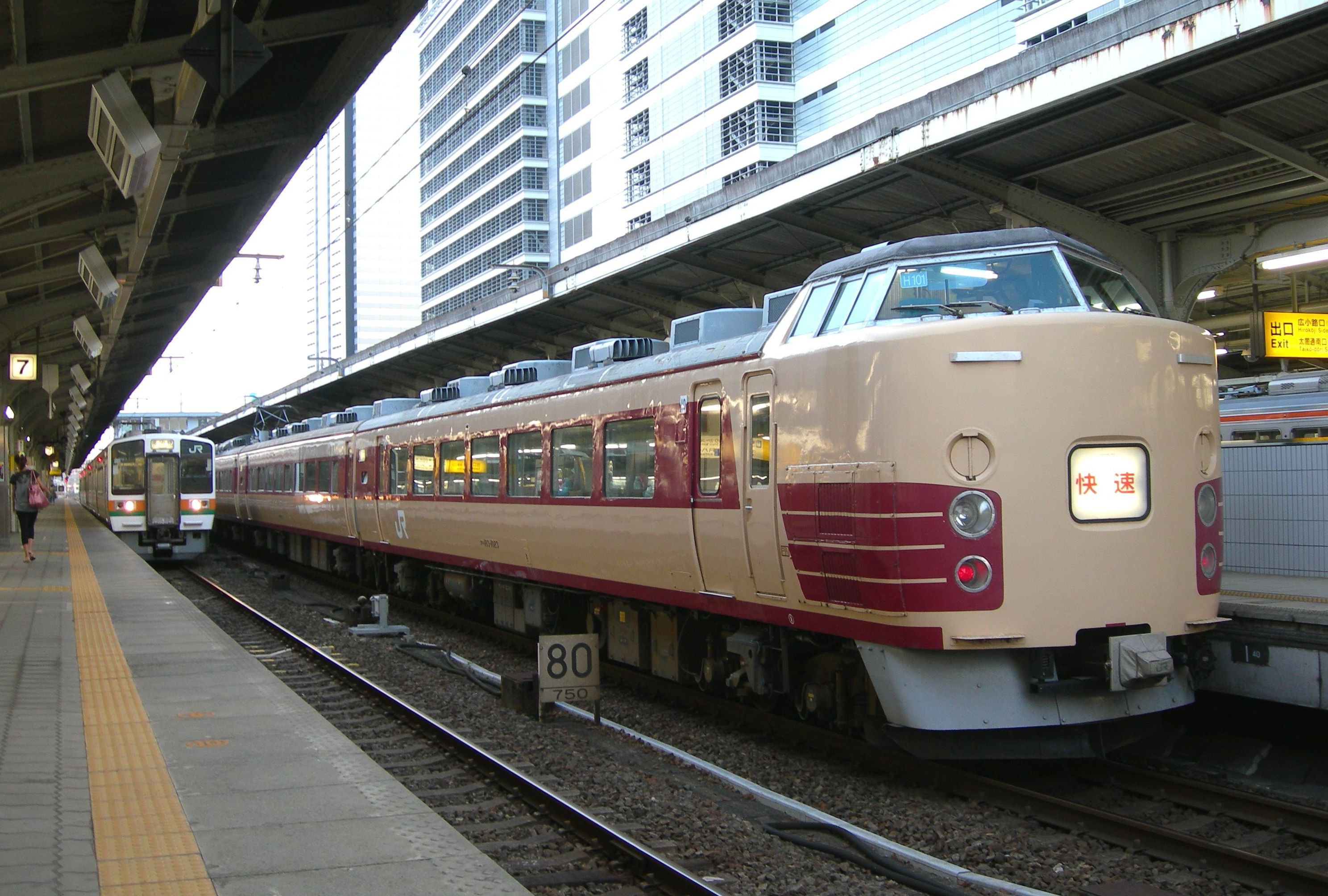
183系
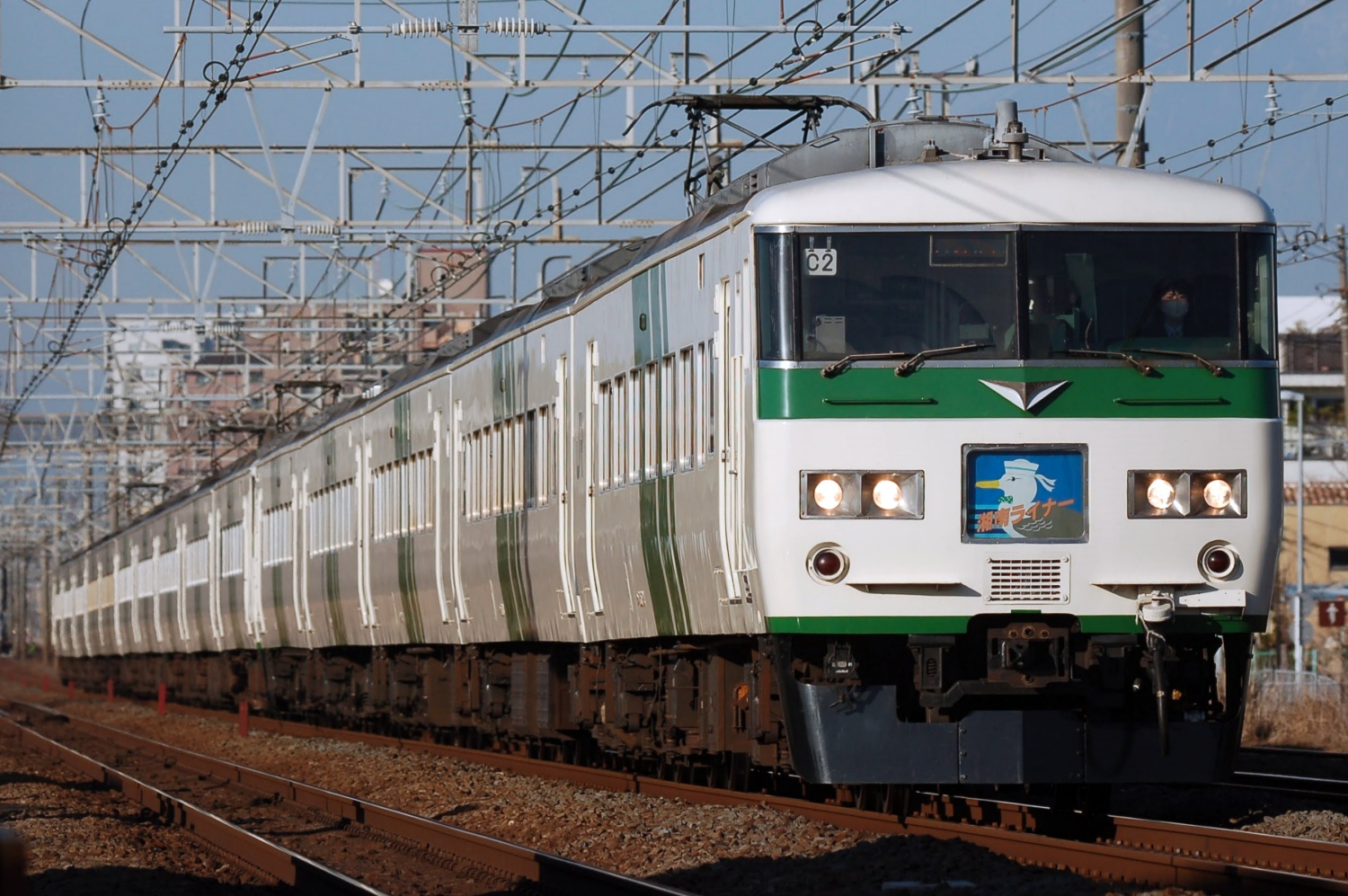
185系
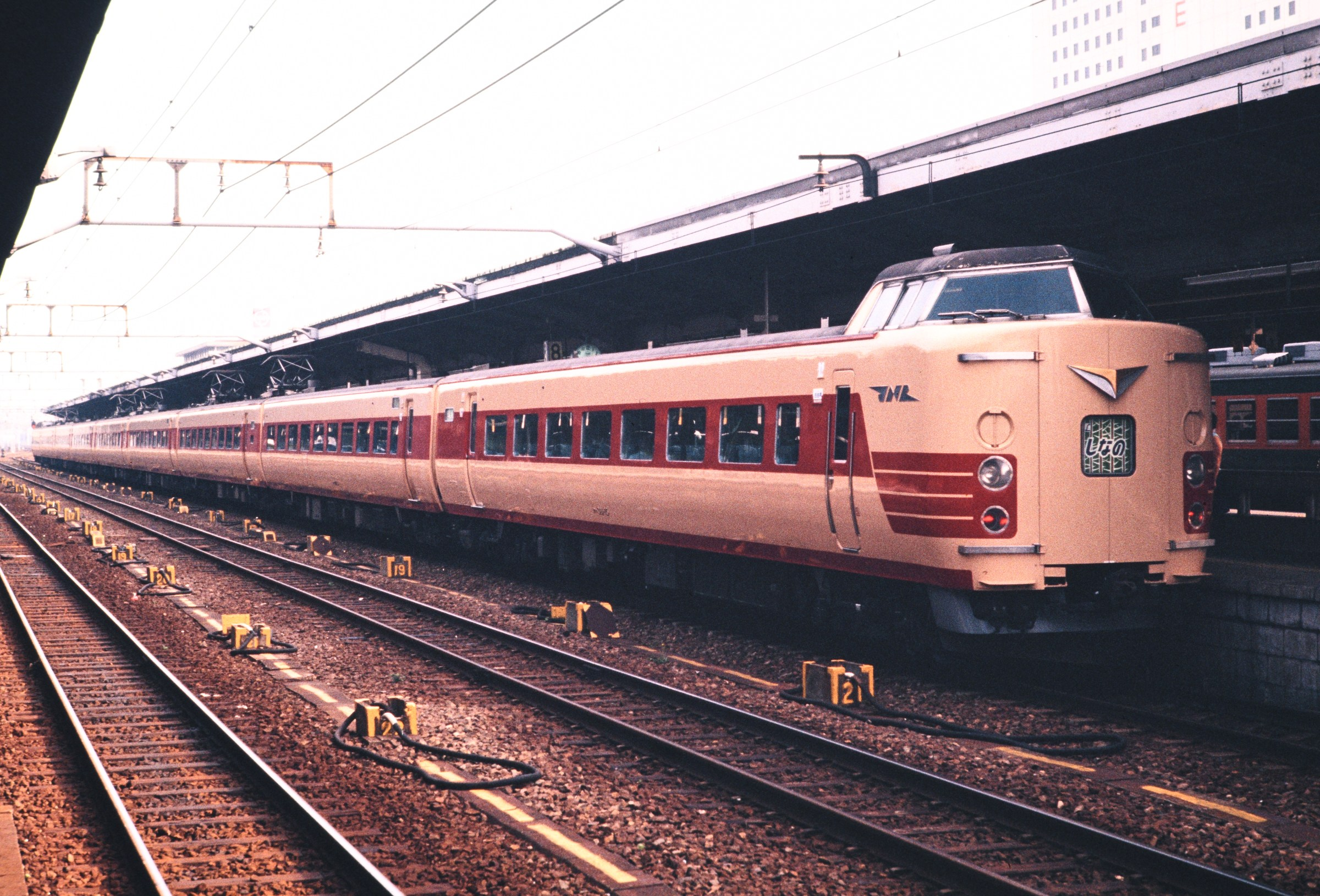
381系
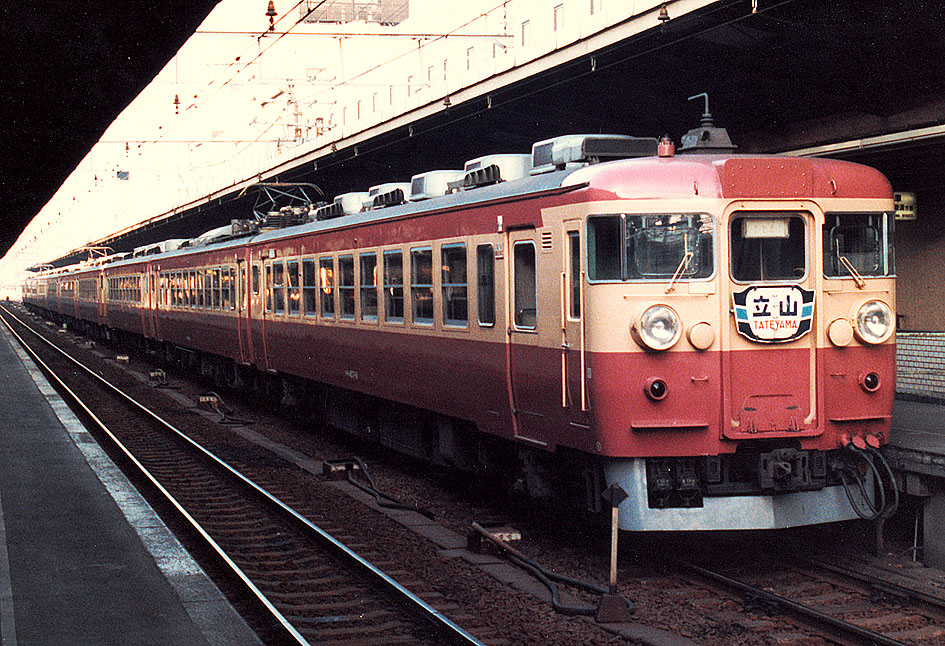
475系
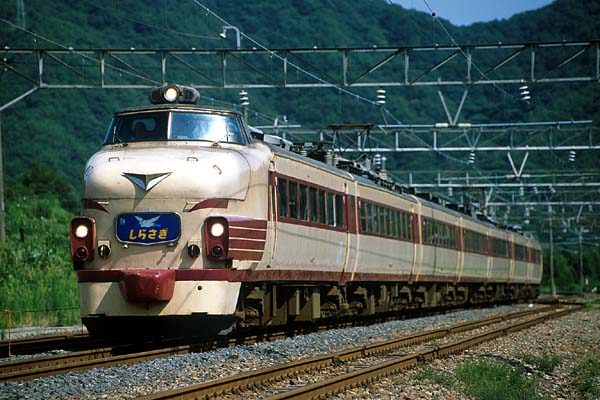
485系
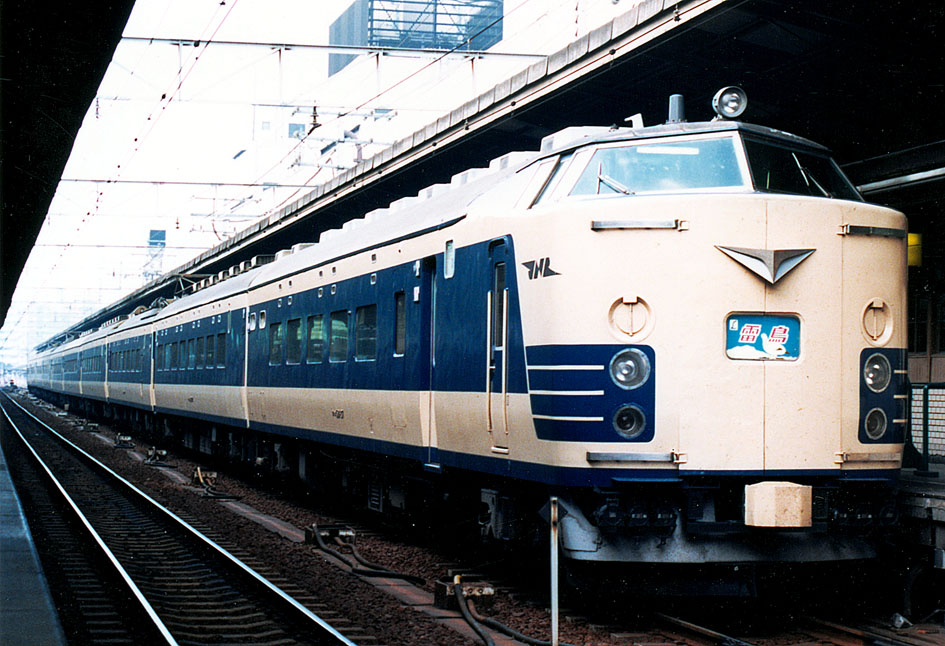
583系
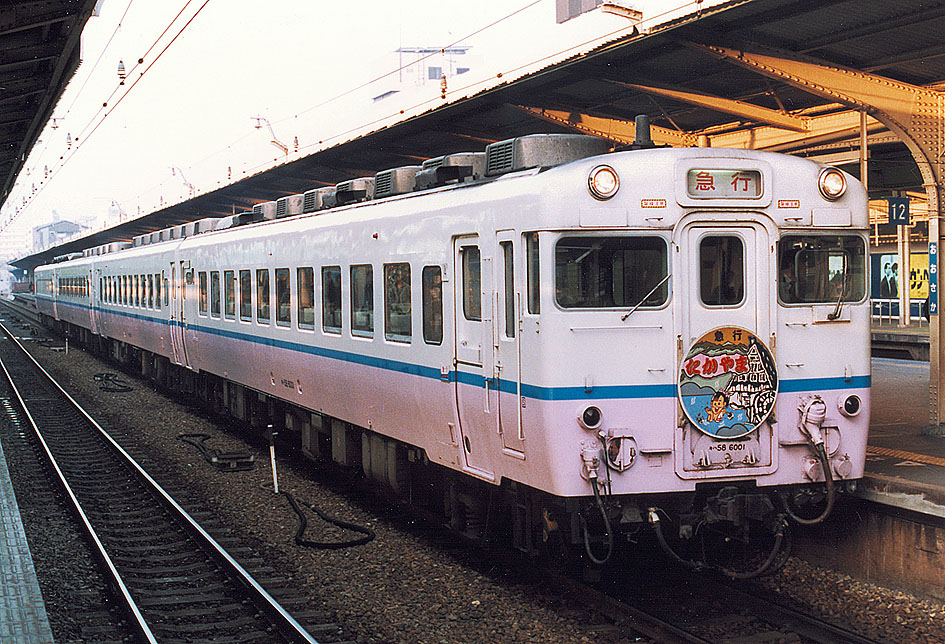
キハ58系
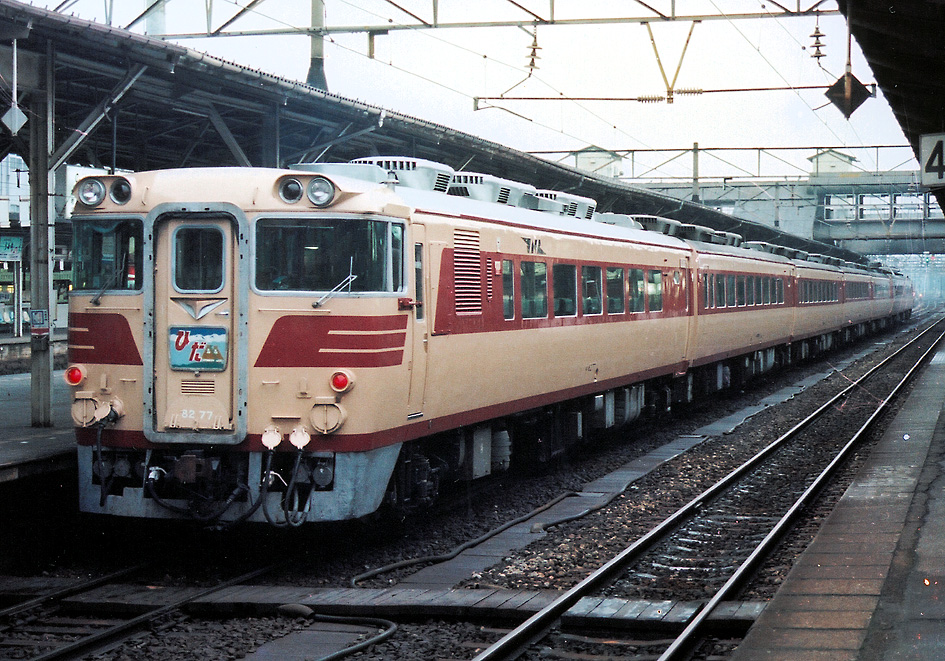
キハ80系
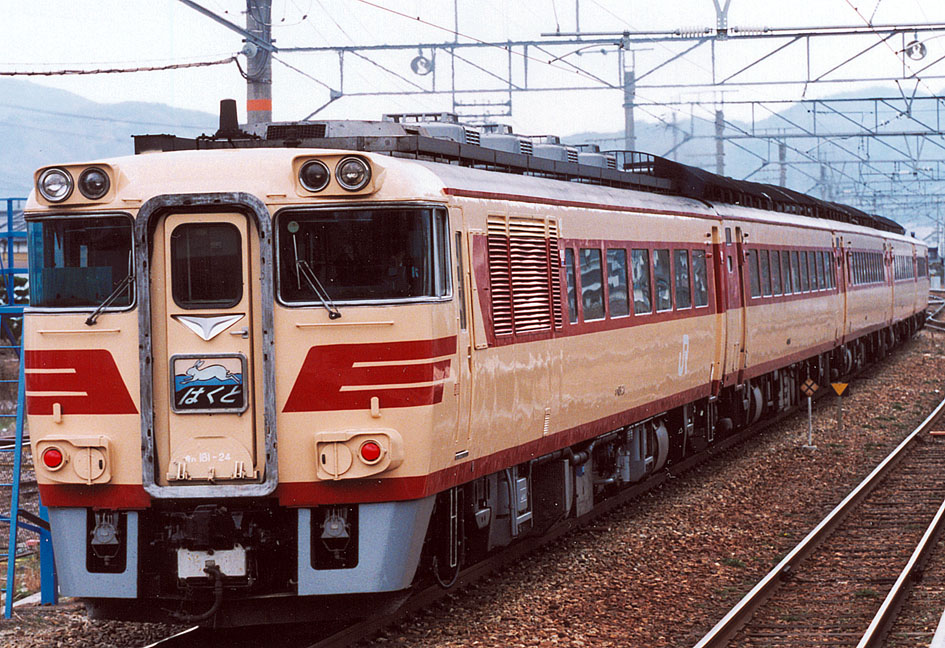
キハ181系

#### 民営化後および他社の形式
- 直流電車
  - JR東日本251系 ： 特急「スーパービュー踊り子」、「おはようライナー新宿」「ホームライナー小田原」
  - JR東日本253系 ： 特急「成田エクスプレス」
  - *JR東日本E257系 ：特急「踊り子」「湘南」。過去は首都圏の通勤ライナー
  - *JR東日本E259系 : 特急「成田エクスプレス」
  - *JR東日本E261系 ：特急「サフィール踊り子」
  - JR東日本E351系 ： 首都圏の通勤ライナー
  - JR東海371系 ： 静岡地区のホームライナー
  - *JR東海373系 ： 特急「ふじかわ」、静岡地区のホームライナー・普通。過去には特急「東海」、快速「ムーンライトながら」、名古屋地区のホームライナーなど
  - JR東海383系 ： 特急「しなの」、夜行急行「ちくま」
  - *JR西日本281系・271系 ： 特急「はるか」
  - *JR西日本283系 ： 特急「くろしお」（2012年3月改正までは「オーシャンアロー」）
  - *JR西日本・JR東海285系 ： 寝台特急「サンライズ瀬戸」「サンライズ出雲」
  - *JR西日本287系 ： 特急「くろしお」「こうのとり」、臨時特急「まほろば」
  - *JR西日本289系 ： 特急「くろしお」「こうのとり」「らくラクはりま」
- 交直流電車
  - *JR東日本E657系 ： 特急「ひたち」「ときわ」
  - *JR西日本681系 ： 特急「サンダーバード」「しらさぎ」「らくラクびわこ」、名古屋地区のホームライナー。
  - *JR西日本683系 ： 特急「サンダーバード」「らくラクびわこ」。過去の2000番台車と現行の元北越急行8000番台車は特急「しらさぎ」、名古屋地区のホームライナー
- 気動車
  - JR東海キハ85系 ： 特急「ひだ」、名古屋地区のホームライナー
  - *JR東海HC85系 ： 特急「ひだ」
  - *JR西日本キハ189系 ： 特急「はまかぜ」「らくラクびわこ」
  - *智頭急行HOT7000系 ： 特急「スーパーはくと」

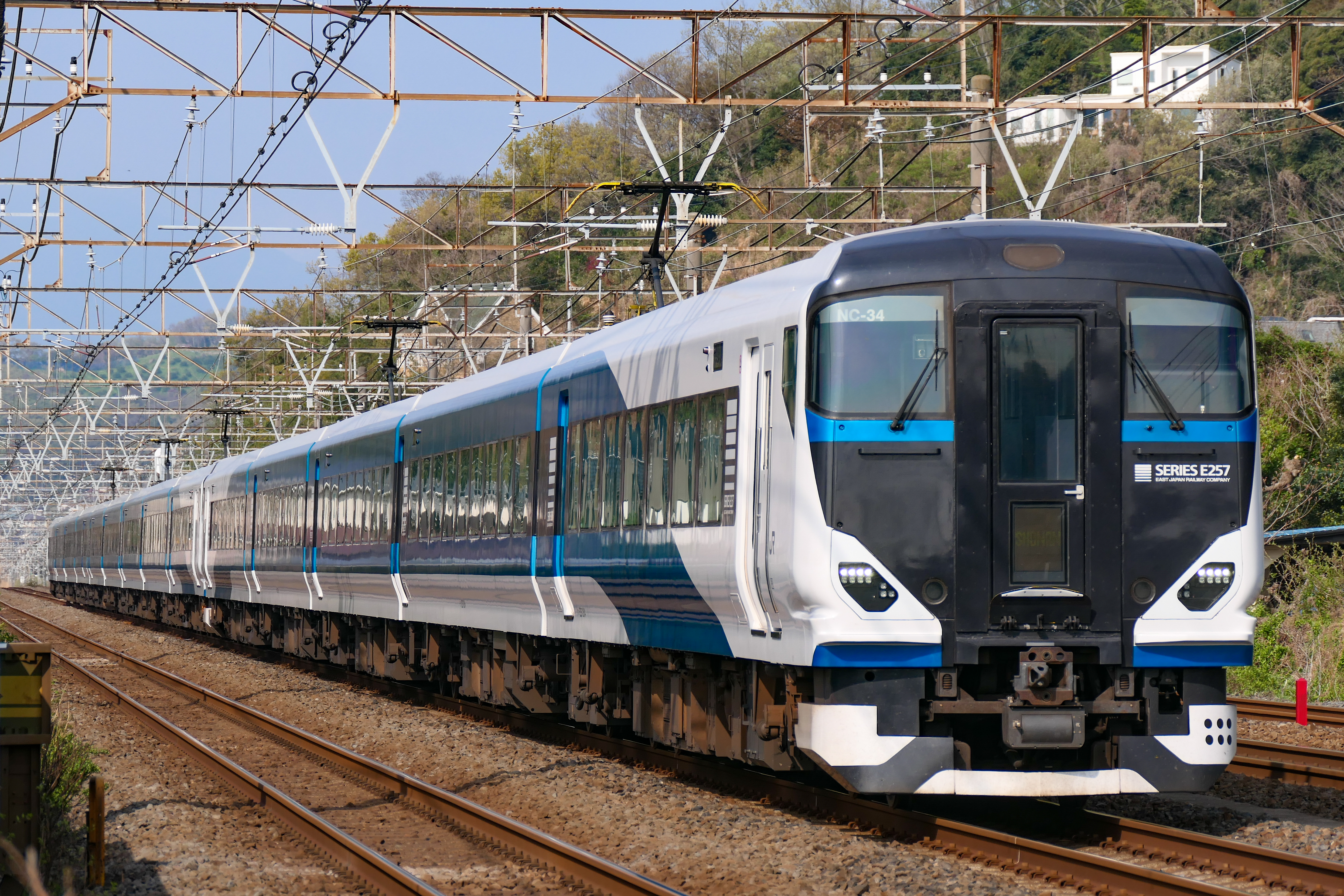
E257系
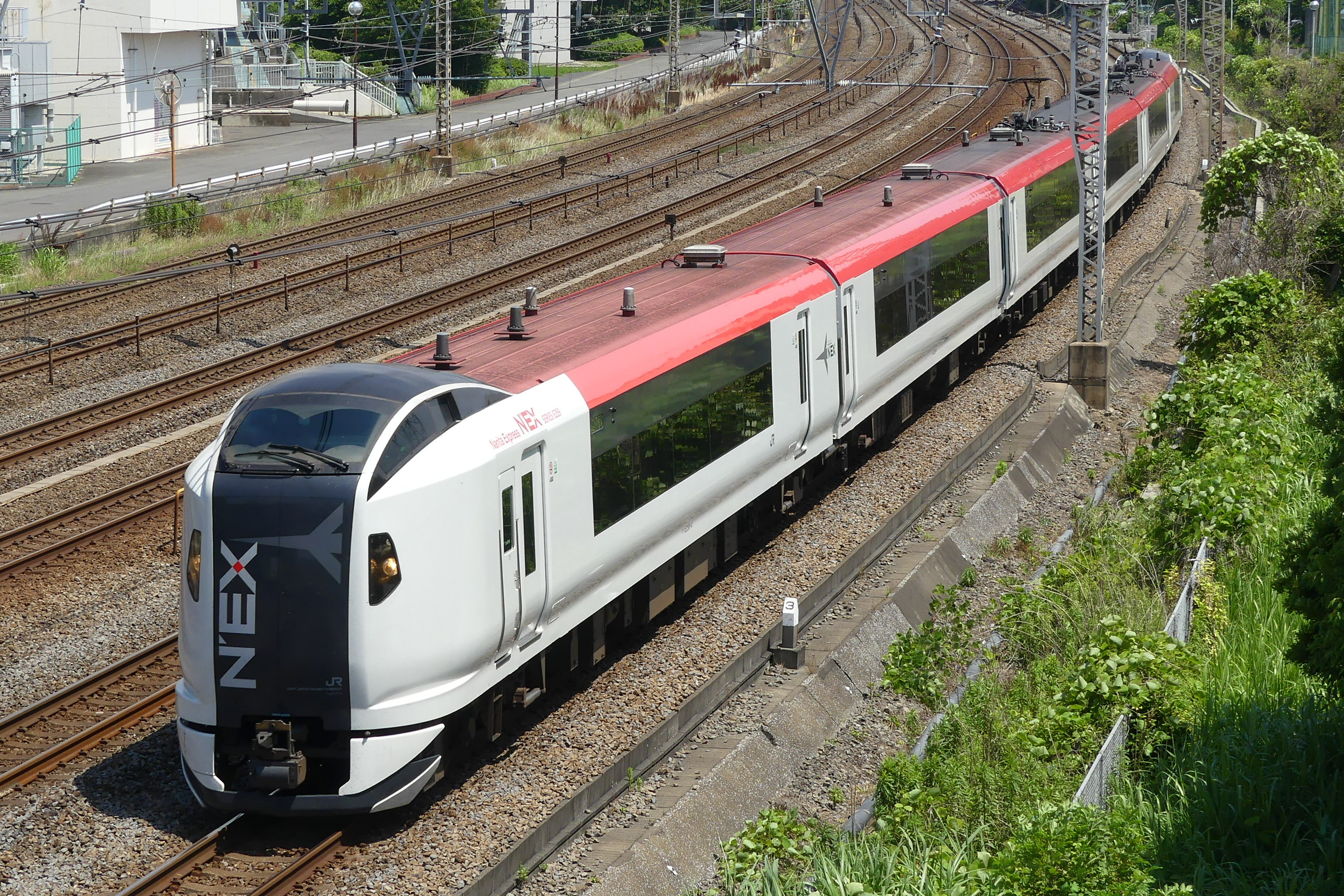
E259系
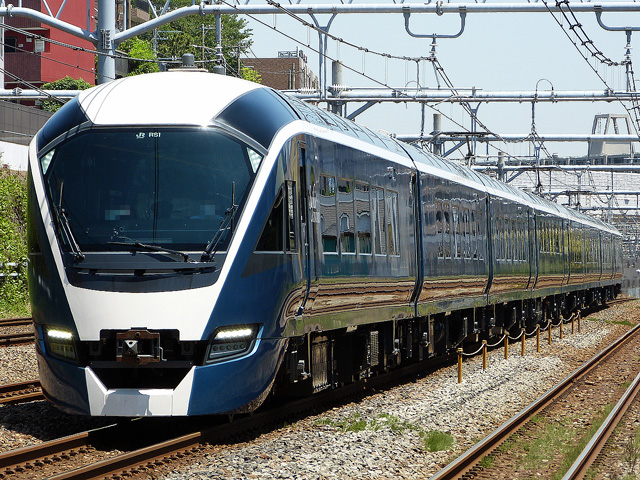
E261系
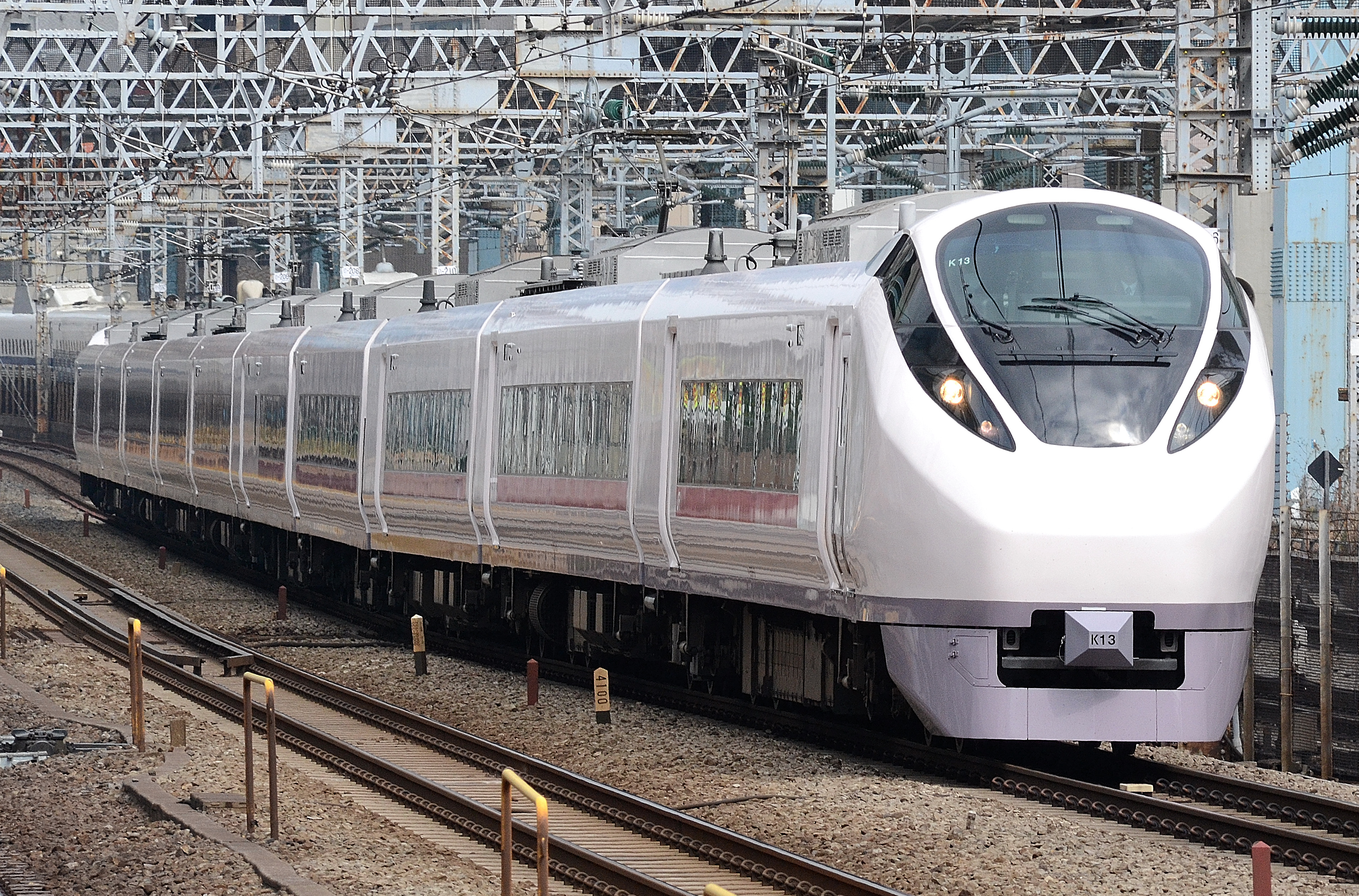
E657系
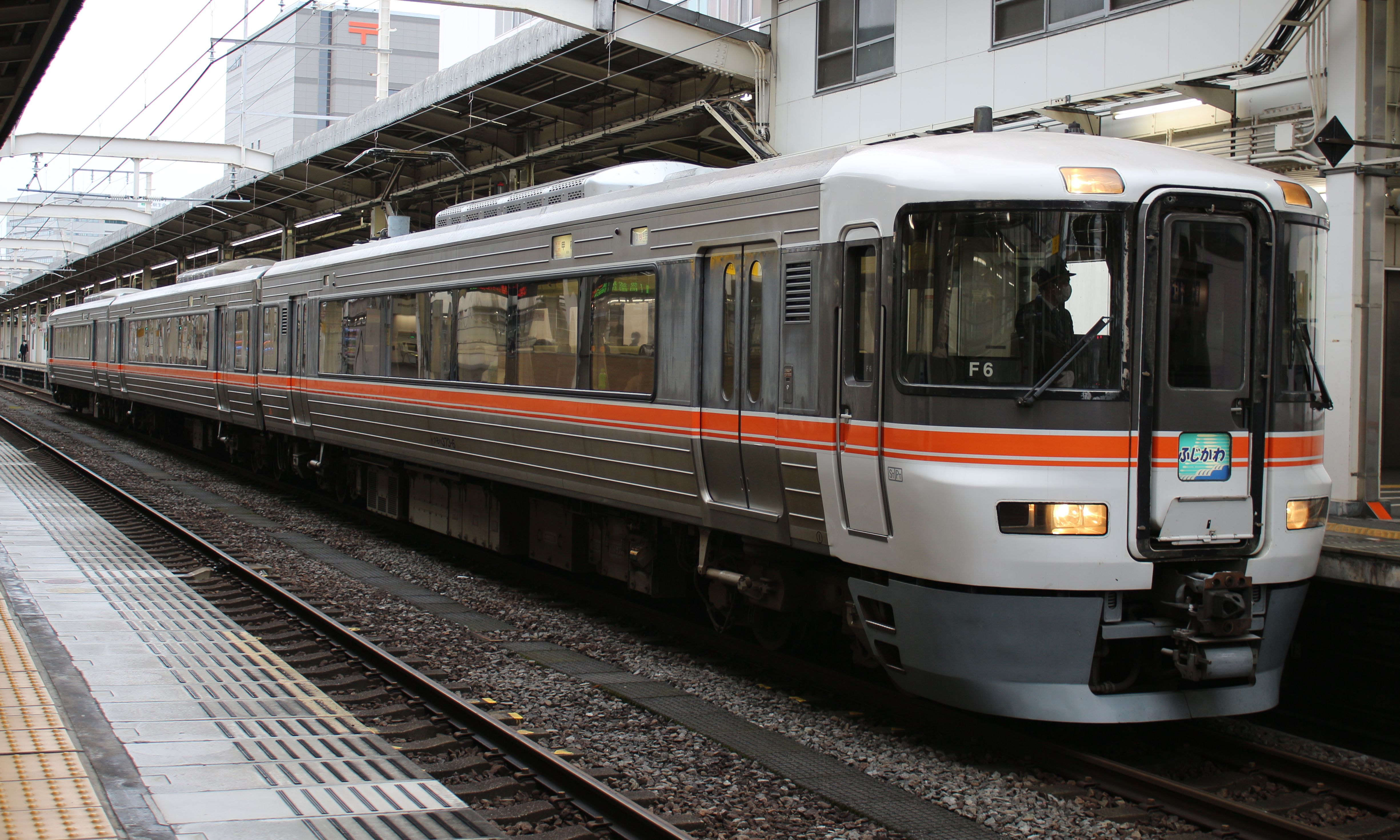
373系
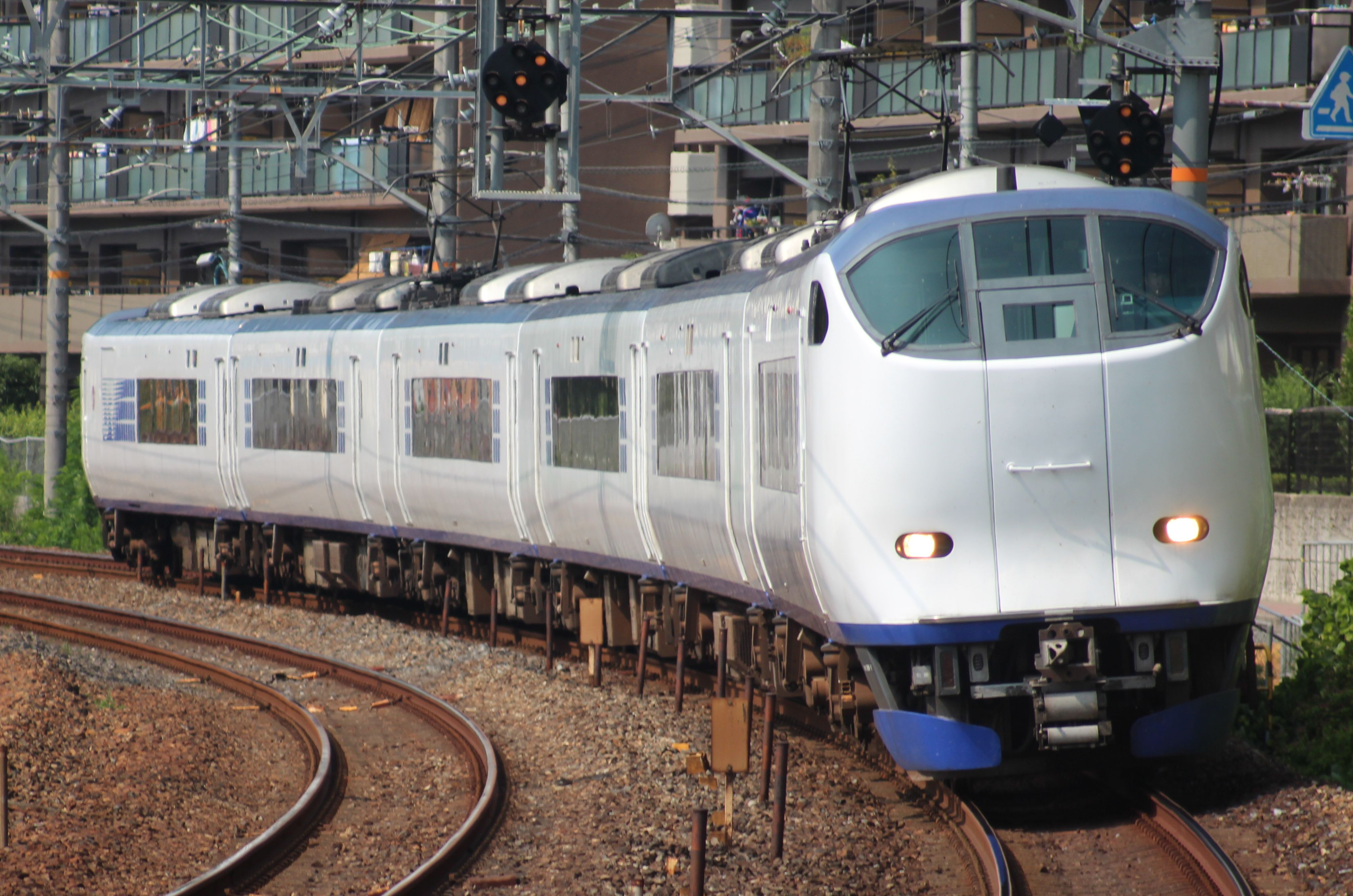
281系
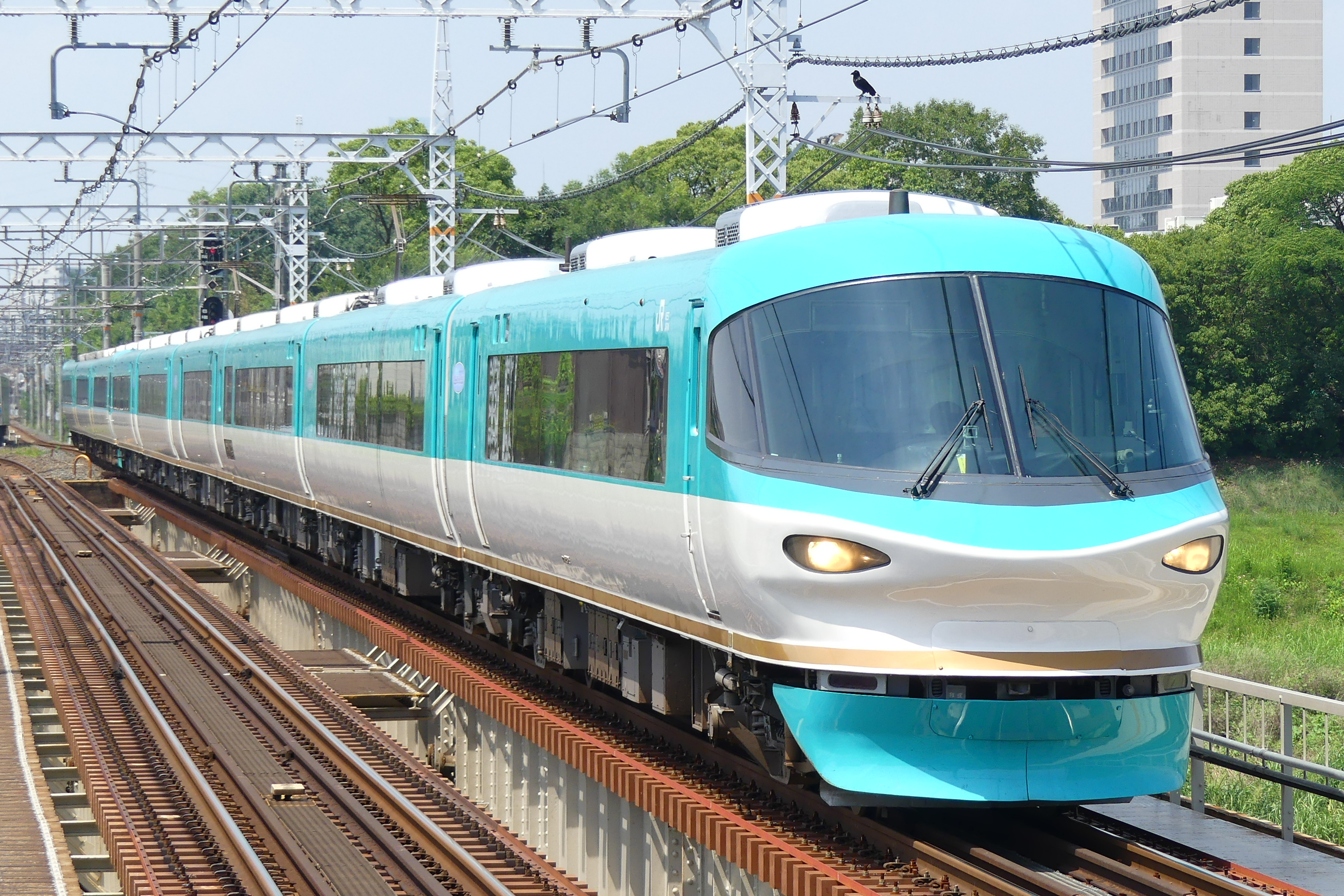
283系
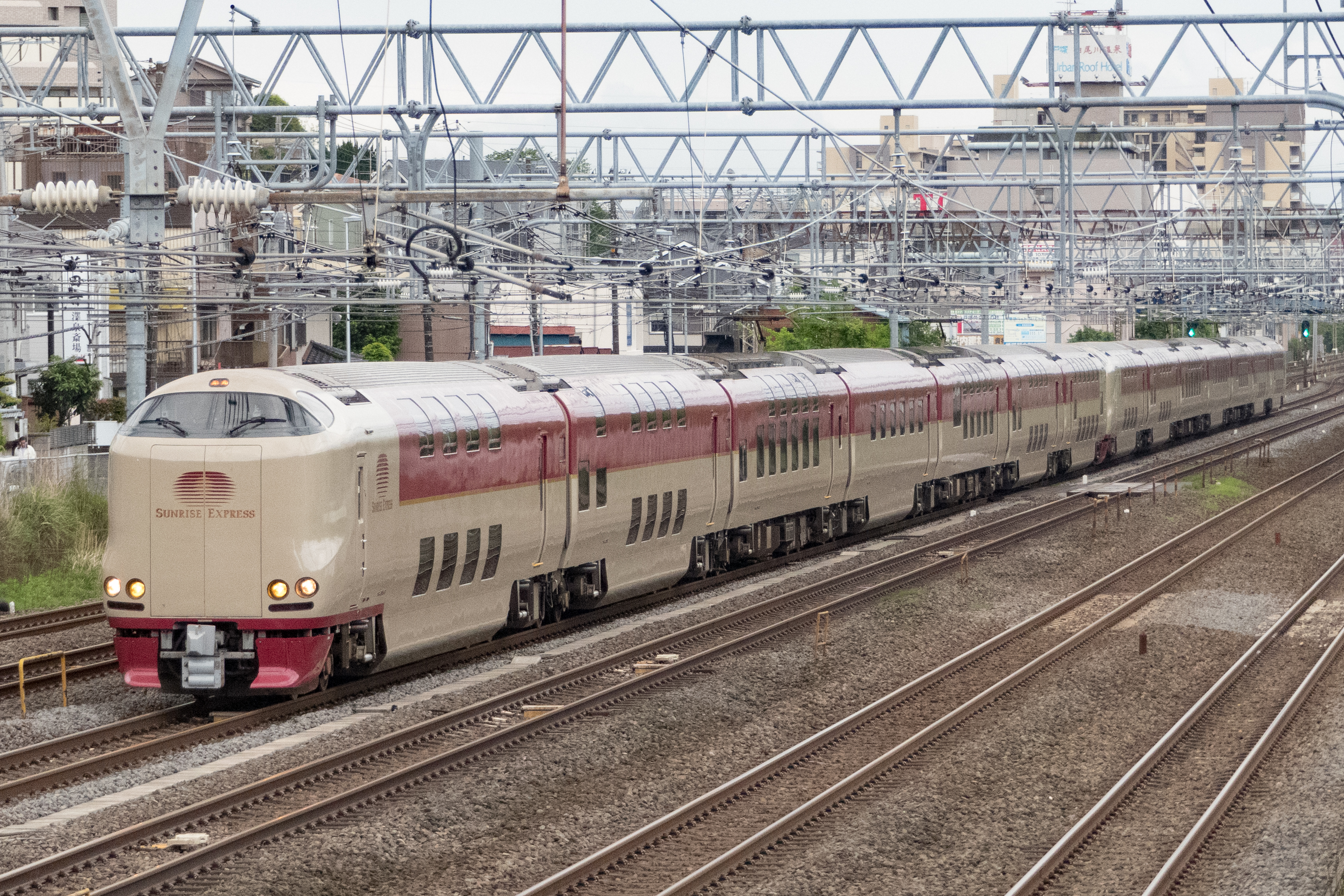
285系
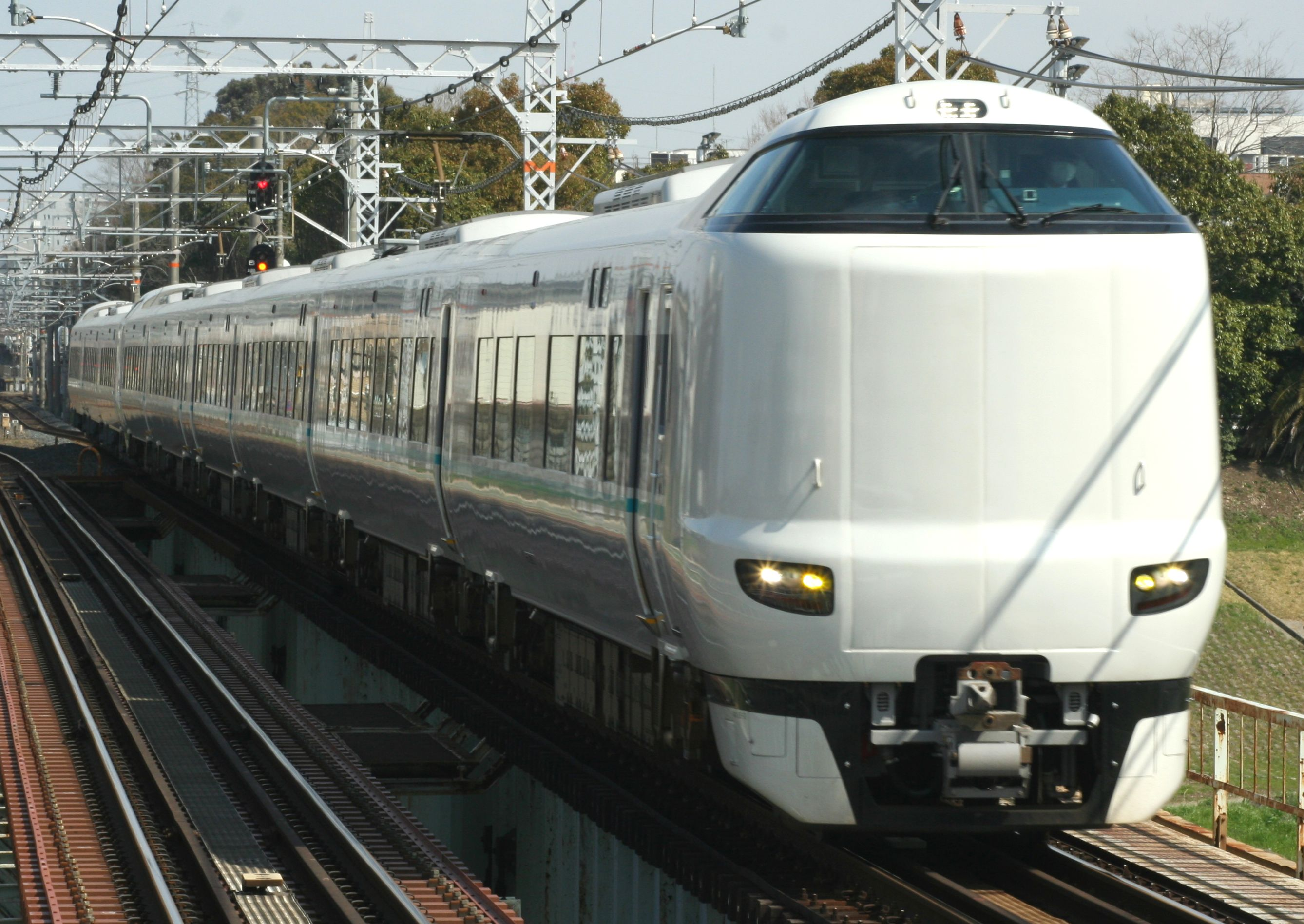
287系
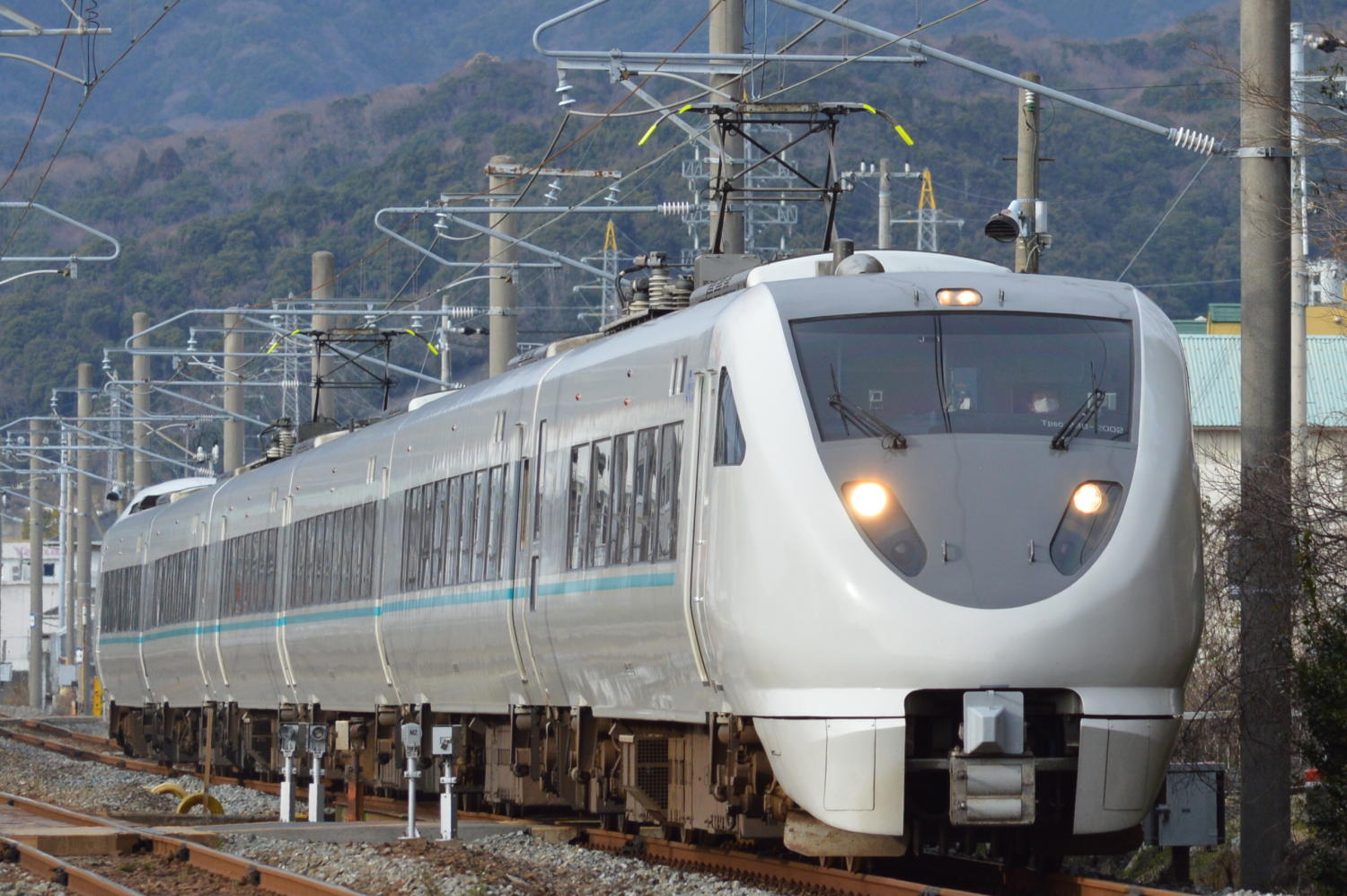
289系
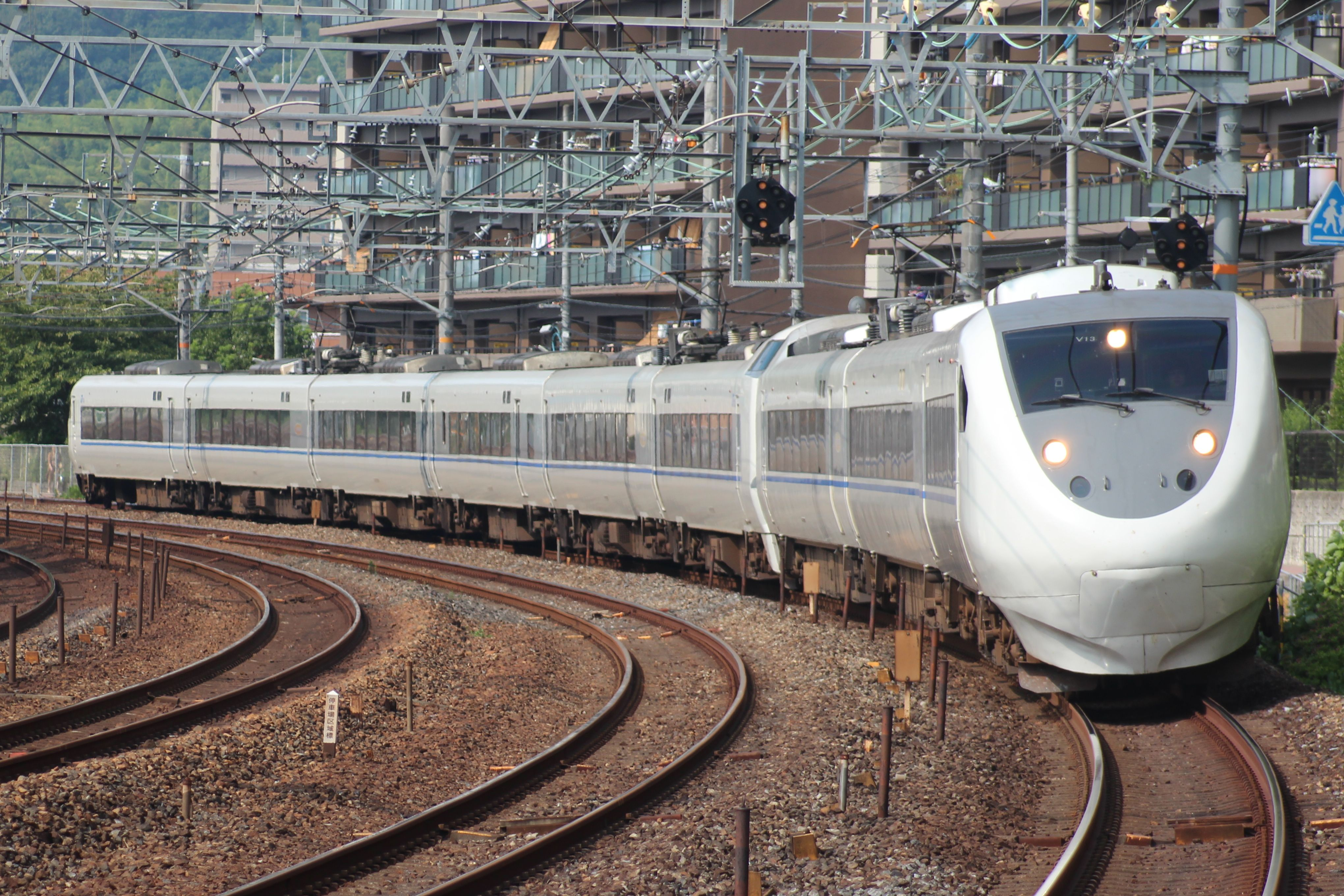
681系
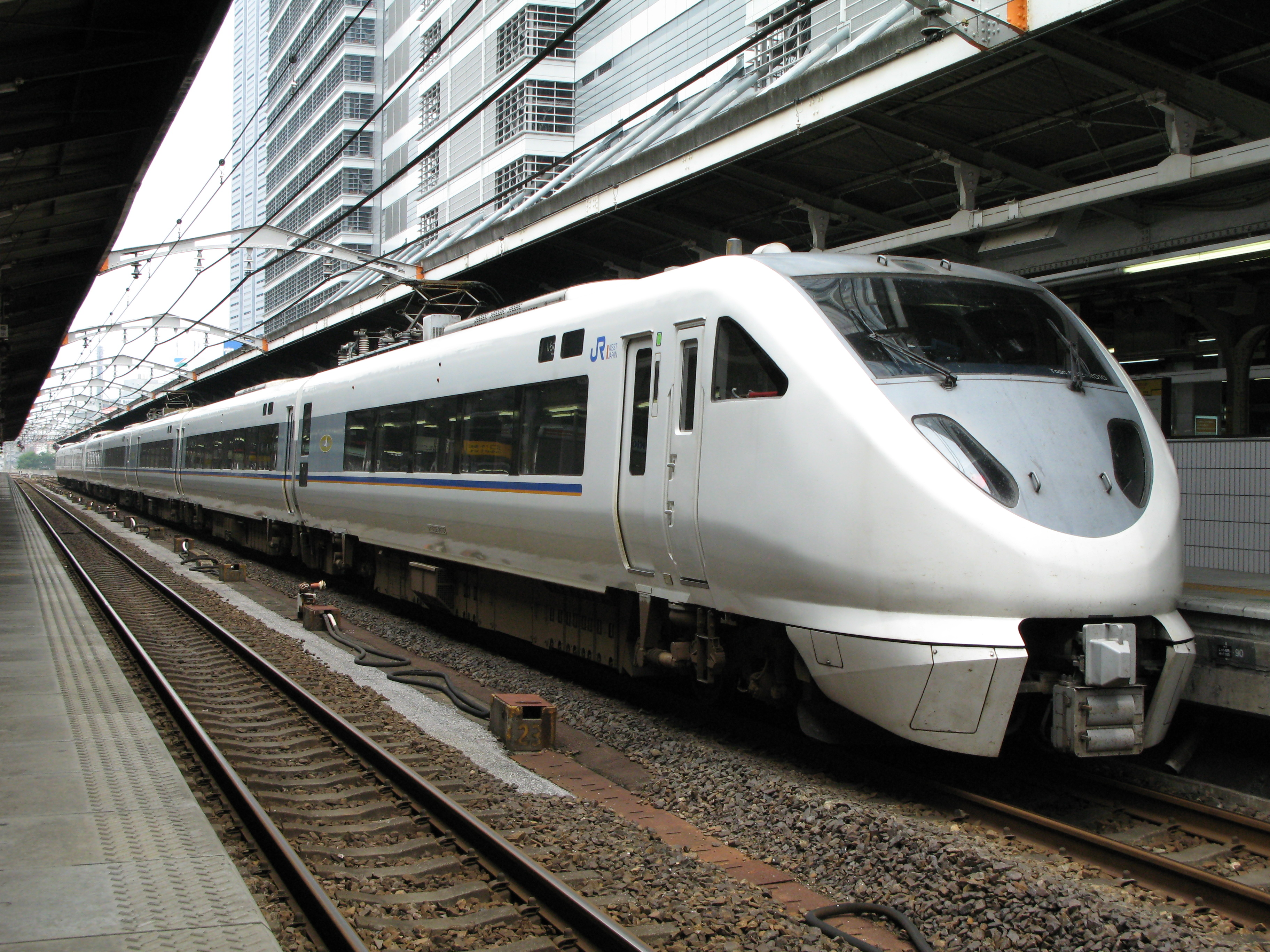
683系
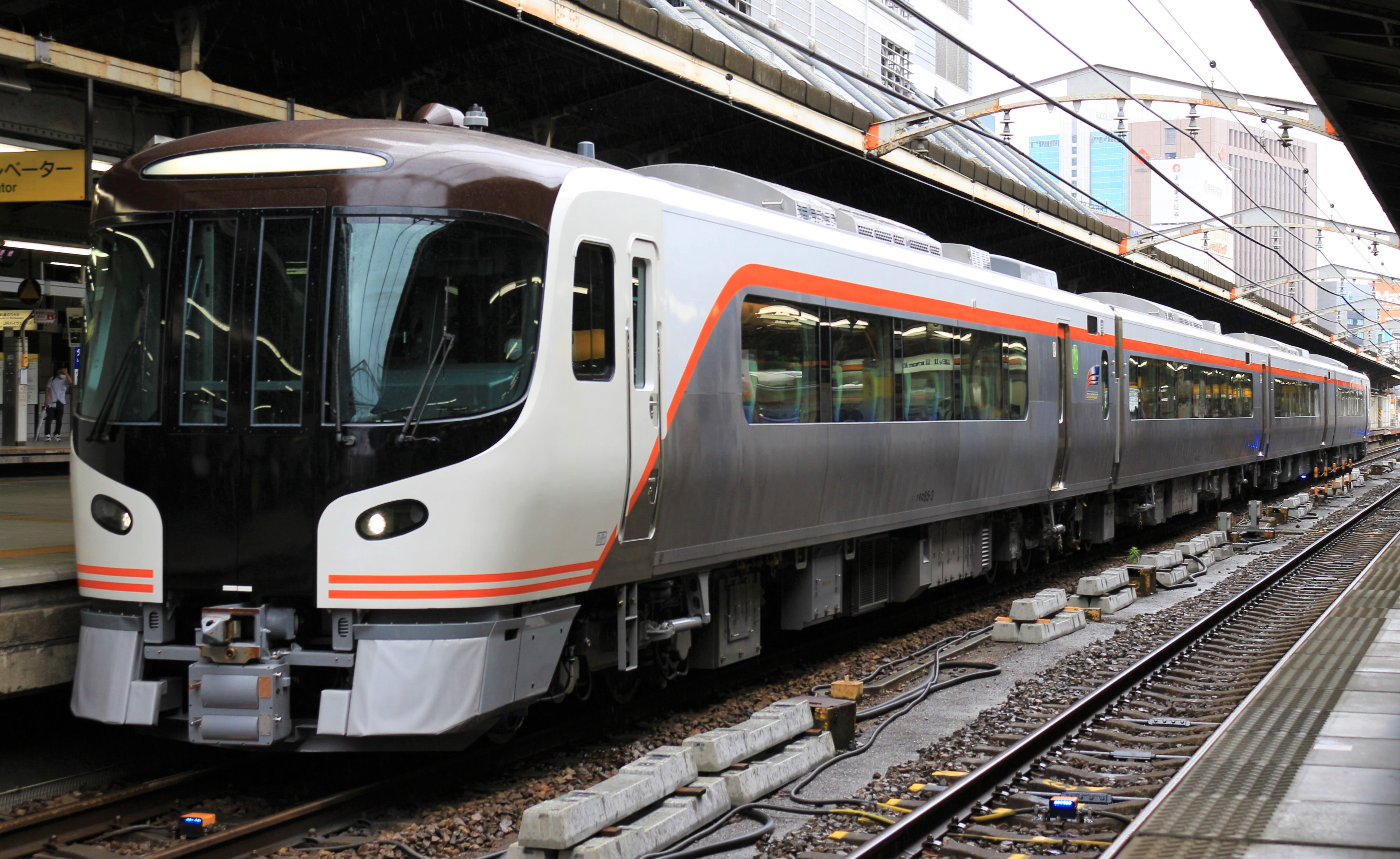
HC85系
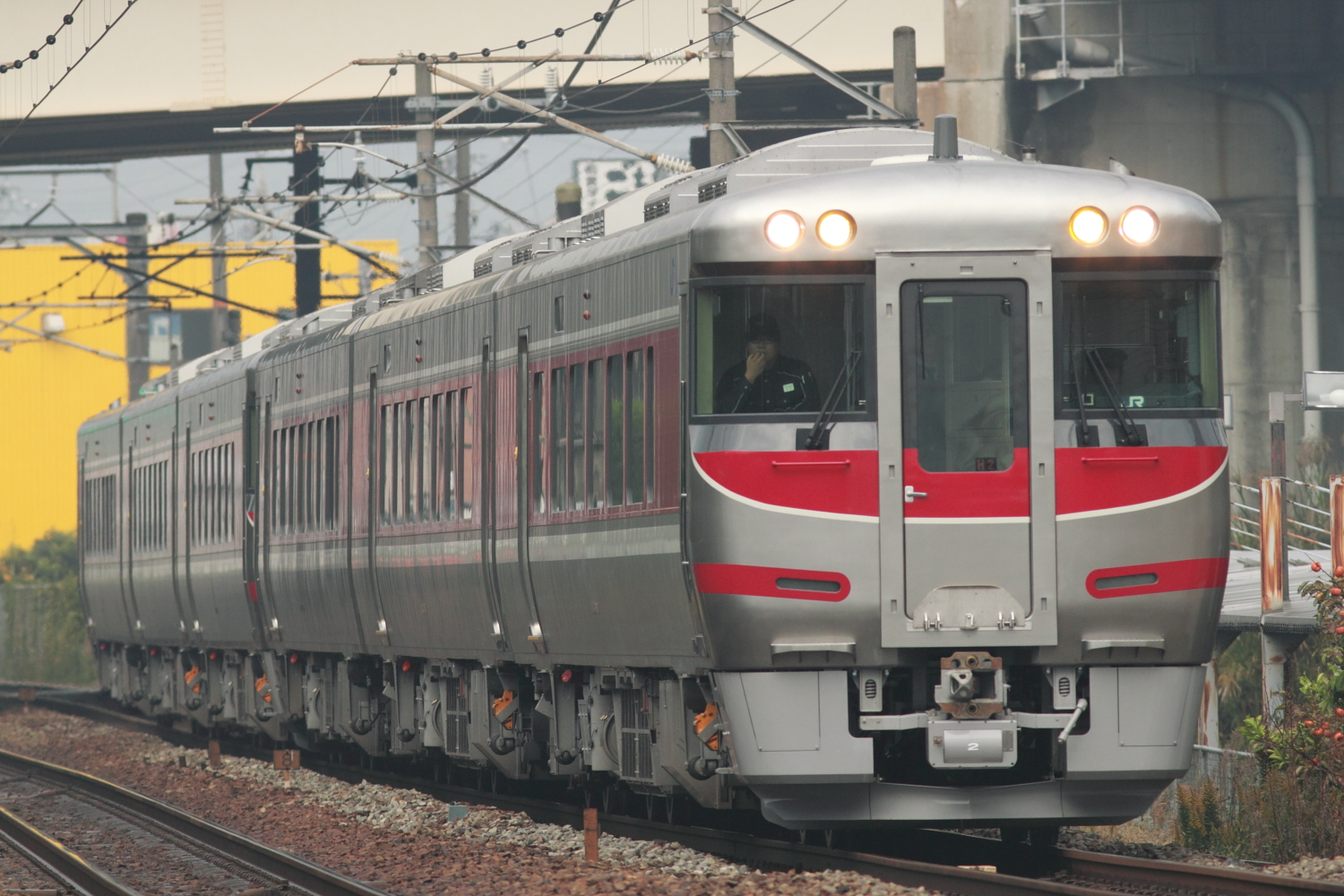
キハ189系
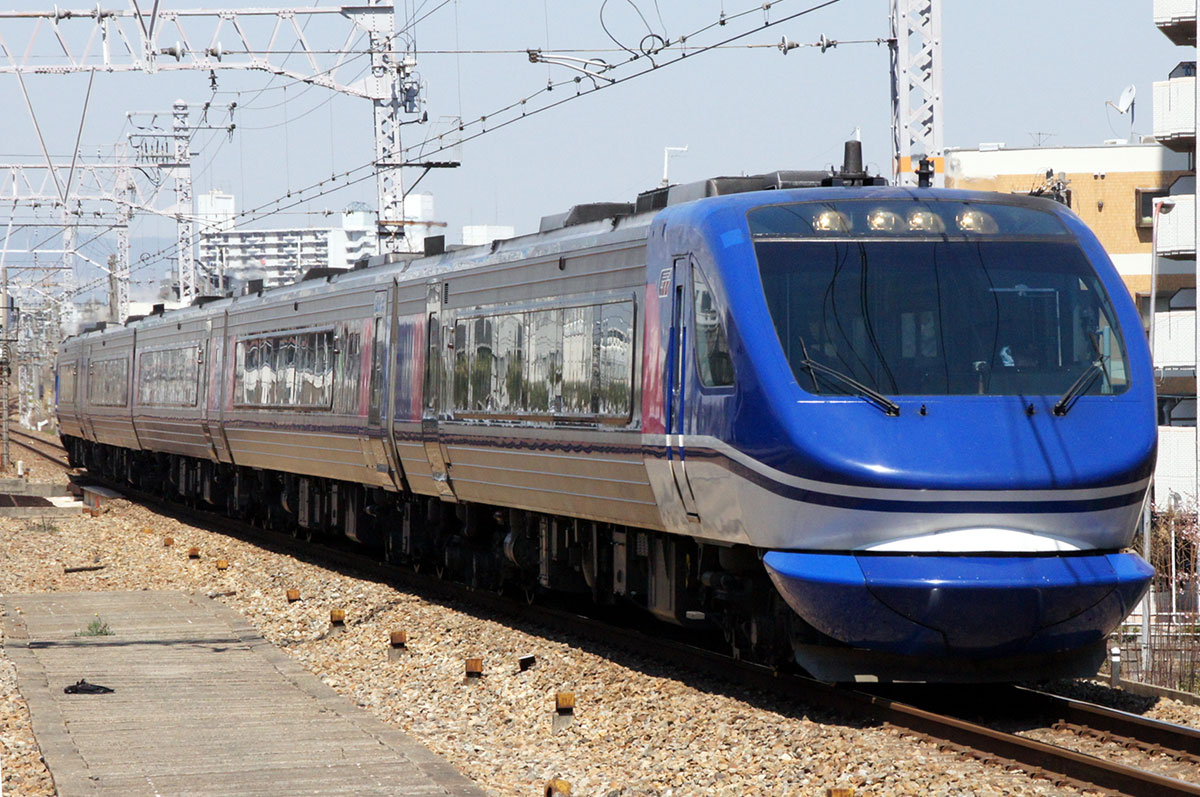
HOT7000系

### 普通列車用車両
当路線の普通列車（快速列車を含む）に使用される車両は、国鉄時代は片側2扉クロスシートの80系や片側3扉セミクロスシートの113系などの共通仕様の車両が全線で運用されていた。しかし1980年代以降、並行他社線との競争の激しい京阪神地区や名古屋地区において、快適性を重視した片側2扉転換式クロスシートの117系が快速列車用に投入されたのを皮切りに、地域実情を考慮した車両が投入されていくようになる。国鉄分割民営化後はこの流れがさらに進み、旅客3社各々が独自仕様の車両を投入・運用している。ラッシュ時の混雑率の高いJR東日本の首都圏地区では混雑緩和に重点が置かれ、ロングシートの増加や2階建て車両の投入によって定員を増やし、E217系以降の新系列車両では扉も通勤形車両と同様の片側4箇所として乗降時間の短縮が図られている。近距離輸送が中心のJR東海静岡地区も、民営化後に投入された車両はロングシートが中心となっている。一方、JR東海の名古屋地区やJR西日本の京阪神地区では、117系の転換式クロスシートを継承しつつ、扉を113系などと同様の片側3箇所とした車両が主力として運用されるようになった。
JR東日本
JR東日本の車両はグリーン車を除き片側4扉である。東海道線・湘南新宿ラインではロングシートに加えて一部車両にセミクロスシートを装備しグリーン車2両を連結した近郊タイプの車両が使用されており、基本編成10両+付属編成5両の最長15両編成を組む。
並行する各系統の電車は、東海道線列車・湘南新宿ラインとは異なる車体色で色分けされた各系統専用の車両・編成が運用されている。
JR東海
JR東海の普通列車（快速含む）用車両は片側3扉の近郊型である。静岡地区（熱海駅 - 浜松駅間）と名古屋地区（豊橋駅 - 米原駅間）とで運用される車両が分かれているが、浜松駅 - 豊橋駅間では両地区の車両がどちらも運用されているほか、掛川駅 - 浜松駅間などでも名古屋地区用の車両の運用がある。静岡地区用の車両はロングシート（一部は転換式クロスシート）で2両・3両単位で連結され、名古屋地区用の車両は転換式クロスシート（一部はロングシート）でおおむね4両・6両・8両編成を組む。
JR西日本
新快速・快速（快速は高槻駅または京都駅以東で普通として運行）には片側3扉転換式クロスシートの近郊型車両が6・8・10・12両編成で使用され、新快速は多くの列車が12両編成であり、一部の新快速では9号車に定員制有料指定席車である「Aシート」車が連結される。京阪神間を中心に運行される普通（緩行電車）には片側4扉ロングシートの通勤型車両7両編成が使用される。
以下に東海道本線の地域輸送で使用される車両の一覧を示す。*印の付いた車両は現在運用されている車両である。なお間合い運用などで使用される特急用・急行用車両は前節参照。また、山手線、京浜東北線、横須賀・総武快速線、常磐快速線、相鉄線直通列車、横浜線、京阪神緩行電車、および当路線に乗り入れる湖西線・福知山線、おおさか東線、過去に乗り入れた二俣線（現在の天竜浜名湖鉄道天竜浜名湖線）などの車両の一覧は各路線記事を参照。

#### 国鉄時代の形式
- 客車
  - 雑形客車 ： 路線開業時より、上等・中等・下等客車が運用されていた[24]。
  - ホハ12000系 ： 1909年より運用[24]。
  - ナハ22000系 ： 1922年より運用[24]。
  - オハ31系 ： 1927年より運用[24]。
  - スハ32系 : 1929年より運用[24]。
  - オハ35系 : 1932年より運用[24]。
  - 50系 ： 草津線 - 京都駅間直通列車で1989年まで運用[72]。
- 直流電車
  - 52系 ： 京阪神地区の急行電車[注釈 29] で運用。
  - 80系 ： 初代“湘南電車”。全線で運用され、普通列車や京阪神快速のほか準急にも使用。
  - 70系 ： 名古屋地区で運用[71]。
  - 40形・14形・47形 ： 静岡地区、垂井線、美濃赤坂線で運用[70][73]。
  - 111系
  - 113系 ： 東海道本線全線で運用されていたが、名古屋地区では1999年、京阪神快速では2004年、首都圏地区では2006年、静岡地区では2007年に運用終了。2023年までJR西日本の草津線・湖西線直通列車で運用。
  - 115系 ： 静岡地区などで2007年まで運用。
  - *117系 ： 京阪神地区新快速、名古屋地区快速用として投入され、京阪神快速では1999年、名古屋地区では2013年3月15日まで運用[74]。2023年までJR西日本の草津線・湖西線直通列車で運用。現在は臨時特急「WEST EXPRESS 銀河」でのみ運用。
  - 119系 ： 静岡地区で「するがシャトル」として1986年から1989年まで運用。
  - 211系 ： 首都圏および名古屋地区では2012年[75]、静岡地区では2025年まで運用されていた[76]。
  - 213系 ： 名古屋地区で2012年まで運用。
- 気動車
  - キハ40系・キハ58系 ： 武豊線直通列車とその関連運用で1999年まで使用。

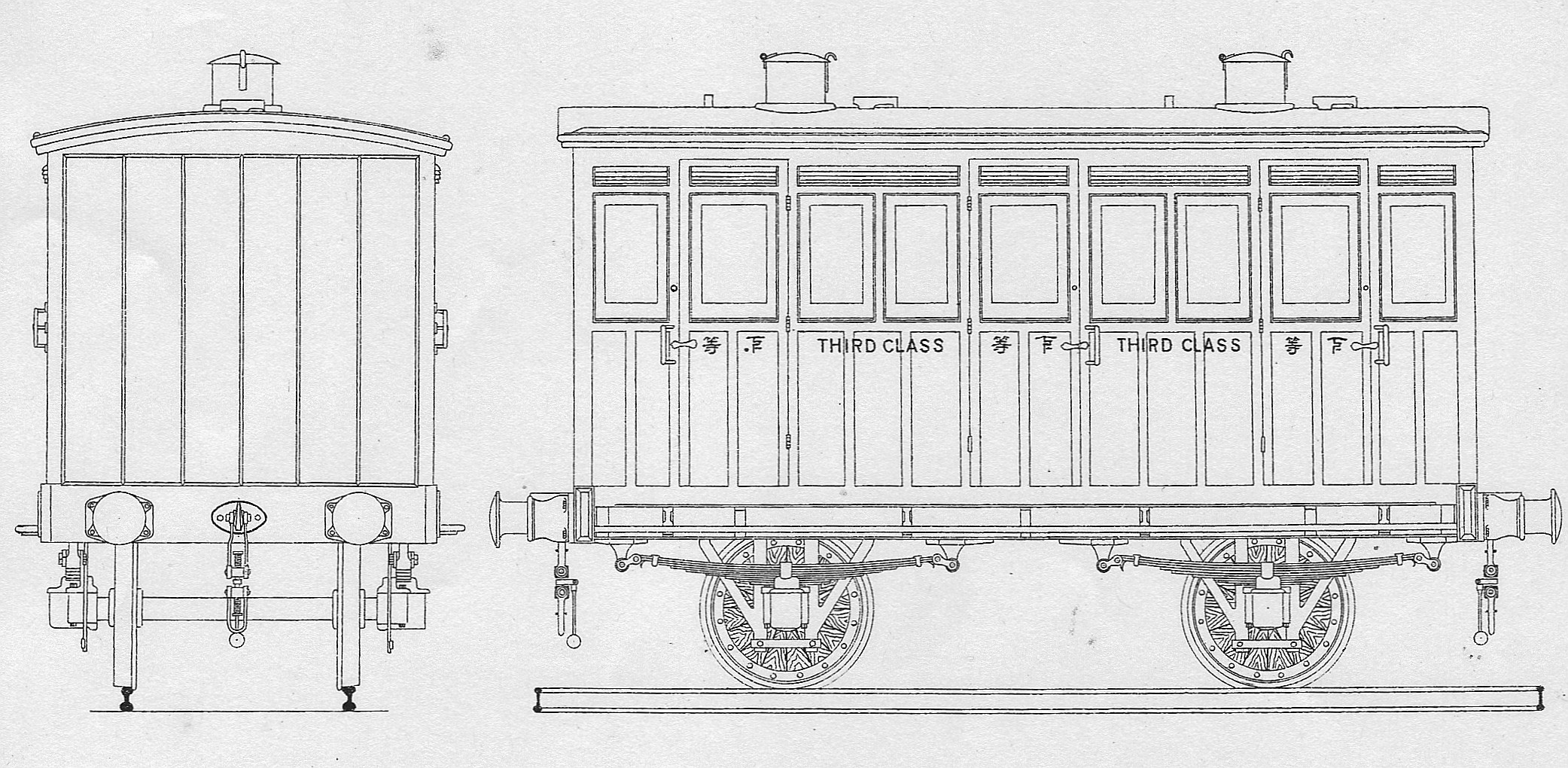
雑形客車（下等）
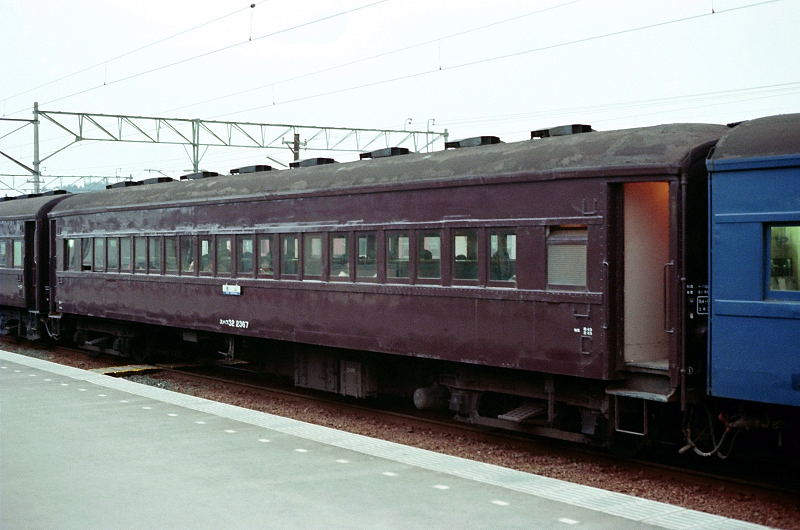
スハ32系客車
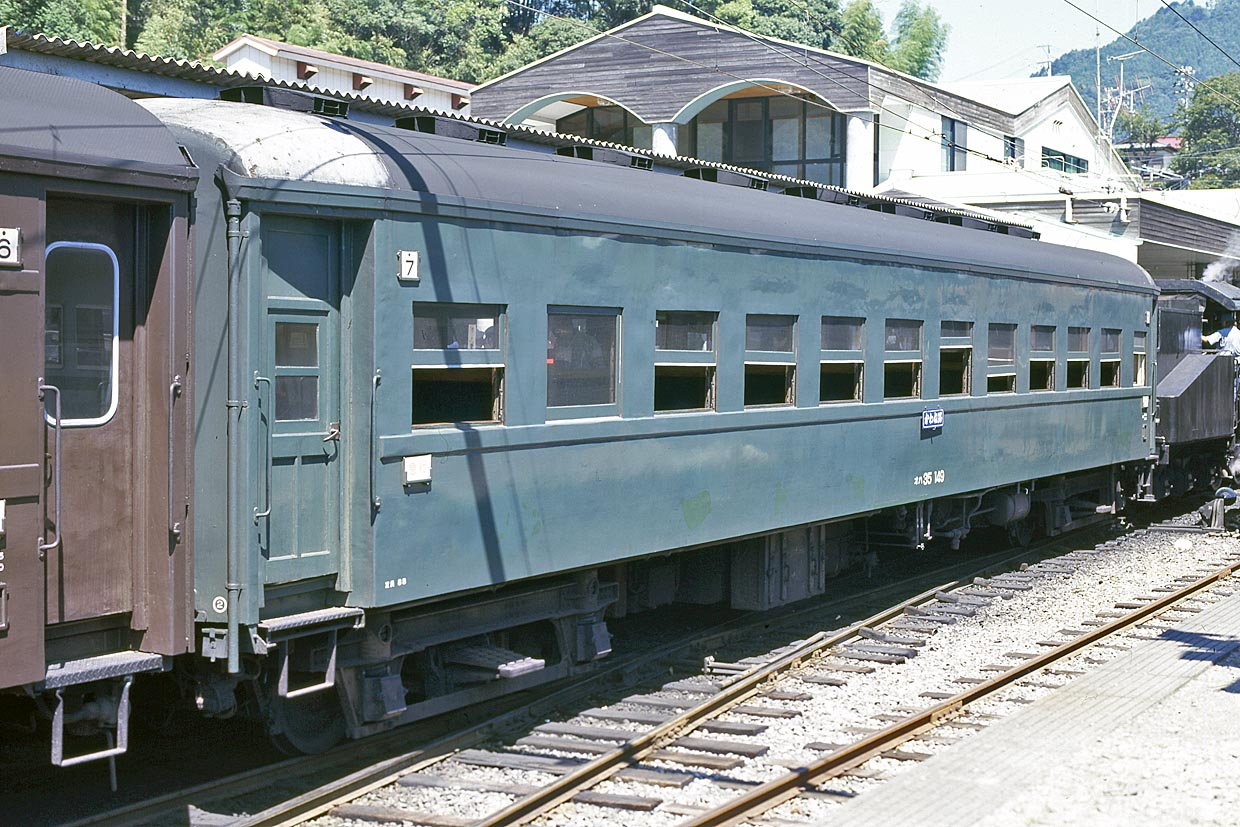
オハ35系客車
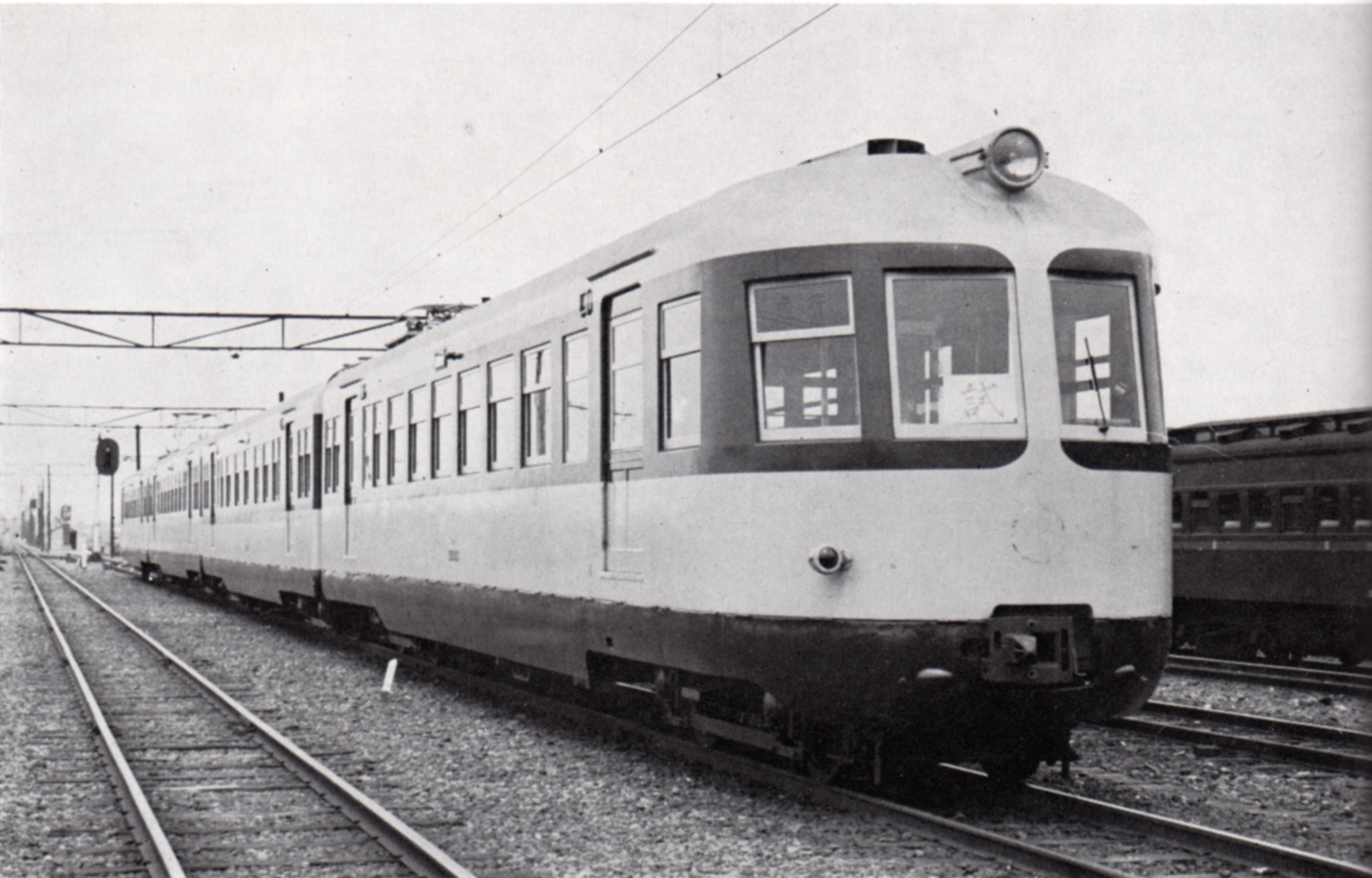
52系
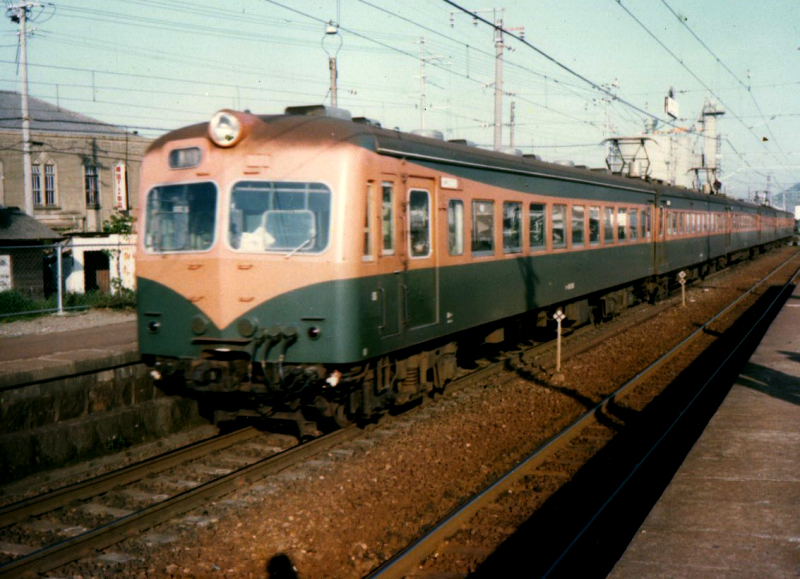
80系
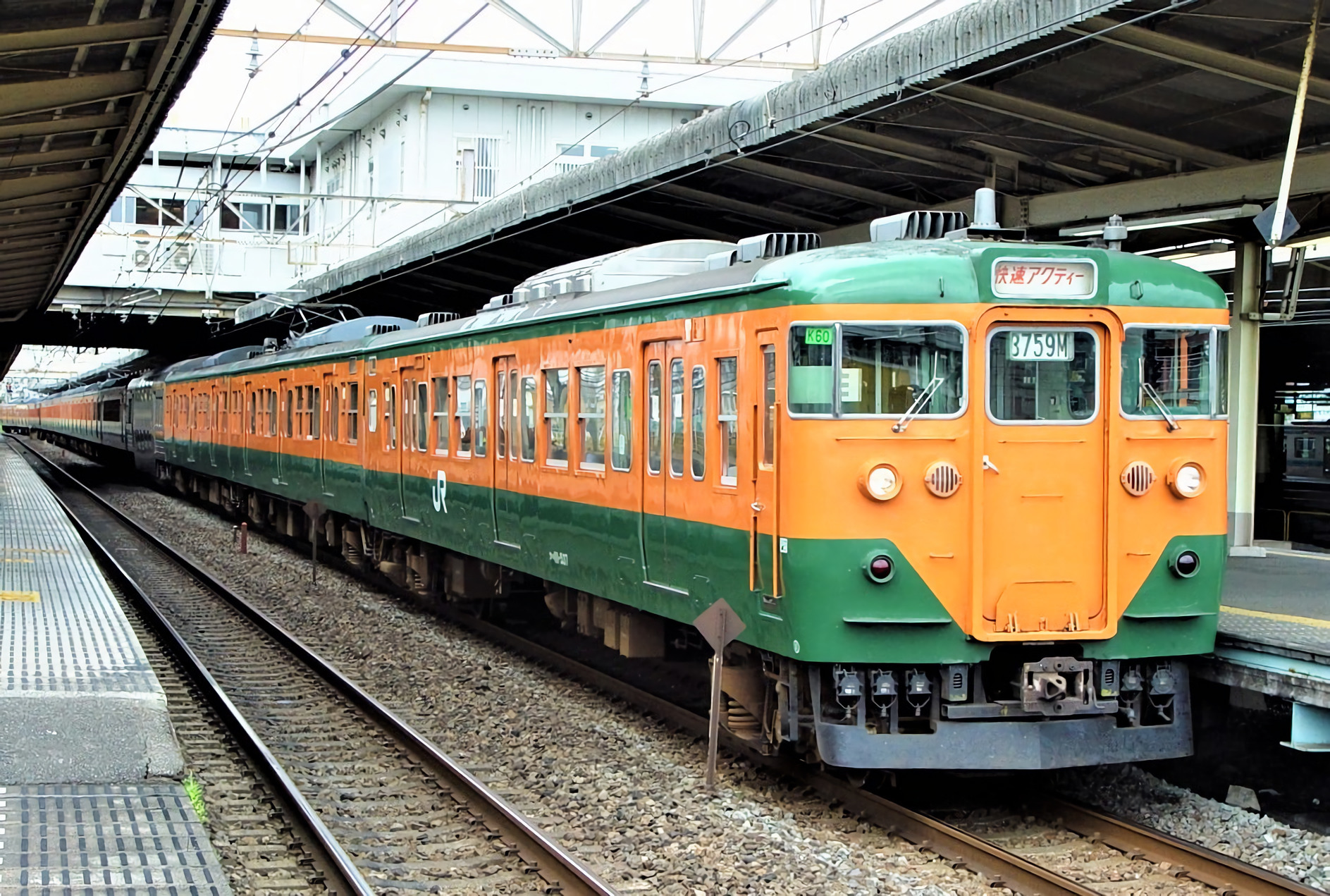
113系
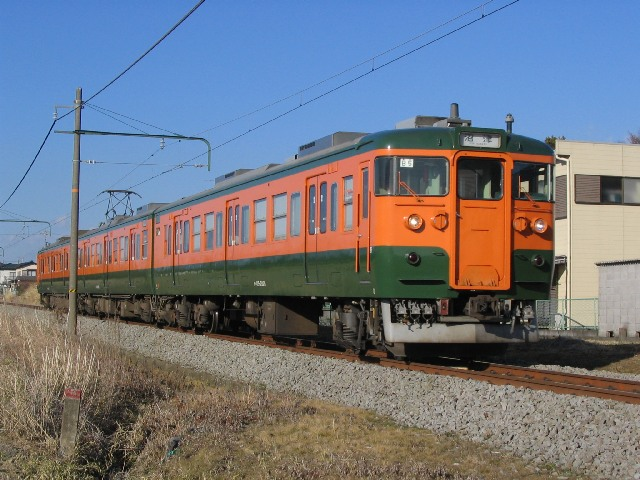
115系
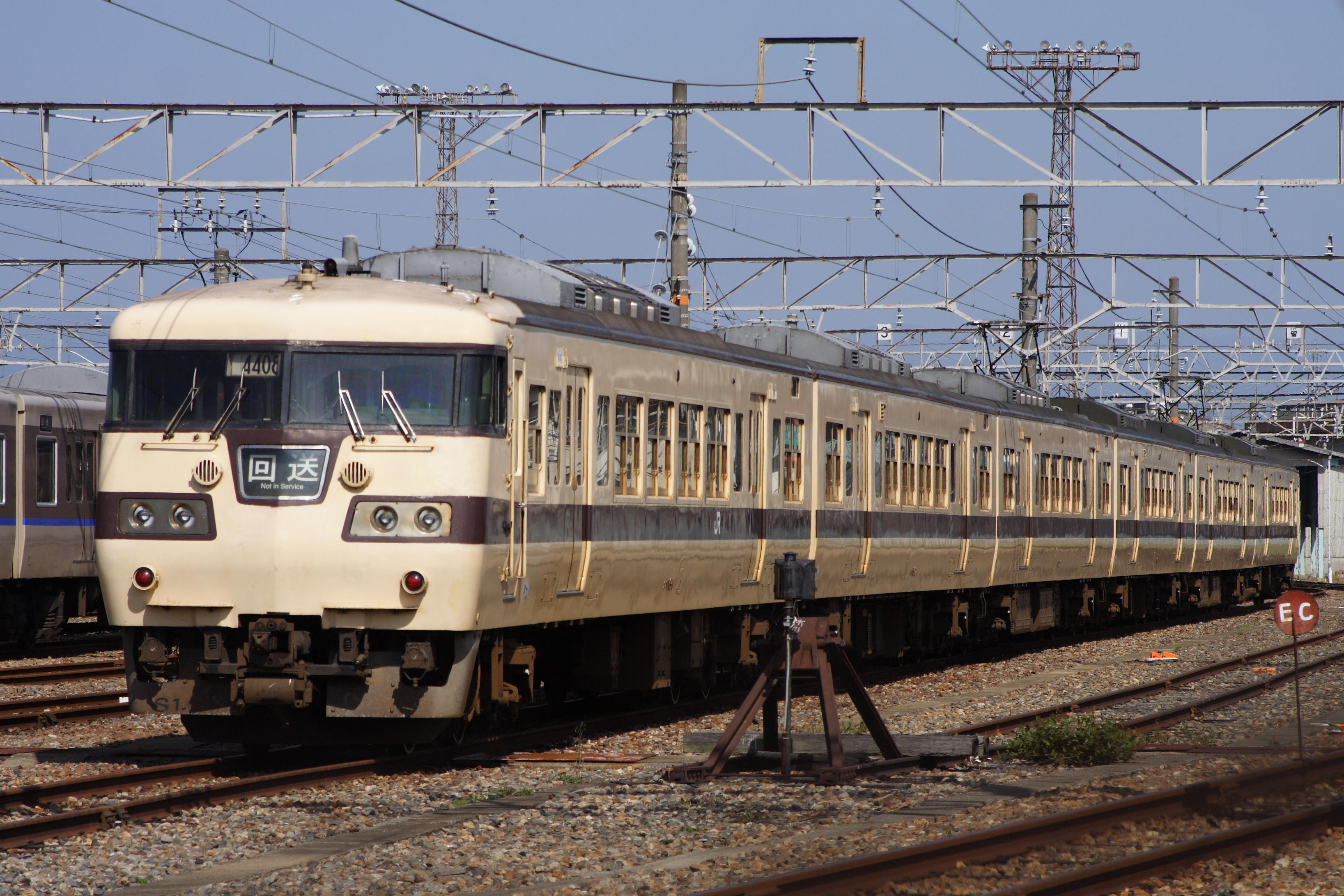
117系
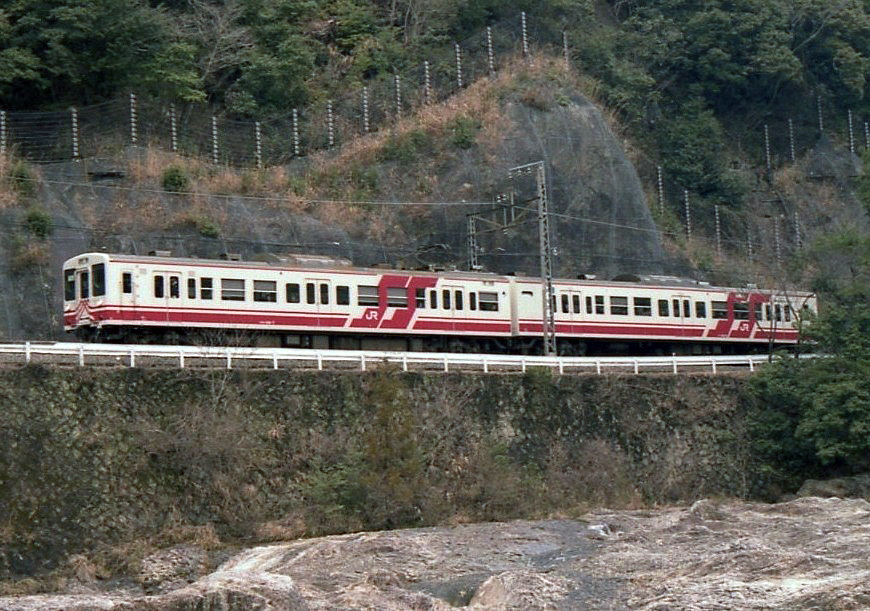
119系
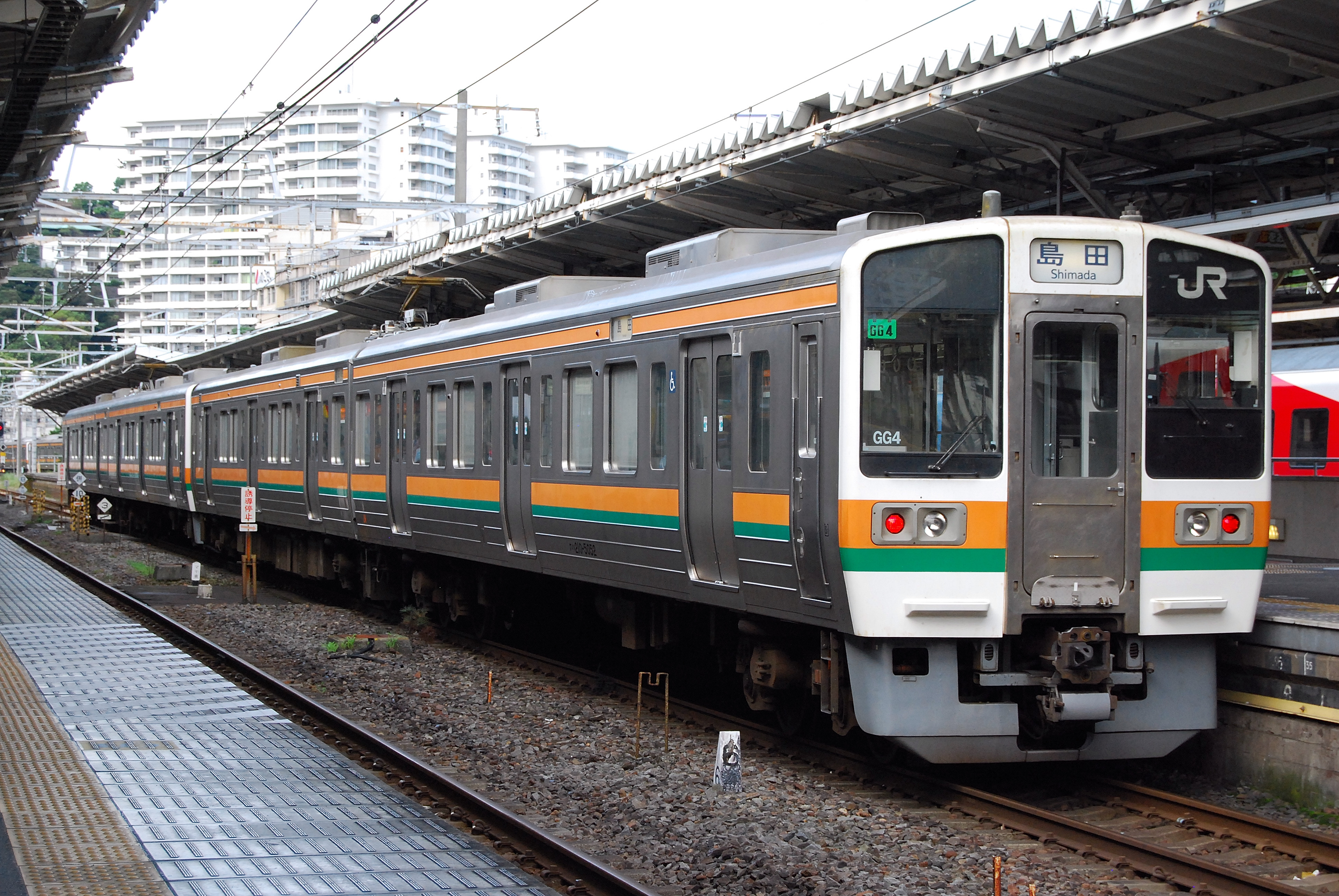
211系

#### 民営化後の形式
特記のないものは直流電車
JR東日本

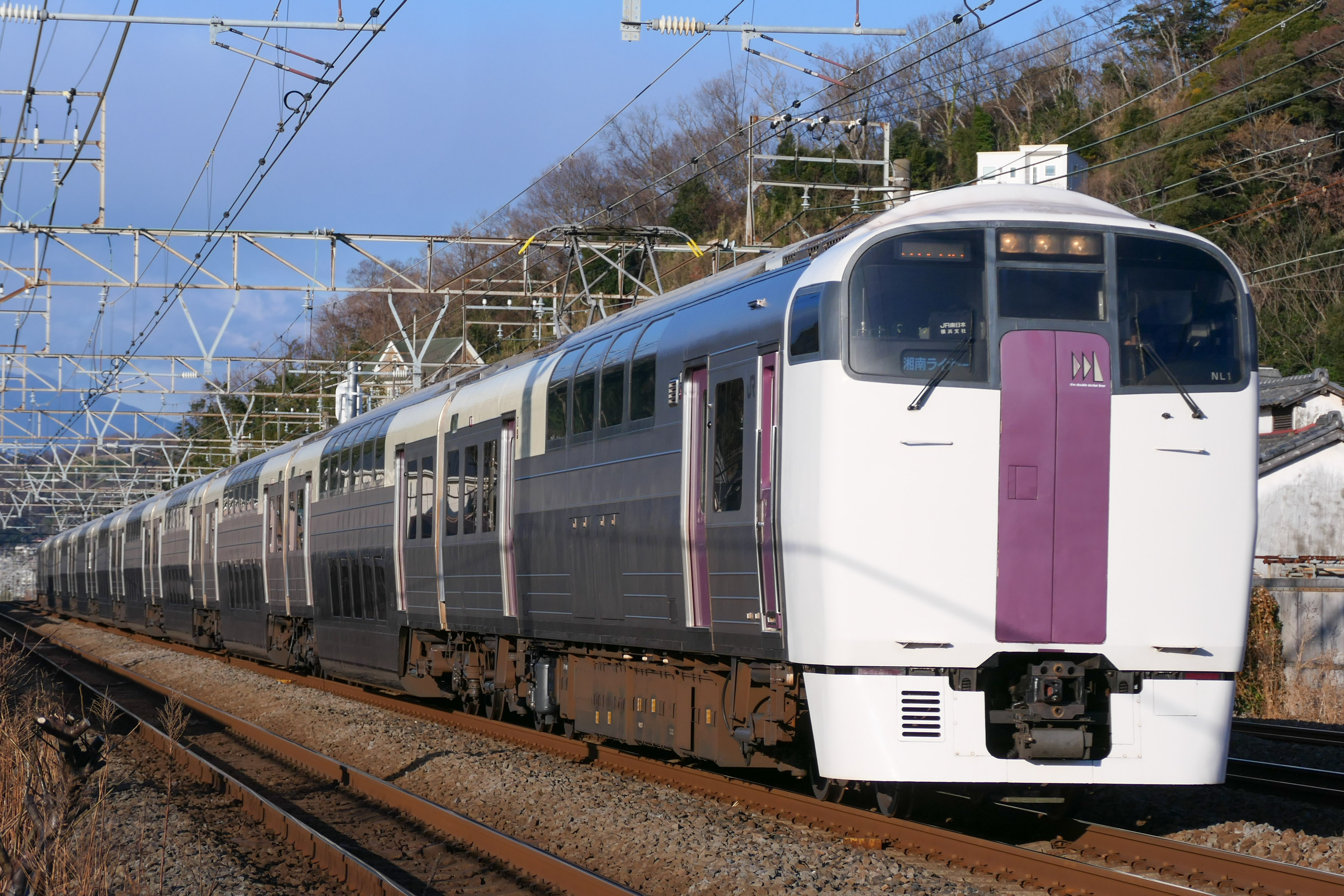
215系 ： 2021年まで「湘南ライナー」で運用。2001年までは快速「アクティー」、2004年までは湘南新宿ラインでの運用もあった。
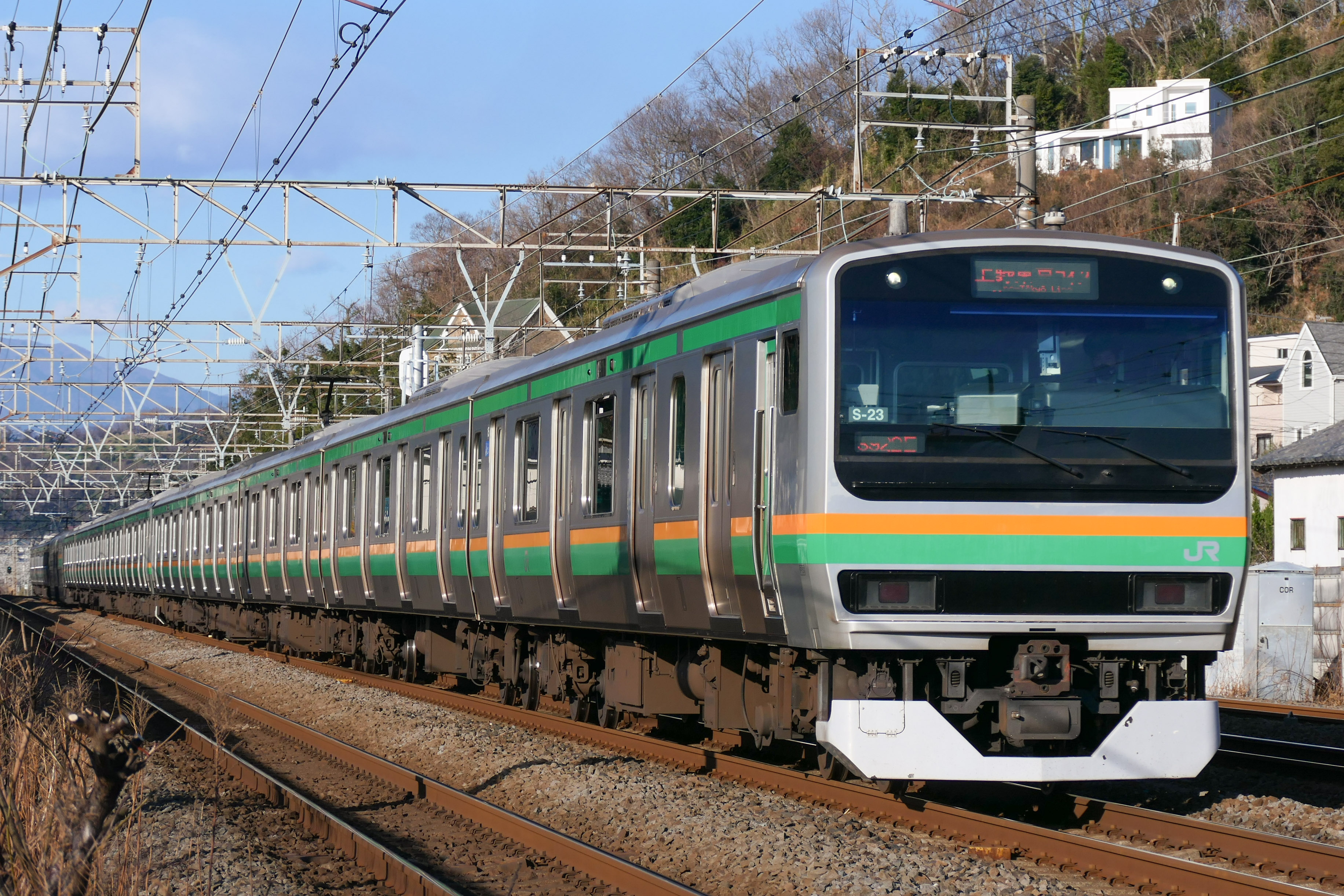
E217系 ： 東京駅 - 熱海駅間で2015年まで運用。
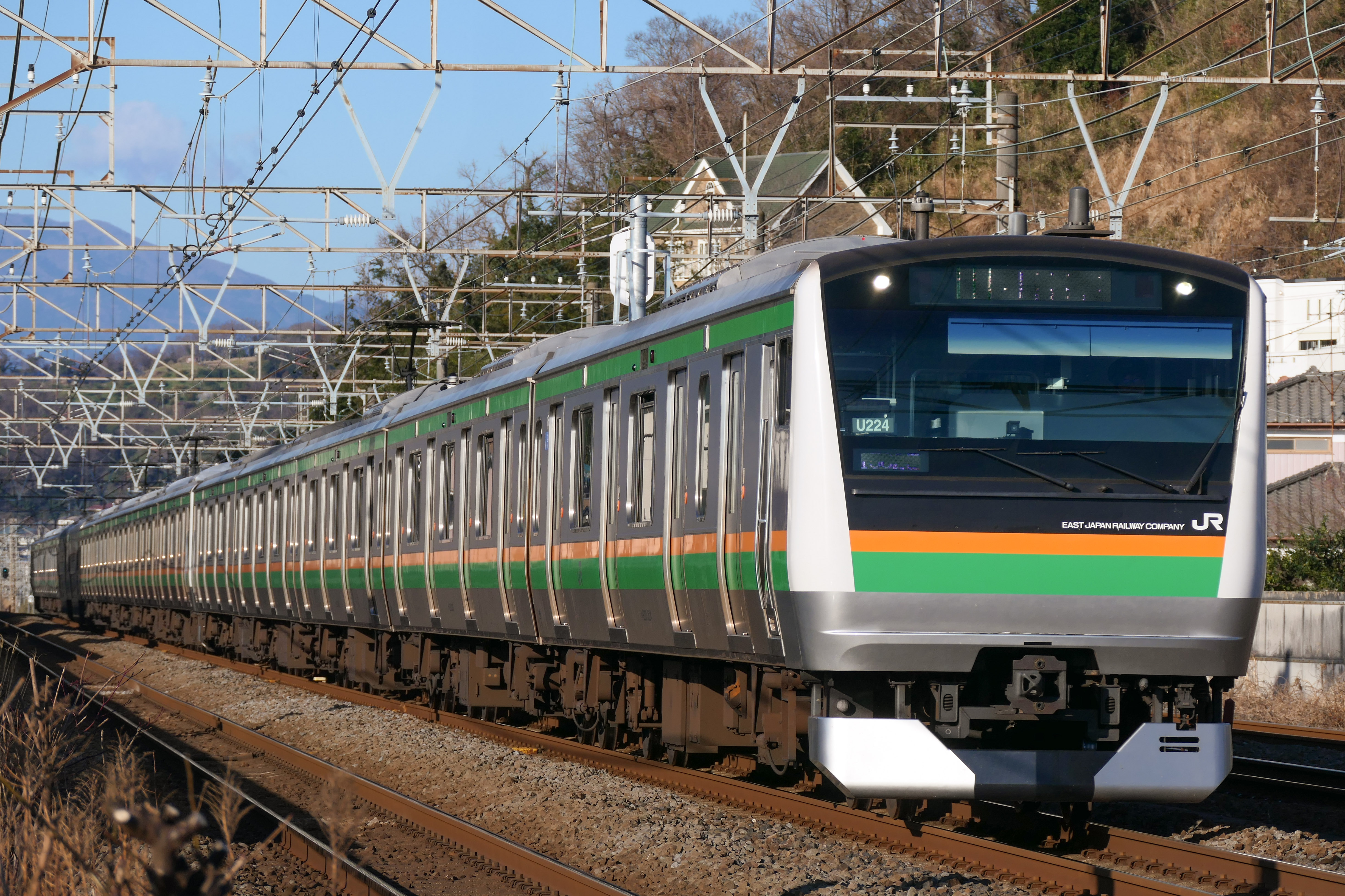
*E231系 ： 近郊タイプ（1000番台）車両が運用。一部はJR東海沼津駅まで直通する。
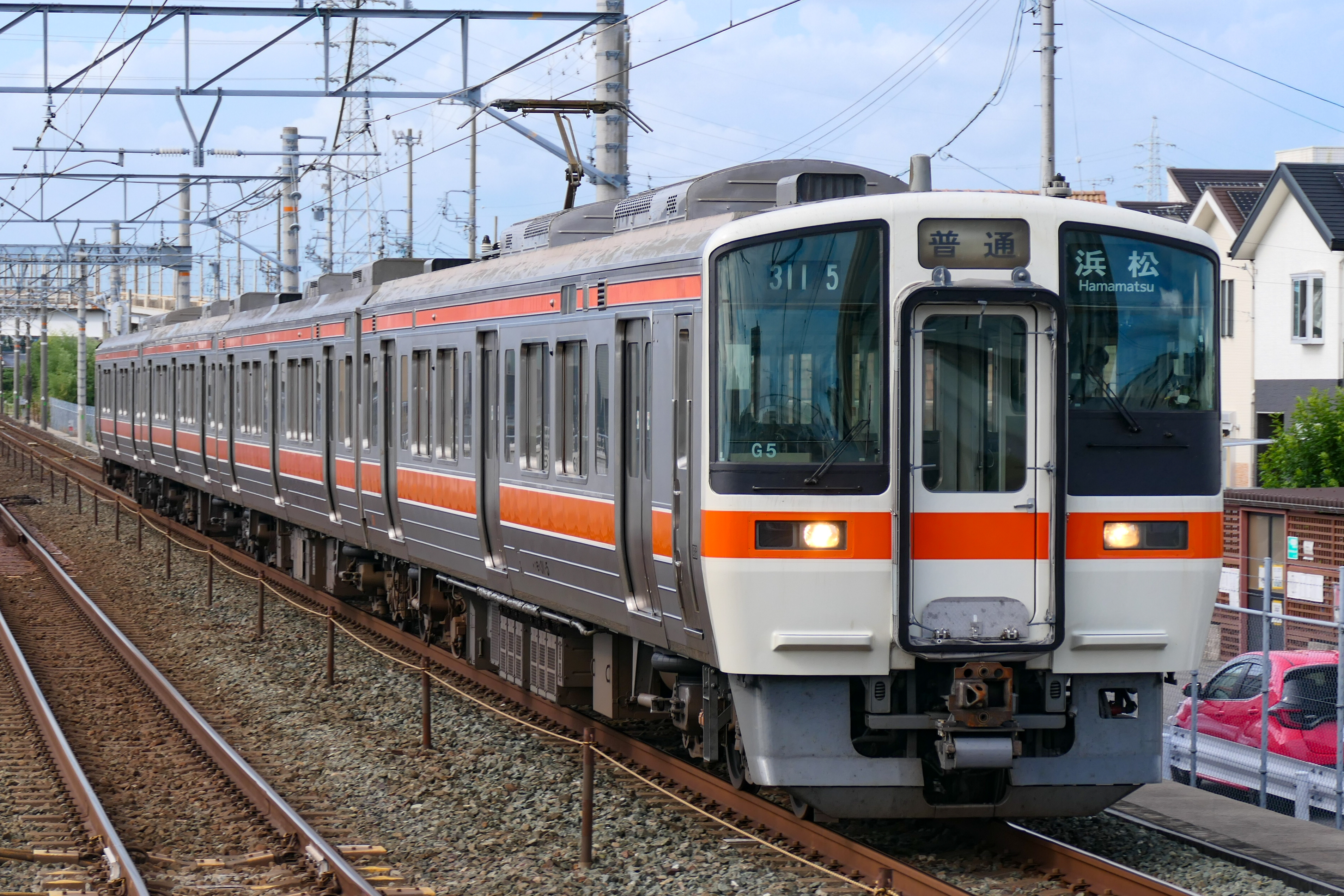
*E233系 ： 3000番台車が運用。一部はJR東海沼津駅まで直通する。相鉄線直通列車には7000番台車が使用される。
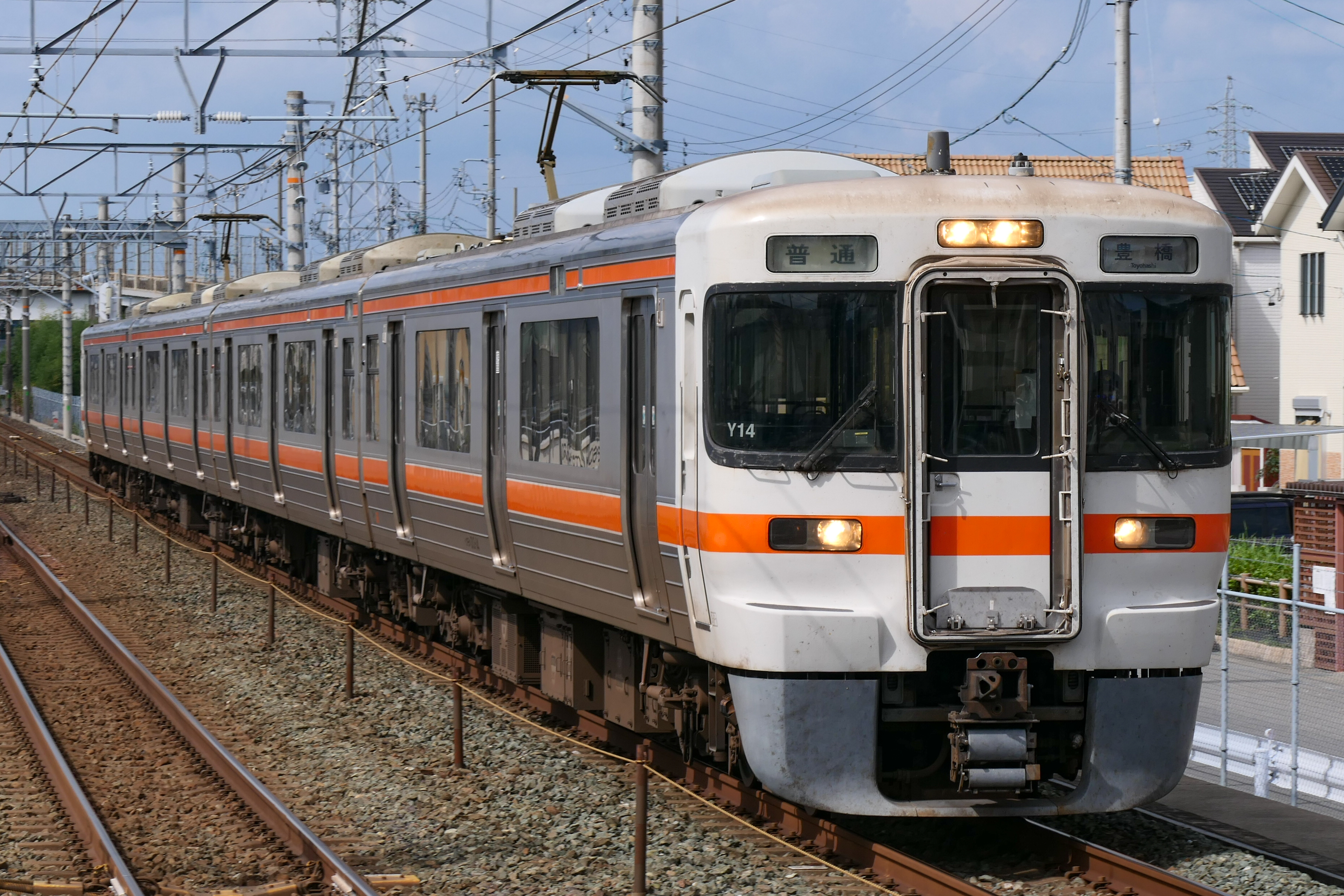
313系
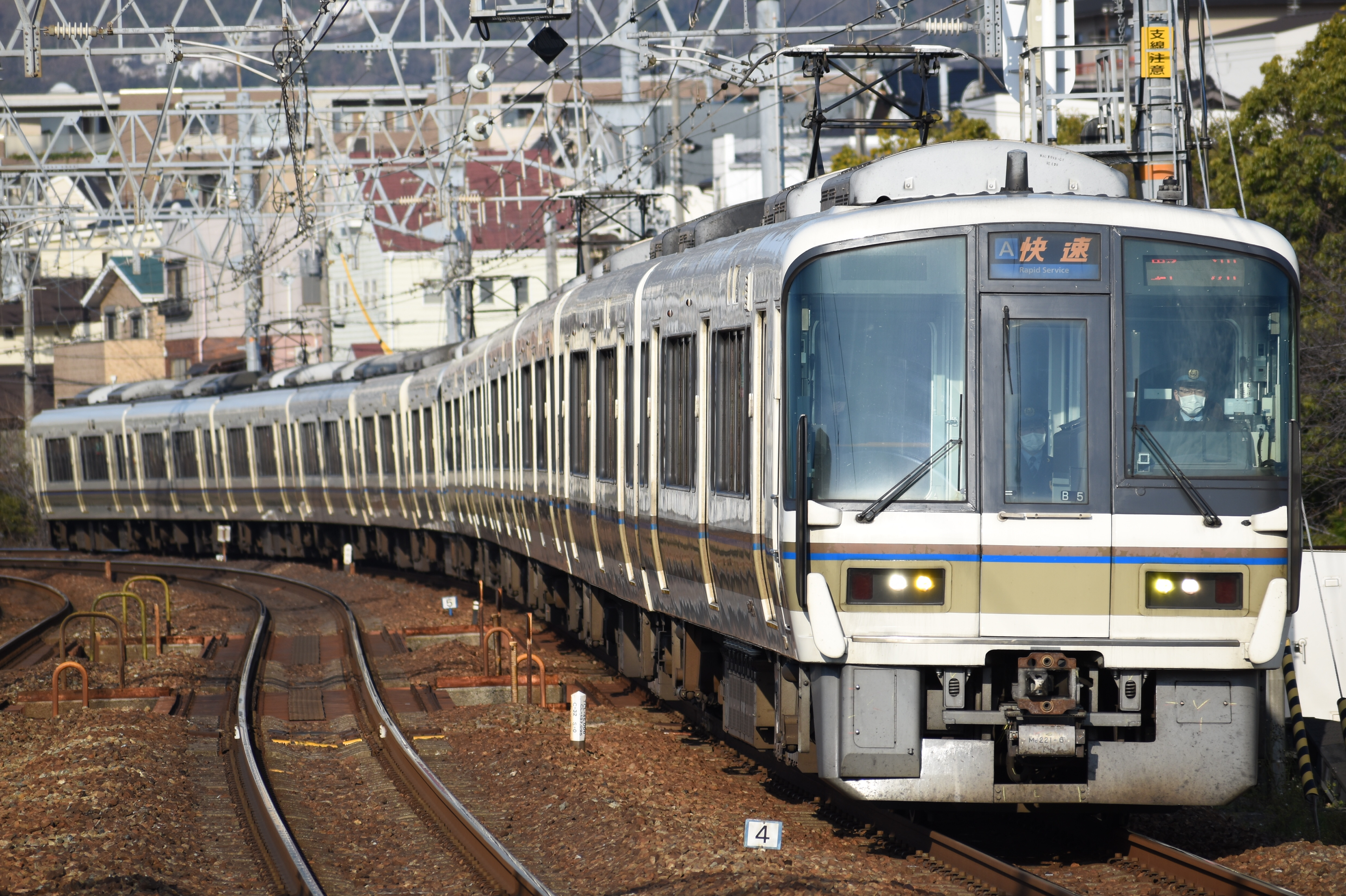
221系
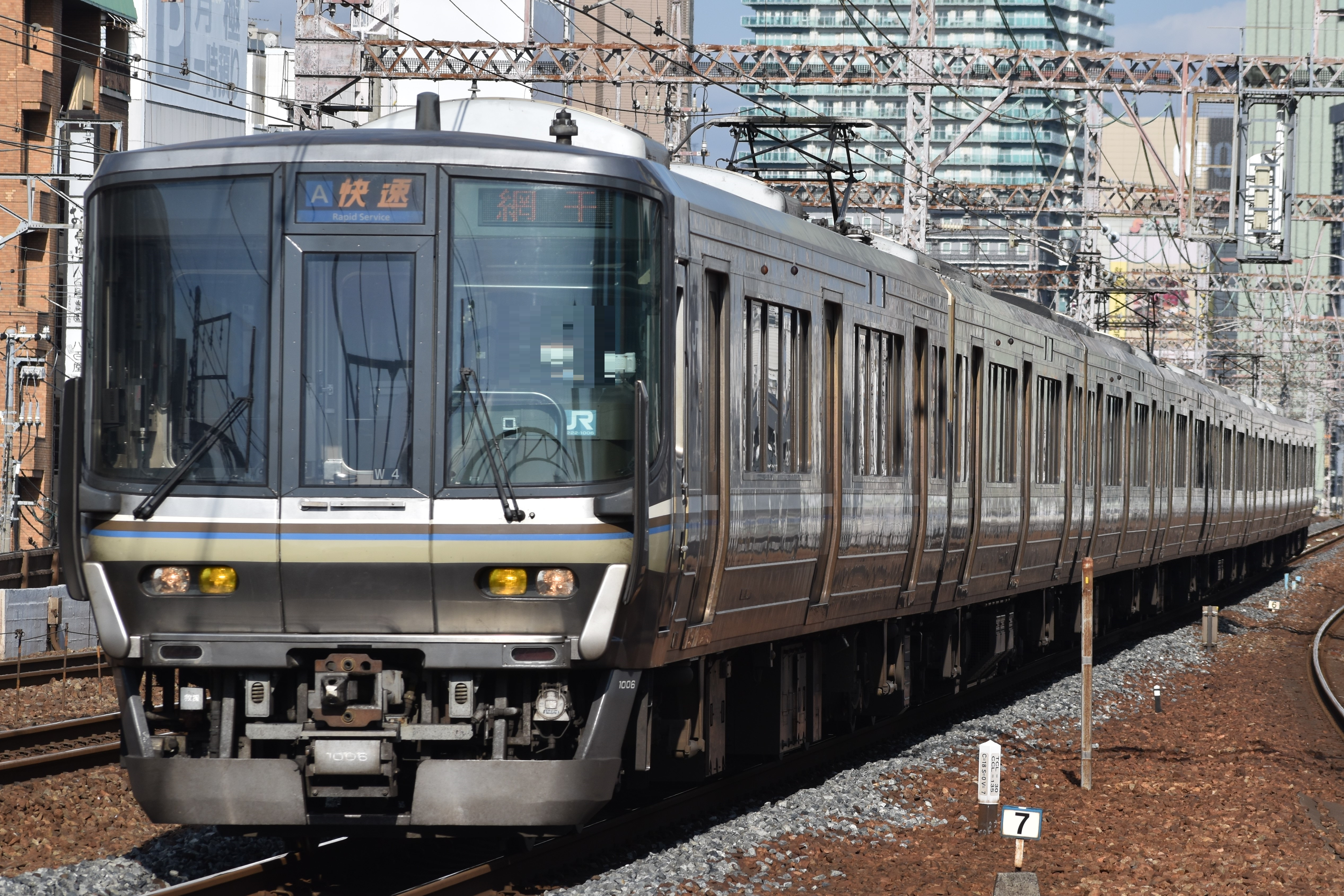
223系
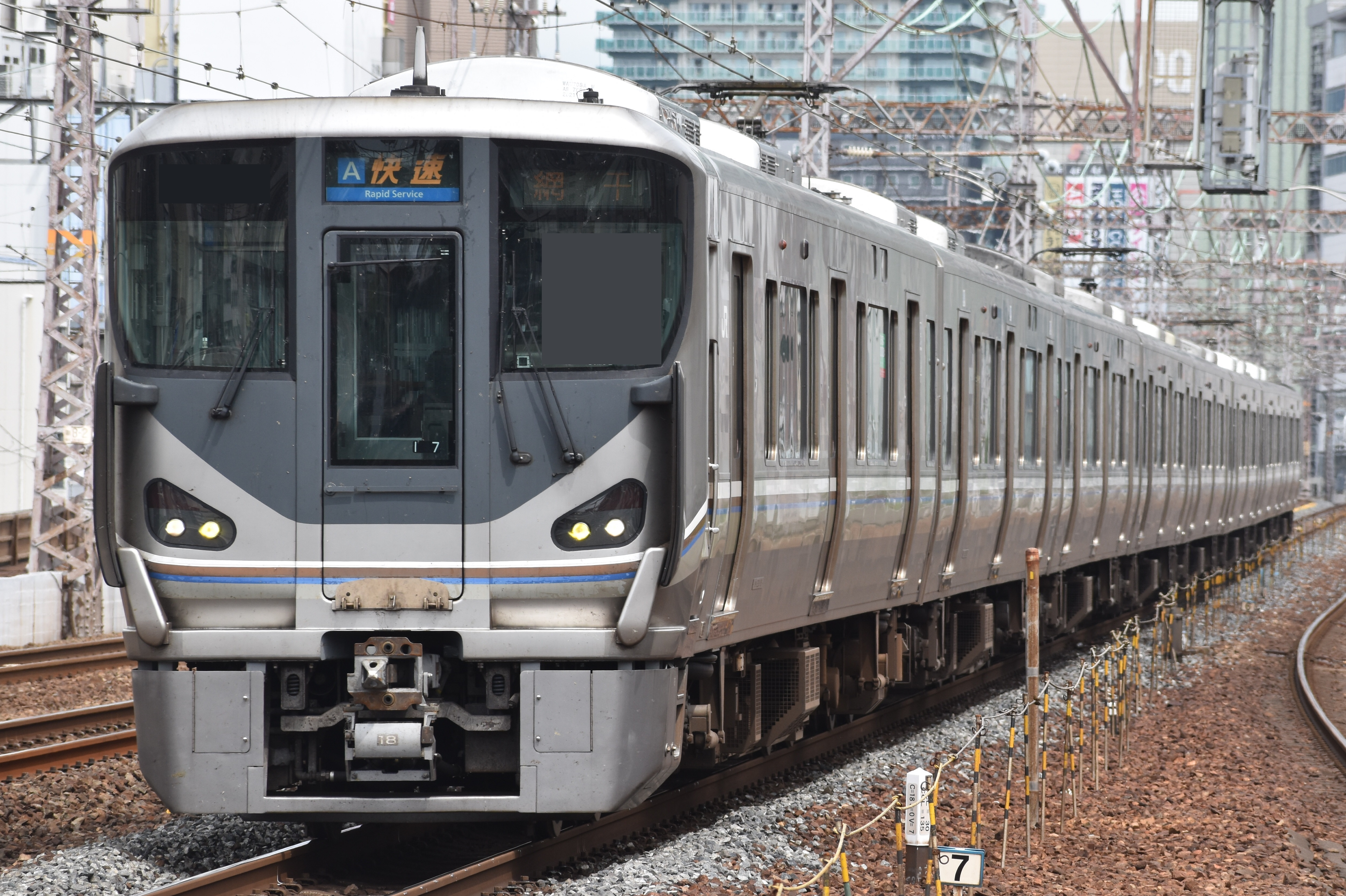
225系
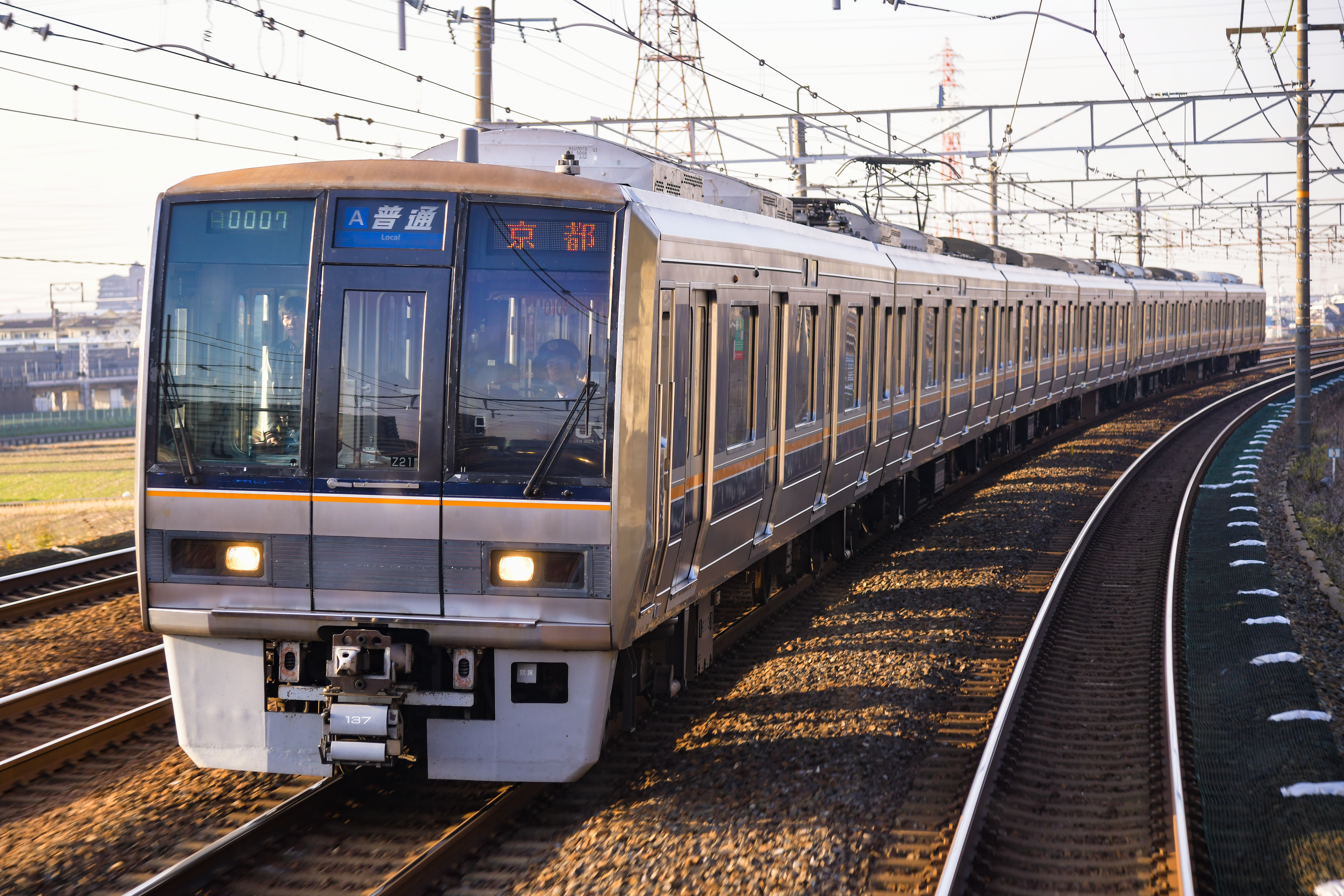
207系
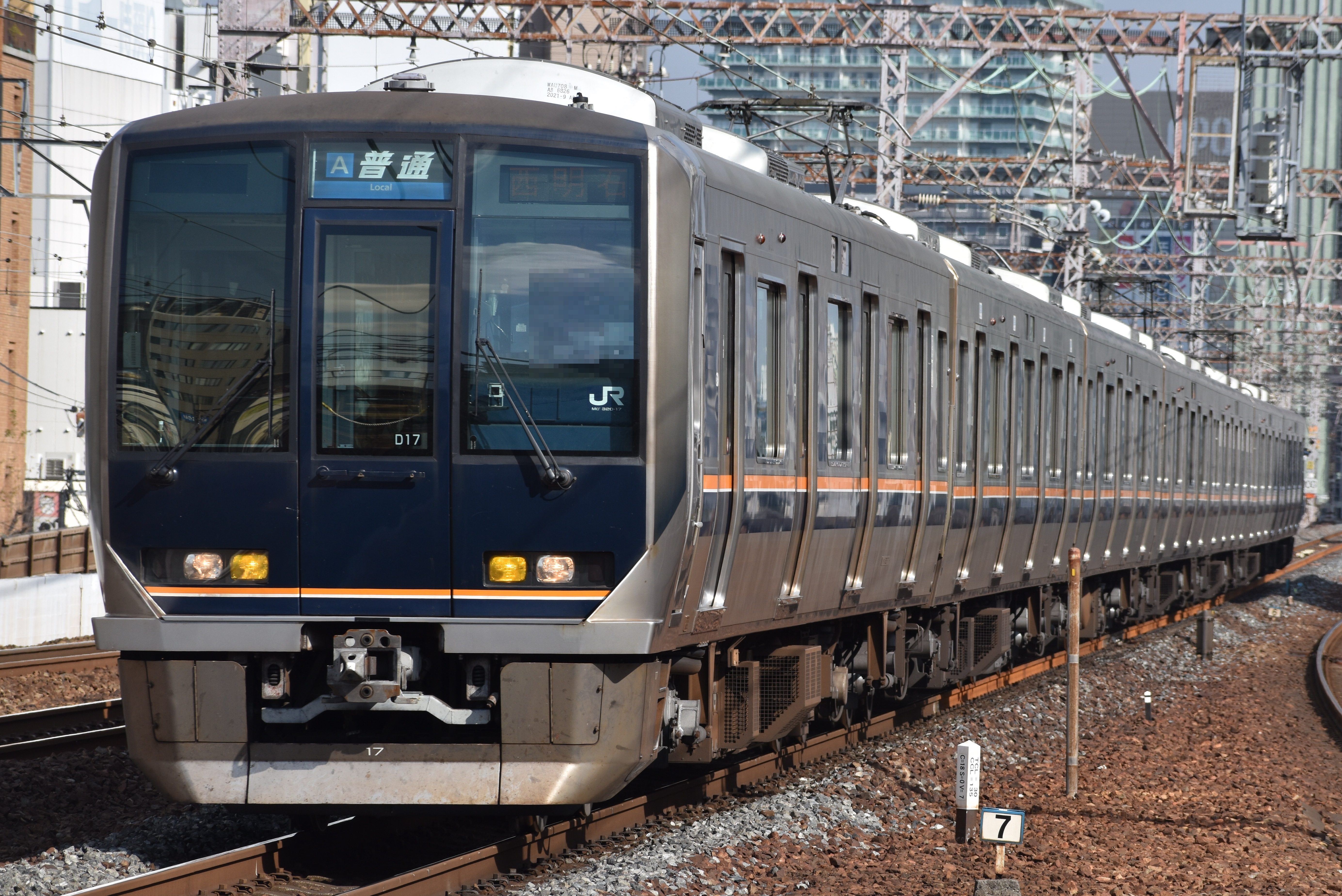
321系

JR東海
- 311系 ： 2025年6月30日まで運用。名古屋地区での運用を中心に平日の一部列車は浜松駅まで乗り入れていた。
- *313系 ： 名古屋地区で0・300・1100・5000番台車など、静岡地区で1300、2300、2500、2600、3000、8000の各番台が運用される。
- *315系 ： 名古屋地区・静岡地区で3000番台車が運用される。
- キハ75形・キハ25形気動車 ： 武豊線直通列車とその関連運用で2015年まで運用。

JR西日本
- *221系：普通として運用。2000年までは新快速でも運用されていた。おおさか東線に直通する一部の列車は直通快速、普通として運用。2016年までは大垣駅直通の運用もあった。
- *223系：1000・2000番台車が新快速・快速、2500番台車が湖西線直通の普通、6000番台車が快速として運用。1000番台の一部は定員制有料指定席「Aシート」車。2016年までは大垣駅直通の運用もあった。
- *225系：0・100番台車が新快速・快速として運用。700番台は定員制有料指定席「Aシート」車。2016年までは大垣駅直通の運用もあった。
- *207系、*321系：普通として運用、福知山線に直通する一部の列車は快速、普通（塚本通過）として運用。

- 215系
- E231系
- E233系
- 311系
- 313系
- 221系
- 223系
- 225系
- 207系
- 321系

### 機関車など
当路線内で貨車や客車の牽引に使用されてきた機関車を挙げる。便宜上、貨物用電車もここに含める。基本的に交直流電気機関車は北陸本線との直通列車に使用され、それ以外の当路線内運用には直流電気機関車が用いられる。また京浜地区や静岡・名古屋・大阪周辺の短い区間でディーゼル機関車も運用されている。
- 蒸気機関車 ： 
  - 旅客用 ： 5300、500・600、6200、6400、8800、8850、8900、8620、C10、C50、C51、C53、C55、C57、C59、C62
  - 貨物用 ： 2100、9600、D50、D52
- 直流電気機関車 ： 
  - 旅客用 ： EF52・EF54、EF57、EF58、EF61、EF62
  - 貨物用 ： EF15、EH10、EF60、EF64、EF65、EF66、EF200、EF210
- 交直流電気機関車 ： EF81、EF510
- ディーゼル機関車 ： DD51、DE10
- 貨物用電車 ： M250系

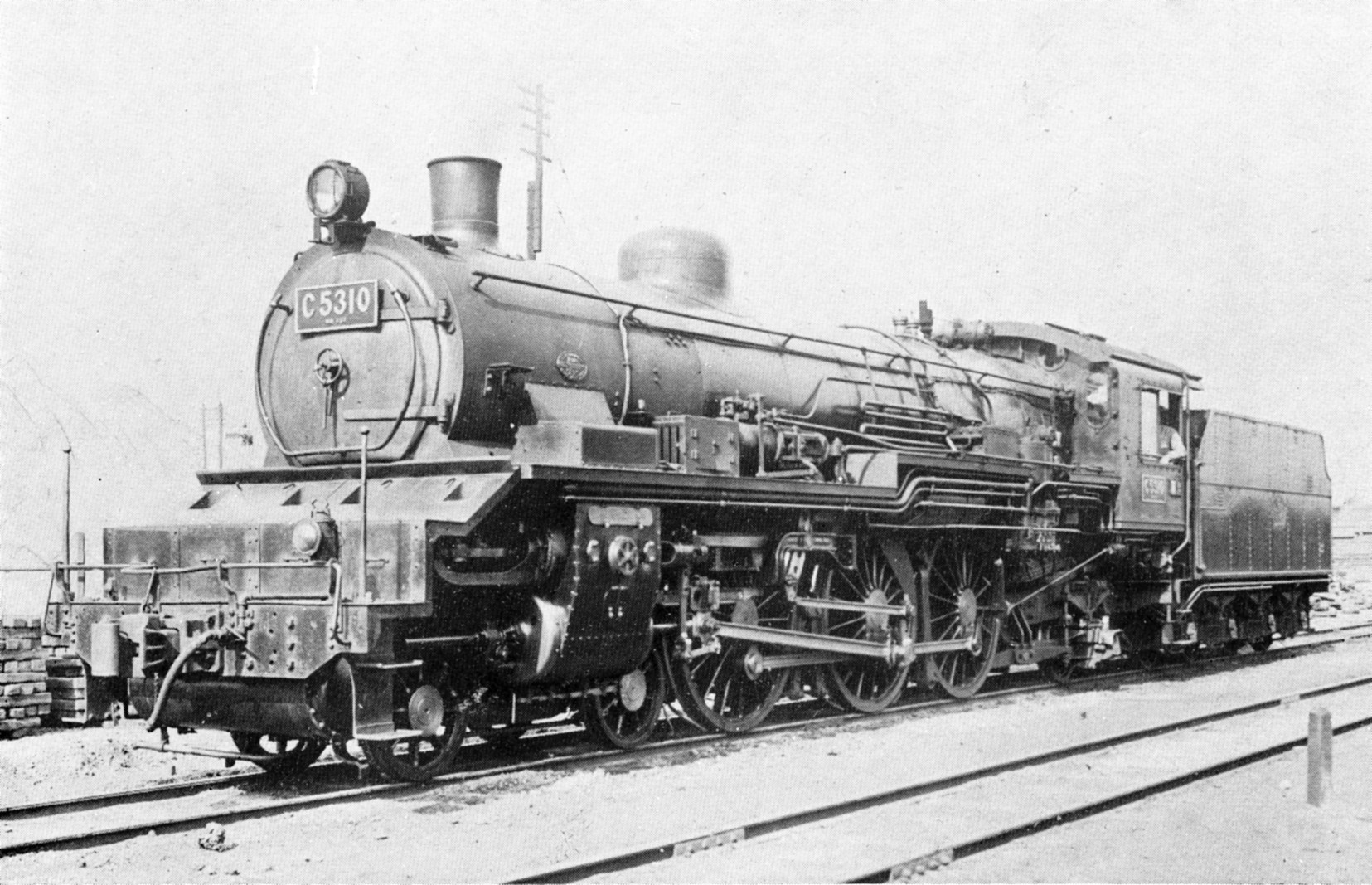
C53形
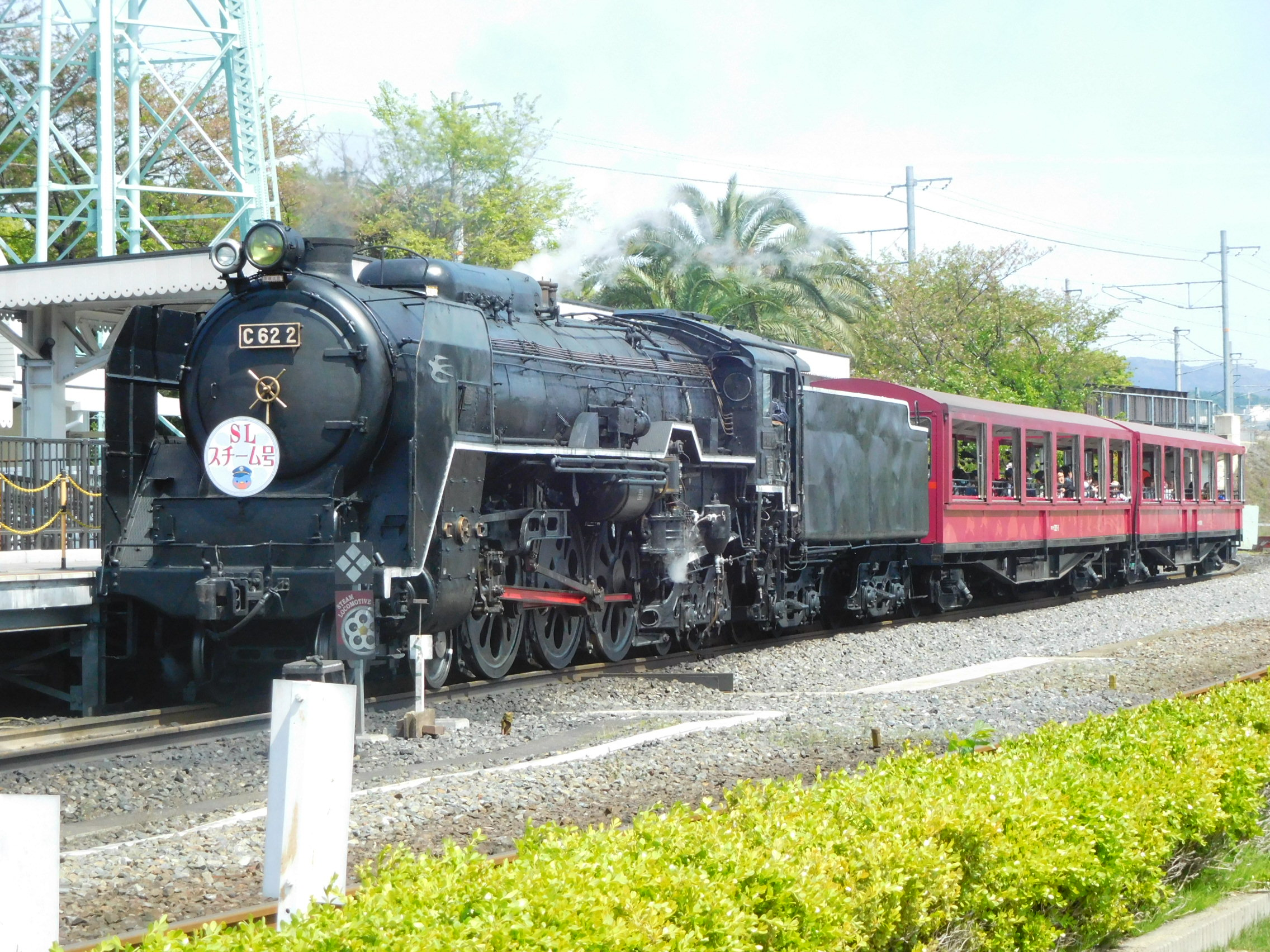
C62形
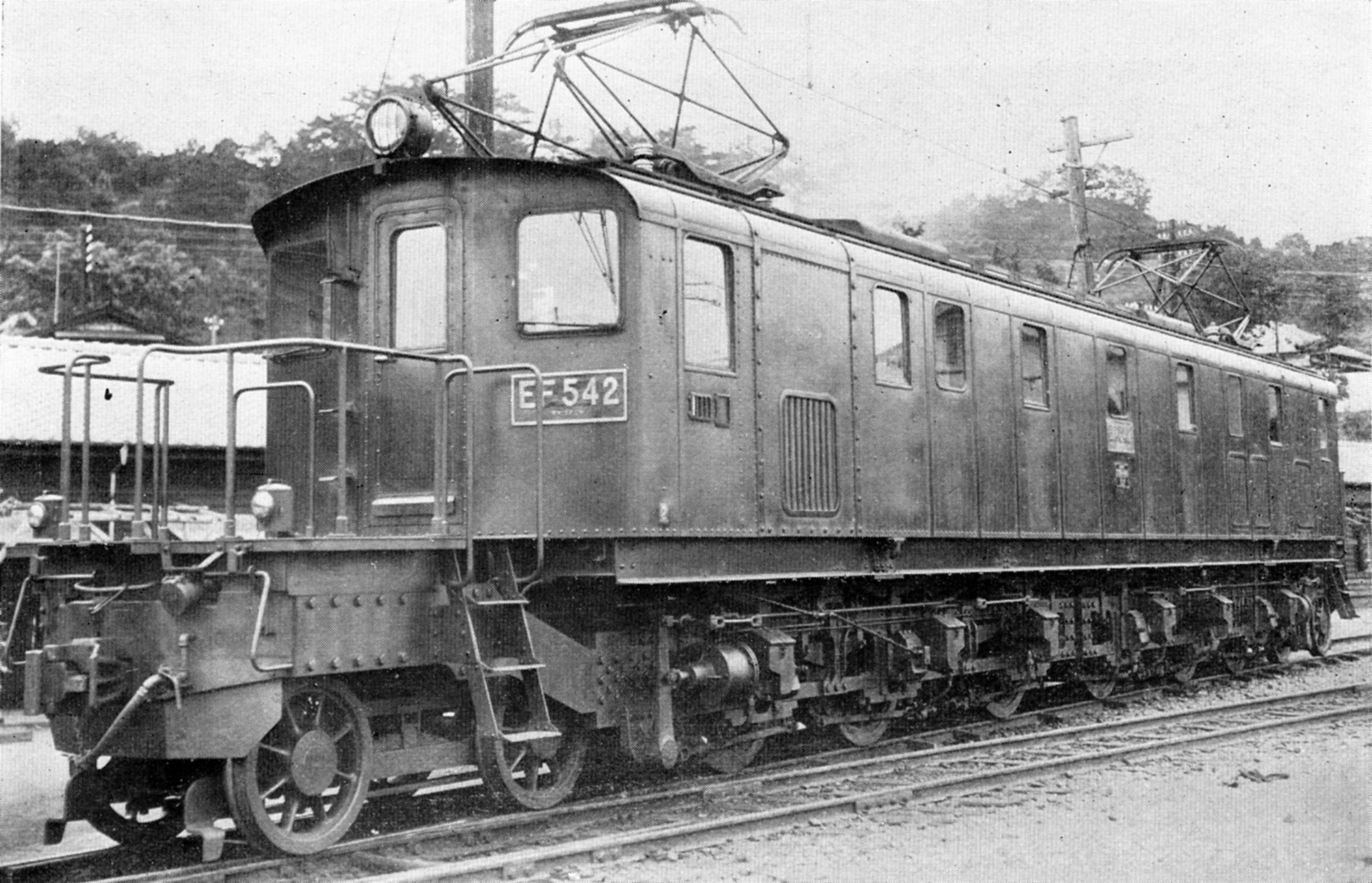
EF54形
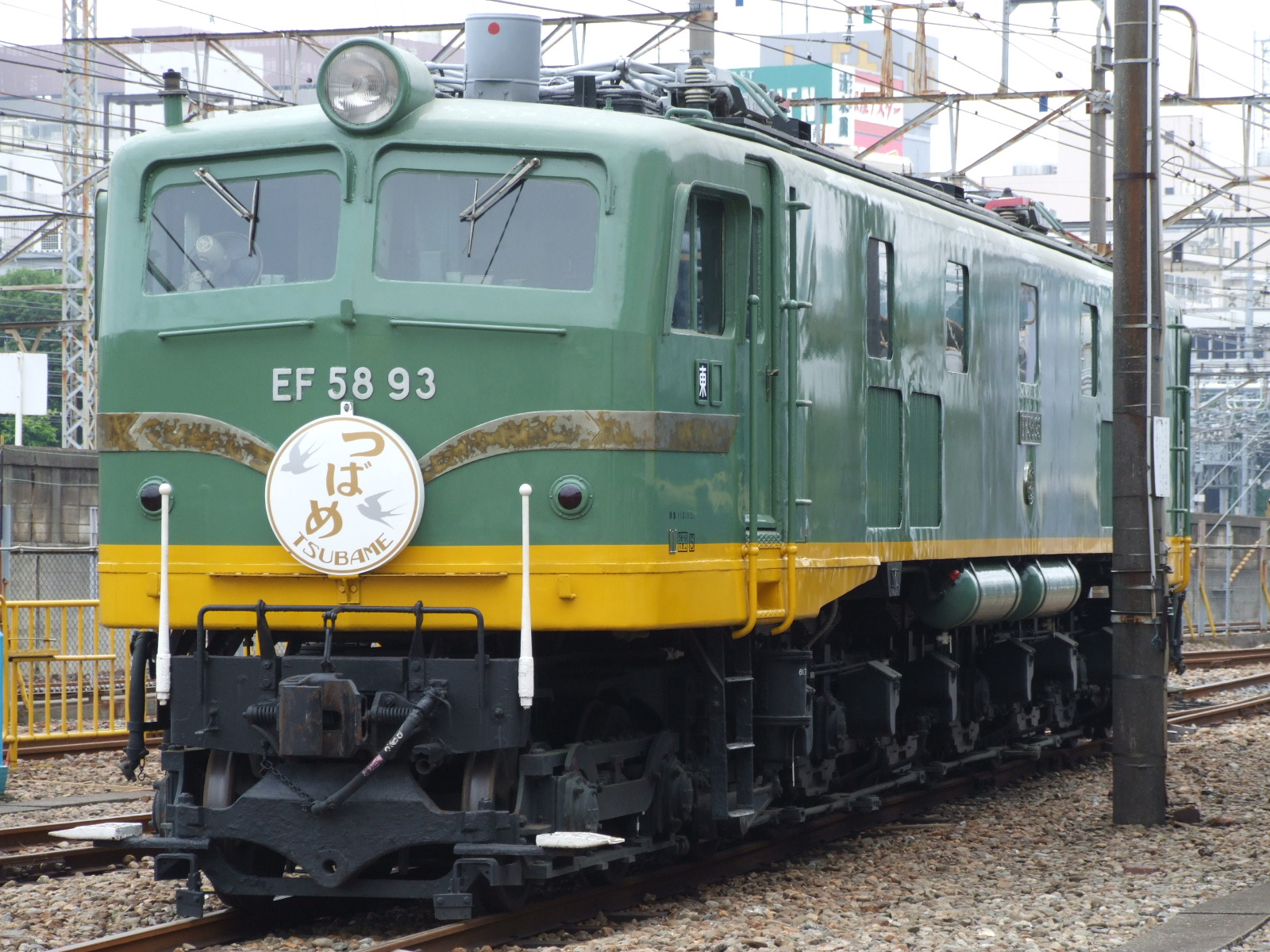
EF58形
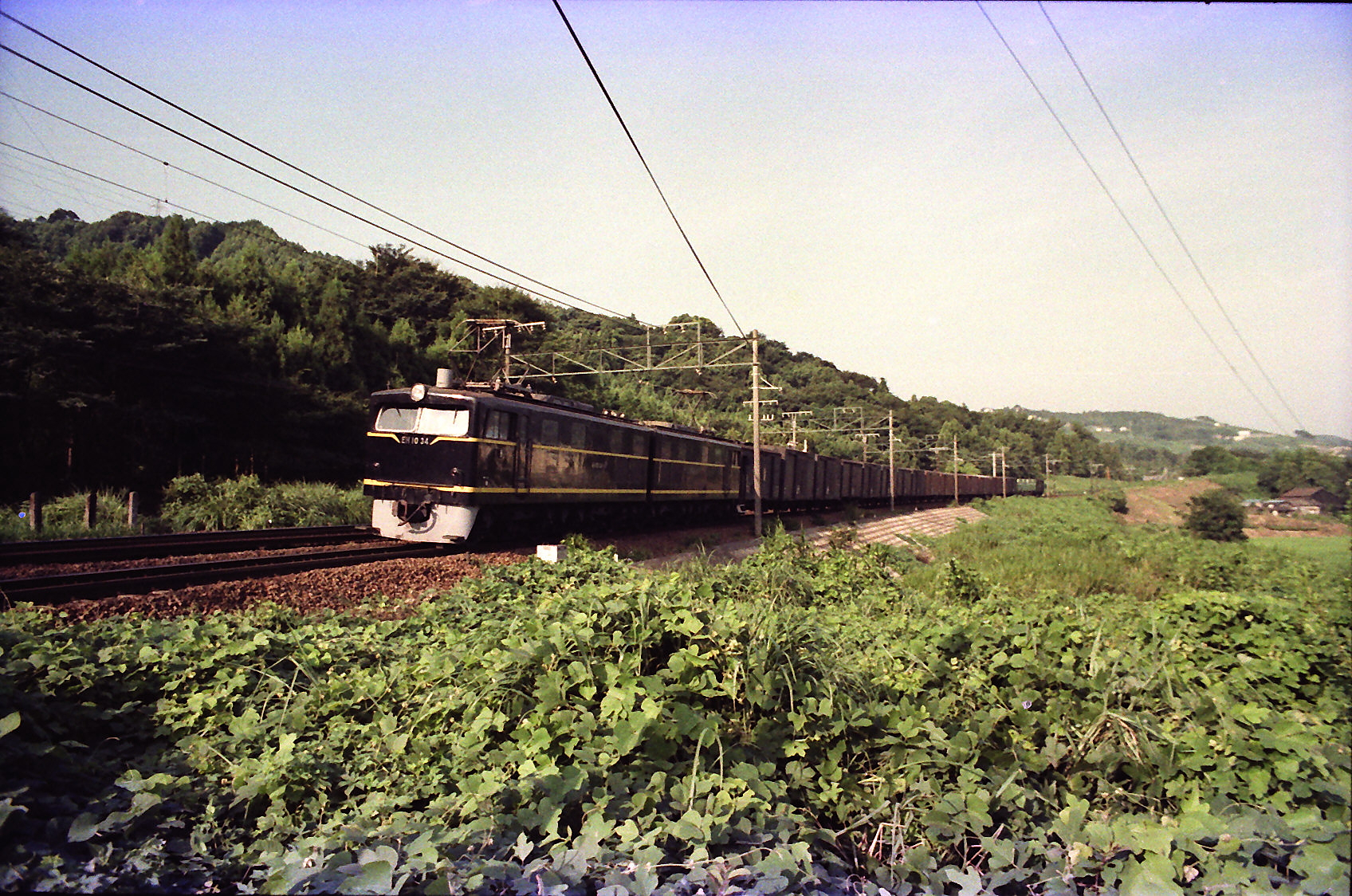
EH10形
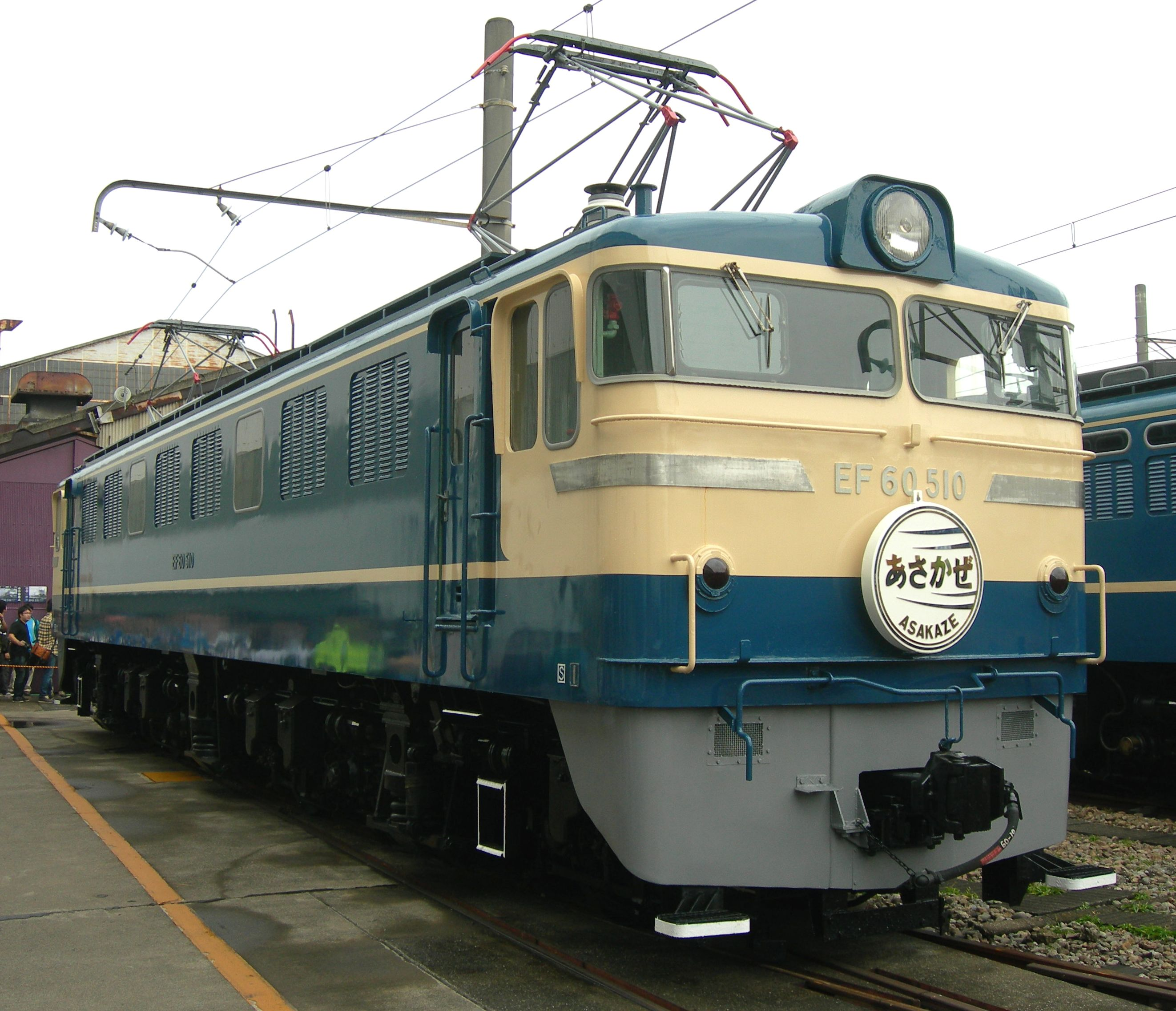
EF60形
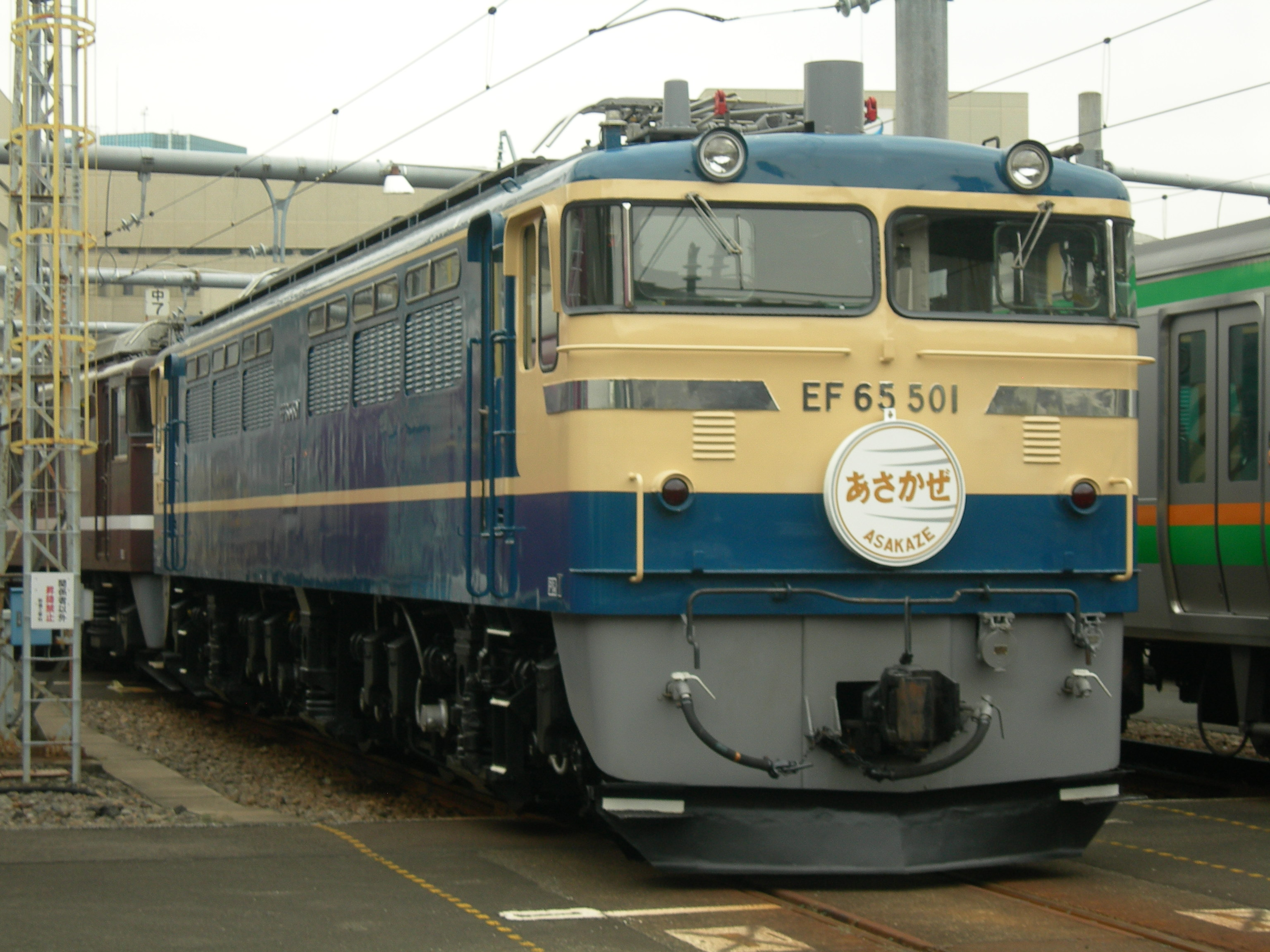
EF65形
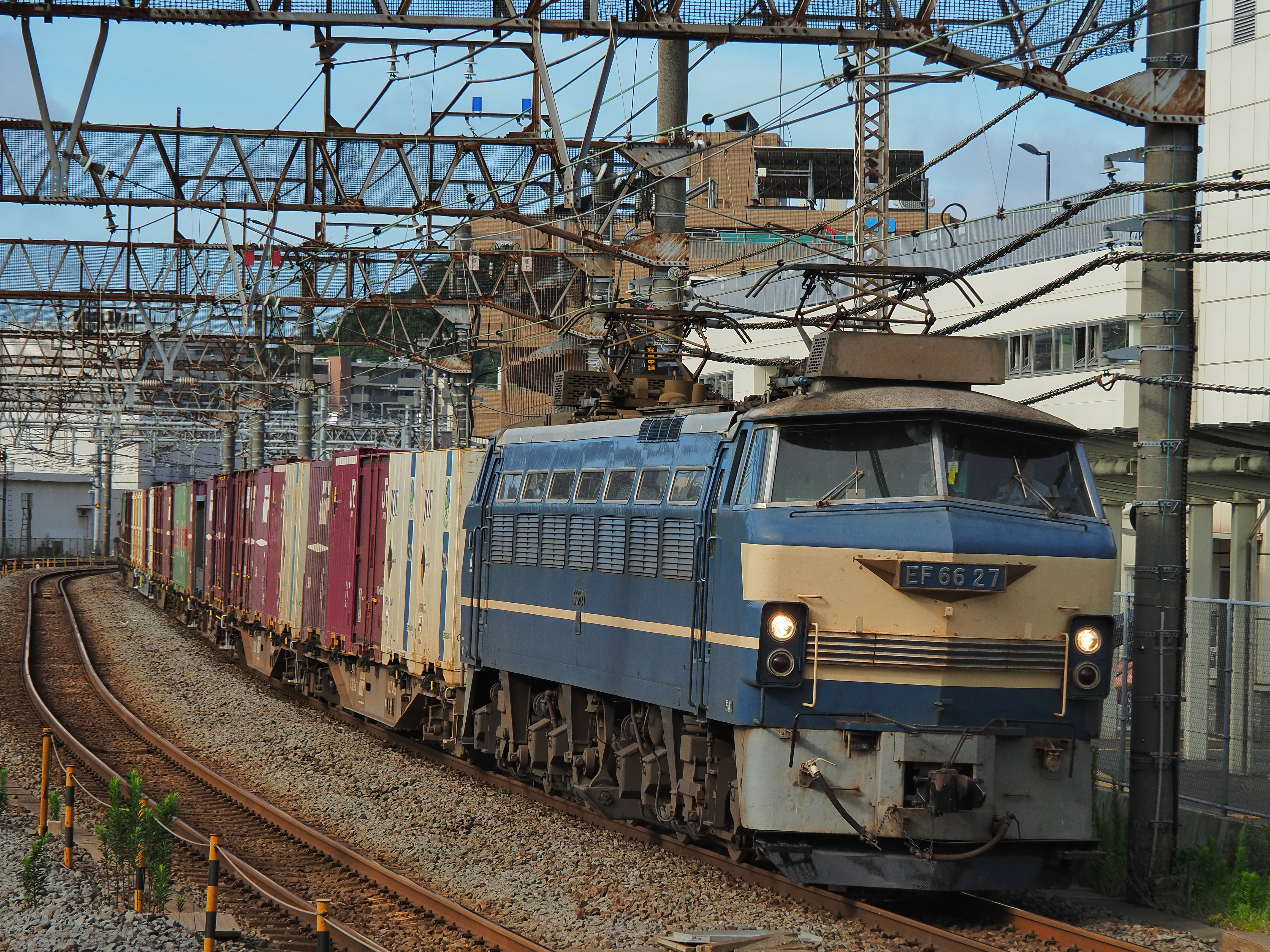
EF66形
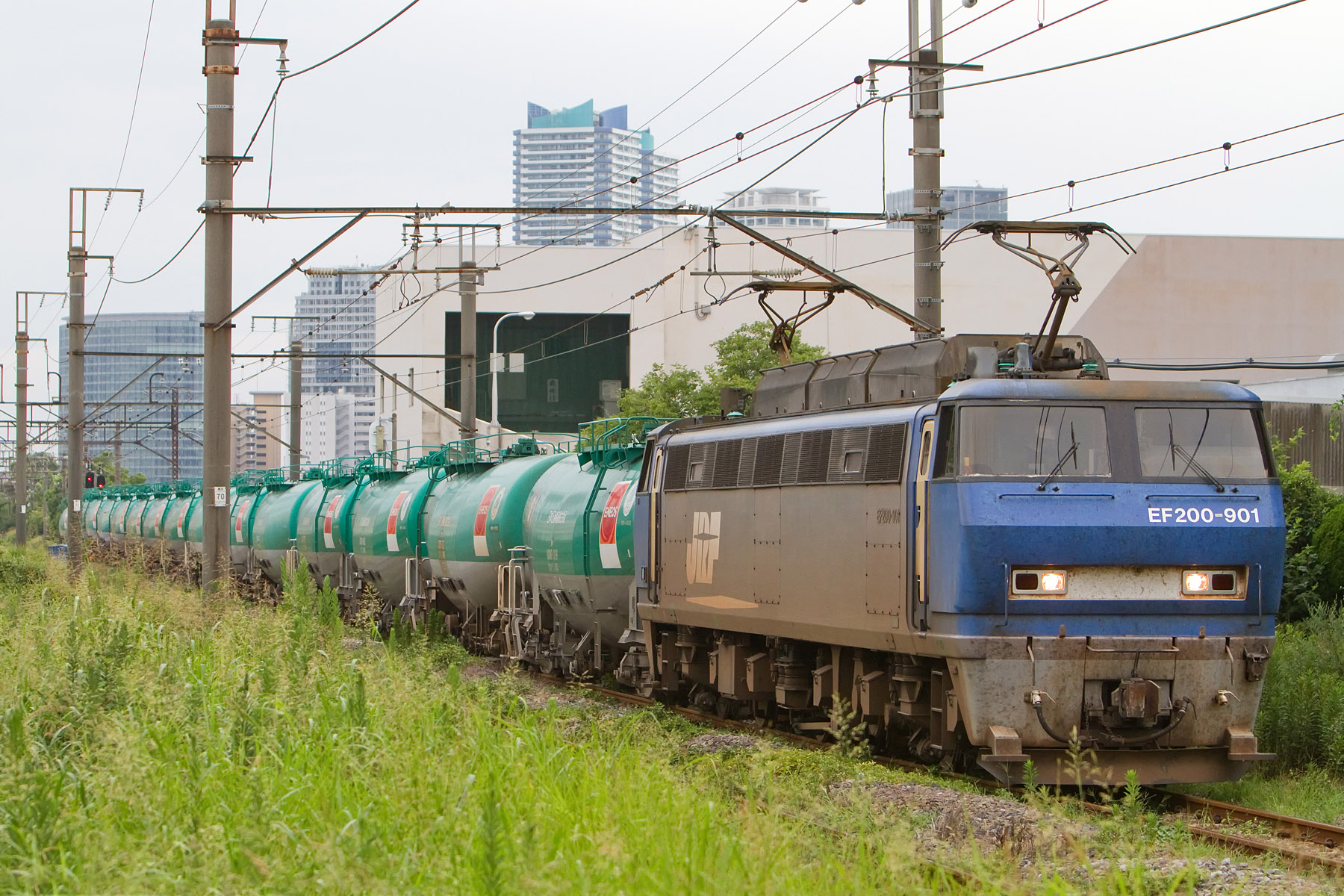
EF200形
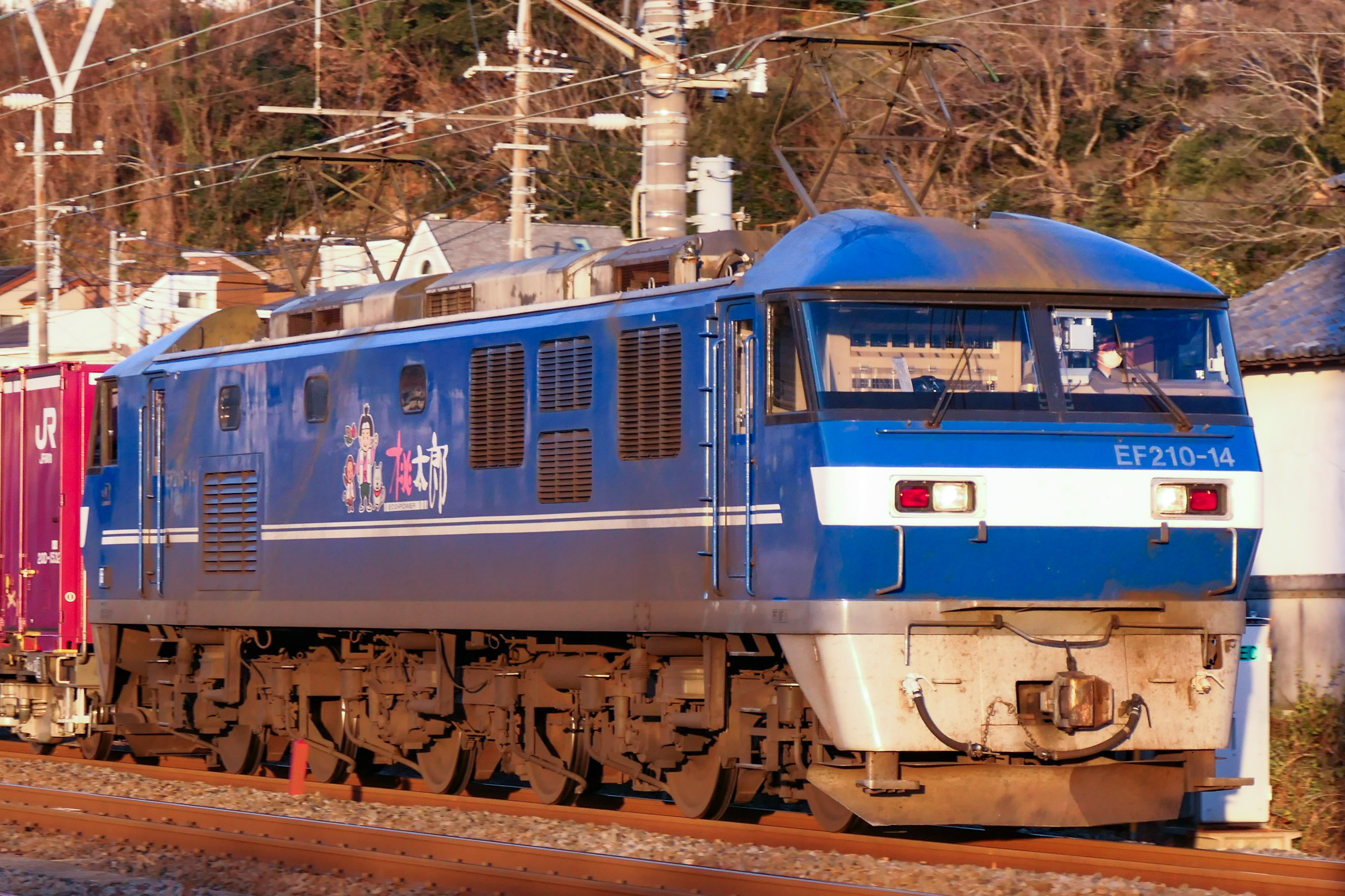
EF210形
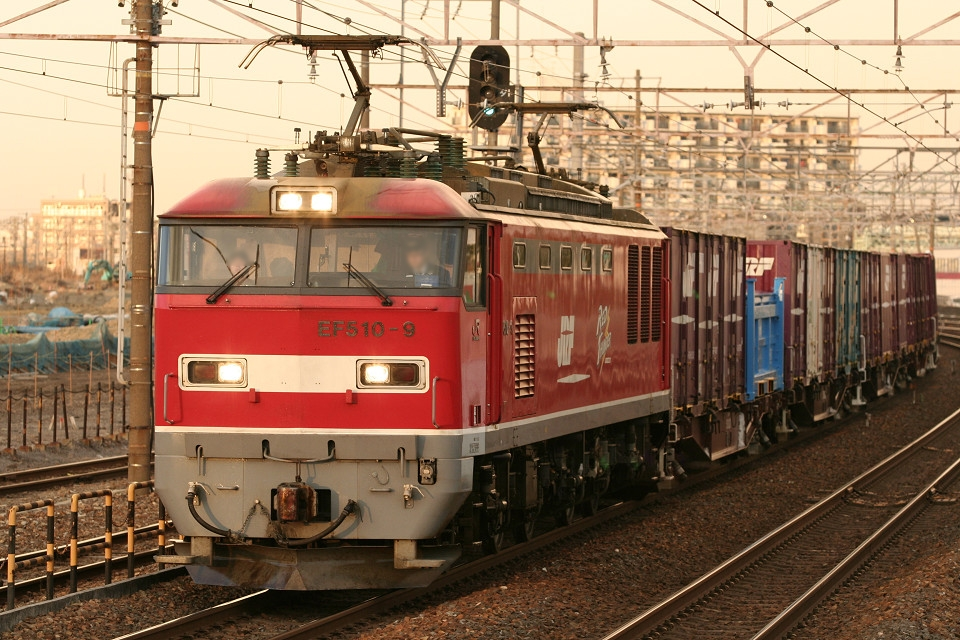
EF510形
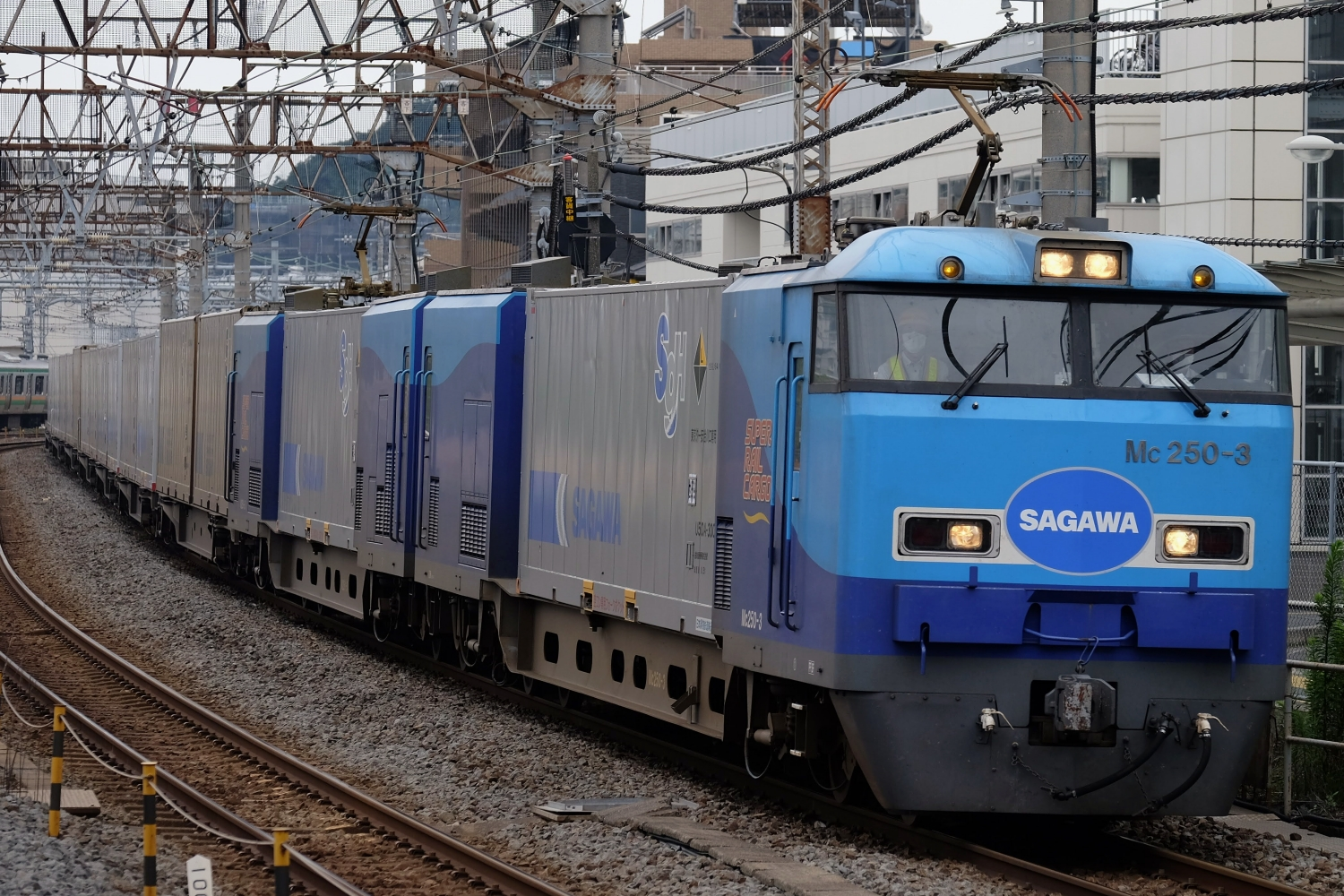
M250系

## 沿線概況

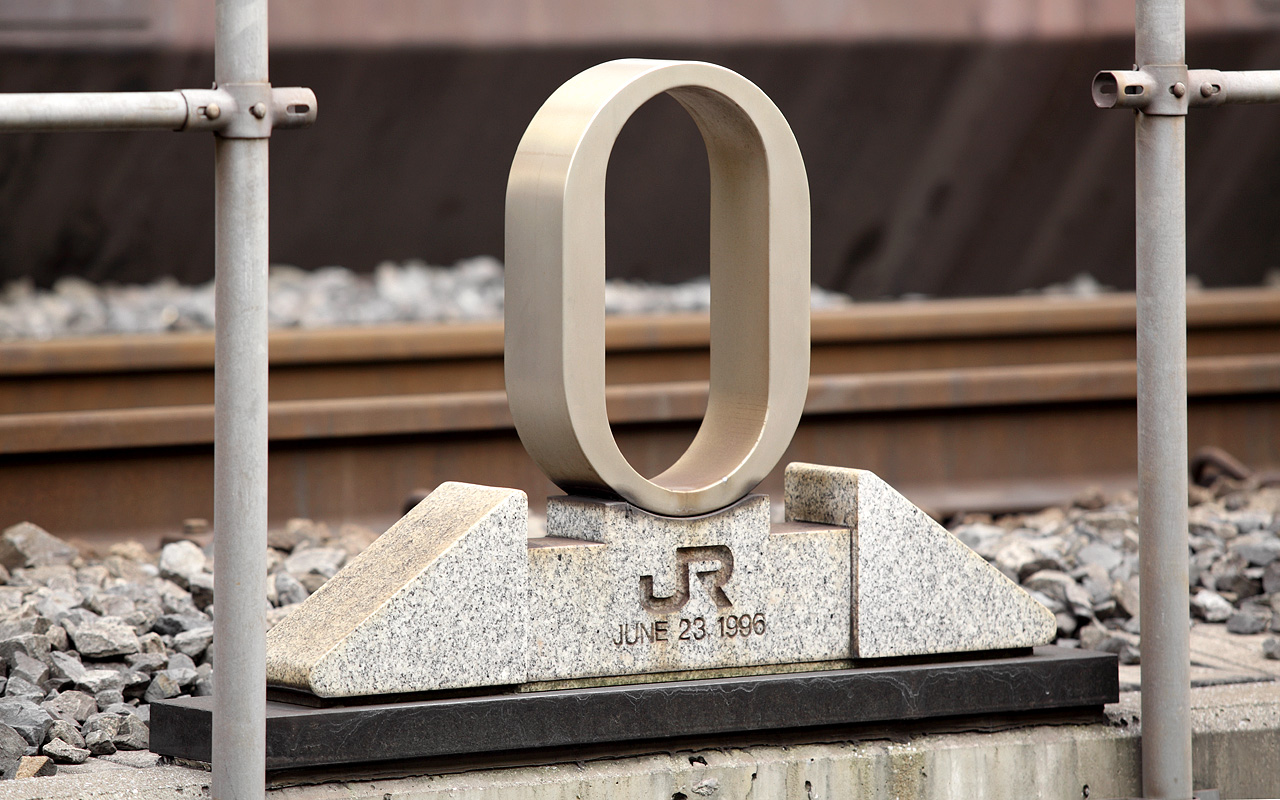
東京駅の東海道本線0キロポスト

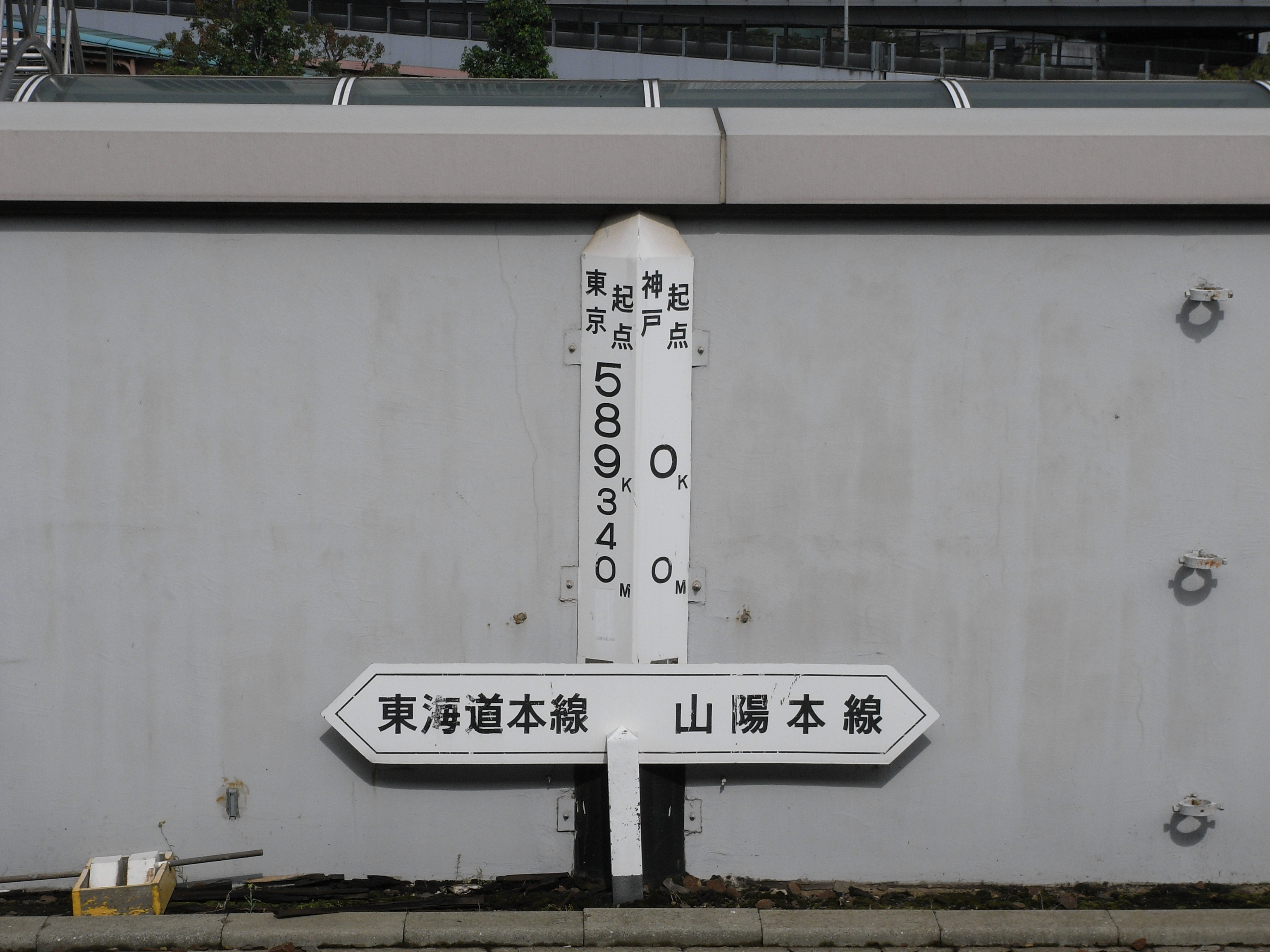
神戸駅の東海道本線終点・山陽本線起点

明治政府は当初、幹線ルートを海路との競合を避けるために中山道沿いにすると決定したものの、山岳地帯への敷設が困難なことから東海道ルートに変更した経緯がある。東海道ルートに変更した際に、すでに開業していた区間は最大限に活用する形で早期に東西両京を結ぶことを目指したため、中山道ルートを前提として路線が当時までに開業していた熱田駅 - 草津駅間のルートは旧東海道から外れている。元来の東海道筋である三重県側（旧・伊勢国）には、私設鉄道の関西鉄道によって関西本線・草津線が敷設されている。
海岸沿いを通る区間は少なく、早川駅 - 熱海駅間および蒲原駅 - 興津駅間が海沿いに敷設されているほかは、国府津駅・吉原駅・用宗駅・弁天島駅付近でわずかに海岸沿いを通る程度である。また品川駅や横浜駅の近辺は元々海岸線に近いところに敷設され、用地が取得できなかった品川駅は造成した埋立地の中に、横浜駅の手前の区間は遠浅の海の中に盛り土をして作られたが、どちらも後の埋め立てで海岸沿いからは離れている。
海岸線から離れた所に敷設されているのは、軍部が他国艦隊による鉄道への艦砲射撃を恐れて山間部に敷設することを要請したからという説がある。明治期に鹿児島本線の八代駅 - 鹿児島駅間（八代駅 - 川内駅間は現在の肥薩おれんじ鉄道線）を当初海岸沿いではなく山間ルート、現在の肥薩線のルートで敷設したのと同様である。また昭和期には浜名湖にかかる橋梁の爆撃を恐れ、二俣線（現在の天竜浜名湖鉄道天竜浜名湖線）を東海道本線のバイパスルートとして開業させ、橋脚が多い同線の小田原駅 - 熱海駅間が爆撃が受けた場合に備え、小田急小田原線（当時は東京急行電鉄の所有）と御殿場線が代替として活用できるよう、松田駅構内に連絡線を設けさせようとした事例もある。松田駅の連絡線は戦中には完成しなかったが、戦後に直通列車の運転実施のため開通した。
一方で当時の土木技術や車両性能から、トンネルや勾配を抑えるために敷設条件が限られた、という説も有力である。東海道の海岸沿いは地形が険しい箇所も多く、また内陸のルートより遠回りになる場合もある。地形がきつい旧東海道の豊橋 - 岡崎間や鈴鹿峠からは大きく外れたルートを取り（ただし、後に名鉄名古屋本線や関西本線・草津線がそれら地域の便を図る形で開業した）、京都駅 - 大阪駅では京街道の対岸（概ね旧山陽道沿いのルート。ただし後に京街道沿いにも京阪本線が開業した）を通した。
なお国府津駅 - 沼津駅間の箱根峠迂回路や関ケ原周辺、それに大津駅 - 京都駅間の逢坂山越えでは開業後に編成が長大化した後、勾配緩和によって補助機関車の連結を解消することを目的とし、路線の付け替えが行われている。
以下に東京駅 - 神戸駅間の本線全線および大垣駅 - 美濃赤坂駅間の支線の線路および沿線の概況について記す。なお品川駅 - 武蔵小杉駅 - 鶴見駅間の支線（品鶴線）については「横須賀・総武快速線」を、東海道貨物線・梅田貨物線・北方貨物線については各記事を参照。

### JR東日本区間

#### 東京駅 - 大船駅間

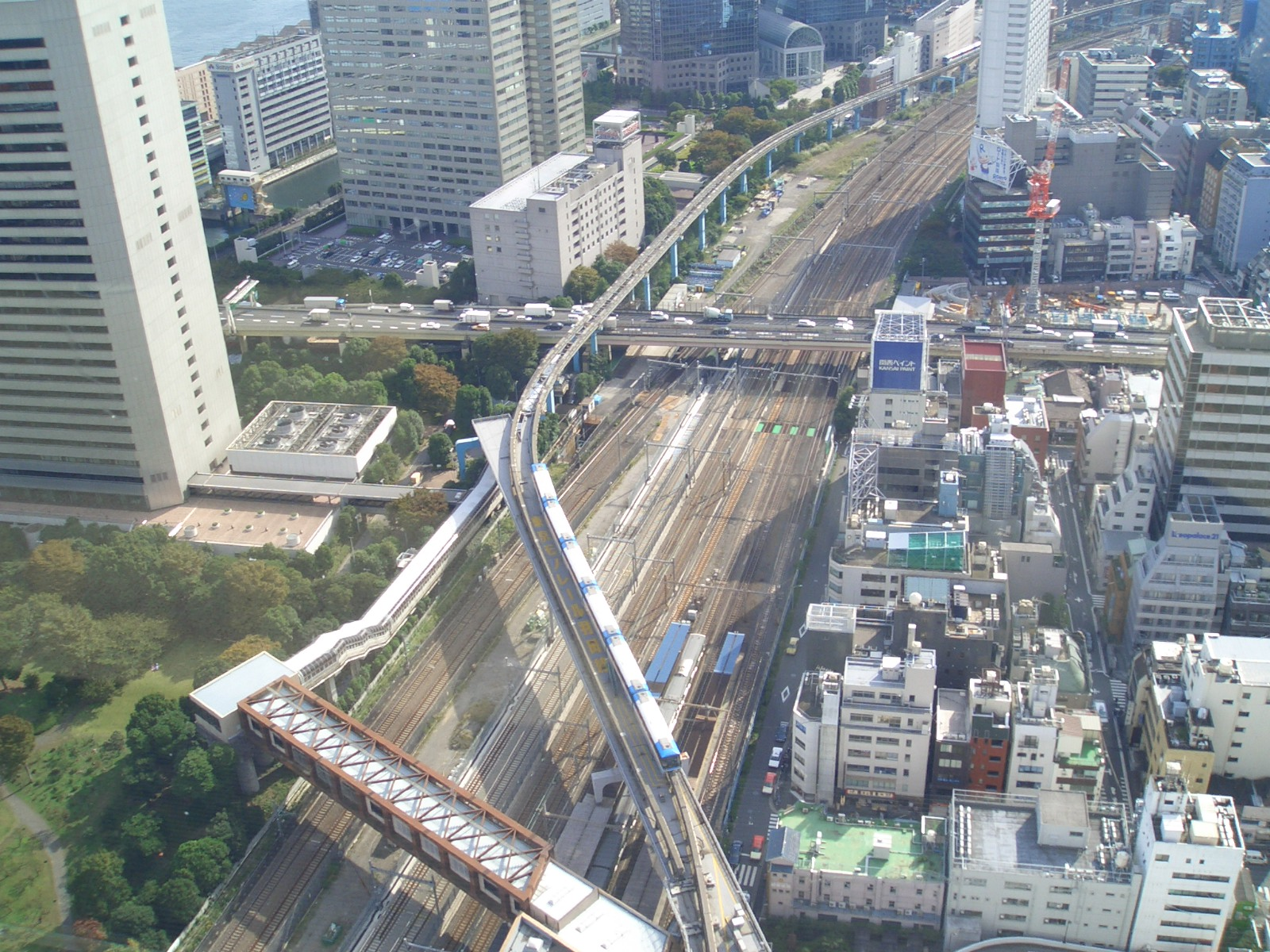
浜松町駅付近。東京モノレールが上を越えていく

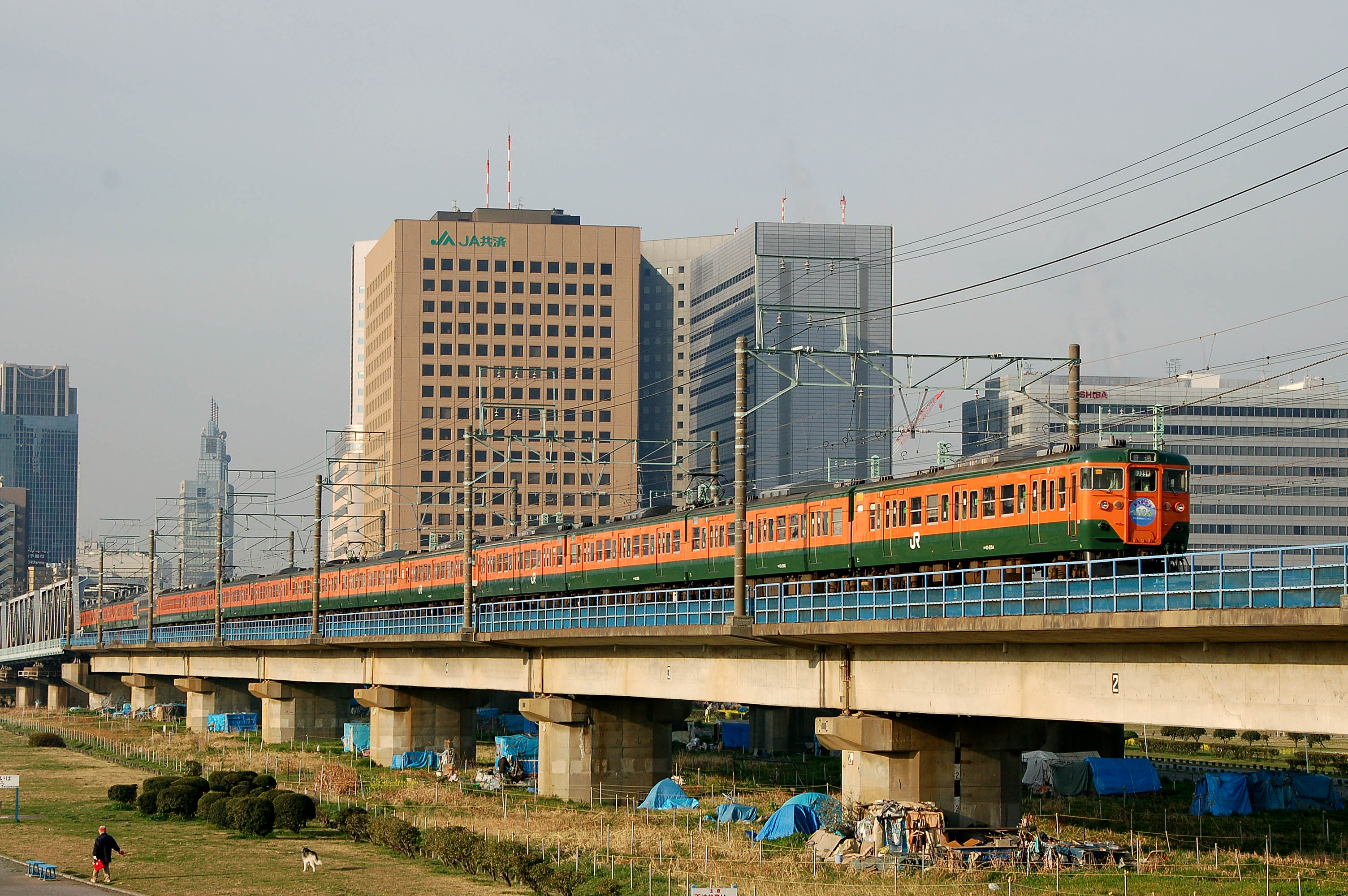
六郷川橋梁（2006年撮影）

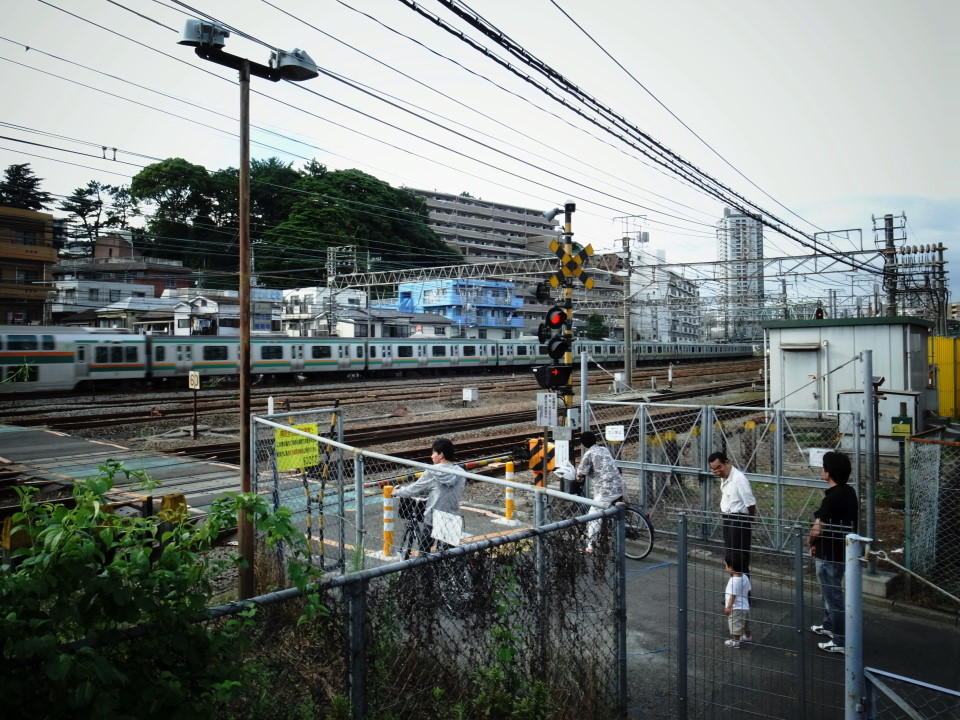
京急電鉄花月総持寺駅付近にある東海道貨物線との分岐

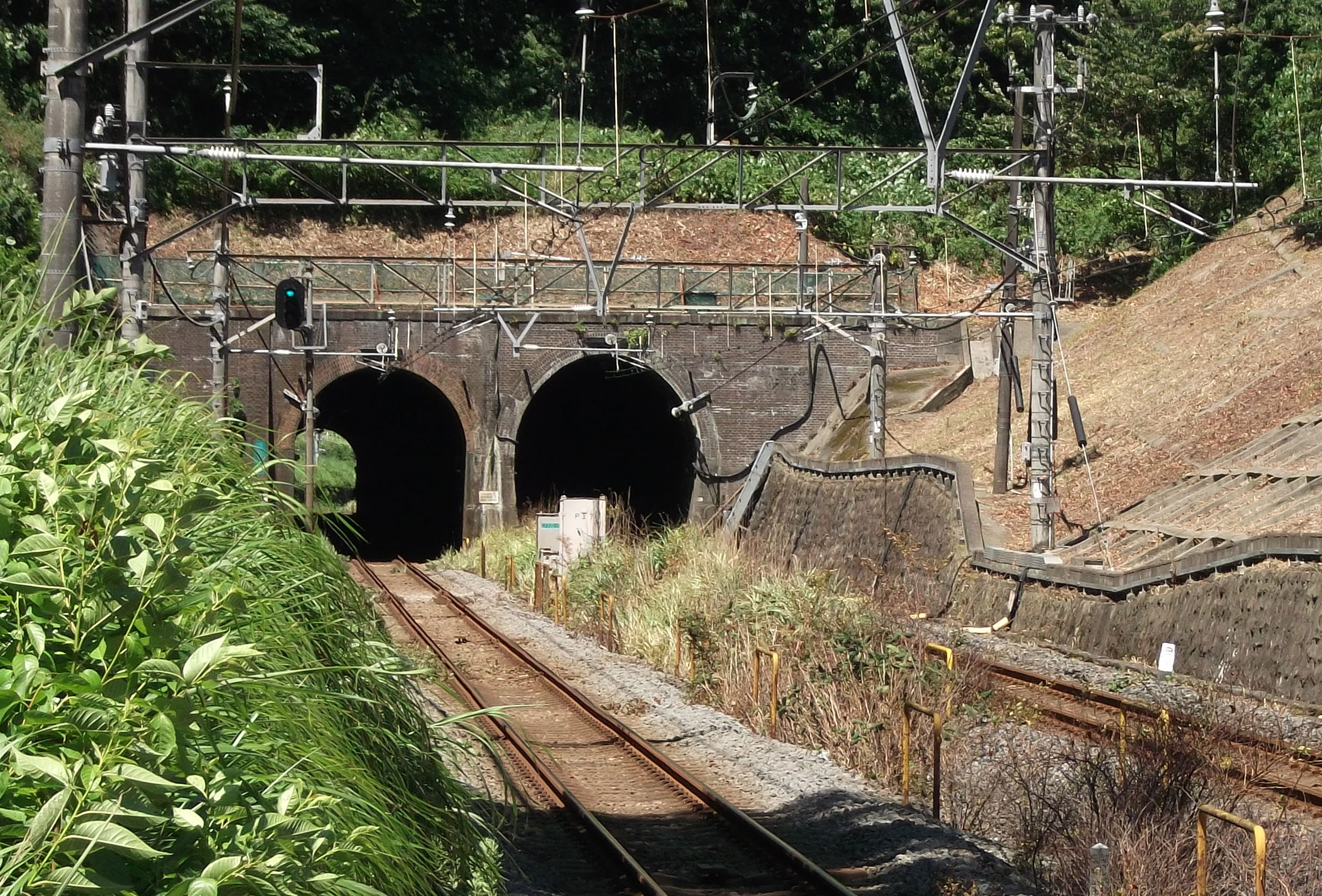
清水谷戸トンネル

東海道本線の起点・東京駅はJR新幹線・在来線各線が集中するターミナル駅。21世紀に入って以降、皇居側丸の内口の赤レンガ駅舎が開業当時の外観に復原されたほか、八重洲口側には高層ツインタワー「グラントウキョウ」が建設された。東海道線列車と横須賀線電車はかつて同駅を運転上の起点としていたが、1980年から横須賀線は地下線を経由して東に伸びる総武本線と繋がり、2015年3月14日からは北に伸びる東北本線（宇都宮線）・高崎線・常磐線の列車が上野東京ラインを経由して東海道線列車線に直通している。
品川駅までの東京都心部では、地上の海側（進行方向左側）の東海道線の複線（列車線）と、内陸側（進行方向右側）の山手線・京浜東北線が使用する複々線（電車線）との6線が東海道新幹線と並行して南へ進み、加えて地下に横須賀線用の複線が敷設されている。また、田町までの各駅からは地下鉄（東京メトロ・都営）各線が接続する。有楽町駅を過ぎると新橋駅。現代の新橋駅は二代目で、日本最初の鉄道として新橋駅 - 横浜駅間が開業したときの初代新橋駅は現在の駅の東、国鉄末期まで存在した貨物専用の汐留駅の位置にあった。現在同駅の跡地は再開発が進み、ゆりかもめの駅もある。次の浜松町駅からは東京モノレールが1 kmほど東海道本線に並行。また東海道新幹線の向こう側に休止中の東海道貨物線（大汐線）が並行し、新幹線回送線とともに臨海部の東京貨物ターミナル駅方面へ続く。田町駅を過ぎると列車線の上下線が分かれ、間に東京総合車両センター田町センターを挟む。かつては広大な車両基地であったが跡地の再開発が進行し、山手線・京浜東北線の高輪ゲートウェイ駅が開業した。横須賀線が地上に上がると、東海道新幹線と京急本線が接続する都心南部のターミナルである品川駅に至る。この駅は特急列車を含む常磐線直通列車の始発・終着駅となっている。ここまでの駅のうち、東海道線と横須賀線は東京・新橋・品川の3駅のみにホームがある。
品川駅を出ると京急本線をくぐり、続いて横須賀線電車が経由する東海道本線支線（品鶴線）が、山手線や東海道新幹線とともに内陸側に離れ、本線は東海道線と京浜東北線の線路別複々線となる。この先、京急本線や国道15号（第一京浜）とともに川崎を目指して南南西へ進む。山手線の車両基地（東京総合車両センター本区）沿いを過ぎると京浜東北線大井町駅へ。続いて住宅街を進み、同線大森駅・蒲田駅を過ぎる。このうち大井町駅と蒲田駅からは、都内南部を走る東急各線が接続。六郷川橋梁で多摩川を越えると、東京都区部から神奈川県川崎市へ移り、南武線が接続する川崎駅に至る。
ここから横浜駅までは海側の京急本線と並行しながら住宅地を進む。南武線浜川崎支線（南武支線）をくぐると、海側から東海道貨物線が並行して横浜市へ。続いて内陸側から品鶴線が貨物線（武蔵野線〈武蔵野南線〉重複区間）と横須賀線線路との複々線で現れ、前者は東海道貨物線に合流、後者は右隣に並行する。鶴見川を渡ると京浜東北線と鶴見線の接続駅で、貨物線のジャンクションでもある鶴見駅。同駅を過ぎると京急線花月総持寺駅付近で横浜羽沢駅を経由する東海道貨物線が地下に潜り内陸側に、続いて京急線生麦駅付近で同貨物線から分岐した支線（高島線）が海側に離れ、代わって京浜東北線が東海道線の左へ移る。品鶴線（貨物線側）と東海道貨物線横浜羽沢駅方面は特急「湘南」の一部が経由するほか、相鉄新横浜線経由で相模鉄道直通電車も乗り入れる。横須賀線・東海道線・京浜東北線の3複線で進み、京浜東北線新子安駅を過ぎると、内陸側から横浜線が京浜東北線に合流し、両線の接続駅である東神奈川駅。同駅手前より国道1号（第二京浜）が並行し、同国道と首都高速神奈川2号三ツ沢線をくぐると横浜駅へ至る。同駅は地上のJR各線・京急本線・相鉄本線、地下の東急東横線・みなとみらい線・横浜市営地下鉄ブルーラインの合計6社局が乗り入れる。京浜東北線は同駅から根岸線に直通するが、日本最初の鉄道開業時の横浜駅は現在の同線桜木町駅の位置にあり、同線が磯子駅まで延伸されるまで現在の横浜駅 - 桜木町駅間は東海道本線に属していた。東海道新幹線は内陸部の新横浜駅に発着し、横浜駅からは横浜線または地下鉄線で連絡している。
京急本線と根岸線が横浜駅で海側へカーブして離れ、東海道本線右隣には相鉄本線が同線西横浜駅付近まで並行。同線が離れると東海道線と横須賀線の複々線で住宅街を進む。左側に国道1号（東海道）が並行し、横須賀線保土ケ谷駅を過ぎ右にカーブ。ここから多摩丘陵と三浦丘陵に挟まれた谷間を進み、保土ヶ谷バイパスをくぐった後に両線が少し離れてトンネルを抜ける。このうち東海道上り線の清水谷戸トンネルは日本の鉄道トンネルとしては現役最古である。内陸側から東海道貨物線が現れ横須賀線の右隣に並行し、離れていた東海道線が近づき3複線となる地点に横須賀線東戸塚駅がある。緩いS字カーブを描きながら工場群の中を進み、横須賀下り線が東海道線の左へ移り方向別複々線となると、地下鉄ブルーラインも接続する戸塚駅へ。さらに柏尾川沿いに南下すると横須賀上り線が左へ移り、海側から根岸線が現れて大船駅となる。同駅は横浜市と鎌倉市に敷地が跨っており、横須賀線・根岸線との結節点であるほか、湘南モノレール江の島線も発着している。

#### 大船駅 - 熱海駅間

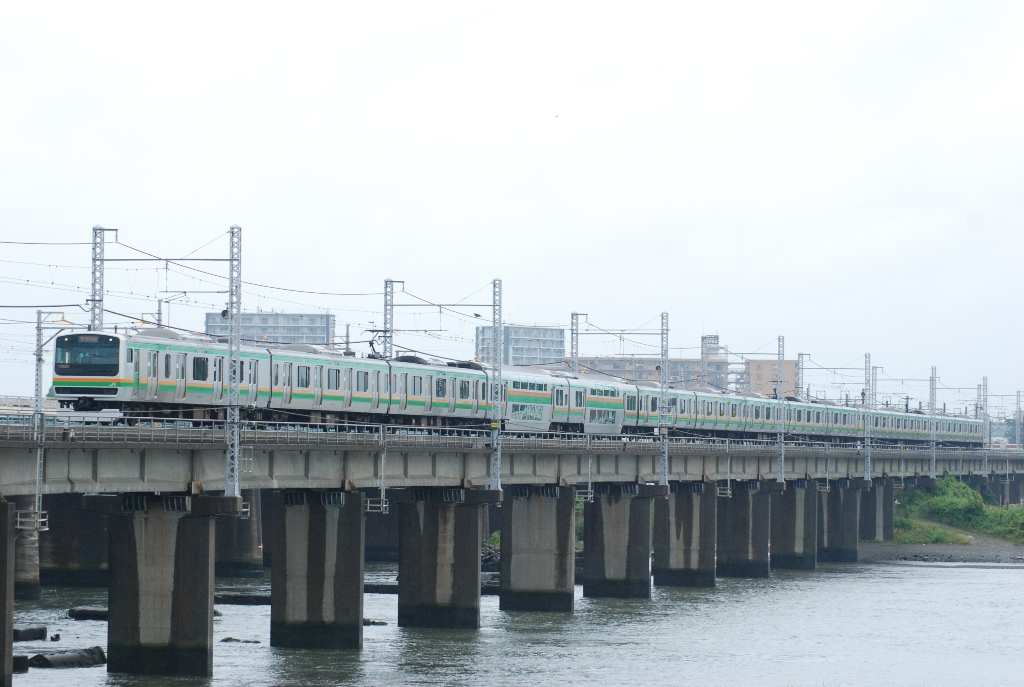
相模川橋梁

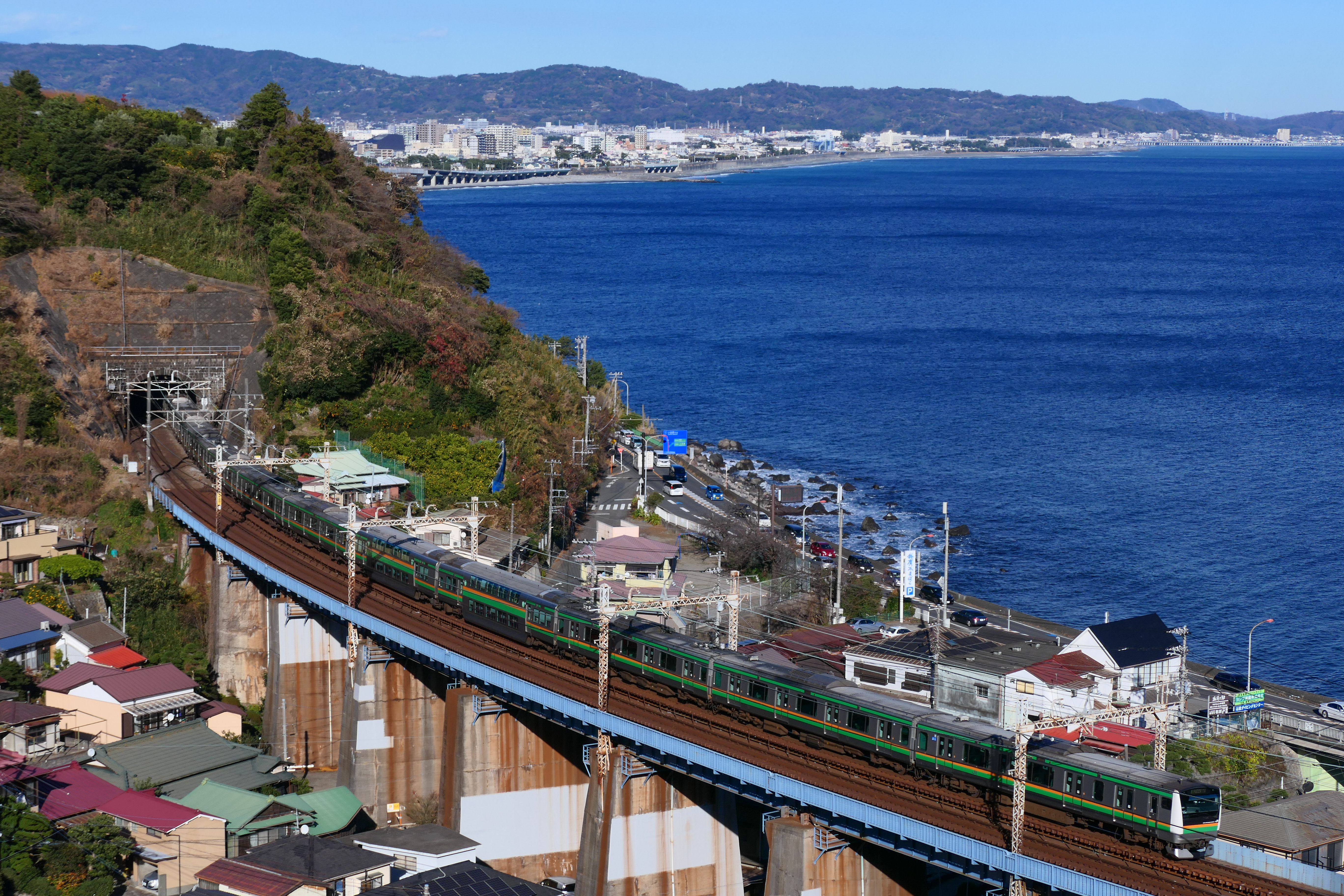
早川駅 - 根府川駅間

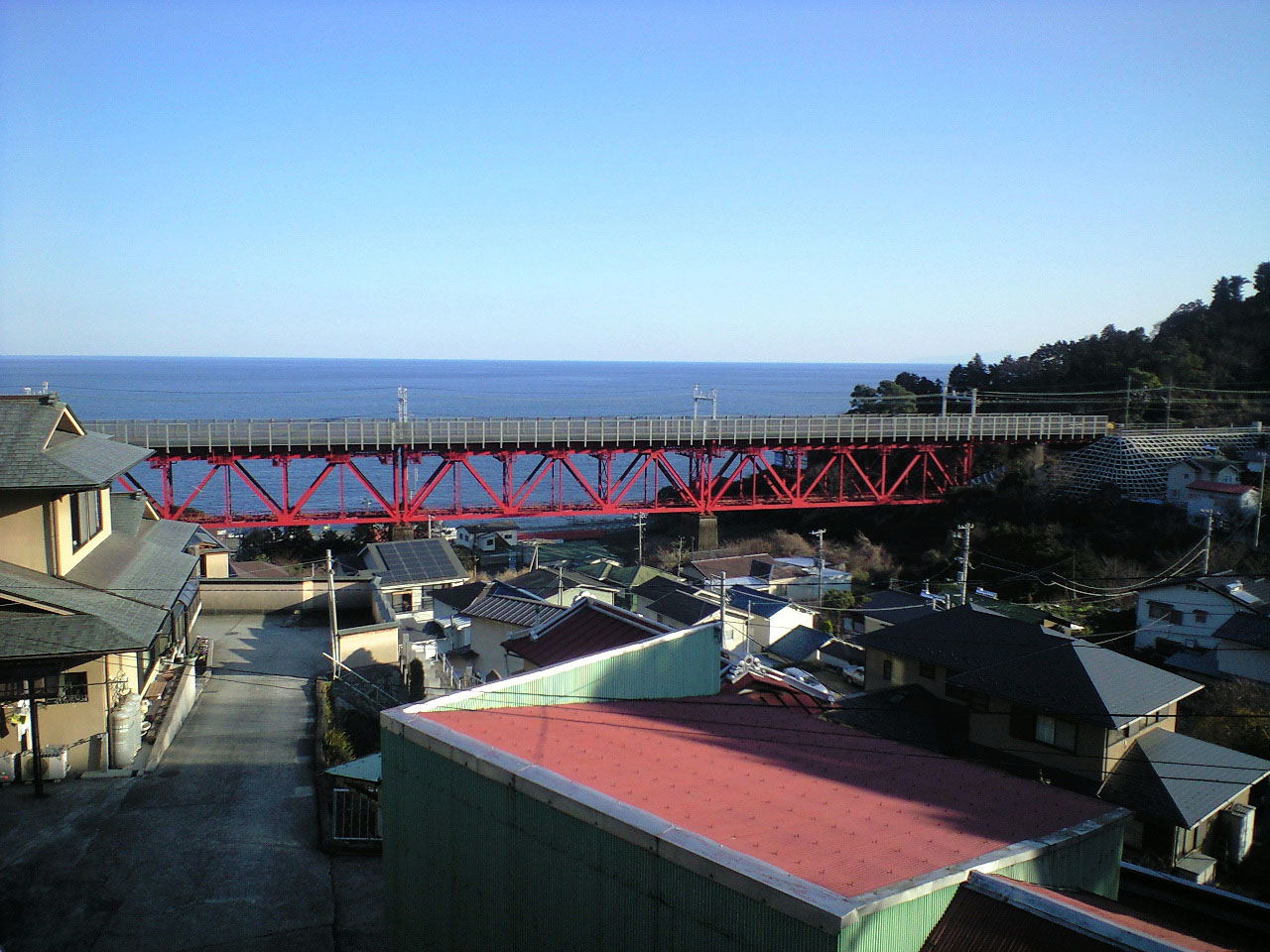
白糸川橋梁

大船駅からは西に進み、一般に湘南と呼ばれる地域へと向かう。大船駅を過ぎると横須賀線が海側に離れ、ここから小田原駅までは旅客線と貨物線の線路別複々線区間となる。工業地帯を抜け、横須賀線の車両基地・鎌倉車両センターに沿い湘南貨物駅跡地を通過。その後境川を渡ると藤沢駅。同駅ではスイッチバック構造の小田急江ノ島線のほか、駅前ロータリーの向かい側から江ノ電が接続する。小田急江ノ島線をくぐり、周辺で再開発が進む辻堂駅を過ぎると、ここから国府津駅まではおおむね国道1号（東海道）と並行する。住宅密集地や工場群の中を進み、右側の茅ヶ崎運輸区を過ぎると相模線が接続する茅ケ崎駅。そして新湘南バイパスをくぐると周辺に田畑が点在するようになる。湘南の海を遠望できる相模川を渡ると、再びビルやマンションが建ち並ぶ市街地に入り、湘南地域の中央に位置する平塚駅へと至る。
平塚駅から小田原駅までは1979年（昭和54年）に複々線化が完成した区間で、この間に踏切は無い。平塚市から中郡に入り、貨物線にある相模貨物駅を通過。花水川を渡ると、線路は東京駅から続いた関東平野から、大磯丘陵と相模湾に挟まれた低地へと移り、また沿線は田畑の比率が高くなる。大磯駅と二宮駅を過ぎると相模湾に近づき、左側奥に国道1号と西湘バイパスが並行して小田原市内の国府津駅に至る。開業当初はここから箱根山を北に迂回して御殿場駅を経由する経路であったが、後述の丹那トンネルの開業後に現ルートとなった。現在の国府津駅ではその旧ルートであるJR東海御殿場線と、JR東日本国府津車両センターへの回送線が分岐する。ここより相模湾から離れ足柄平野に入り、貨物線上の西湘貨物駅と旅客線の鴨宮駅を過ぎ、右側から東海道新幹線が並行。酒匂川を渡って市街地に入り、国道255号と伊豆箱根鉄道大雄山線を跨ぐと内陸側から小田急小田原線が現れ、在来線（JR東日本）・新幹線（JR東海）と伊豆箱根・小田急・小田急箱根の5社の接続駅である小田原駅に至る。同駅構内で旅客線と貨物線が合流し、この先東海道本線は名古屋駅まで複線のみとなる。
小田原駅からは、箱根峠を越える国道1号（東海道）から離れて相模湾沿いを南南西に向かい、JR東海三島駅までは東海道新幹線とほぼ並行する。小田原駅を出ると小田原城の西側を過ぎてトンネルを抜け、小田急箱根鉄道線（箱根登山電車）が内陸側に離れる。西湘バイパスをくぐり、早川を渡ると市街地の南端に位置する早川駅。この付近から熱海駅までは国道135号と並行。また箱根山の外輪山が海岸近くまで迫り、カーブやトンネルが多く存在する。トンネルを5つ抜けると、相模湾に面した根府川駅を過ぎ、上路平行弦ワーレントラス橋の白糸川橋梁を渡る。次の真鶴駅の手前には真鶴トンネルがあるが、同トンネルの区間はかつて現在より海側を通っていた。真鶴半島の付け根にあり真鶴漁港の最寄駅である真鶴駅を過ぎ、トンネルを抜けて盆地部に出ると、湯河原温泉の最寄り駅・湯河原駅。同温泉を流れる千歳川を渡ると神奈川県から静岡県に移り、東海道本線で2番目に長い 泉越トンネルへ。さらにトンネルを抜けて伊豆山を越すと、伊豆半島の玄関口のひとつである熱海駅に至る。新幹線接続駅であるほか伊東線が分岐しており、在来線駅はJR東日本が管轄するJR東海との境界駅である。熱海市は温泉都市であり、駅から南東側の相模灘沿岸に温泉街がある。

### JR東海区間

#### 熱海駅 - 静岡駅間

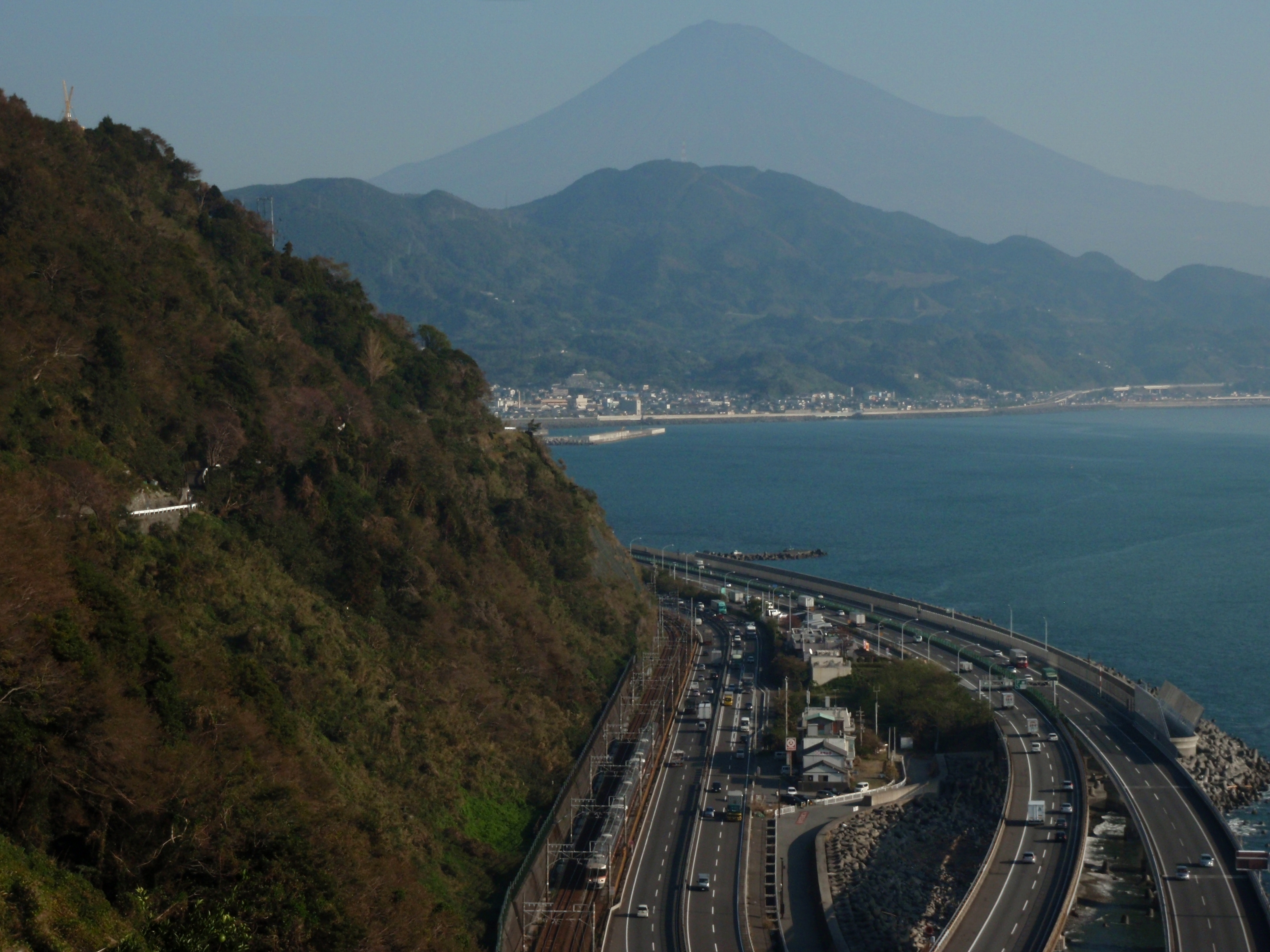
薩埵峠からの俯瞰。国道1号・東名高速道路と並行している

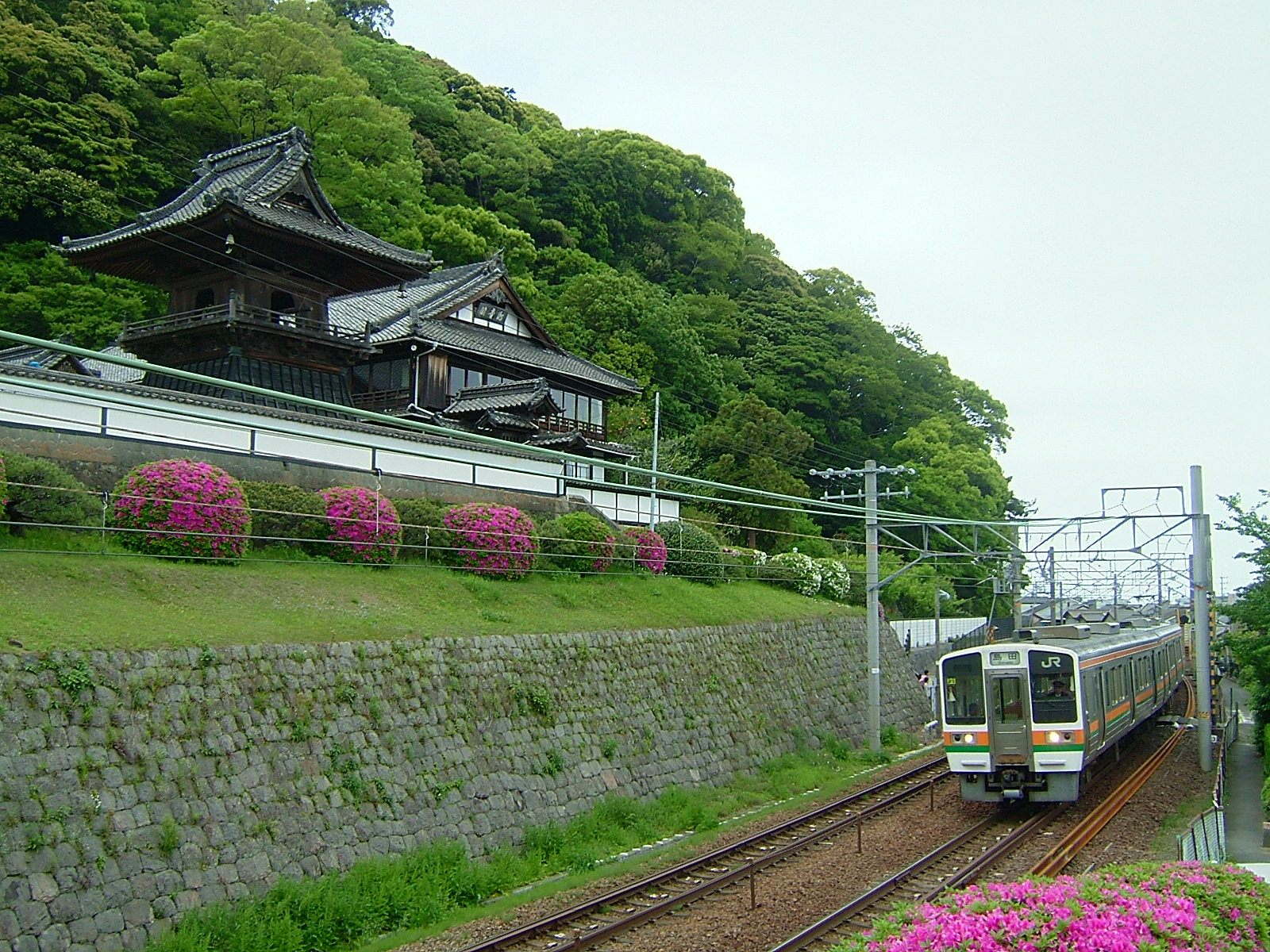
清見寺と東海道本線（興津駅 - 清水駅間）

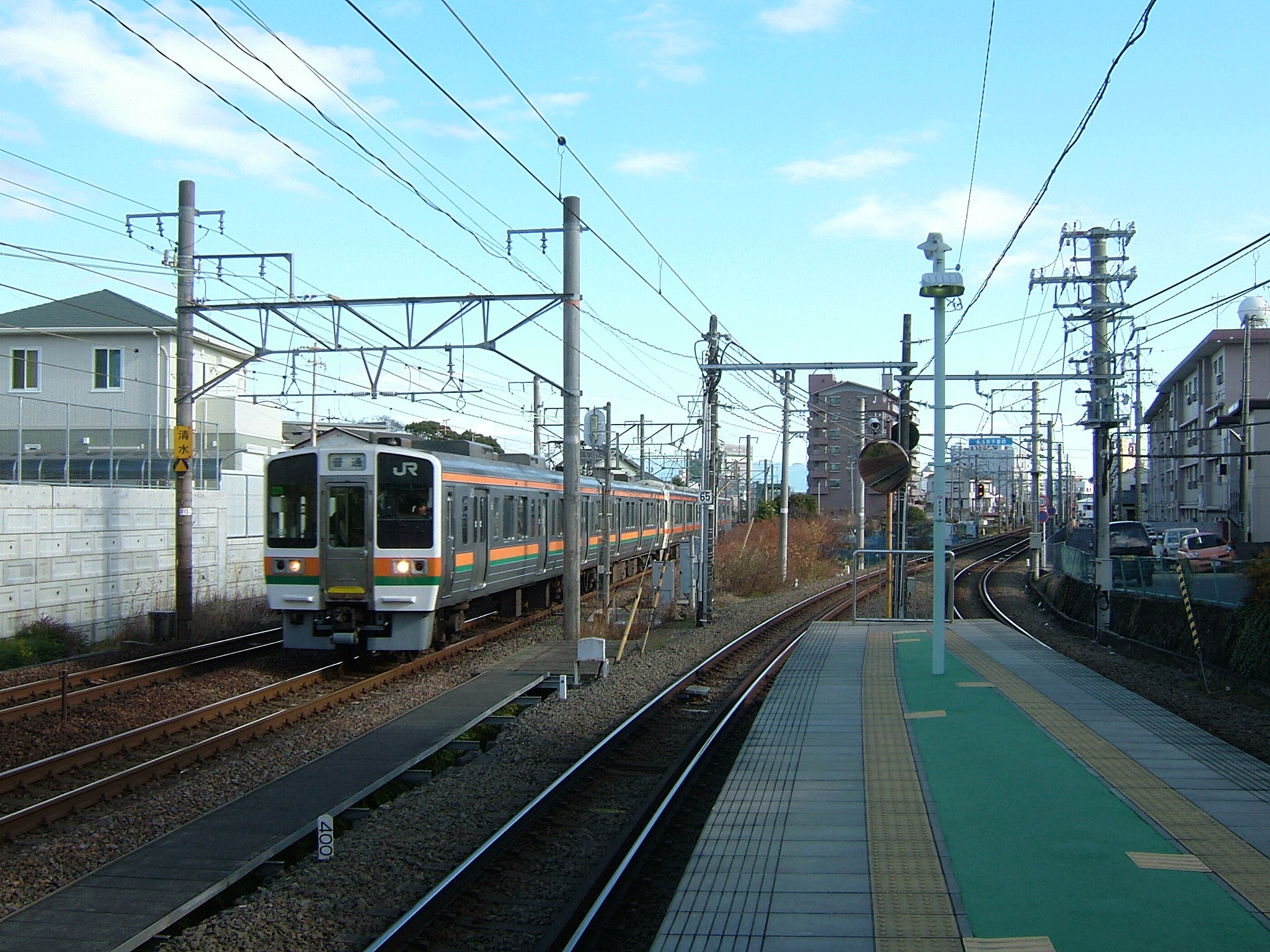
静鉄入江岡駅横を通過

熱海駅を出ると伊東線の来宮駅がある。隣に並行している東海道本線にホームは無いが、熱海駅で折り返す車両の留置線がある。そのすぐ西側から、東海道本線最長の丹那トンネルに入り、来宮駅上り場内信号機の地点から線路の管轄がJR東日本からJR東海へと移る。全長7,804mの同トンネルで伊豆半島付け根の丹那山地の下を抜けると、山間部にある函南駅。同駅からはトンネルを抜けつつ勾配を下っていき、山地を抜けると新幹線接続駅の三島駅。伊豆への西の玄関口でもあり、伊豆箱根鉄道駿豆線が分岐している。
三島駅から富士駅までは富士山・愛鷹山の南側の平地を西へ向かい、また静岡市までは国道1号や東名高速道路に近いルートを通る。東海道新幹線が内陸側へ離れ、黄瀬川を渡る手前で内陸側から御殿場線が近づく。同線が東海道本線として使用されていた時代は現在の下土狩駅が三島駅となっていた。その御殿場線が合流すると沼津駅。かつては沼津港駅に通じる貨物支線が分岐していたほか、機関車の基地である沼津機関区が併設されていた。同市内の片浜駅手前からは、旧東海道を挟んで千本松原が駿河湾沿いに吉原駅付近まで続く。原駅を過ぎ、東田子の浦駅からは製紙の街・富士市に入り、工場・倉庫群の中を進む。田子の浦港近くにある吉原駅からは岳南電車岳南線が接続。次の富士駅からは身延線が接続しているほか、沿線の製紙工場への専用線が分岐している。また東海道新幹線の新富士駅は富士駅から直線距離で1.5 kmほど離れている。
富士駅を出ると身延線と分かれた後、富士川を渡る。その後山地を避けて左にカーブして南へ向かい、富士川駅を出て東海道新幹線をくぐる。再び西へ向きを変え、次の新蒲原駅からは静岡市内の駅となる。蒲原駅を過ぎると興津駅手前までは山地が駿河湾沿岸まで迫り、東海道本線と国道1号・東名高速道路が駿河湾沿いに集中して南西へ向かう。その途中にある由比駅付近は由比漁港で揚がるサクラエビやシラスを名産とした観光地となっている。薩埵（さった）峠付近で東名高速道路が内陸側に離れ、海岸沿いを進むと国道52号をくぐり興津駅、そして清水港付近の倉庫や工場群の中を進むが、その途中には臨時駅であった袖師駅跡地がある。清水港近くにある清水駅は景勝地・三保の松原の最寄駅であり、かつては国鉄清水港線が分岐していた。
清水駅からは駿河湾沿いから離れて静岡平野を南西へ進む。清水駅を出ると左隣に静岡鉄道静岡清水線が2 kmほど並行。この区間では1950年（昭和25年）に事故で不通になった東海道本線の列車が静鉄線を走行したことがある。静鉄線と分かれると東海道新幹線が用宗駅まで並行。有度丘陵（日本平）の北側に位置する草薙駅は草薙神社の最寄駅。東名高速道路をくぐった後、上下線の間に静岡貨物駅を挟み、その構内の上を静鉄線が跨いでいく。同貨物駅構内が終わると貨物操車場跡地の再開発商業地区に設置された東静岡駅。周辺は静岡県コンベンションアーツセンター（グランシップ）があり高層住宅などの再開発が進んでいる。高架に上がると静岡車両区からの回送線が合流し、静岡市の中心駅で新幹線接続駅でもある静岡駅。駅北側の繁華街の中に静鉄新静岡駅、さらにその北側に静岡県庁をはじめとする官公庁街がある。

#### 静岡駅 - 豊橋駅間

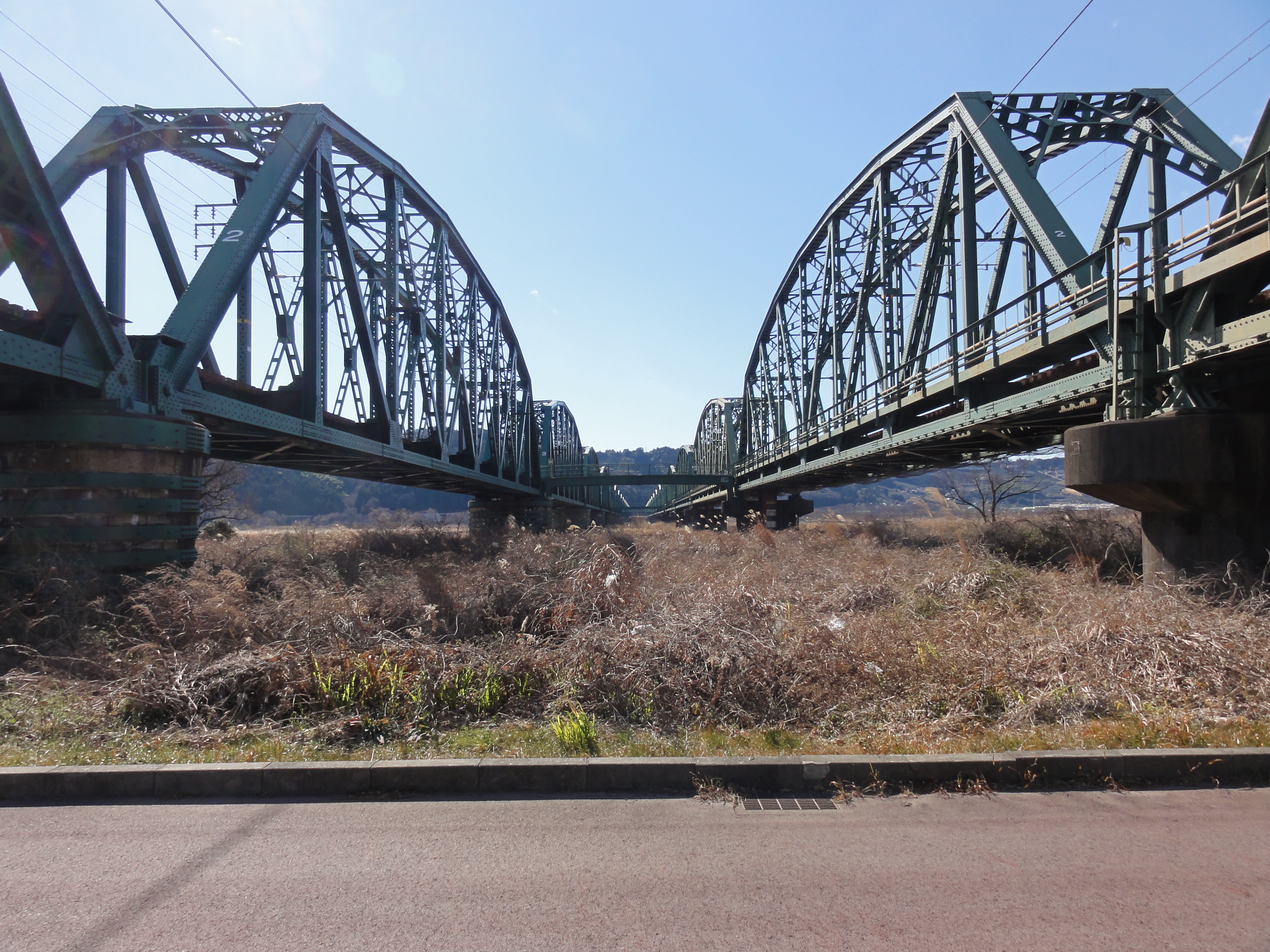
大井川橋梁。川の向こうに見えるのは牧の原台地

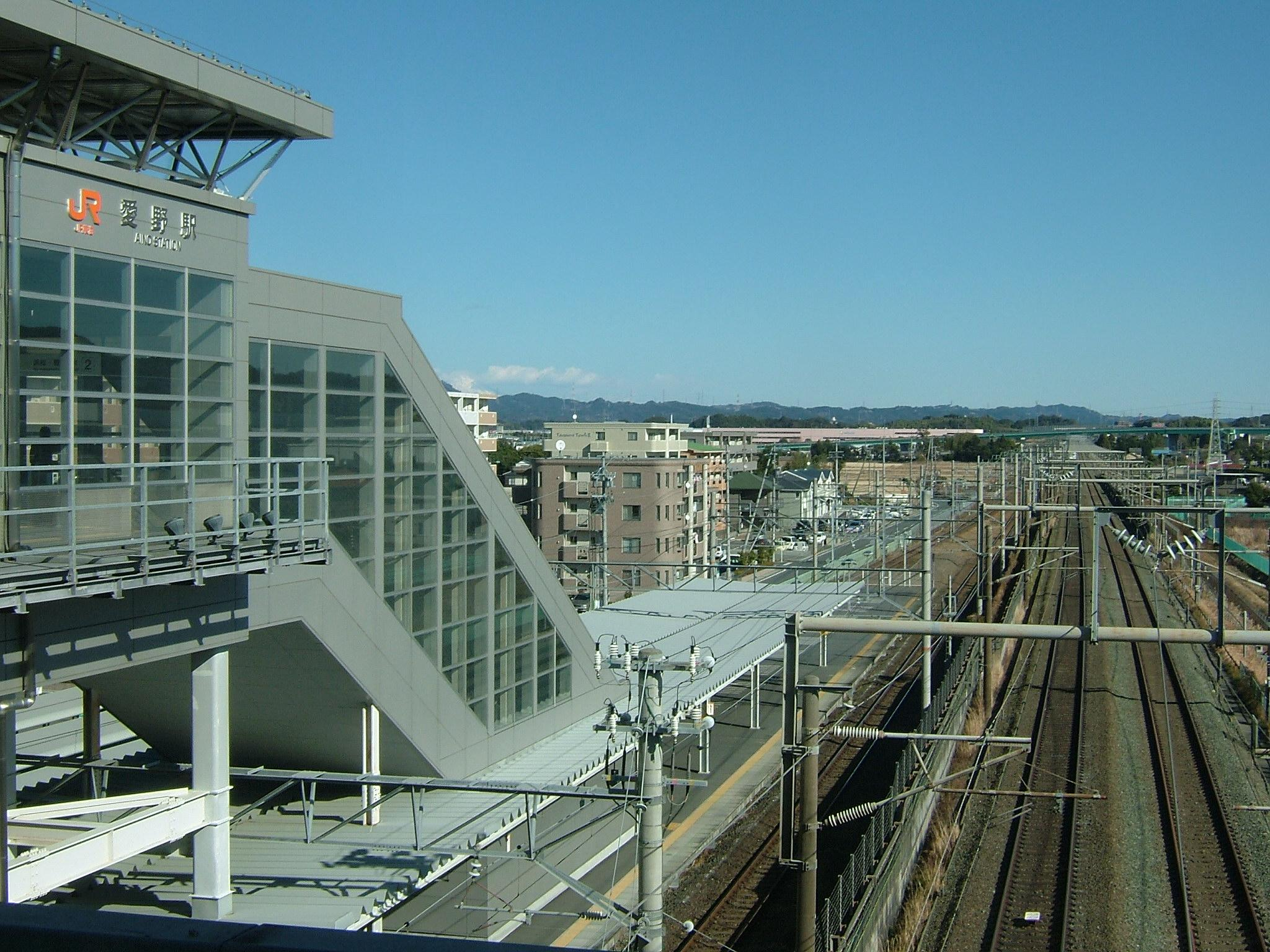
愛野駅と、並行する東海道新幹線（右）

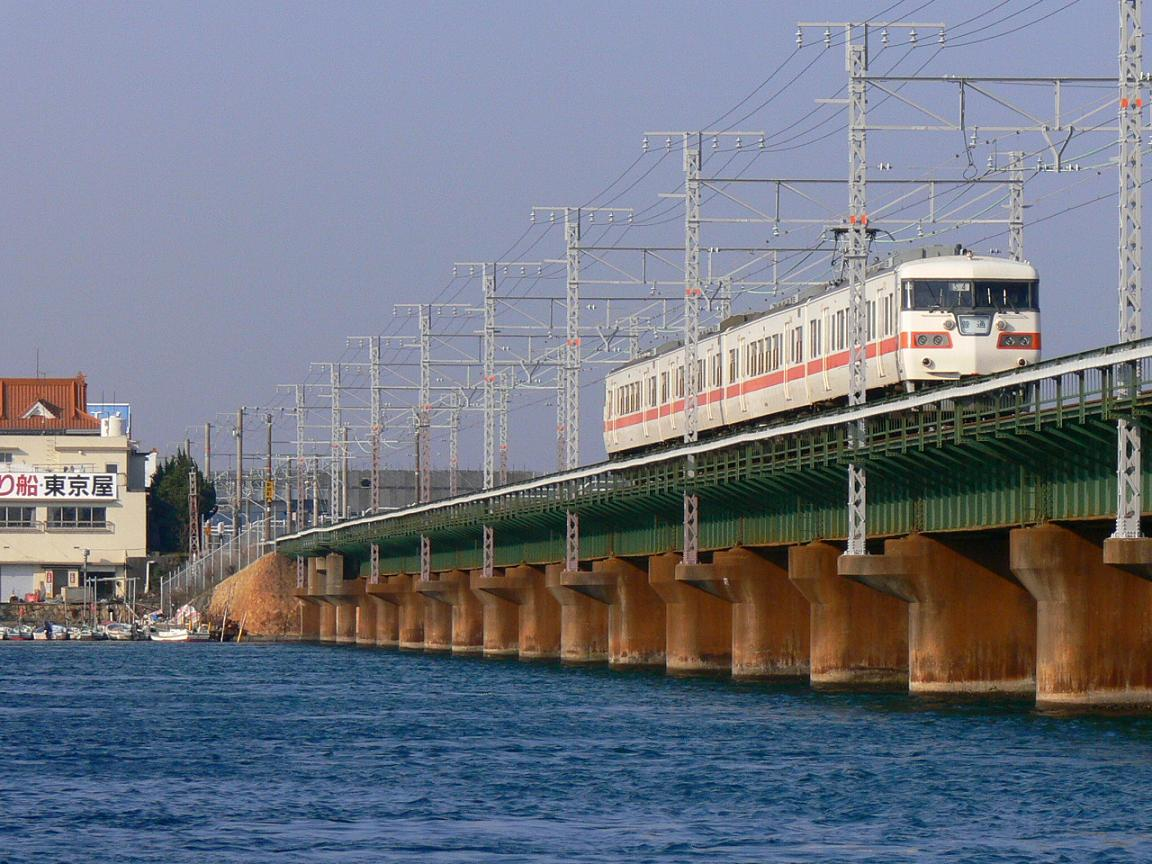
浜名湖を渡る（2006年撮影）

静岡駅を出ると安倍川を渡る。この先、旧東海道や国道1号は山間に廻り宇津ノ谷峠を越すが、東海道本線は峠を避けて海岸沿いへ向かう。静岡市内の安倍川駅を経て再び駿河湾に近づき、用宗駅を過ぎると石部トンネルに入る。この区間の海岸線は切り立った崖が続く大崩海岸であり、かつて東海道本線はトンネルの間でこの海岸沿いに出ており、その後は現在東海道新幹線が使用している日本坂トンネル経由となっていた時期もあった。この付近では東海道新幹線のほかに東名高速道路と国道150号も並行する。トンネルを抜け、焼津駅からは海岸沿いを離れて静岡県中西部の志太平野を西南西へ進む。西焼津駅を過ぎると東海道新幹線や東名高速道路から離れて、かつて静岡鉄道駿遠線との接続駅であった藤枝駅、そして島田市に入って大井川に近づき、六合駅・島田駅に至る。東海道新幹線開業前の1960年（昭和35年）、藤枝駅 - 島田駅間には高速試験用の線路が設けられ、この線路で175 km/hの狭軌最高速度記録が誕生した。
島田駅を過ぎると大井川を渡る。渡り終えると菊川駅までは牧之原台地の山越え区間となり、沿線には茶園が多くなる。大井川鐵道大井川本線が接続する金谷駅からは、東海道三大難所のひとつとされた「小夜の中山」を避け、牧の原トンネルへ。このトンネルの下り線部分は1974年（昭和49年）に新線に切り替えられたため、出口付近では上下線の間が離れている。大きくクランク型に曲がりながら進むと菊川駅、そして東海道新幹線と並行して山間部を抜けると掛川駅。ここでは東海道新幹線と、当初東海道本線のバイパスとして作られた天竜浜名湖鉄道天竜浜名湖線（旧・国鉄二俣線）が接続。駅の南には小笠山、北には掛川城がそびえ立っている。
掛川駅から浜松駅までは静岡県西部の工業地帯を西へ進むが、工場群の合間には田園地帯も広がる。東海道新幹線と並行して東名高速道路をくぐり静岡県小笠山総合運動公園スタジアム（エコパ）の最寄り駅・愛野駅を経て、静岡鉄道駿遠線との西の接続駅であった袋井駅へ至る。原野谷川・太田川を渡り御厨駅を出ると、この辺りから遠州平野に出て磐田駅・豊田町駅に至る。東海道本線最長の天竜川橋梁（全長1,209m）で天竜川を渡ると浜松市に入り、国道1号をくぐり天竜川駅、そして高架に上がり浜松駅に至る。新幹線停車駅であるとともに、隣接する新浜松駅からは遠州鉄道鉄道線が発着している。駅付近には静岡県で最も高いビルであるアクトシティ浜松がそびえ立つ。
浜松駅を出ると左側に貨物専用の西浜松駅、右側にJR東海浜松工場の線路群が広がる。スズキの本社が付近にある高塚駅を経て、舞阪駅を過ぎると東海道新幹線や国道1号と並行し、遠州灘に近い浜名湖南端部を渡る。この中間の島には弁天島駅がある。浜名湖を渡り終えると湖岸近くを進み、浜名湖ボートレース場が近接する新居町駅、その後東海道新幹線や国道1号から離れて湖西市役所最寄駅である鷲津駅へ。そして湖岸からも離れ、天竜浜名湖鉄道天竜浜名湖線の終点・新所原駅。同駅にかかる小川を境に愛知県に入る。東海道新幹線が再び並行して二川駅を過ぎると豊橋平野に入り、国道259号と豊橋鉄道渥美線をくぐり豊橋駅に至る。

#### 豊橋駅 - 名古屋駅間

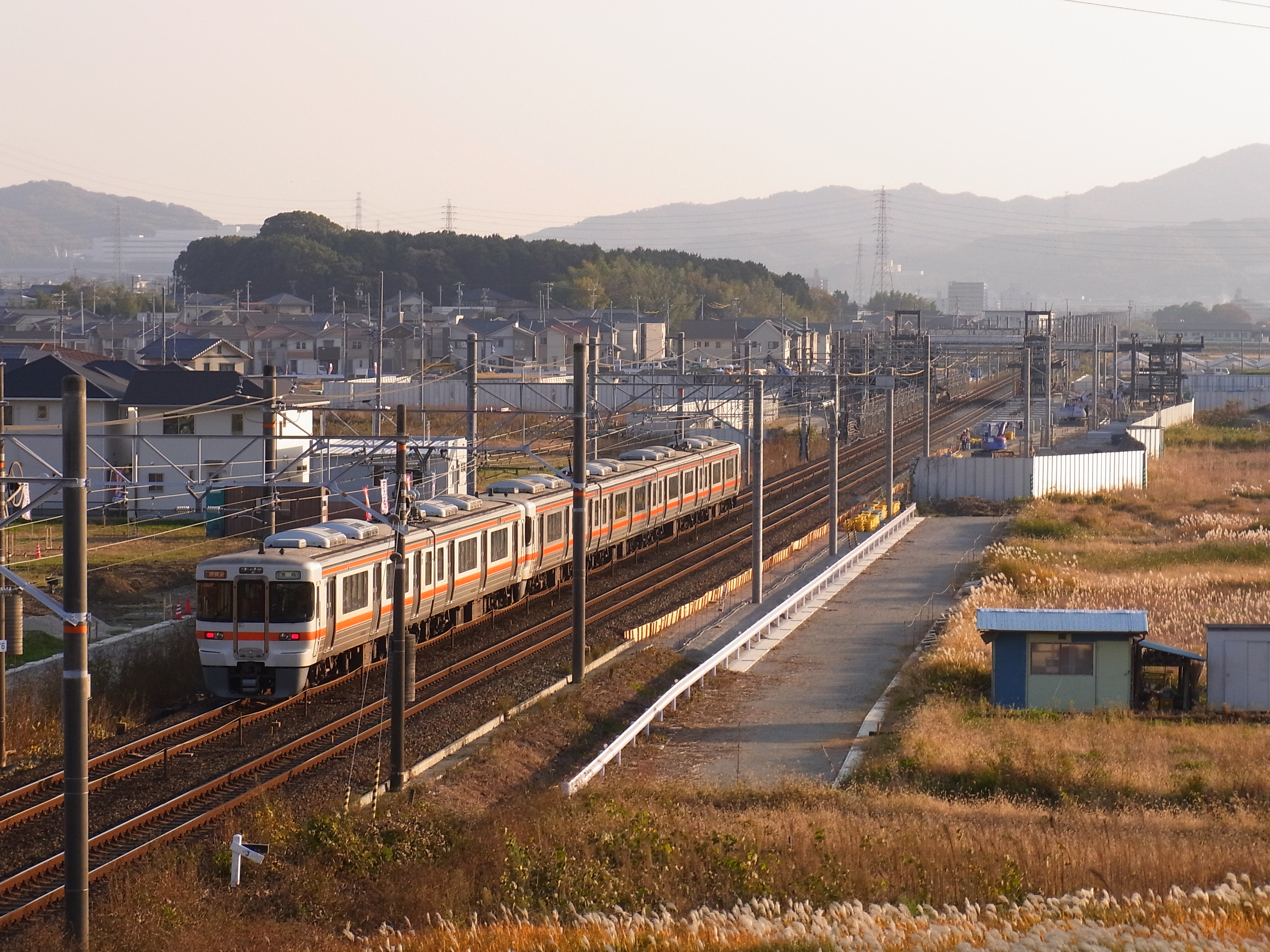
建設中当時（2010年）の相見駅付近

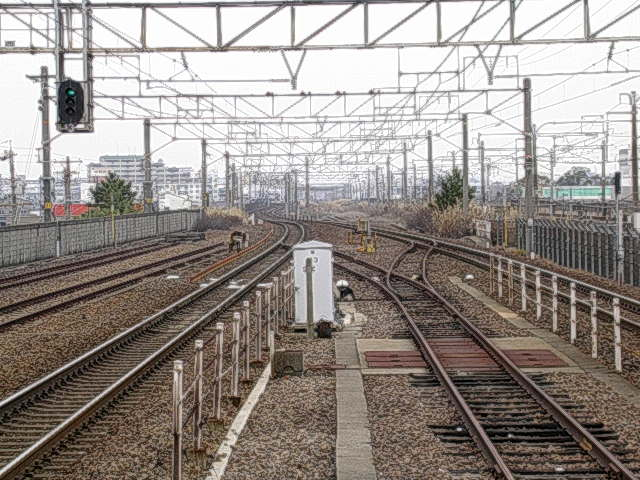
大高駅付近。橋梁の老朽化のため、この部分のみ南方貨物線用地（写真左側）を通る

豊橋駅は東三河地区の中核都市である豊橋市の中心駅で、東海道新幹線と飯田線・名鉄名古屋本線・豊橋鉄道渥美線のほか、駅前からは東海地方唯一の路面電車となった豊橋鉄道東田本線が発着する。東海道本線は同駅から名古屋市に向かっておおむね北西方向へ進む。名鉄名古屋本線との競合区間となるが、名鉄線は東海道本線よりも内陸側を経由し、国道1号も同線に沿って進む。豊橋駅を出ると複線の線路を共用している飯田線・名鉄名古屋本線が右隣に3 kmほど並行する。豊川・豊川放水路を通過すると、両線は東海道本線から離れ平井信号場でそれぞれ分岐する。西小坂井駅・愛知御津駅辺りでは豊橋平野の田園地帯の中を進む。蒲郡市に入ると三河湾湾岸近くを進み、三河大塚駅付近にはテーマパークであるラグーナ蒲郡がある。星越山トンネルを抜けて三河三谷駅を過ぎると高架に上がり蒲郡駅。名鉄蒲郡線が左隣に並行し、蒲郡ボートレース場に近接する三河塩津駅を過ぎると名鉄蒲郡線と三河湾から離れ、三ヶ根山と遠望峰山に挟まれて北西方向へ。三ケ根駅・幸田駅を出ると岡崎平野をほぼ直線で北へ進み、相見駅を経て愛知環状鉄道線（旧・国鉄岡多線）が接続する岡崎駅に至る。なお、岡崎市の事実上の玄関口は名鉄名古屋本線の東岡崎駅となっている。
岡崎駅を出ると、岡崎市の市街地を通らずに愛知環状鉄道線と分かれて左に曲がり、矢作川を通る。その後は西北西にほとんど直進で進み、沿線には住宅地が増える。西岡崎駅を過ぎ、名鉄西尾線と交差し安城市の中心駅・安城駅へ。その次は新幹線接続駅の三河安城駅だが、在来線側は普通のみが停車する。刈谷市に入り東刈谷駅・野田新町駅を過ぎると、名鉄三河線が接続する刈谷駅で、付近に豊田自動織機やデンソーの本社がある。刈谷駅を過ぎると工業地帯や住宅地の中を進む。逢妻駅を過ぎ逢妻川を渡ると右にカーブし、武豊線と合流して大府駅に至る。
ここから岐阜駅までは、当初計画されていた中山道経由の鉄道建設のための資材運搬を目的として建設された区間であり、濃尾平野を北北西方向へ進む。左側には未成線となった南方貨物線用地が笠寺駅まで続く。共和駅を過ぎ、伊勢湾岸自動車道・名古屋第二環状自動車道をくぐる付近から名古屋市に入り、南大高駅手前から右隣に東海道新幹線が並行。大高駅を過ぎ名古屋高速3号大高線をくぐると、貨物専用の名古屋臨海鉄道東港線が分岐する笠寺駅。東海道新幹線と分かれて住宅街の中を進むと、四日市方面へ向かう国道1号（東海道）をくぐり、東海道本線はここから旧東海道ルートを外れる。続いて右側から名鉄名古屋本線、左側から名鉄常滑線が現れ、両線が複々線を構成して右隣に並行。名鉄神宮前駅の北にJRから熱田神宮への最寄り駅である熱田駅がある。名鉄線と並行して北へ進むと金山駅で、中央本線（中央西線）と名鉄線・名古屋市営地下鉄が接続し「金山総合駅」とも呼ばれている。
この先名古屋駅までは隣に中央本線や名鉄線と並行するが、次の尾頭橋駅は東海道本線のみの駅で、付近にはナゴヤ球場がある。同駅を過ぎると中央本線が右側から左隣へ移り、同線の山王信号場で東海道本線支線であるJR貨物名古屋港線が合流。また東海道新幹線も並行する。名古屋高速5号万場線をくぐると貨物駅であった笹島駅の跡地横を過ぎ、左側から関西本線・あおなみ線（旧東海道本線貨物支線）・近鉄名古屋線が近づき名古屋駅に至る。同駅は1999年（平成11年）に高層ツインタワーであるJRセントラルタワーズが完成。名古屋市営地下鉄も接続し、近接する地下駅の名鉄名古屋駅・近鉄名古屋駅を含め5社局が乗り入れるターミナル駅である。

#### 名古屋駅 - 美濃赤坂駅・米原駅間

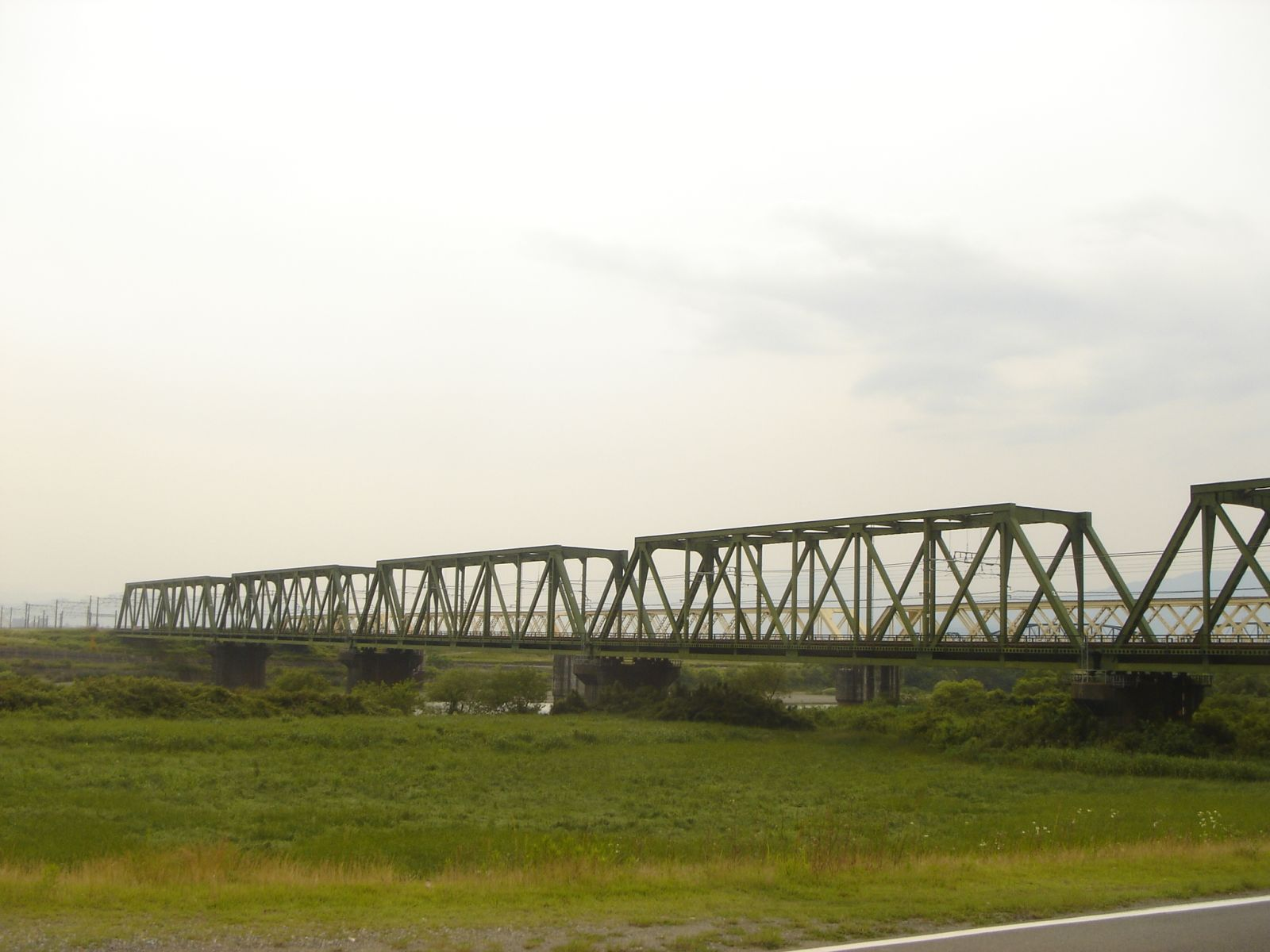
揖斐川橋梁

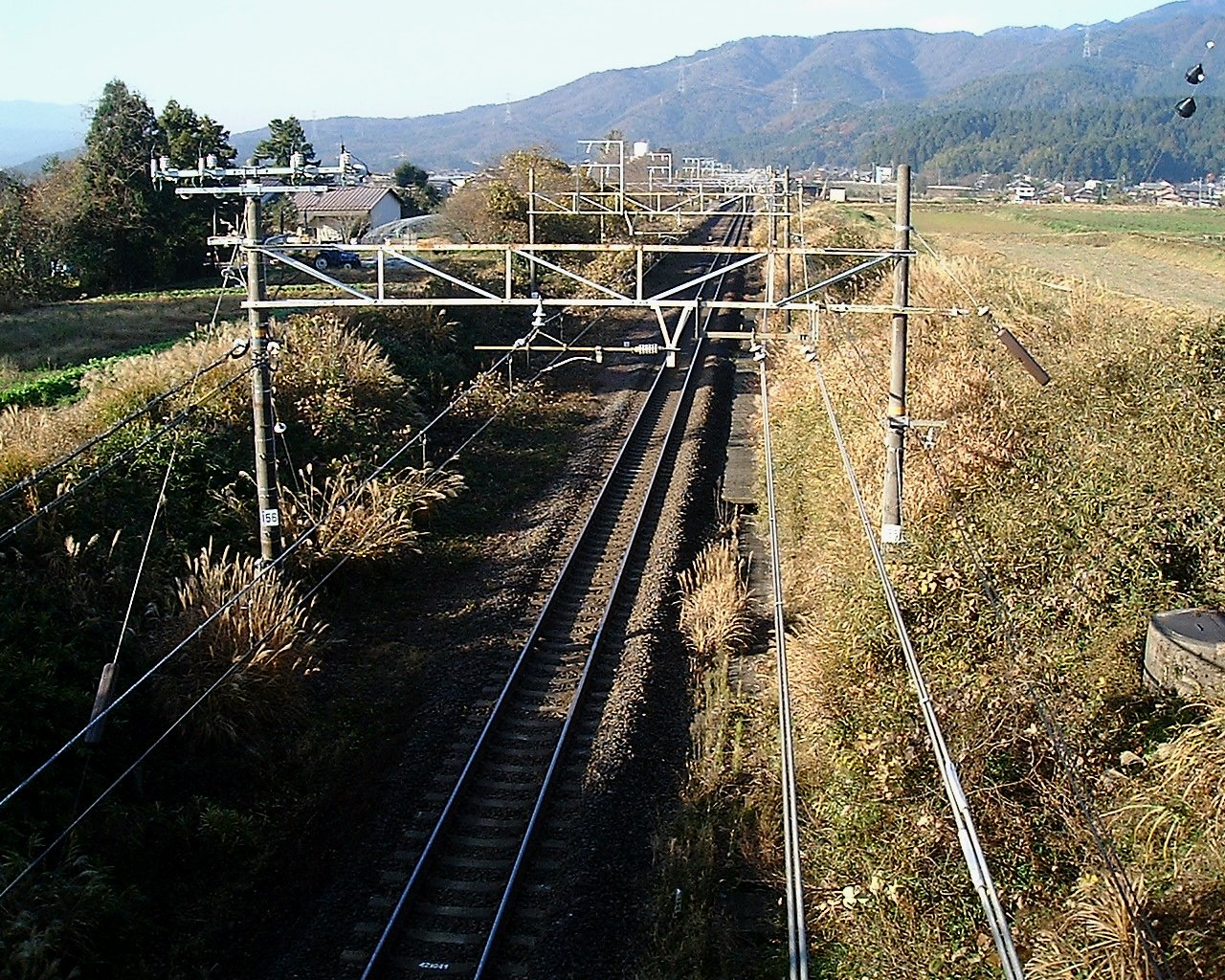
新垂井駅跡付近

名古屋駅から岐阜駅までは引き続き名鉄名古屋本線との競合区間が続き、同線や国道22号とともに北進する。名古屋駅を出ると、本線の左隣に貨物線（稲沢線）が並行する線路別複々線となる。右隣には名鉄線が並行し、それと分かれると庄内川を渡って名古屋市から清須市に入り、名鉄名古屋本線西枇杷島駅付近を越えて枇杷島駅へ。ここからは稲沢線上からJR東海交通事業城北線が分岐する。その後、五条川信号場付近で稲沢線が本線左隣から右隣へと移り、清洲城近くを通る。この付近より東海道新幹線は東海道本線から離れ岐阜羽島駅経由の別ルートへと進む。名古屋第二環状自動車道をくぐると清洲駅だが同駅は稲沢市にある。さらに進むと旅客駅と貨物拠点が併設された稲沢駅で、稲沢線上には貨物列車用の線路群（旧稲沢操車場）が広がる。この先で稲沢線と本線が合流。名神高速道路をくぐって高架に上り、左側から名鉄名古屋本線・名鉄尾西線が寄り添うと、名鉄一宮駅に隣接する尾張一宮駅に至る。
尾張一宮駅から左隣に名鉄名古屋本線が3 kmほど並行した後、東海北陸自動車道をくぐって木曽川駅に至り、そして木曽川を渡る。この木曽川鉄橋ではかつてC62形蒸気機関車が高速度試験で129 km/hの速度記録を出した。渡り終えると愛知県から岐阜県に移り、岐阜市に入る。笠松競馬場付近を通過し、国道21号（岐大バイパス）をくぐると再び高架に上がり、左にカーブして高山本線と合流し、岐阜駅に至る。同駅は岐阜城のある金華山の南西に位置し、駅周辺には名鉄岐阜駅や高層ビルの岐阜シティ・タワー43がある。
岐阜駅からは西方向へ向かい、またここからJR西日本の草津駅までは中山道（米原駅までは現在の国道21号が相当）に沿ったルートをとる。岐阜駅の次の西岐阜駅には岐阜駅高架工事で移転新設された岐阜貨物ターミナル駅が隣接する。そして長良川を渡ると瑞穂市に入り穂積駅へ。濃尾平野をほぼ直線で貫きながら揖斐川の橋梁を渡ると大垣市に入り、右隣に樽見鉄道樽見線（旧・国鉄樽見線）が現れて同線東大垣駅付近から3 kmほど並行すると大垣駅。同駅はかつて関ケ原越えの補助機関車の基地があり、また現在は車両基地である大垣車両区が駅西側に隣接する。
大垣駅から接続している養老鉄道養老線を跨ぐと南荒尾信号場を通過する。同信号場では東海道本線の支線（通称美濃赤坂線）が分岐するほか、下り線が2本に分岐している。美濃赤坂線は、南荒尾信号場で本線から分岐するとすぐ、カーブ上に荒尾駅がある。同駅を過ぎると住宅街を進みやがて美濃赤坂駅に至る。同駅からは貨物線の西濃鉄道市橋線が延びている。
本線は南荒尾信号場から関ケ原駅まで急勾配が続き、戦時中の輸送力増強の一環として勾配を10‰に緩和した迂回線が新設された。以来下り特急列車や貨物列車は迂回線を進む。トンネルを抜けつつ山沿いをカーブしながら進む迂回線にはかつて新垂井駅があった。一方、下り普通列車は通称：「垂井線」と呼ばれる線路を進む。この垂井線は正式には下り線である。この線路は25‰の勾配があり、途中に垂井駅がある。迂回線と上り線・垂井線が合流すると関ケ原駅に至る。関ケ原は交通の要衝であり、東海道新幹線・国道21号（中山道）・名神高速道路が東海道本線に寄り添っている。また、この付近は豪雪地帯である。
関ケ原駅から琵琶湖東岸までの区間は、当初は現在北陸本線の駅である長浜駅に向かい、同駅で連絡船に接続していたが、その後2度にわたる線路の付け替えで現在のルートになった。国道21号に沿って今須トンネルを抜けると東海道本線の最高地点（標高179m）を過ぎ、旧中山道の今須宿を過ぎて滋賀県に移り、柏原駅に至る。ここからは伊吹山と霊仙山に挟まれた盆地をΩ形にカーブを描いて進み、近江長岡駅付近では伊吹山の近くに迫る。この伊吹山山麓には住友大阪セメントのセメント工場があり、かつて近江長岡駅から工場への専用線が延びていた。醒井養鱒場の最寄駅である醒ケ井駅を過ぎて近江盆地の田園地帯に入ると、北陸自動車道と国道8号をくぐる。この付近にある下り第1閉塞信号機の地点で線路の管轄がJR東海からJR西日本に移る。上下線の間に機関区跡地が電留線として広がり、東海道新幹線が近づいて北陸本線と合流すると米原駅に至る。

### JR西日本区間

#### 米原駅 - 京都駅間

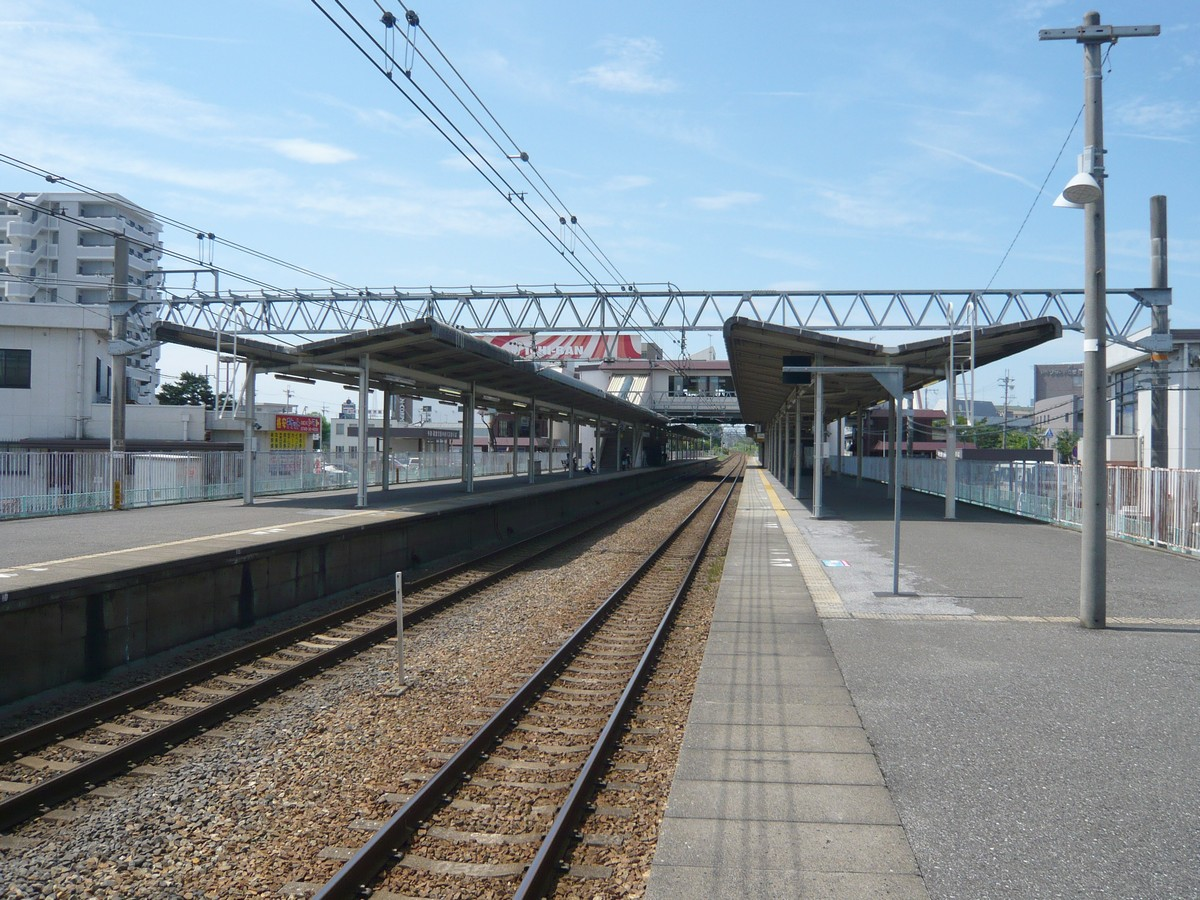
南彦根駅ホーム。米原 - 京都間では一部区間を除いて架線の吊架方式にツインシンプルカテナリー式が採用されている

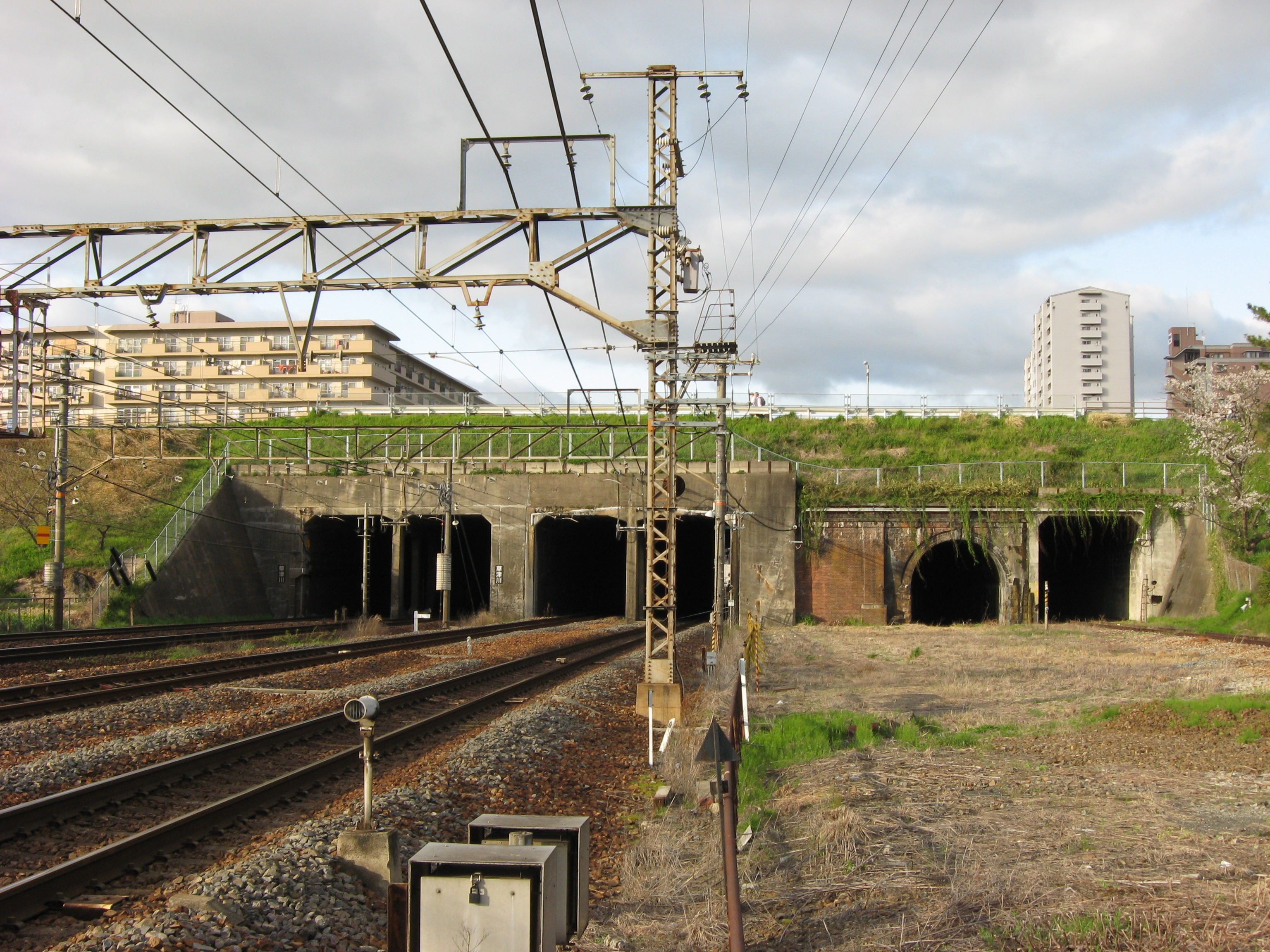
草津川トンネル

米原駅の在来線側はJR西日本が管轄するJR東海との境界駅で、東海道新幹線・北陸本線および近江鉄道本線と接続する。米原駅からは琵琶湖の東岸を経由して京都駅を目指し、この区間は民営化以降「琵琶湖線」の愛称で案内されている。そのうち彦根駅から野洲駅までの区間は朝鮮人街道とともに湖東平野を南西に進む。平坦地を通る曲線の少ない区間で沿線は田園地帯が多い。また米原駅 - 膳所駅間は丹那トンネル区間を除く新橋駅 - 神戸駅間で最後の開通区間である。米原駅を出ると貨物列車用発着線が広がり、左側には操車場跡地に建設され、JR各社の新幹線試験車両が静態保存されている鉄道総合技術研究所（JR総研）の風洞施設がある。やがて東海道新幹線や近江鉄道本線と分かれて琵琶湖寄りを進む。米原駅 - 彦根駅間はかつて湖岸（松原内湖）を通っていたが現在、内湖は埋め立てられている。近江鉄道本線に再び近づくと彦根駅で、同駅西側には彦根城がある。
彦根駅を出ると近江鉄道本線が同線彦根口駅付近まで左隣に並行。南彦根駅を出て、犬上川を渡って河瀬駅・稲枝駅を過ぎ、さらに愛知川を渡ると東近江市の能登川駅。能登川駅から安土方面へ進むと、かつては内湖（小中之湖）が迫り、内湖に突き出た安土山（安土城址）の風景を見ることができたが、戦中に埋められ干拓されている。腰越山トンネルをくぐって安土山南東側を通ると安土駅、そして近江商人の街並みや水郷への最寄り駅である近江八幡駅へ。同駅からは近江鉄道八日市線が接続する。篠原駅を出ると上下線の間に車両基地を挟み、野洲駅へ。このあたりから京都・大阪方面などへの通勤圏となり住宅が増えてくる。野洲川を渡ると守山駅、続いて栗東駅へ。それぞれの駅前にはマンション群がある。そして草津線が合流し草津駅に至る。
草津駅からは方向別複々線区間となり、そのうち京都駅までは1970年（昭和45年）に複々線化された区間。また名古屋市内で分かれていた国道1号（東海道）と再び並行する形となり、大津駅までは琵琶湖の南端を迂回する形で西へ進む。草津駅を出るとすぐに草津川トンネルをくぐり、次は南草津駅で、立命館大学びわこ・くさつキャンパスの最寄り駅でもある。瀬田駅から滋賀県の県庁所在地である大津市に入り、琵琶湖の南端から流れ出す瀬田川を渡る。石山寺や東レの本社工場の最寄り駅である石山駅と次の膳所駅では京阪石山坂本線が接続しており、両駅間で同線は東海道本線より琵琶湖寄りを通っている。膳所駅はかつて機関区も置かれていたことがあり、付近の線路は山越えに備えて高い位置に敷かれている。現在、ここからは1921年（大正10年）に完成した新逢坂山トンネル・東山トンネルを抜けて京都駅までほぼ直進するルートであるが、開業当初はここから逢坂山の山塊を避けて南側へ迂回し、現在の奈良線稲荷駅を経由して京都駅へ向かっていた。その途中には日本初の山岳トンネルであった逢坂山隧道があり、現在は京都大学地震予知研究センターがトンネル跡地を使用している。また、旧線跡の一部は後に名神高速道路の建設用地に転用された。
現ルートは膳所駅を出ると、左側に国道1号が並行。次の大津駅は過去に2度移転しており、前述の新逢坂山トンネル完成後に現在の場所となった。大津駅を出るとすぐに国道161号と京阪京津線をくぐり、新逢坂山トンネルを抜け、京都府京都市に入る。湖西線と合流し、京阪京津線・京都市営地下鉄東西線も接続する山科駅からは大きな築堤を進んで京津線を跨ぎ、東山トンネルを抜けて京都盆地に出ると東海道新幹線と並行し、京阪本線を跨ぐ。鴨川を渡ると南側から奈良線が近づき、国道24号を跨いで京都駅に至る。同駅は京都観光の玄関口であるとともに、JR在来線各線や東海道新幹線・近鉄京都線・京都市営地下鉄烏丸線が発着するターミナル駅。1997年（平成9年）に総ガラス張りの駅ビルが完成し、駅西側にはJR京都駅NKビルも開業している。

#### 京都駅 - 大阪駅間

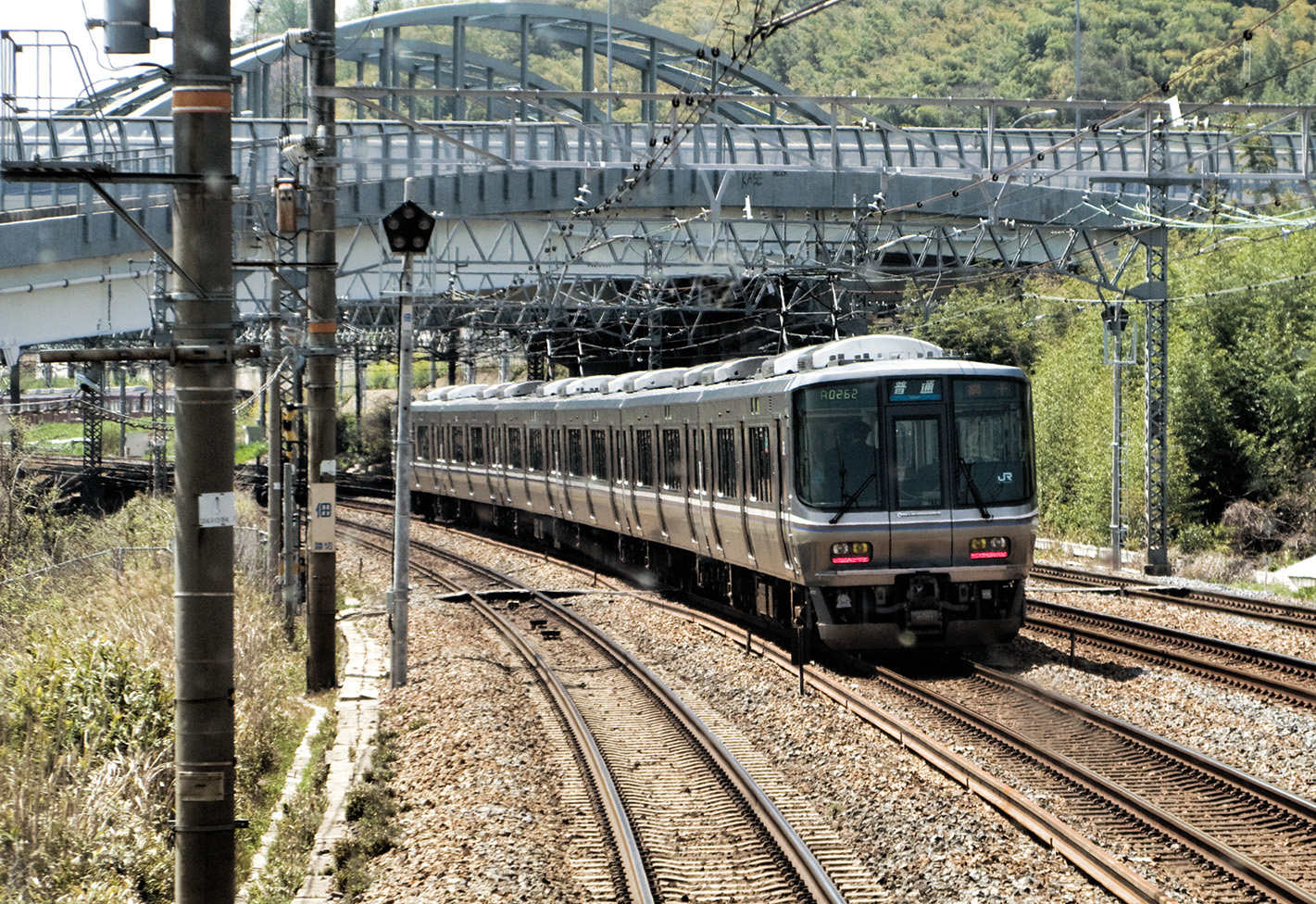
山崎駅付近

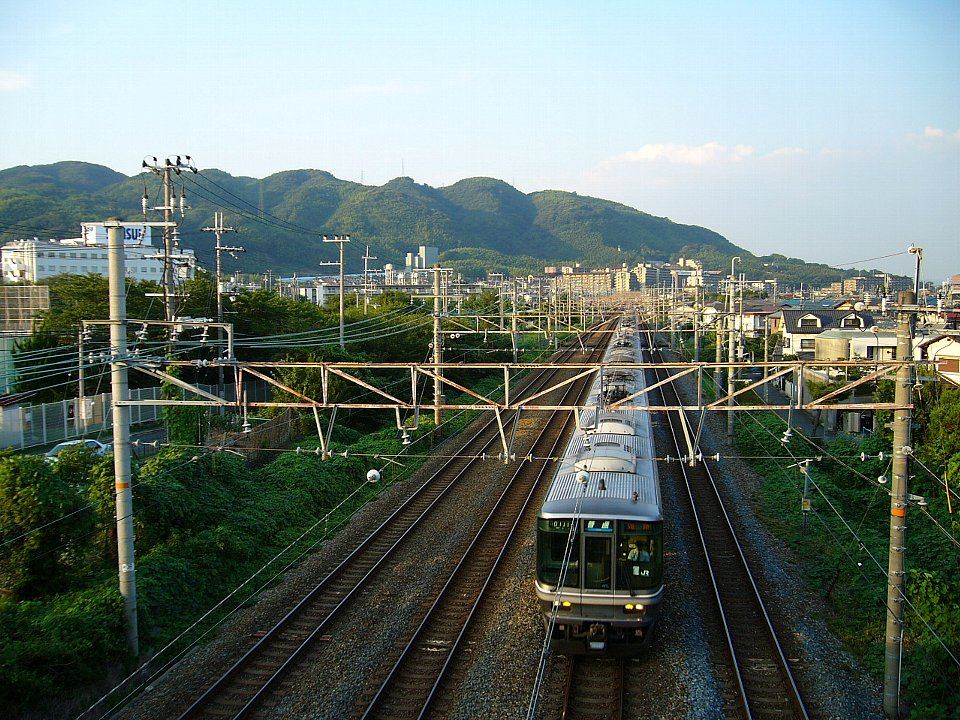
天王山をバックに大阪方面へ進む列車

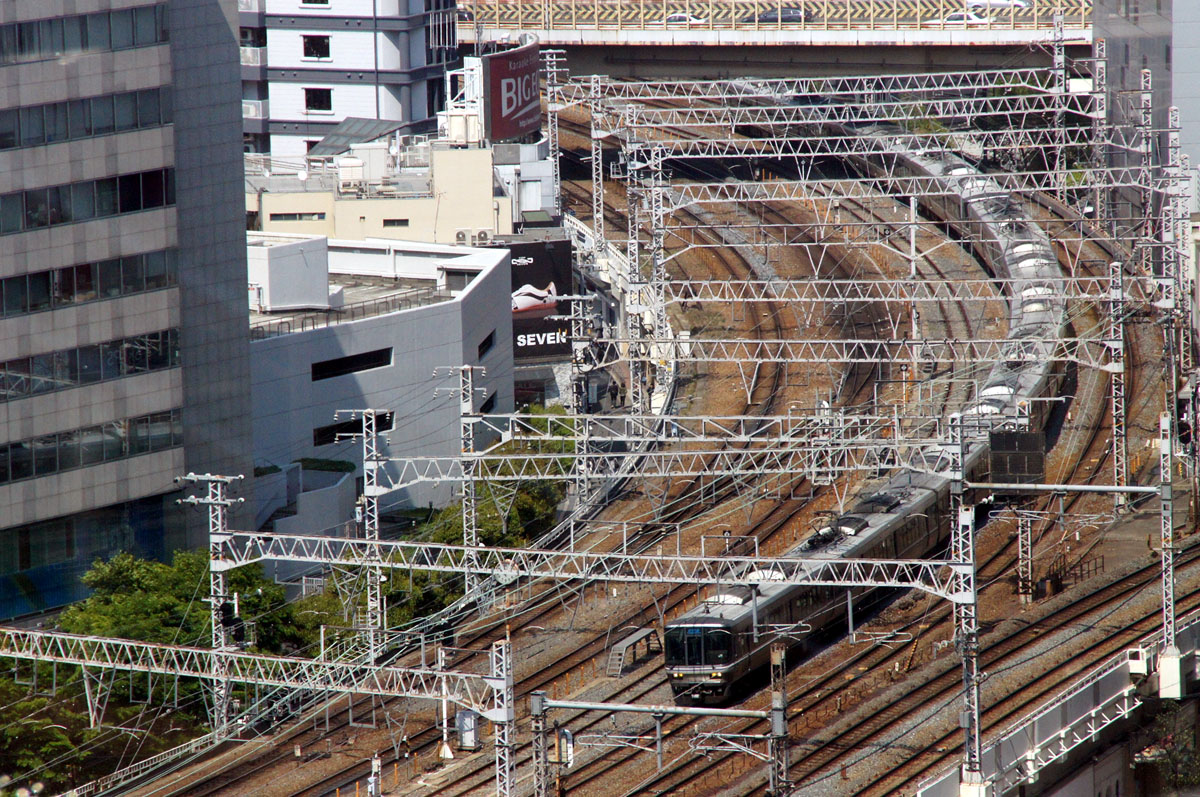
大阪駅手前。右下で分岐していく複線は大阪環状線

京都駅からは淀川の北側を東海道新幹線・阪急京都本線とともに大阪に向かって南西へ進み、また吹田市までは名神高速道路も近くを通る。一方、国道1号と京阪本線は淀川の対岸を経由する。この区間は民営化後「JR京都線」の愛称で案内されている。京都駅から向日町駅までは複々線に単線の貨物線を加えた5線区間となる。山陰本線（嵯峨野線）が北側へ離れた後、右側には京都鉄道博物館（元の梅小路蒸気機関車館）が、さらに先には京都貨物駅がある。同貨物駅からはかつて山陰本線丹波口駅への東海道本線貨物支線（山陰連絡線）が分岐し、山陰本線・東海道本線と合わせてデルタ線を形成していた。左隣に並行する東海道新幹線の線路が下り外側線の直上を通る区間に西大路駅が位置する。桂川を渡ると南方向へと向きを変え、貨物線が本線右側から左側へ移り桂川駅へ。京都市を出て向日町駅を過ぎると、左側には車両基地である吹田総合車両所京都支所（旧・向日町運転所→京都総合運転所）がある。この車両基地からの連絡線と合流すると長岡京駅に至る。
名神高速道路の天王山トンネル入口付近をくぐると、天王山と男山に挟まれた隘路に入り、左側から阪急京都本線が寄り添う。この山崎は古来から京都と大阪の交通路の隘路であり、狭い平地の中に東海道本線・阪急京都本線のほか、東海道新幹線・国道171号（西国街道）、淀川をはさみ京街道・京阪本線が寄り添う。阪急線を跨ぎ、淀川に張り出す天王山の麓をまわる途中に山崎駅がある。同駅のホームに京都府と大阪府の府境があり、周辺にはサントリー山崎蒸溜所がある。島本駅を過ぎると隘路を抜けて大阪平野に入り、右側の車両基地を過ぎて高槻駅に至る。
高槻駅から沿線は住宅地が中心となる。摂津富田駅・JR総持寺駅を過ぎると安威川を渡って茨木駅。その先で大阪モノレールや近畿自動車道・大阪中央環状線をくぐると貨物線が右側へ分岐し、貨客分離区間に入る。貨物線にはJR貨物の大阪貨物ターミナル駅からの支線が合流し、吹田駅手前まで吹田貨物ターミナル駅（吹田操車場跡）が広がる。旅客線の千里丘駅を過ぎ、岸辺駅の手前では阪急電鉄正雀工場とアルナ車両、同駅の先ではJR貨物吹田機関区・JR西日本吹田総合車両所がそれぞれ左側に広がる。吹田駅の先で阪急千里線を越え、右側の貨物線から分岐した片町線支線である城東貨物線が旅客線を乗り越えて南東側へ離れ、大阪東部を縦断するおおさか東線が梅田貨物線に合流する。旅客線の複々線と梅田貨物線・北方貨物線の計8本の線路で神崎川を渡ると大阪市に入り、戦前に計画された弾丸列車の接続駅となる予定だった東淀川駅。現在の新幹線接続駅である新大阪駅までは700mもなく、おおさか東線はこの駅には停車しない。北方貨物線が右側へ離れると、東海道・山陽新幹線における大阪の玄関口である新大阪駅。おおさか東線やOsaka Metro御堂筋線とも接続する。駅開業時は周囲に田園が広がる風景だったが、現在はビジネス街として発展している。なお、東海道本線開業時の吹田駅 - 大阪駅間のルートは現在の新大阪駅を通るルートではなく、現在の阪急京都線淡路駅を通るルートであった。大正期にルートが変更され、それまでの旧線は北大阪電気鉄道（現在の阪急千里線・京都線）の線路用地に転用された。
新大阪駅からは山陽新幹線が西へまっすぐ山陽方面へ向かうのに対し、東海道本線はU字型にカーブを描いて淀川対岸の大阪市街地を経由する。新大阪駅を出ると網干総合車両所宮原支所からの東回り回送線が合流し、阪急京都本線を乗り越えて淀川を渡る。渡り終えると並行していた梅田貨物線が右に離れ西九条駅方面へ向かう。HEP FIVEの観覧車の手前で右にカーブして南側から大阪環状線が近づくと大阪駅に至る。同駅には2011年（平成23年）に商業施設・大阪ステーションシティが開業した。周辺は梅田の繁華街であり、阪急各線や阪神本線の梅田駅、Osaka Metro御堂筋線・谷町線・四つ橋線の各駅およびJR東西線北新地駅がある。

#### 大阪駅 - 神戸駅間

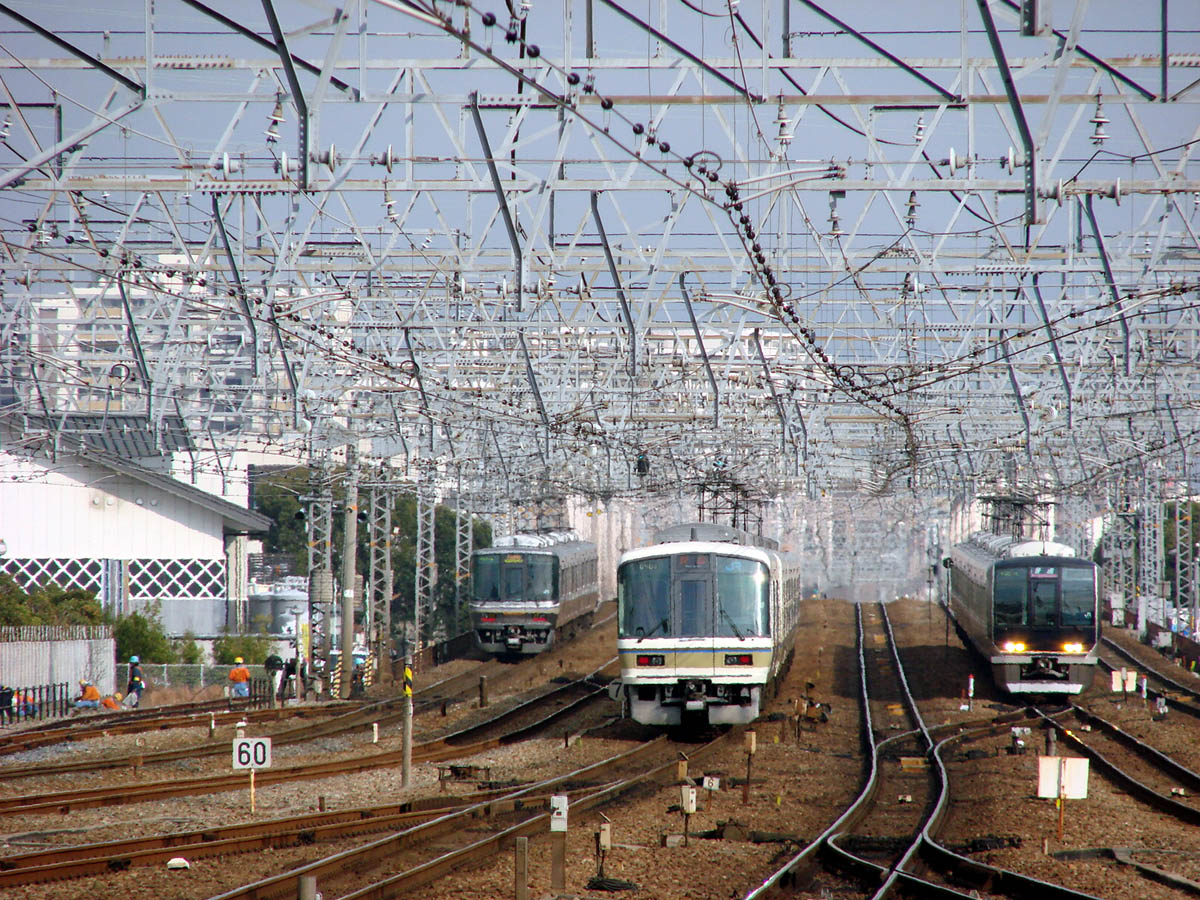
尼崎駅付近。JR東西線が合流する

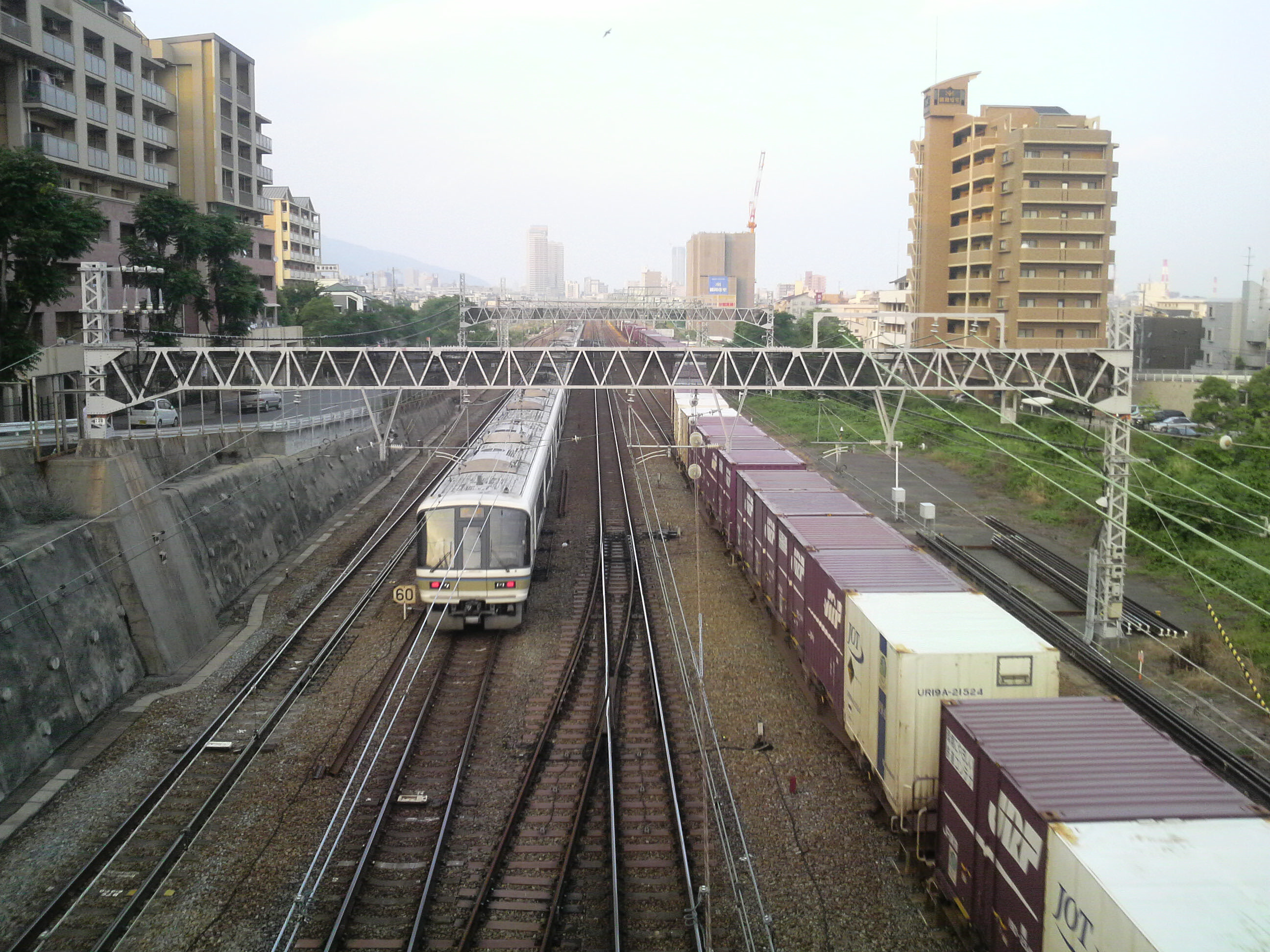
東灘信号場（2009年撮影。現在ここには摩耶駅がある）

大阪駅からは阪急神戸本線・阪神本線や国道2号・阪神高速3号神戸線とともに神戸を目指して西方向へ向かう。この大阪駅 - 神戸駅間は関西地区初の鉄道開業区間であり、新橋駅 - 横浜駅間に次いで歴史が古い。民営化後は「JR神戸線」の愛称で案内されている。大阪駅を出ると、東海道本線が大きく右にカーブする形で直進する大阪環状線と離れて梅田貨物線を跨ぎ、阪神高速11号池田線と並行して再び淀川を渡り塚本駅に至る。網干総合車両所宮原支所への西回り回送線が分岐し、江崎グリコ神崎工場を過ぎて北方貨物線が合流すると、阪神高速池田線が右側へ離れる。左にカーブすると地下を通るJR東西線の加島駅があるが、東海道本線に駅はない。同線はその先で東海道上下各外側線・内側線の間に現れる。神崎川を再び渡ると兵庫県尼崎市に入り、JR東西線と福知山線（JR宝塚線）が接続する尼崎駅に至る。
ここから芦屋駅付近までは再び住宅密集地の中を進む。尼崎市役所の最寄駅である立花駅を過ぎると武庫川を渡って西宮市に入り、すぐに甲子園口駅があるが、阪神甲子園球場へは阪神本線の甲子園駅のほうが近い。同駅を過ぎ、名神高速道路と阪急今津線をくぐると西宮駅。この付近からは国道2号と並行して大阪湾と六甲山地に挟まれた平地の住宅街を進み、内陸側の阪急と海側の阪神の線路も近づく。さくら夙川駅、続いて芦屋市に入り芦屋駅へ。天井川の芦屋川を芦屋川トンネルで抜けると神戸市に入る。
甲南山手駅を過ぎ、次の摂津本山駅は阪急の岡本駅と500mほどの位置にある。住吉川トンネルで天井川の住吉川の下を抜けると、左側から六甲ライナーが近づき住吉駅へ。同駅を出ると高架になり石屋川を渡る。ここにはかつて、天井川の石屋川をくぐる日本初の鉄道トンネル・石屋川トンネルがあった。阪神・淡路大震災による倒壊から再建された六甲道駅を過ぎると摩耶駅。ここはかつての東灘信号場で、神戸港駅につながっていた貨物支線（神戸臨港線）が分岐していた。そして灘駅を過ぎ、右隣に現れた阪急神戸本線と並行して高架線を進む。新生田川を渡ると三宮の市街地に入り、三ノ宮駅に至る。同駅は隣接する阪急神戸三宮駅・阪神神戸三宮駅とともに神戸市中心部のターミナルを形成しており、ポートライナー・神戸市営地下鉄も接続している。山陽新幹線の新神戸駅は六甲山地の麓にあり、地下鉄山手線で連絡している。
三ノ宮駅を出ると阪急神戸高速線と並行して高架線を進み、元町駅付近で同線が地下に潜る。同駅の高架下には元町高架通商店街があり、周辺には日本三大中華街の一つ・南京町がある。元町駅の次は神戸駅。メインターミナルとしての機能や賑わいは三ノ宮駅に譲るが、神戸ハーバーランドなどの開発が進み、湊川神社にも近い。東京駅から営業キロで589.5 km続いた東海道本線はこの駅で終点であるが、線路はこの先山陽本線へと続いている。

## データ

### 路線データ

#### 管轄・路線延長

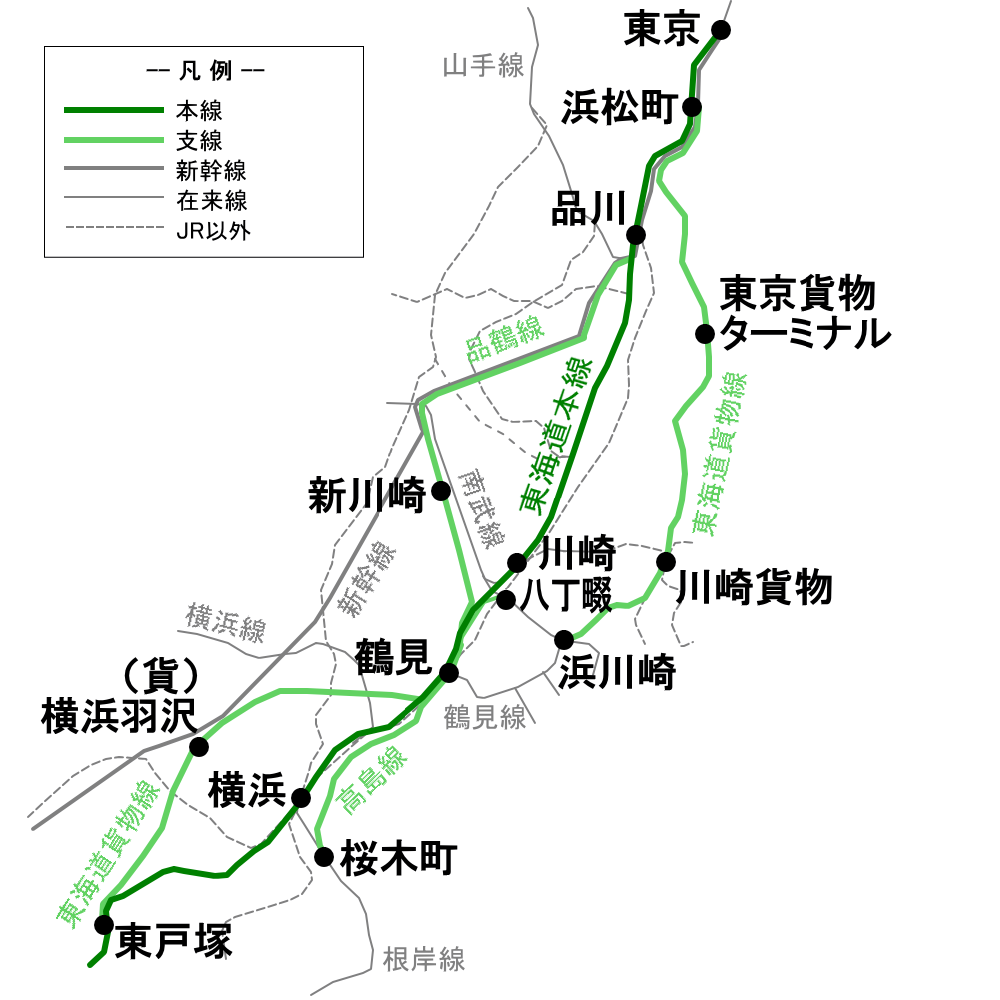
東京地区の本線と支線

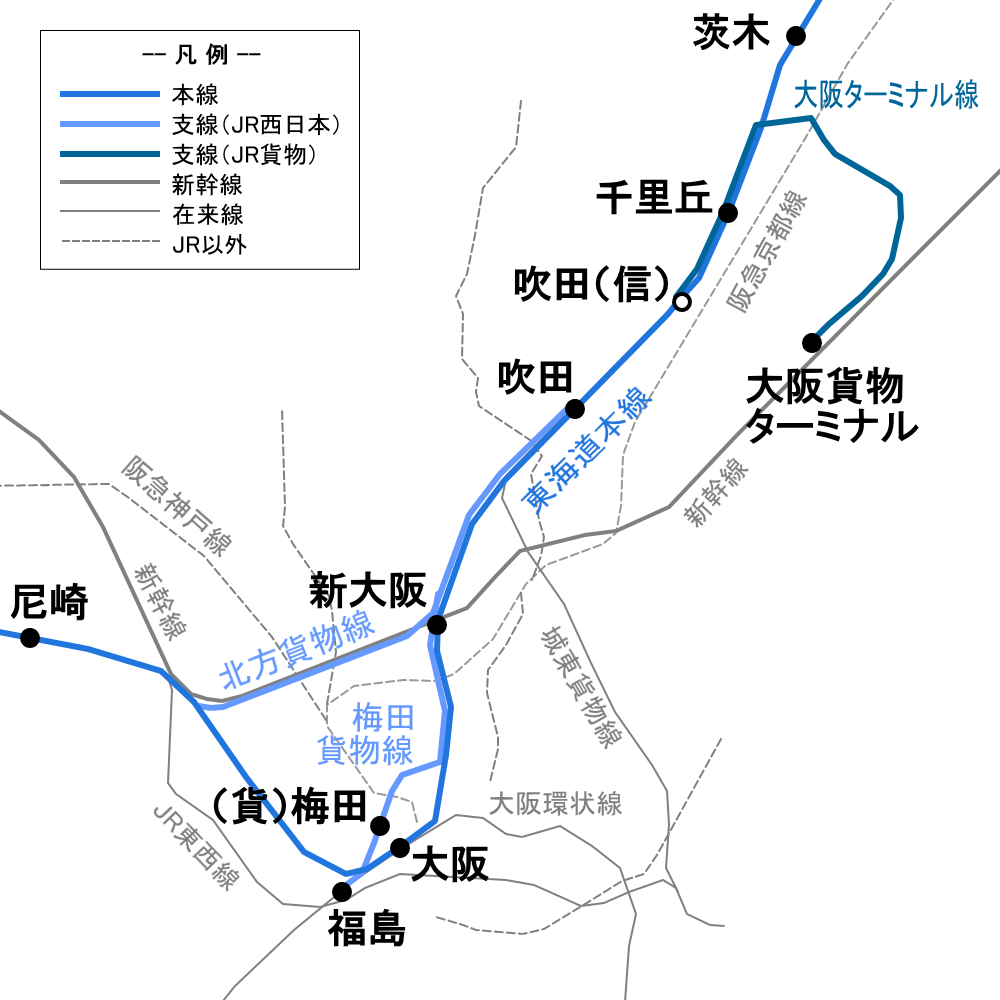
大阪地区の本線と支線（吹田貨物ターミナル駅開業以前）

営業キロ
全長706.8 km（支線含む。東京駅 - 神戸駅間589.5 km）
- 東日本旅客鉄道（JR東日本） - 第一種鉄道事業者 全長171.9 km
  - 東京駅 - 熱海駅間 104.6 km 
  - 品川駅 - 武蔵小杉駅 - 鶴見駅間 17.8 km（通称：品鶴線。横須賀線電車と湘南新宿ライン、相鉄線直通列車が走行）
  - 浜松町駅 - 東京貨物ターミナル駅 - 川崎貨物駅 - 浜川崎駅間 19.5 km（通称：東京貨物ターミナル支線）
  - 鶴見駅 - 八丁畷駅間 2.3 km（通称：東京貨物ターミナル支線または鶴塩線）
  - 鶴見駅 - 東高島駅 - 桜木町駅間 8.5 km（通称：高島線）
  - 鶴見駅 - 羽沢横浜国大駅・横浜羽沢駅 - 東戸塚駅間 16.0 km（通称：羽沢線。鶴見駅 - 羽沢横浜国大駅間は相鉄線直通列車が走行）

- 東海旅客鉄道（JR東海） - 第一種鉄道事業者 全長360.1 km
  - 熱海駅 - 米原駅間 341.3 km（金山駅 - 名古屋駅間3.3 kmは中央本線と重複）
  - 大垣駅 - 美濃赤坂駅間 5.0 km（通称：美濃赤坂線）
  - 大垣駅 - 旧・新垂井駅 - 関ケ原駅間 13.8 km（通称：新垂井線）

- 西日本旅客鉄道（JR西日本） - 第一種鉄道事業者 全長155.8 km
  - 米原駅 - 神戸駅間 143.6 km 
  - 吹田貨物ターミナル駅 - 宮原操車場 - 尼崎駅間 12.2 km（通称：北方貨物線）
  - 新大阪駅 - 大阪駅（うめきたエリア）- 福島駅間 (4.7 km)（旅客鉄道会社の営業キロ設定なし）

- 日本貨物鉄道（JR貨物）
  - 第一種鉄道事業区間 全長 8.7 km
    - 吹田貨物ターミナル駅 - 大阪貨物ターミナル駅間 8.7 km（通称：大阪貨物ターミナル支線）

  - 第二種鉄道事業区間
    - 品川駅 - 熱海駅間 (97.8 km)
    - 品川駅 - 新鶴見信号場間 (13.9 km)
      - 東海道本線の新鶴見信号場 - 鶴見駅間では、JR貨物の第二種鉄道事業は行われていない（武蔵野線として実施）。

    - 東京貨物ターミナル駅 - 浜川崎駅間 (12.9 km)
    - 鶴見駅 - 横浜羽沢駅 - 東戸塚駅間 (16.0 km)
    - 鶴見駅 - 八丁畷駅間 (2.3 km)
    - 鶴見駅 - 東高島駅 - 桜木町駅間 (8.5 km)
    - 熱海駅 - 米原駅間 (341.3 km)
    - 南荒尾信号場 - 関ケ原駅間 (10.7 km)
    - 南荒尾信号場 - 美濃赤坂駅間 (1.9 km)
    - 米原駅 - 神戸駅間 (139.0 km)（北方貨物線経由）
    - 吹田貨物ターミナル駅 - 大阪駅（うめきたエリア）- 福島駅間 (10.0 km)（通称：梅田貨物線）

支社ごとの管轄区間
- 東日本旅客鉄道首都圏本部 ： 東京駅 - 蒲田駅間、品川駅 - 西大井駅間、浜松町駅 - 東京貨物ターミナル駅間
- 東日本旅客鉄道横浜支社 ： 川崎駅 - 熱海駅間、武蔵小杉駅 - 鶴見駅間、川崎貨物駅 - 浜川崎駅間、鶴見駅 - 八丁畷駅間、鶴見駅 - 羽沢横浜国大駅・横浜羽沢駅 - 東戸塚駅間、鶴見駅 - 桜木町駅間
- 東海旅客鉄道静岡支社 ： 熱海駅（構内除く） - 新所原駅間
- 東海旅客鉄道東海鉄道事業本部（直轄） ： 新所原駅 - 米原駅間（両端駅構内除く、新垂井線含む）、大垣駅 - 美濃赤坂駅間
- 西日本旅客鉄道近畿統括本部（直轄） ： 米原駅 - 神戸駅間、吹田貨物ターミナル駅 - 福島駅間、吹田貨物ターミナル駅 - 宮原操車場 - 尼崎駅間

会社境界駅については、熱海駅はJR東日本、米原駅はJR西日本の管轄。JR東日本とJR東海との境界は熱海駅西側の丹那トンネル東口付近、JR東海とJR西日本との境界は米原駅東方。

#### 駅
駅数：185
- 旅客駅：173（起終点駅含む、品川駅 - 武蔵小杉駅 - 鶴見駅間、鶴見駅 - 羽沢横浜国大駅間、大垣駅 - 美濃赤坂駅間以外の支線の駅を除く）
  - JR東日本：37
    - 東海道本線所属駅のみに限定した場合、南武線所属の武蔵小杉駅が除外され36駅となる。

  - JR東海：84（熱海駅・米原駅を除く）
    - 東海道本線所属駅のみに限定した場合、中央本線所属の金山駅[98] が除外され83駅となる。

  - JR西日本：52
- 貨物駅：12（旅客併設駅を除く）

#### 線路・電化方式
軌間
1067mm
複線・単線区間
- 複々線以上：
  - JR東日本 ： 東京駅 - 小田原駅間
    - 東京駅 - 品川駅間は地上3複線＋地下複線の計4複線（8線）、鶴見駅 - 横浜駅間と東戸塚駅 - 大船駅間は3複線（6線）

  - JR東海 ： 名古屋駅 - 稲沢駅間
  - JR西日本 ： 草津駅 - 神戸駅間
    - 京都駅 - 向日町駅間は5線
    - 茨木駅 - 吹田駅間は6線
    - 吹田駅 - 新大阪駅間は8線

- 複線：
  - JR東日本 ： 小田原駅 - 熱海駅間、品川駅 - 武蔵小杉駅 - 鶴見駅間、浜松町駅 - 東京貨物ターミナル駅 - 浜川崎駅間、鶴見駅 - 八丁畷駅間、鶴見駅 - 東高島駅間、鶴見駅 - 横浜羽沢駅 - 東戸塚駅間
  - JR東海 ： 熱海駅 - 名古屋駅間、稲沢駅 - 米原駅間
  - JR西日本 ： 米原駅 - 草津駅間、新大阪駅 - 梅田信号場間、吹田貨物ターミナル駅 - 宮原操車場 - 尼崎駅間

- 単線：単線区間はすべて支線
  - JR東日本 ： 入江信号場 - 旧・新興駅間、東高島駅 - 桜木町駅間
  - JR東海 ： 南荒尾信号場 - 美濃赤坂駅間、南荒尾信号場 - 旧・新垂井駅 - 関ケ原駅間（下り専用の勾配緩和別線）
  - JR西日本 ： 大阪駅（うめきたエリア）- 福島駅間
  - JR貨物 ： 吹田貨物ターミナル駅 - 大阪貨物ターミナル駅間

電化区間
- 全線（直流1,500 V）

#### 運行管理
閉塞方式
- 下記以外 ： 自動閉塞式
- 東京駅 - 品川駅 - 横浜駅間の電車線（山手線・京浜東北線）
列車間の間隔を確保する装置（鉄道に関する技術上の基準を定める省令の解釈基準第54条第2項第2号に規定される、一段ブレーキ制御方式の自動列車制御装置）による方法
- 吹田貨物ターミナル駅 - 大阪貨物ターミナル駅間 ： 特殊自動閉塞式（軌道回路検知式）

保安装置
- JR東日本
  - D-ATC：東京駅 - 品川駅 - 横浜駅間の電車線
  - ATS-SN：東京貨物ターミナル駅 - 浜川崎駅間、鶴見駅 - 桜木町駅間
  - ATS-P：上記以外の区間

- JR東海
  - ATS-PT

- JR西日本
  - ATS-PおよびATS-SW（拠点P方式）

運転指令所
- JR東日本
  - 東京総合指令室 ： 
    - 東京駅 - 熱海駅間（東京駅 - 湯河原駅間 ATOS）
    - 品鶴線品川駅 - 武蔵小杉駅 - 鶴見駅間（ATOS）
    - 東海道貨物線浜松町駅 - 浜川崎駅間、八丁畷駅 - 東戸塚駅間（鶴見駅 - 東戸塚駅間 ATOS）

  - 熱海CTC ： 熱海駅 - （来宮駅） 間

- JR東海
  - 静岡総合指令所 ： （来宮駅） - 新所原駅間： (CTC)
  - 東海総合指令所 ： 新所原駅 - 米原駅間・大垣駅 - 美濃赤坂駅間 (CTC)

- JR西日本
  - 大阪総合指令所 ： 米原駅 - 神戸駅間 (CTC)

最高速度（電車および気動車）
- JR東日本
  - 東京駅 - 戸塚駅間 110 km/h
  - 戸塚駅 - 小田原駅間 120 km/h
  - 小田原駅 - 熱海駅間 110 km/h
  - 東京駅 - 品川駅 - 横浜駅間（電車線） 90 km/h
  - 浜松町駅 - 浜川崎駅間、八丁畷駅 - 大船駅間（東海道貨物線） 95 km/h
  - 大船駅 - 小田原駅間（東海道貨物線） 120 km/h
  - 鶴見駅 - 東高島駅 - 桜木町駅間（高島線） 95 km/h

- JR東海
  - 熱海駅 - 豊橋駅間 110 km/h
  - 豊橋駅 - 米原駅間 120 km/h
  - 南荒尾信号場 - 美濃赤坂駅間（支線） 85 km/h
  - 南荒尾信号場 - 垂井駅 - 関ケ原駅間（垂井線） 85 km/h

- JR西日本
  - 米原駅 - 神戸駅間 130 km/h

#### 旅客運賃・乗車券関連
旅客運賃体系
後述の電車特定区間を除いて幹線運賃
大都市近郊区間（旅客営業規則による）
- 東京近郊区間 ： 東京駅 - 熱海駅間、品川駅 - 武蔵小杉駅 - 鶴見駅間、鶴見駅 - 羽沢横浜国大駅間
- 大阪近郊区間 ： 米原駅 - 神戸駅間

電車特定区間
- JR東日本 ： 東京駅 - 大船駅間、品川駅 - 武蔵小杉駅 - 鶴見駅間、鶴見駅 - 羽沢横浜国大駅間
  - 東京駅 - 品川駅間は東京山手線内にも含まれる。

- JR西日本 ： 野洲駅 - 神戸駅間

IC乗車カード対応区間
- Suica首都圏エリア ： 東京駅 - 熱海駅間、品川駅 - 武蔵小杉駅 - 鶴見駅間、鶴見駅 - 羽沢横浜国大駅間
- TOICAエリア ： 熱海駅 - 米原駅、大垣駅 - 美濃赤坂駅間
- ICOCAエリア ： 米原駅 - 神戸駅間（全線PiTaPaポストペイサービス対象区間）

JR旅客会社間を跨る利用は定期券のみ対応。

### 駅一覧
この節では、当路線上に設置されている停車場（駅・信号場）を会社ごとに列挙する。本項目では全停車場の名称と主要な停車場（主に支線・他路線の分岐点や運行上の拠点駅）のキロ程のみを記し、詳細は地域ごとの路線記事・系統記事に記載する。また過去に存在した停車場についても触れる。
（貨）は貨物専用駅。◆・◇・■を付与した駅は貨物取扱駅を表す（◇は定期貨物列車発着なし、■はオフレールステーション）。（臨）は臨時駅を表す。支線・貨物線の名称は通称。

#### 東日本旅客鉄道

運行系統図

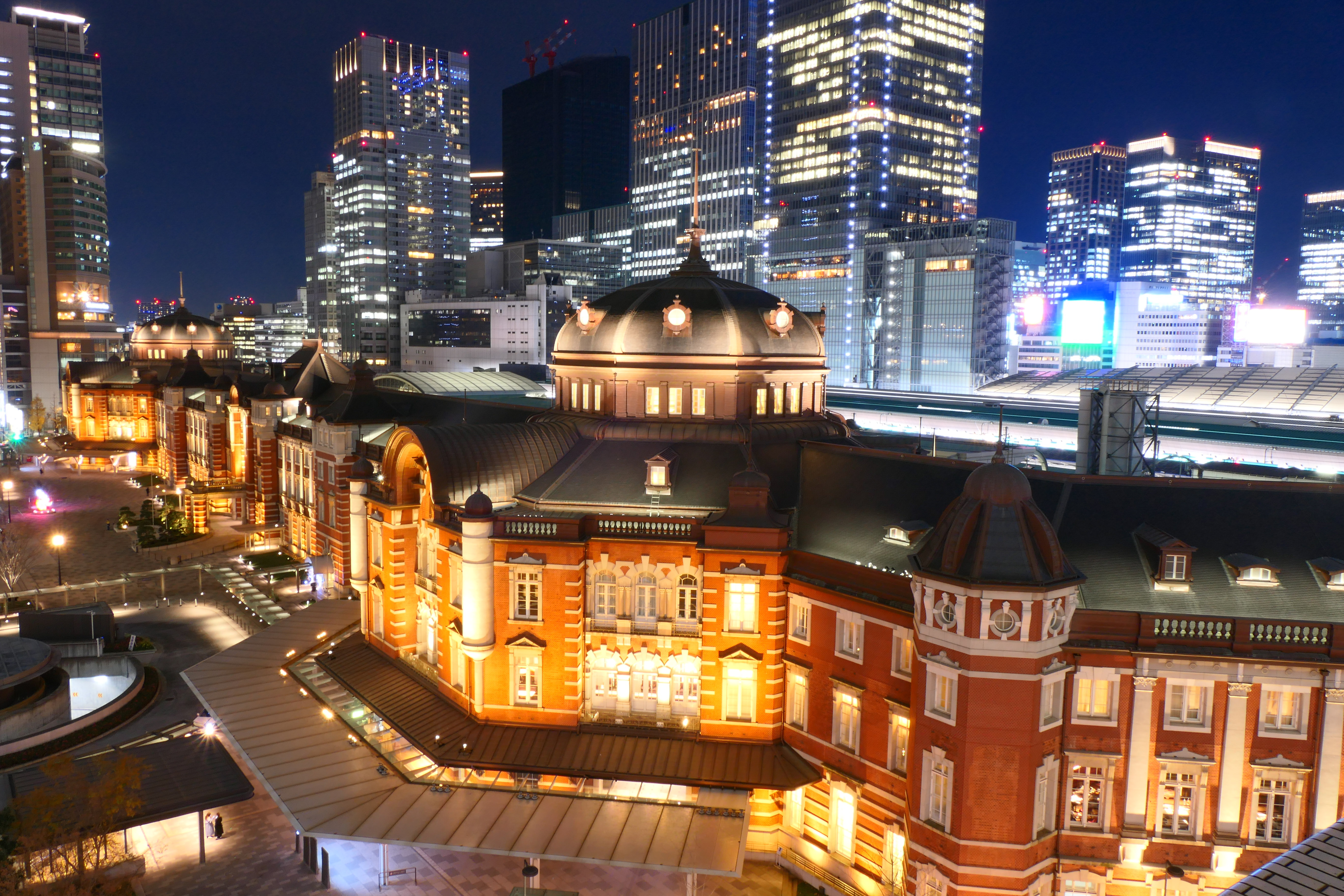
東京駅
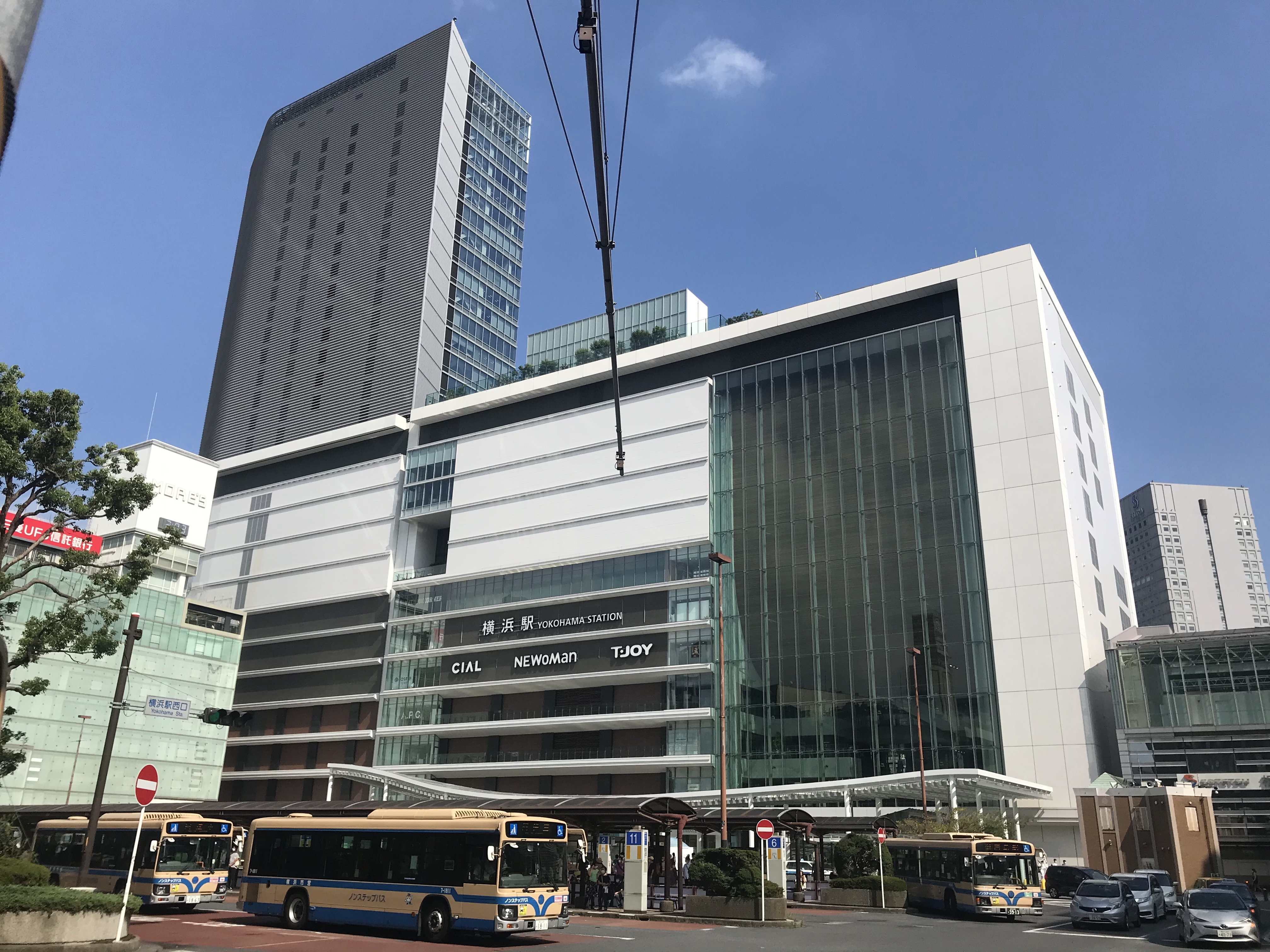
横浜駅
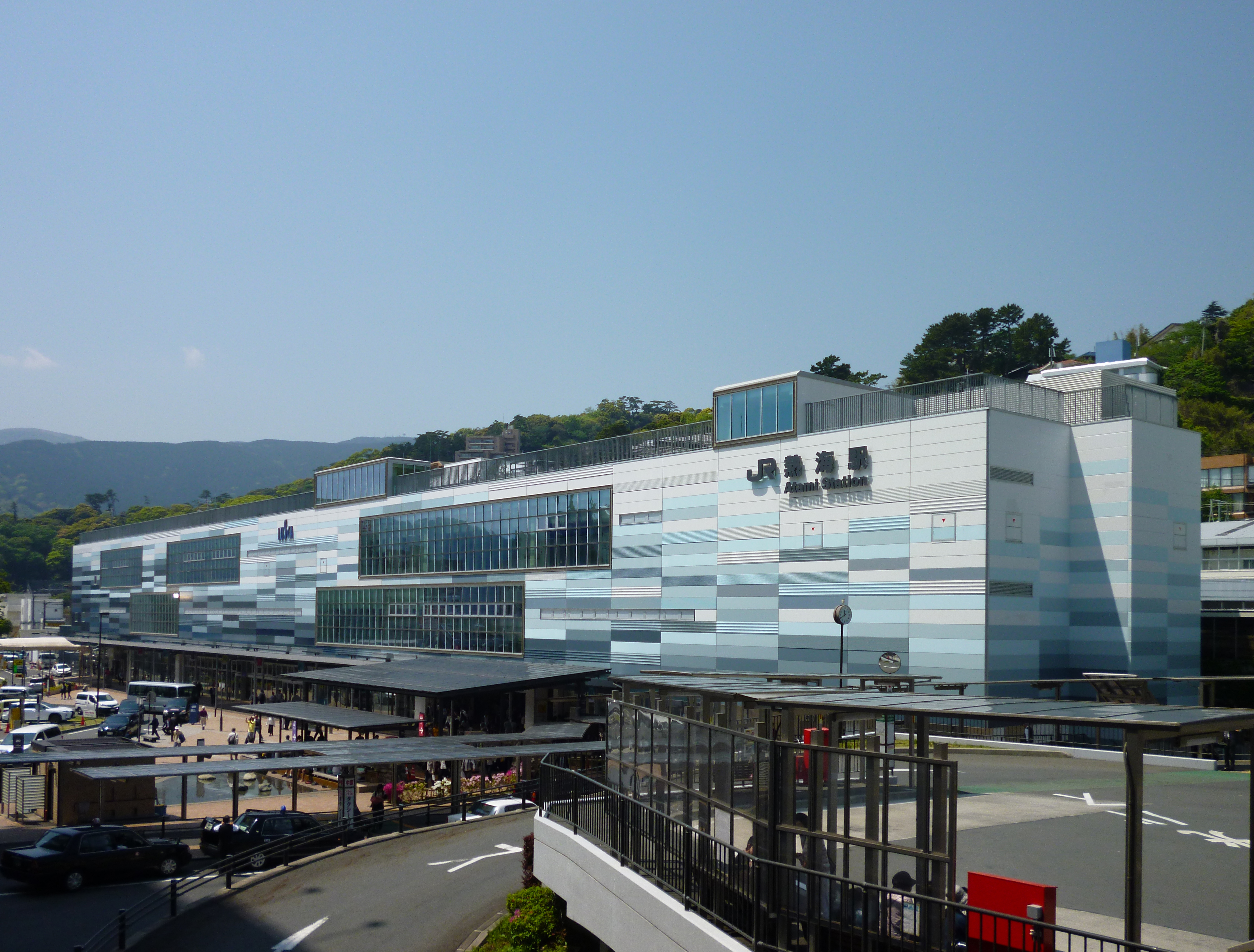
熱海駅

詳細は各運行系統記事（東海道線 (JR東日本)、湘南新宿ライン、横須賀・総武快速線、相鉄線直通・京浜東北線、山手線）および下に記された各支線記事を参照。
() 内は起点からの営業キロ
本線
東京駅 (0.0 km) - 有楽町駅 - 新橋駅 - 浜松町駅 - 田町駅 - 高輪ゲートウェイ駅 - 品川駅◇ (6.8 km) - 大井町駅 - 大森駅 - 蒲田駅 - 川崎駅 (18.2 km) - 鶴見駅 (21.7 km) - 新子安駅 - 東神奈川駅 (27.0 km) - 横浜駅 (28.8 km) - 保土ケ谷駅 - 東戸塚駅 (36.7 km) - 戸塚駅 - 大船駅 (46.5 km) - 藤沢駅 - 辻堂駅 - 茅ケ崎駅 (58.6 km) - 平塚駅 - （貨）相模貨物駅◆ - 大磯駅 - 二宮駅 - 国府津駅 (77.7 km) - （貨）西湘貨物駅◇ - 鴨宮駅◇ - 小田原駅◇ (83.9 km) - 早川駅 - 根府川駅 - 真鶴駅 - 湯河原駅 - 熱海駅 (104.6 km)
支線
品鶴線
品川駅 (0.0 km) - 西大井駅 - 武蔵小杉駅 (10.0 km) - 新川崎駅 - 新鶴見信号場 (13.9 km) - 鶴見駅 (17.8 km)
東海道貨物線
浜松町駅 (0.0 km) - （貨）東京貨物ターミナル駅◆ (6.6 km) - （貨）川崎貨物駅◆ - 浜川崎駅◇ (19.5 km)
鶴見駅 (0.0 km) - 八丁畷駅 (2.3 km)
鶴見駅 (0.0 km) - 羽沢横浜国大駅・（貨）横浜羽沢駅◆ (8.8 km) - 東戸塚駅 (16.0 km)
高島線（貨物線）
鶴見駅 (0.0 km) - （貨）東高島駅 - 桜木町駅 (8.5 km)
- 東京駅
- 横浜駅
- 熱海駅

#### 東海旅客鉄道
詳細は、熱海駅 - 豊橋駅間は「東海道線 (静岡地区)#駅一覧」、豊橋駅 - 米原駅間は「東海道線 (名古屋地区)#駅一覧」を参照。
() 内は起点（本線は東京駅、美濃赤坂線および新垂井線は大垣駅）からの営業キロ
本線
熱海駅 (104.6 km)  - 函南駅 - 三島駅◇ (120.7 km) - 沼津駅◆ (126.2 km) - 片浜駅 - 原駅◇ - 東田子の浦駅 - 吉原駅◇ - 富士駅◆ (146.2 km) - 富士川駅 - 新蒲原駅 - 蒲原駅 - 由比駅 - 興津駅 - 清水駅 - 草薙駅 - （貨）静岡貨物駅◆ - 東静岡駅 - 静岡駅 (180.2 km) - 安倍川駅 - 用宗駅 - 焼津駅 - 西焼津駅 - 藤枝駅 - 六合駅 - 島田駅◇ - 金谷駅 - 菊川駅 - 掛川駅 (229.3 km) - 愛野駅 - 袋井駅 - 御厨駅 - 磐田駅◇ - 豊田町駅 - 天竜川駅 - 浜松駅 (257.1 km) - （貨）西浜松駅◆ - 高塚駅 - 舞阪駅 - 弁天島駅 - 新居町駅 - 鷲津駅 - 新所原駅 - 二川駅 - 豊橋駅■ (293.6 km) - 西小坂井駅 - 愛知御津駅 - 三河大塚駅 - 三河三谷駅 - 蒲郡駅 - 三河塩津駅 - 三ケ根駅 - 幸田駅 - 相見駅 - 岡崎駅 (325.9 km) - 西岡崎駅 - 安城駅 - 三河安城駅 (336.3 km) - 東刈谷駅 - 野田新町駅 - 刈谷駅 - 逢妻駅 - 大府駅 (346.5 km) - 共和駅 - 南大高駅 - 大高駅 - 笠寺駅 - 熱田駅 - 金山駅 (362.7 km) - 尾頭橋駅 - 名古屋駅◇ (366.0 km) - 枇杷島駅 - 五条川信号場 - 清洲駅◇ - 稲沢駅◆ - 尾張一宮駅 - 木曽川駅 - 岐阜駅 (396.3 km) - 西岐阜駅 - （貨）岐阜貨物ターミナル駅◆ - 穂積駅◇ - 大垣駅 (410.0 km) - 南荒尾信号場 - 垂井駅 - 関ケ原駅 (423.8 km) - 柏原駅 - 近江長岡駅◇ - 醒ケ井駅 - 米原駅◇ (445.9 km)
支線
美濃赤坂線
大垣駅 (0.0 km) - 南荒尾信号場 (3.1 km) - 荒尾駅 - 美濃赤坂駅◆ (5.0 km)
新垂井線
大垣駅 (0.0 km) - 南荒尾信号場 (3.1 km) - 旧・新垂井駅 - 関ケ原駅 (13.8 km)

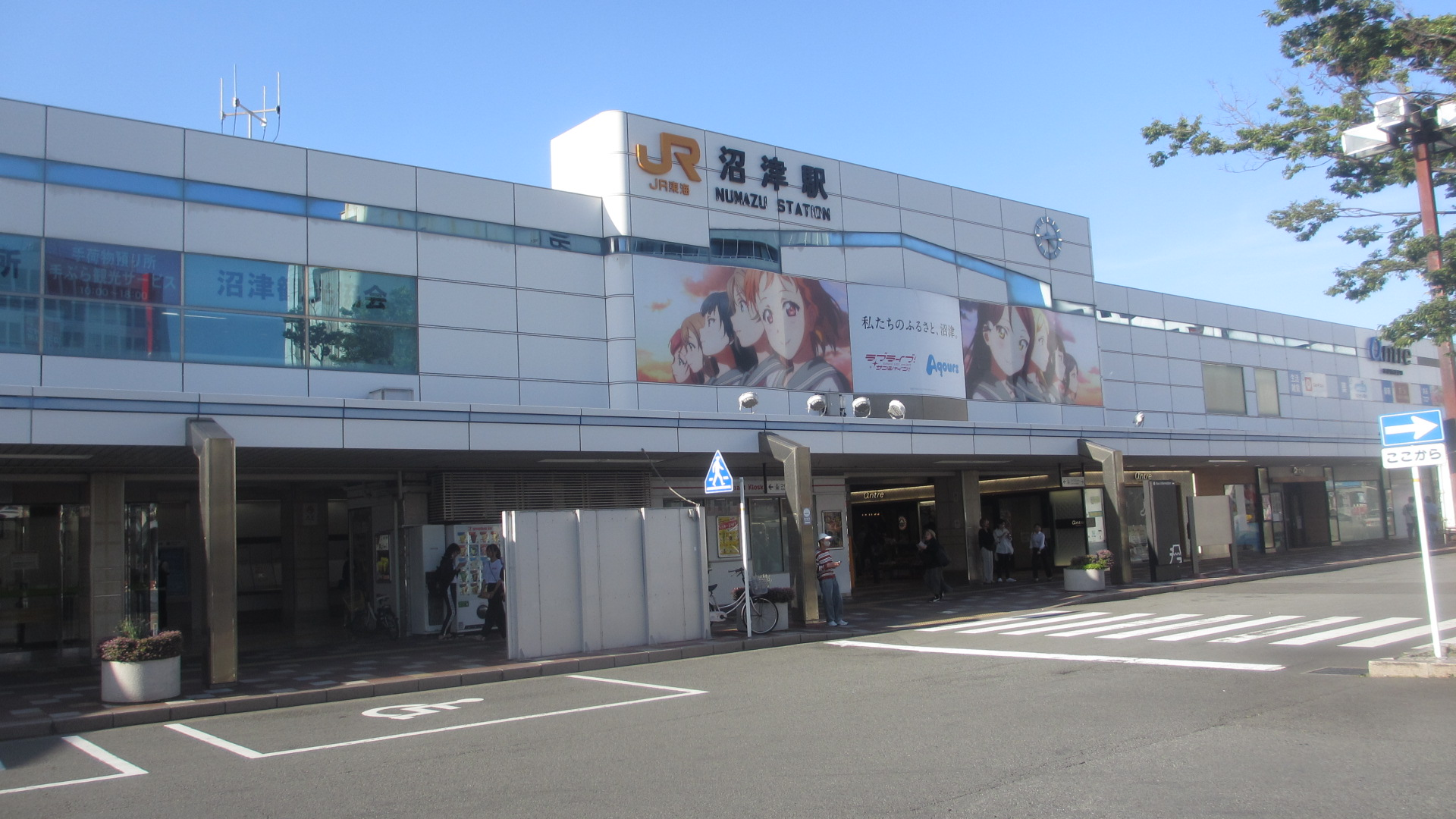
沼津駅
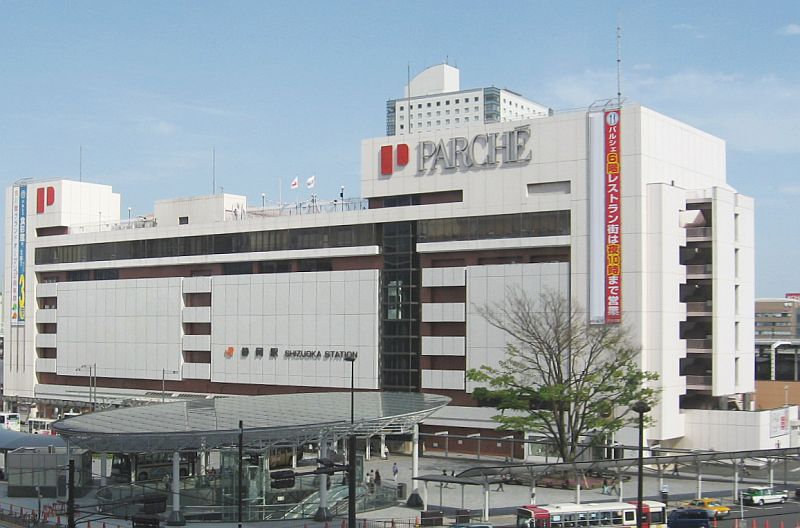
静岡駅
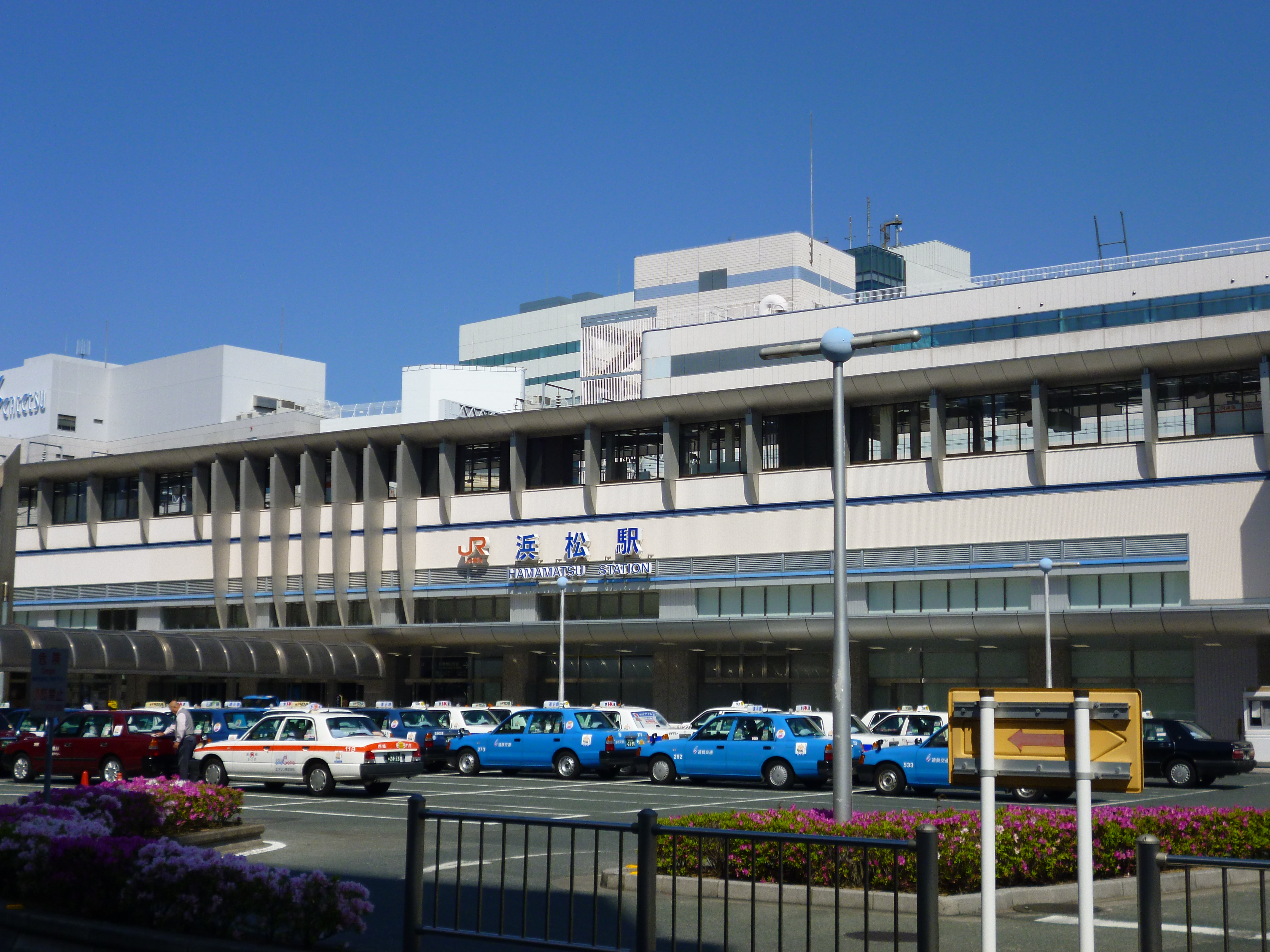
浜松駅
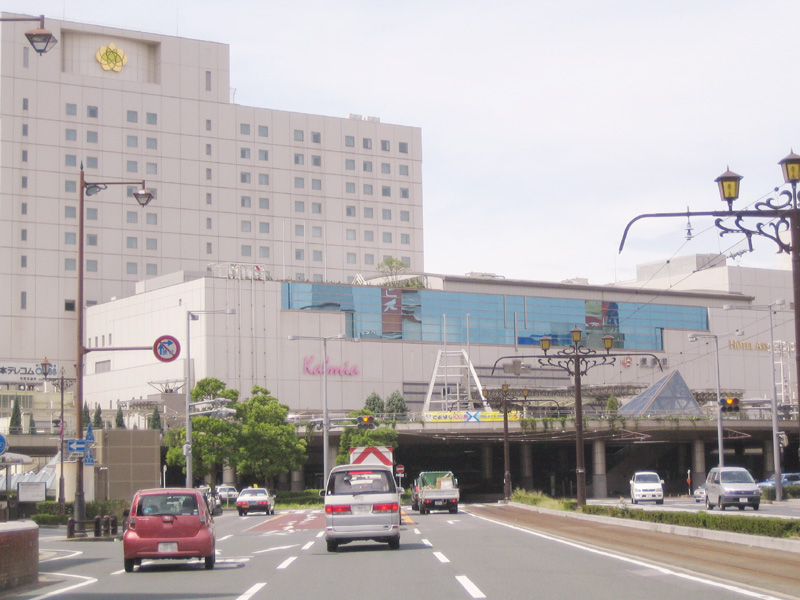
豊橋駅
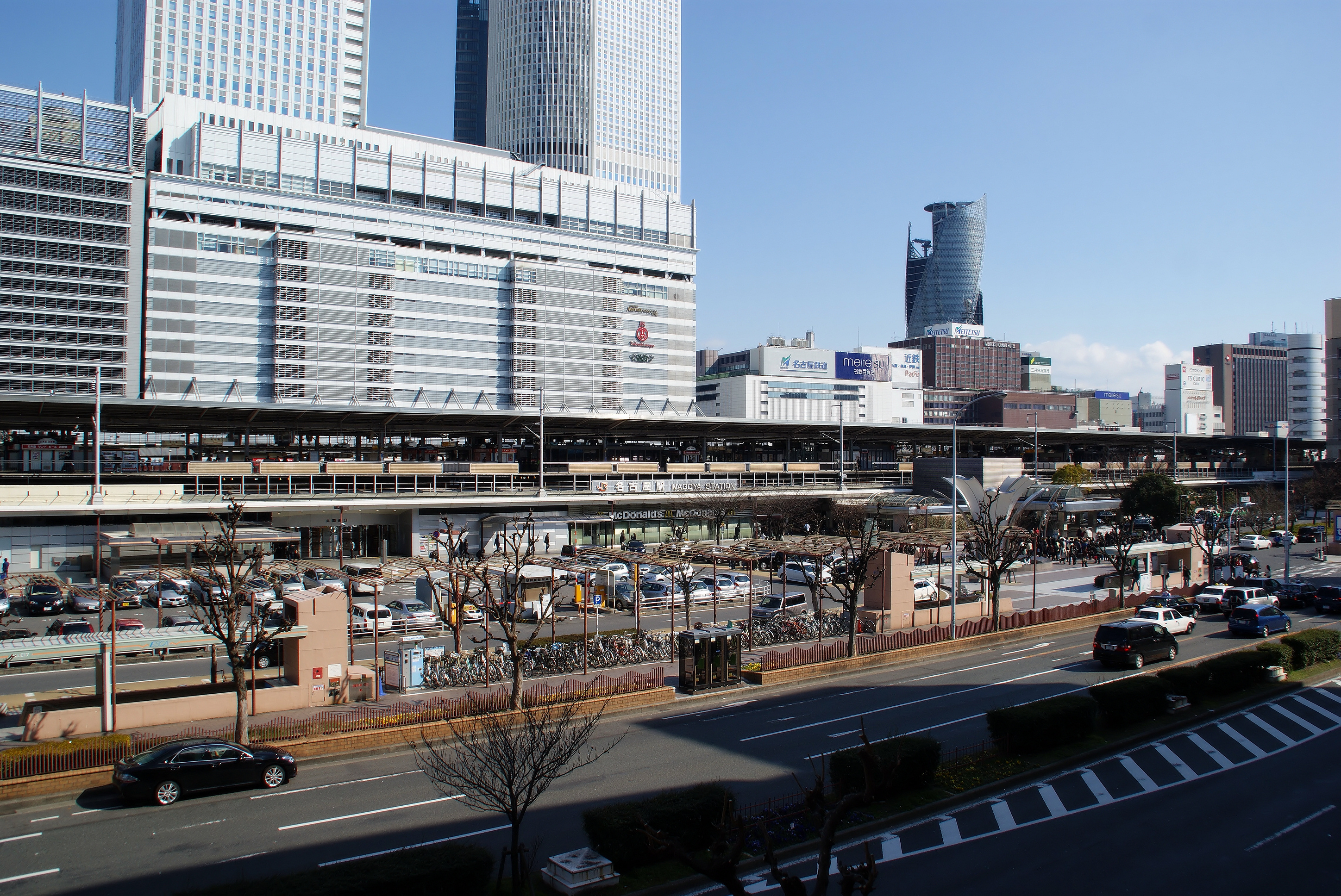
名古屋駅
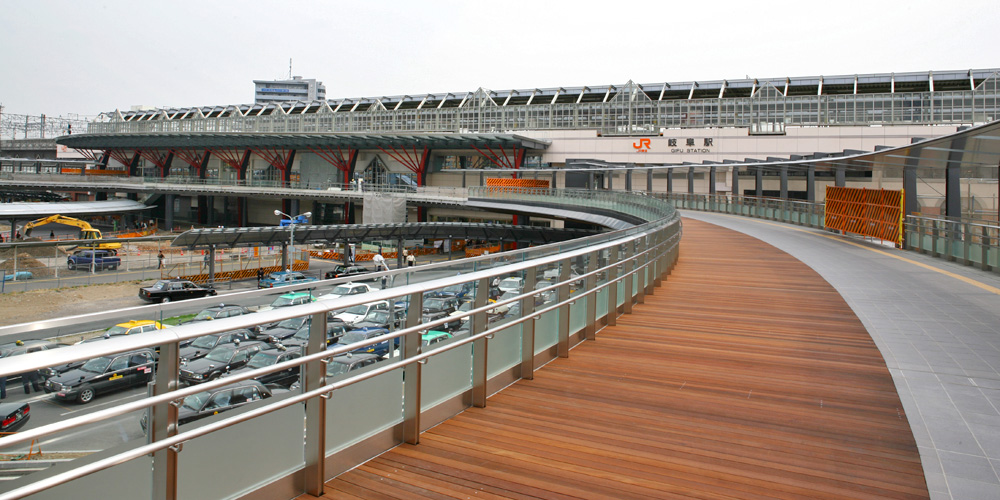
岐阜駅

#### 西日本旅客鉄道

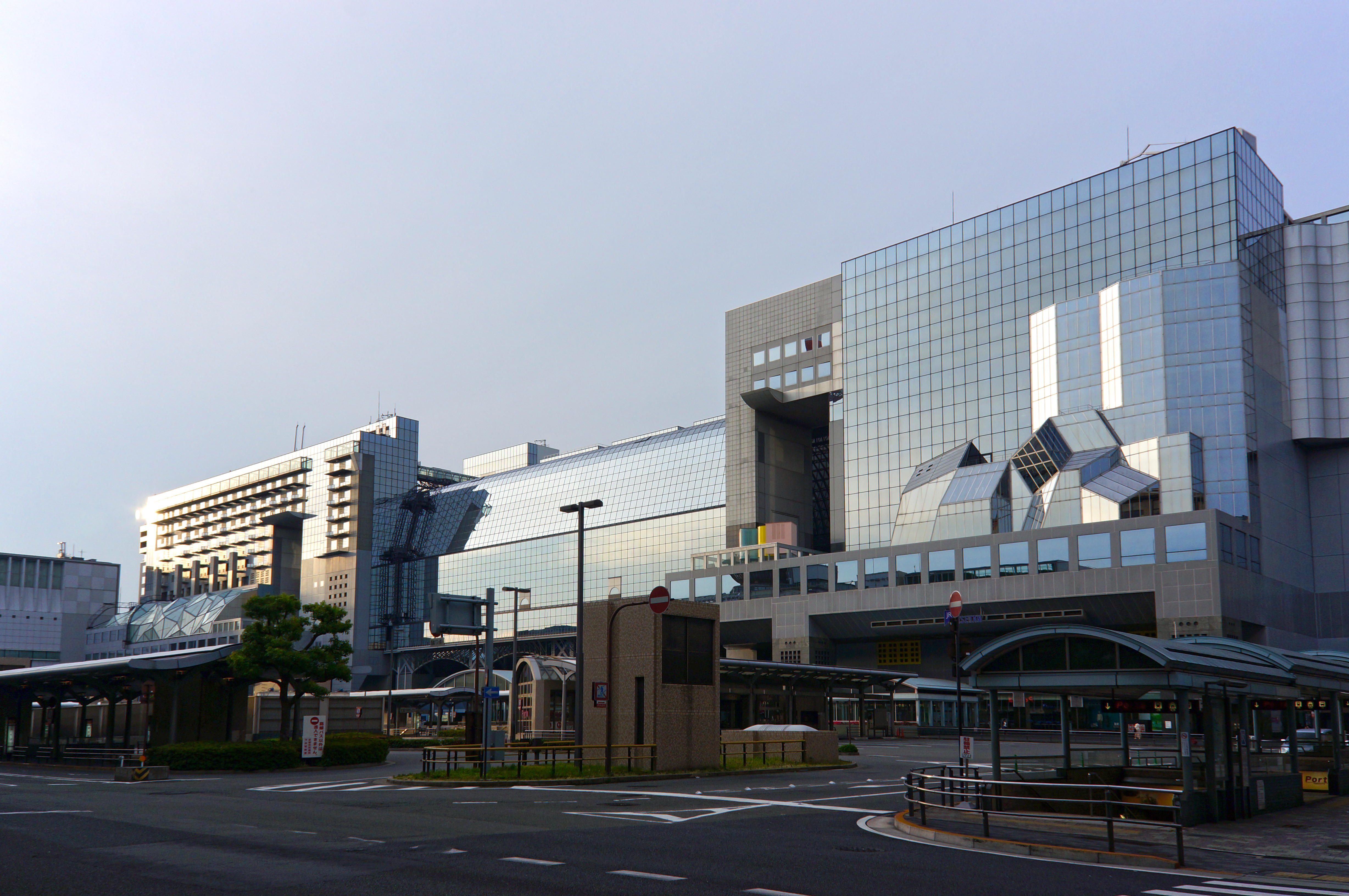
京都駅
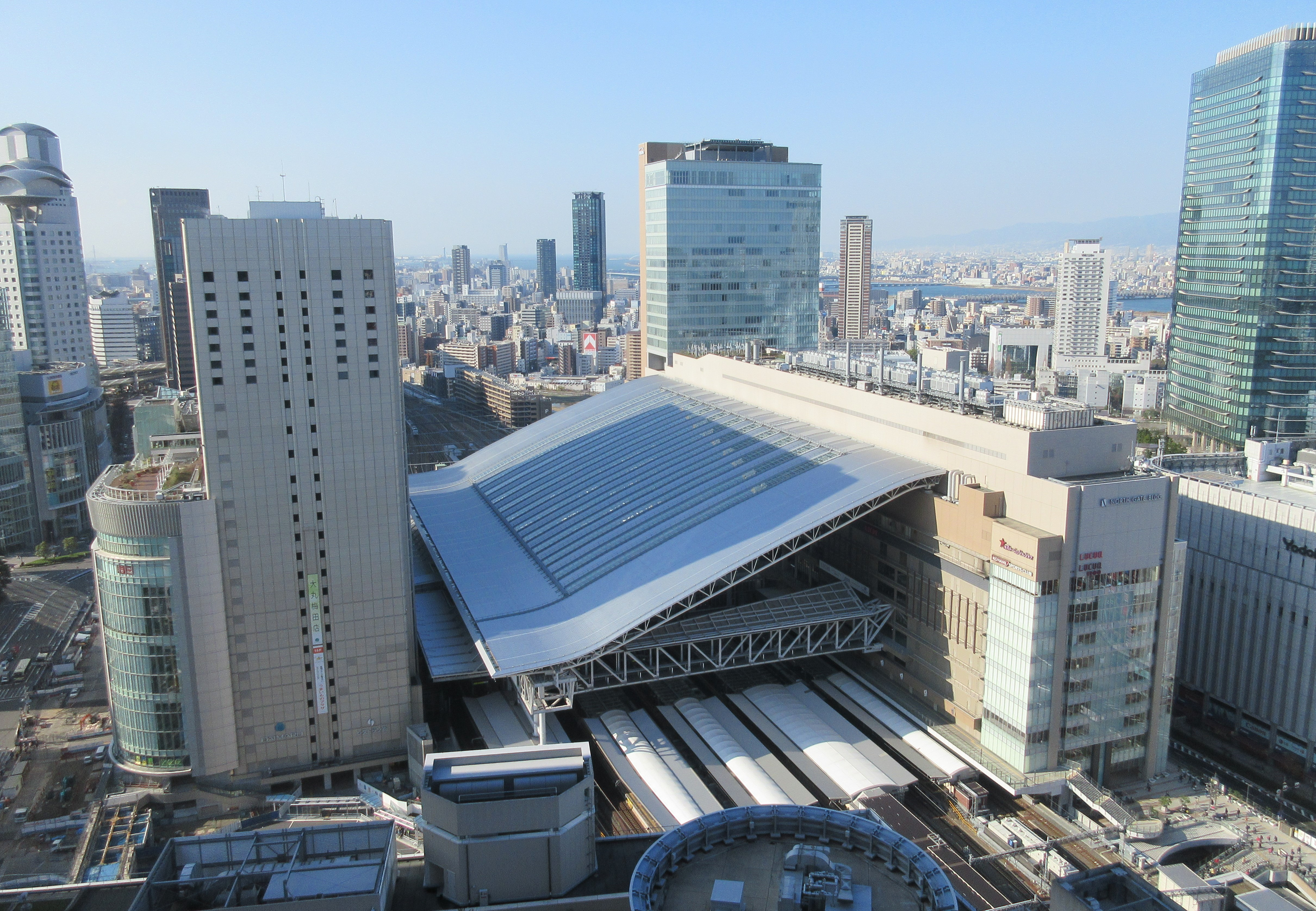
大阪駅
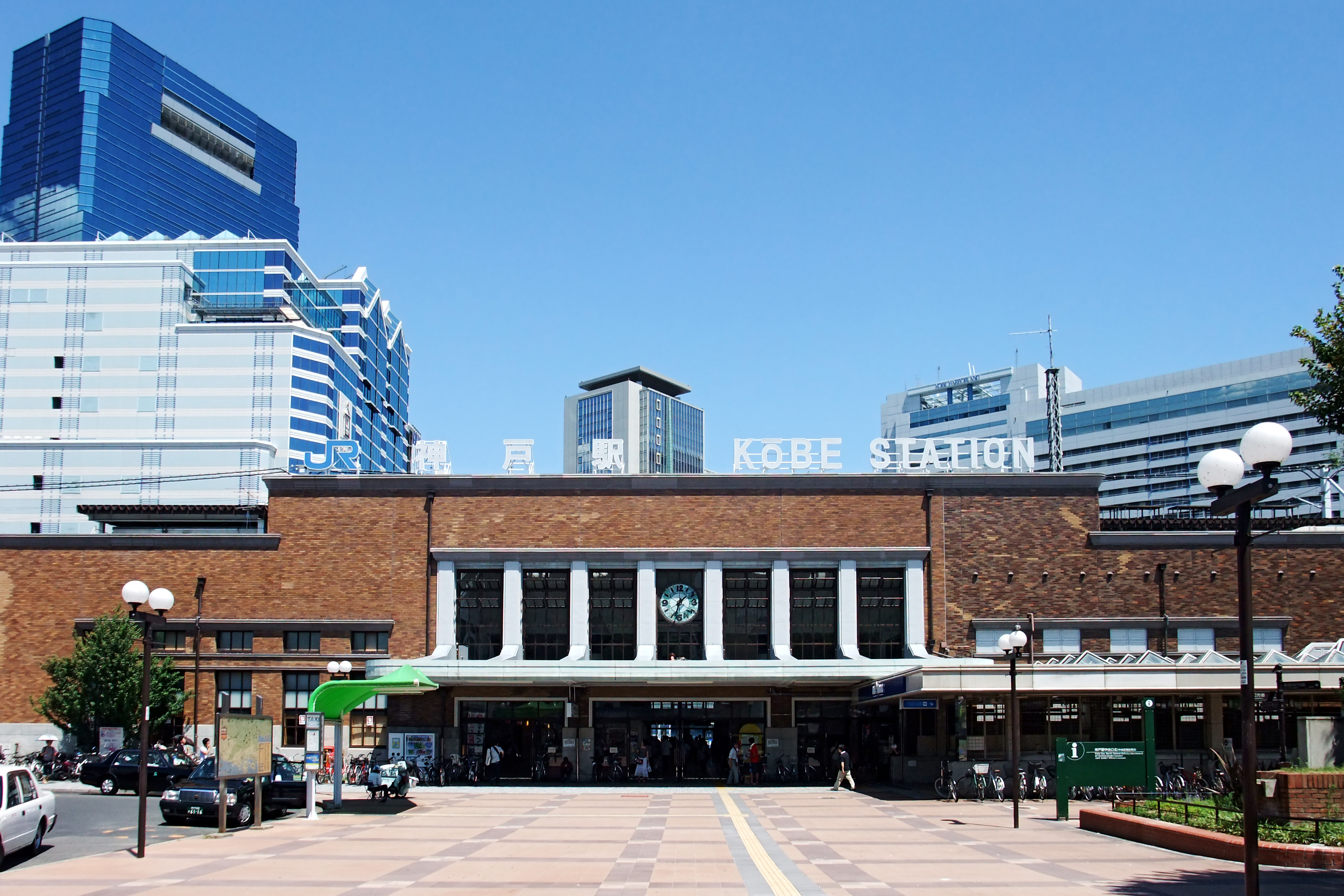
神戸駅

詳細は各愛称路線記事（米原駅 - 京都駅間は琵琶湖線、京都駅 - 大阪駅間はJR京都線、大阪駅 - 神戸駅間はJR神戸線）および下に記された各支線記事を参照。
() 内は起点（本線は東京駅）からの営業キロ
本線
米原駅◇ (445.9 km) - 米原操車場 - 彦根駅 - 南彦根駅 - 河瀬駅 - 稲枝駅 - 能登川駅 - 安土駅 - 近江八幡駅 - 篠原駅 - 野洲駅 (483.9 km) - 守山駅◇ - 栗東駅 - 草津駅 (491.4 km) - 南草津駅 - 瀬田駅 - 石山駅◇ - 膳所駅◇ - 大津駅 - 山科駅 (508.1 km) - 京都駅 (513.6 km) - （貨）京都貨物駅◆ (515.4 km) - 西大路駅 - 桂川駅 - 向日町駅◇ - 長岡京駅 - 山崎駅 - 島本駅 - 高槻駅 (535.2 km) - 摂津富田駅 - JR総持寺駅 - 茨木駅 - 千里丘駅 - 岸辺駅 - （貨）吹田貨物ターミナル駅◆ (547.3 km)  - 吹田駅 (548.8 km) - 東淀川駅 - 新大阪駅 (552.6 km) - 大阪駅 (556.4 km) - 塚本駅 - 尼崎駅 (564.1 km) - 立花駅 - 甲子園口駅 - 西宮駅 - さくら夙川駅 - 芦屋駅 - 甲南山手駅 - 摂津本山駅 - 住吉駅 - 六甲道駅 - 摩耶駅 - 灘駅 - 三ノ宮駅 (587.0 km) - 元町駅 - 神戸駅 (589.5 km)
支線
北方貨物線
（貨）吹田貨物ターミナル駅 (0.0 km) - 宮原操車場 - 尼崎駅 (12.2 km)
梅田貨物線
（貨）吹田貨物ターミナル駅 (0.0 km) - 新大阪駅 - 大阪駅（うめきたエリア）- 福島駅 (10.0 km)
- 京都駅
- 大阪駅
- 神戸駅

#### 日本貨物鉄道
貨物支線（大阪貨物ターミナル支線）
（貨）吹田貨物ターミナル駅 (0.0 km) - （貨）大阪貨物ターミナル駅◆ (8.7 km)

#### 未成線
南方貨物線
大府駅 - 笠寺駅 - （貨）名古屋貨物ターミナル駅
※後述の西名古屋港線とあわせ、貨物列車のバイパスとする予定の路線であったが、工事凍結となった。

#### 廃止区間
( ) 内は起点からの営業キロ。駅名・施設名は廃止時点のもの。廃止年は全廃時。
貨物支線（芝浦線・1985年廃止）
汐留駅 (0.0 km) - 芝浦駅 (2.8 km)
貨物支線（東京市場線・1984年廃止）
汐留駅 (0.0 km) - 東京市場駅 (1.1 km)
貨物支線（東海道貨物線）
（1996年廃止）
品川駅 (0.0 km) - 浜松町駅 (3.7 km)
（1973年廃止）
川崎駅 (0.0 km) - 小田操車場 (2.3 km) - 浜川崎駅 (4.1 km)
貨物支線（高島線)
（新興線・2010年事実上廃止、2019年営業キロ設定廃止）
入江駅 (0.0km) - 新興駅 (2.7km)
（瑞穂線・1958年廃止）
東高島駅 (0.0 km) - 千若信号場 - 瑞穂駅 (2.2 km)
（横浜市場線・1982年廃止）
東高島駅 (0.0 km) - 横浜市場駅 (1.2 km)
（表高島線・1982年廃止）
高島駅 (0.0 km) - 表高島駅 (1.3 km)
（横浜臨港線・1987年廃止）
高島駅 (0.0 km) - 東横浜駅 (1.8 km) - 横浜港駅 (4.3 km)
（山下臨港線・1986年廃止）
横浜港駅 (0.0 km) - 山下埠頭駅 (2.0 km)
（東高島線・1959年廃止）
東神奈川駅 (0.0 km) - 東高島駅 (1.5 km)
（保土ケ谷線・1929年廃止）
高島駅 (0.00 km) - 程ヶ谷駅 (3.38 km、2.1マイル)
貨物支線（1959年廃止）
東神奈川駅 (0.0 km) - 海神奈川駅 (2.0 km)
支線（1915年廃止）
桜木町駅 (0.00 km) - 保土ケ谷駅 (4.02 km)
貨物支線（1924年廃止）
平塚駅 (0.00 km) - 平塚支線駅（1.61 km）
旧線（1934年に御殿場線に改称）
国府津駅 (0.0 km) - 下曽我駅 (3.8 km) - 松田駅 (10.2 km) - 山北駅 (15.9 km) - 谷峨信号場 (20.0 km) - 駿河駅（現在の駿河小山駅）(24.6 km) - 足柄信号場 (28.9 km)  - 御殿場駅 (35.5 km) - 富士岡信号場 (40.6 km) - 岩波信号場 (45.3 km) - 裾野駅 (50.7 km) - 三島駅（初代。現在の下土狩駅）(55.6 km) - 沼津駅 (60.2 km)
※谷峨・足柄・富士岡・岩波の4信号場は後に駅に変更されている。
貨物支線（沼津港線・1974年廃止）
沼津駅 (0.0 km) - 沼津港駅 (3.0 km)
貨物支線（古渡線・1930年廃止）
熱田駅 (0.0 km) - 古渡信号場 (1.8 km) - 千種駅 (4.8 km)
貨物支線（名古屋港線)
（2024年廃止）
山王信号場 (0.0 km) - ナゴヤ球場正門前駅 (0.7 km) - 八幡信号場（1.2 km）- 東海橋乗降場（4.2 km） - 名古屋博覧会前駅（4.7 km） - 名古屋港駅 (6.2 km) - 堀川口駅 (9.6 km)
（白鳥線・1982年廃止）
八幡信号場（0.0 km） - 白鳥駅 (1.9 km) - 名古屋市場駅（3.1 km）
貨物支線（西名古屋港線・2004年廃止）
名古屋駅 (0.0 km) - 名古屋貨物ターミナル駅 (3.9 km) - 西名古屋港駅 (12.6 km)
※名古屋臨海高速鉄道（あおなみ線）に転換。
旧線（1899年廃止）
関ケ原駅 (0.00 km) - （貨）深谷駅 (7.34 km) - 春照駅 (10.60 km) - 上阪駅 - 長浜駅 (23.03 km)
（貨）深谷駅 (0.00 km) - 近江長岡駅 (2.88 km)
※春照駅、上阪駅は廃線前に廃止
貨物支線（浜大津線・1969年廃止）
膳所駅 (0.0 km) - 浜大津駅 (2.2 km)
※1913年以前は大津線。旅客営業廃止と同時に東海道本線の貨物支線に変更。
旧線（1921年廃止）
膳所駅 (0.0 km) - 大谷駅 (3.06 km) - 大塚信号所 (6.12 km) - 山科駅 (8.53 km) - 稲荷駅 (13.3 6km) - 京都駅 (16.25 km)
※稲荷駅 - 京都駅間は現在の奈良線。
貨物支線（京都市場線・1984年廃止）
梅小路駅 (0.0 km) - 京都市場駅 (2.8 km)
貨物支線（山陰連絡線・2016年廃止）
京都貨物駅 (0.0 km) - 丹波口駅 (3.3 km)
支線（安治川支線・1877年廃止）
大阪駅 (0.00 km) - 安治川駅 (2.82 km)
貨物支線（尼崎市場線・1980年廃止）
尼崎駅 (0.0 km) - 尼崎市場駅 (1.5 km)
貨物支線（神戸臨港線）
（本線・2003年廃止）
東灘信号場 (0.0 km) - 神戸港駅 (3.4 km) - 湊川駅 (5.8 km)
（支線・1986年廃止）
神戸港駅 (0.0 km) - 摩耶埠頭駅 (4.5 km)

#### 廃駅
#廃止区間にある駅を除く。
- 呉服橋駅：1914年廃止、東京駅北方（-0.3 km付近）
- 神奈川駅：1928年廃止、東神奈川駅 - 横浜駅間（28.2 km付近）
- 平沼駅：1915年廃止、横浜駅南方（29.5 km付近）
- 興津川駅：1890年廃止、由比駅 - 興津駅間
- 清見寺仮乗降場：1907年廃止、興津駅 - 清水駅間
- （臨）袖師駅：1971年廃止、興津駅 - 清水駅間 (166.7 km)
- （貨）笹島駅：1986年廃止、名古屋駅同一地点扱い (366.0 km)
- 新垂井駅：1986年廃止、大垣駅 - 関ケ原駅間（下り専用線、大垣駅起点8.1 km）
- 大宮通仮停車場：1877年廃止、梅小路駅付近
- 戎仮乗降場：1915年廃止、西宮駅 - 芦屋駅間（574.5 km付近）
- 岡本仮乗降場：1915年廃止、摂津本山駅・甲南山手駅付近（初代・2代目は578.2 km付近、3代目は576.6 km付近）
- （貨）東灘駅：1972年廃止、後の東灘信号場→摩耶駅 (583.7 km)
- 汐留駅：1986年廃止、品川 - 東京貨物ターミナル間（品川起点4.9km）
- （貨）湘南貨物駅：1985年廃止、大船 - 藤沢間（東京起点49.0km）

#### 廃止信号場
#廃止区間にあるものを除く。
- 伊皿子信号所：田町駅 - 品川駅間、電車線上（約6.0 km）
- 芝仮信号場：伊皿子信号所と同一地点
- 目黒川信号場：品川駅 - 西大井駅間、品鶴線上（大崎駅構内に併合）
- 蛇窪信号場：品川駅 - 西大井駅間、品鶴線上（大崎駅構内に併合）
- 子安信号所：鶴見駅 - 新子安駅間（約24.6 km）
- 権現信号所：保土ケ谷駅 - 東戸塚駅間（約34.2 km）
- 川上信号所：東戸塚駅 - 戸塚駅間（約37.0 km）
- 久保信号所：戸塚駅 - 大船駅間（約43.6 km）
- 馬入川仮信号場：茅ケ崎駅 - 平塚駅間（約61.6 km）
- 来宮信号場：熱海駅 - 函南駅間（105.8 km。来宮駅構内に併合）
- 沼川仮信号場：吉原駅 - 富士駅間（約142.3 km）
- 富士川信号所：富士駅 - 富士川駅間（約148.1 km）
- 洞隧道仮信号所：由比駅 - 興津駅間（初代は約161.9 km、2代目は約161.6 km）
- 洞仮信号場：由比駅 - 興津駅間 (162.6 km)
- 石部仮信号所：用宗駅 - 焼津駅間（約190.0 km）
- 磯浜仮信号所：用宗駅 - 焼津駅間（約191.1 km）
- 瀬戸川仮信号所：用宗駅 - 焼津駅間（約192.0 km）
- 青島信号所：六合駅 - 島田駅間
- 友田信号場：金谷駅 - 菊川駅間 (217.7 km)
- 梅橋信号所：掛川駅 - 袋井駅間（約233.6 km）
- 原谷野川仮信号所：袋井駅 - 磐田駅間（約239.3 km）
- 太田川仮信号所：袋井駅 - 磐田駅間（約241.6 km）
- 天竜橋信号所：豊田町駅 - 天竜川駅間（約249.8 km）
- 白須賀信号所：鷲津駅 - 新所原駅間（約281.6 km）
- 大塚信号所：三河大塚駅付近（約305.6 km）
- 深溝信号所：三河塩津駅 - 三ケ根駅間（約314.7 km）
- 野田信号場：東刈谷駅付近（約338.1 km）
- 露橋仮信号場：尾頭橋駅 - 名古屋駅間 (363.6 km)
- 栄生仮信号場：名古屋駅 - 枇杷島駅間 (368.2 km)
- 清洲信号所：枇杷島駅 - 清洲駅間（約373.2 km）
- 木曽橋仮信号所：木曽川駅 - 岐阜駅間（約391.7 km）
- 長良川仮信号所：西岐阜駅 - 穂積駅間（約401.1 km）
- 寺倉信号場：醒ケ井駅 - 米原駅間（約443.0 km）

- 高宮川仮信号所：南彦根駅 - 河瀬駅間（約455.7 km）
- 野洲川信号所：野洲駅 - 守山駅間（約486.2 km）
- 狼川信号場：南草津駅 - 瀬田駅間（約495.1 km）
- 瀬田川仮信号場：瀬田駅 - 石山駅間（約497.6 km）
- 東山仮信号場：山科駅 - 京都駅間 (512.0 km)
- 桂川信号所：西大路駅 - 向日町駅間（約517.9 km）
- 吉祥院信号所：西大路駅 - 向日町駅間（約518.1 km）
- 神足信号所：向日町駅 - 長岡京駅間（約523.4 km）
- 桜井仮信号場：山崎駅 - 高槻駅間 (529.6 km)
- 梶原信号所：山崎駅 - 高槻駅間（約531.9 km）
- 富田信号所：摂津富田駅付近（約538.1 km）
- 茨木川仮信号所：摂津富田駅 - 茨木駅間（約540.2 km）
- 坪井信号所：千里丘駅 - 吹田駅間（約544.9 km）
- 吹田信号場：千里丘駅 - 岸辺駅間（546.3 km）
  - 吹田操車場廃止後の跡地に設置されたが、吹田貨物ターミナル駅開業後は同駅構内に統合[注釈 45]。
- 千里信号場：吹田駅 - 東淀川間 (549.2 km)
  - 片町線貨物支線（吹田駅 - 放出駅間）の分岐点。
- 西吹田仮信号場：吹田駅 - 東淀川駅間 (550.2 km)
- 高畑仮信号所：吹田駅 - 大阪駅間
- 宮原信号場：東淀川駅 - 新大阪駅間 (552.3 km)
  - 北方貨物線と本線の分岐点。
- 山口信号所：東淀川駅 - 新大阪駅間（約552.4 km）
- 上淀川仮信号場：新大阪駅 - 大阪駅間 (554.7 km)
- 野里信号場：塚本駅 - 尼崎駅間（約560.1 km）
- 歌島信号場：塚本駅 - 尼崎駅間初代は約561.2 km、2代目は560.6 km）
  - 北方貨物線と本線の合流地点。塚本駅に統合され廃止。
- 水野信号所：立花駅 - 甲子園口駅間（約567.7 km）
- 武庫川仮信号所：立花駅 - 甲子園口駅間（約568.5 km）
- 芦屋仮信号所：芦屋駅 - 甲南山手駅間（約576.3 km）

### 平均通過人員
各年度の平均通過人員（人/日）は以下のとおりである。
| 年度                    | 平均通過人員（人/日）                                                             | 平均通過人員（人/日）                                                             | 平均通過人員（人/日）                                                             | 平均通過人員（人/日）                       | 平均通過人員（人/日）            | 平均通過人員（人/日）            | 平均通過人員（人/日）            | 出典                    |
| 年度                    | JR東日本区間 （東京 - 熱海〈川崎および横浜経由〉、品川 - 鶴見〈新川崎経由〉など） | JR東日本区間 （東京 - 熱海〈川崎および横浜経由〉、品川 - 鶴見〈新川崎経由〉など） | JR東日本区間 （東京 - 熱海〈川崎および横浜経由〉、品川 - 鶴見〈新川崎経由〉など） | JR東海区間 （熱海 - 米原、大垣 - 美濃赤坂） | JR西日本区間 （米原 - 神戸など） | JR西日本区間 （米原 - 神戸など） | JR西日本区間 （米原 - 神戸など） | 出典                    |
| 年度                    | 東京 - 大船 品川 - 鶴見など                                                       | 大船 - 小田原                                                                     | 小田原 - 熱海                                                                     | JR東海区間 （熱海 - 米原、大垣 - 美濃赤坂） | 米原 - 京都                      | 京都 - 大阪                      | 大阪 - 神戸                      | 出典                    |
| ----------------------- | --------------------------------------------------------------------------------- | --------------------------------------------------------------------------------- | --------------------------------------------------------------------------------- | ------------------------------------------- | -------------------------------- | -------------------------------- | -------------------------------- | ----------------------- |
| 2011年度 （平成23年度） | 334,684                                                                           | 334,684                                                                           | 334,684                                                                           |                                             |                                  |                                  |                                  | [ 107 ]                 |
| 2011年度 （平成23年度） | 608,383                                                                           | 190,994                                                                           | 40,248                                                                            |                                             |                                  |                                  |                                  | [ 107 ]                 |
| 2012年度 （平成24年度） | 341,234                                                                           | 341,234                                                                           | 341,234                                                                           | 45,964                                      |                                  |                                  |                                  | [ 107 ] [ 108 ]         |
| 2012年度 （平成24年度） | 619,602                                                                           | 201,513                                                                           | 42,398                                                                            | 45,964                                      |                                  |                                  |                                  | [ 107 ] [ 108 ]         |
| 2013年度 （平成25年度） | 347,760                                                                           | 347,760                                                                           | 347,760                                                                           | 46,944                                      | 226,843                          | 226,843                          | 226,843                          | [ 107 ] [ 109 ] [ 110 ] |
| 2013年度 （平成25年度） | 631,204                                                                           | 200,183                                                                           | 42,376                                                                            | 46,944                                      | 120,773                          | 332,307                          | 391,030                          | [ 107 ] [ 109 ] [ 110 ] |
| 2014年度 （平成26年度） | 346,358                                                                           | 346,358                                                                           | 346,358                                                                           | 46,337                                      | 225,114                          | 225,114                          | 225,114                          | [ 107 ] [ 111 ] [ 112 ] |
| 2014年度 （平成26年度） | 630,099                                                                           | 196,852                                                                           | 41,175                                                                            | 46,337                                      | 118,819                          | 333,381                          | 385,499                          | [ 107 ] [ 111 ] [ 112 ] |
| 2015年度 （平成27年度） | 355,144                                                                           | 355,144                                                                           | 355,144                                                                           | 47,253                                      | 230,243                          | 230,243                          | 230,243                          | [ 107 ] [ 113 ] [ 114 ] |
| 2015年度 （平成27年度） | 647,306                                                                           | 199,513                                                                           | 41,692                                                                            | 47,253                                      | 120,836                          | 344,851                          | 390,684                          | [ 107 ] [ 113 ] [ 114 ] |
| 2016年度 （平成28年度） | 359,208                                                                           | 359,208                                                                           | 359,208                                                                           | 47,686                                      | 231,646                          | 231,646                          | 231,646                          | [ 115 ] [ 116 ] [ 117 ] |
| 2016年度 （平成28年度） | 654,373                                                                           | 200,252                                                                           | 41,061                                                                            | 47,686                                      | 120,946                          | 349,268                          | 391,351                          | [ 115 ] [ 116 ] [ 117 ] |
| 2017年度 （平成29年度） | 364,447                                                                           | 364,447                                                                           | 364,447                                                                           | 48,169                                      | 233,683                          | 233,683                          | 233,683                          | [ 115 ] [ 118 ] [ 119 ] |
| 2017年度 （平成29年度） | 663,141                                                                           | 201,513                                                                           | 42,398                                                                            | 48,169                                      | 121,754                          | 353,807                          | 393,419                          | [ 115 ] [ 118 ] [ 119 ] |
| 2018年度 （平成30年度） | 367,765                                                                           | 367,765                                                                           | 367,765                                                                           | 48,370                                      | 233,166                          | 233,166                          | 233,166                          | [ 115 ] [ 120 ] [ 121 ] |
| 2018年度 （平成30年度） | 669,492                                                                           | 202,683                                                                           | 42,766                                                                            | 48,370                                      | 121,748                          | 355,068                          | 389,365                          | [ 115 ] [ 120 ] [ 121 ] |
| 2019年度 （令和元年度） | 366,195                                                                           | 366,195                                                                           | 366,195                                                                           | 48,113                                      | 230,623                          | 230,623                          | 230,623                          | [ 115 ] [ 122 ] [ 123 ] |
| 2019年度 （令和元年度） | 667,013                                                                           | 200,738                                                                           | 43,062                                                                            | 48,113                                      | 120,758                          | 350,717                          | 385,049                          | [ 115 ] [ 122 ] [ 123 ] |
| 2020年度 （令和02年度） | 248,968                                                                           | 248,968                                                                           | 248,968                                                                           | 33,520                                      | 160,722                          | 160,722                          | 160,722                          | [ 115 ] [ 124 ] [ 125 ] |
| 2020年度 （令和02年度） | 452,775                                                                           | 140,212                                                                           | 25,301                                                                            | 33,520                                      | 84,526                           | 233,603                          | 281,569                          | [ 115 ] [ 124 ] [ 125 ] |
| 2021年度 （令和03年度） | 252,219                                                                           | 252,219                                                                           | 252,219                                                                           | 35,744                                      | 167,321                          | 167,321                          | 167,321                          | [ 126 ] [ 127 ] [ 128 ] |
| 2021年度 （令和03年度） | 454,245                                                                           | 150,198                                                                           | 28,129                                                                            | 35,744                                      | 90,470                           | 243,072                          | 288,227                          | [ 126 ] [ 127 ] [ 128 ] |
| 2022年度 （令和04年度） | 285,480                                                                           | 285,480                                                                           | 285,480                                                                           |                                             | 190,107                          | 190,107                          | 190,107                          | [ 126 ] [ 129 ]         |
| 2022年度 （令和04年度） | 511,926                                                                           | 169,301                                                                           | 34,826                                                                            | 100,979                                     | 285,084                          | 319,661                          |                                  | [ 126 ] [ 129 ]         |
| 2023年度 （令和05年度） | 310,657                                                                           | 310,657                                                                           | 310,657                                                                           |                                             | 204,417                          | 204,417                          | 204,417                          | [ 130 ] [ 131 ]         |
| 2023年度 （令和05年度） | 558,014                                                                           | 181,901                                                                           | 38,466                                                                            | 107,473                                     | 316,342                          | 333,318                          |                                  | [ 130 ] [ 131 ]         |